# Villabé
Cet article concerne une commune française. Pour le comédien, voir Villabé (acteur).
Villabé (prononcé [vilabe] ) est une commune française située à trente et un kilomètres au sud-est de Paris dans le département de l’Essonne en région Île-de-France. Délimité au sud et à l'est par le dernier méandre de l'Essonne avant sa confluence avec la Seine, entre l'extrémité est du plateau agricole du Hurepoix et la vallée de la rivière, le territoire de la commune s'inscrit dans un paysage de transition qui a longtemps structuré l'activité humaine de ses habitants.
Le plateau, autrefois espace agricole voué à la culture céréalière, occupe tout le quart nord-ouest du territoire. De grandes zones commerciales et logistiques ont, depuis les années 1990, remplacé peu à peu les parcelles de blé, de pommes de terre et de betteraves. Les coteaux qui descendent lentement vers l'Essonne ont, de par leur exposition au sud et à l'est, autrefois été occupés par des vignobles disparus à la fin XIXe siècle victimes du phylloxéra. C'est sur un de ces coteaux que le village historique s'est établi, au nord-est, à l’abri des vents d'ouest. Le bourg s'est progressivement étendu sur l'ensemble des coteaux orientaux pour finalement en occuper tout l'espace à l'exception notable au nord-est d'un large vallon, connu sous le nom de cirque de l'Essonne, formé par l'élargissement du bassin de la rivière en cet endroit et le rapprochement du plateau en direction de la Seine. La vallée de l'Essonne, quant à elle, reste une zone humide préservée. La rivière, dont le débit régulier a permis l'installation de moulins à eau, d'abord pour la minoterie puis pour entrainer les machines des manufactures qui se sont installées à la fin du XVIIIe siècle et au début du XIXe siècle aux hameaux d'Ormoy et de Moulin-Galant. Ce sont ces manufactures qui ont influencé l'essor économique de la commune pendant la Révolution industrielle.
Le village de Villabé, d'abord marqué par l'agriculture et la viticulture jusqu’au XVIIIe siècle, puis par l’industrie papetière de la famille Darblay au XIXe siècle, connait depuis cette époque une croissance démographique lente et régulière, portée par les grandes infrastructures de transports et de services développées sur son territoire. C’est en 2015 une commune aux confins de l’urbanisation de l’agglomération d’Évry-Corbeil-Essonnes, riche d’un pôle logistique et commercial important et d’un patrimoine naturel préservé dans les marais de la basse vallée de l’Essonne.

## Géographie

### Situation

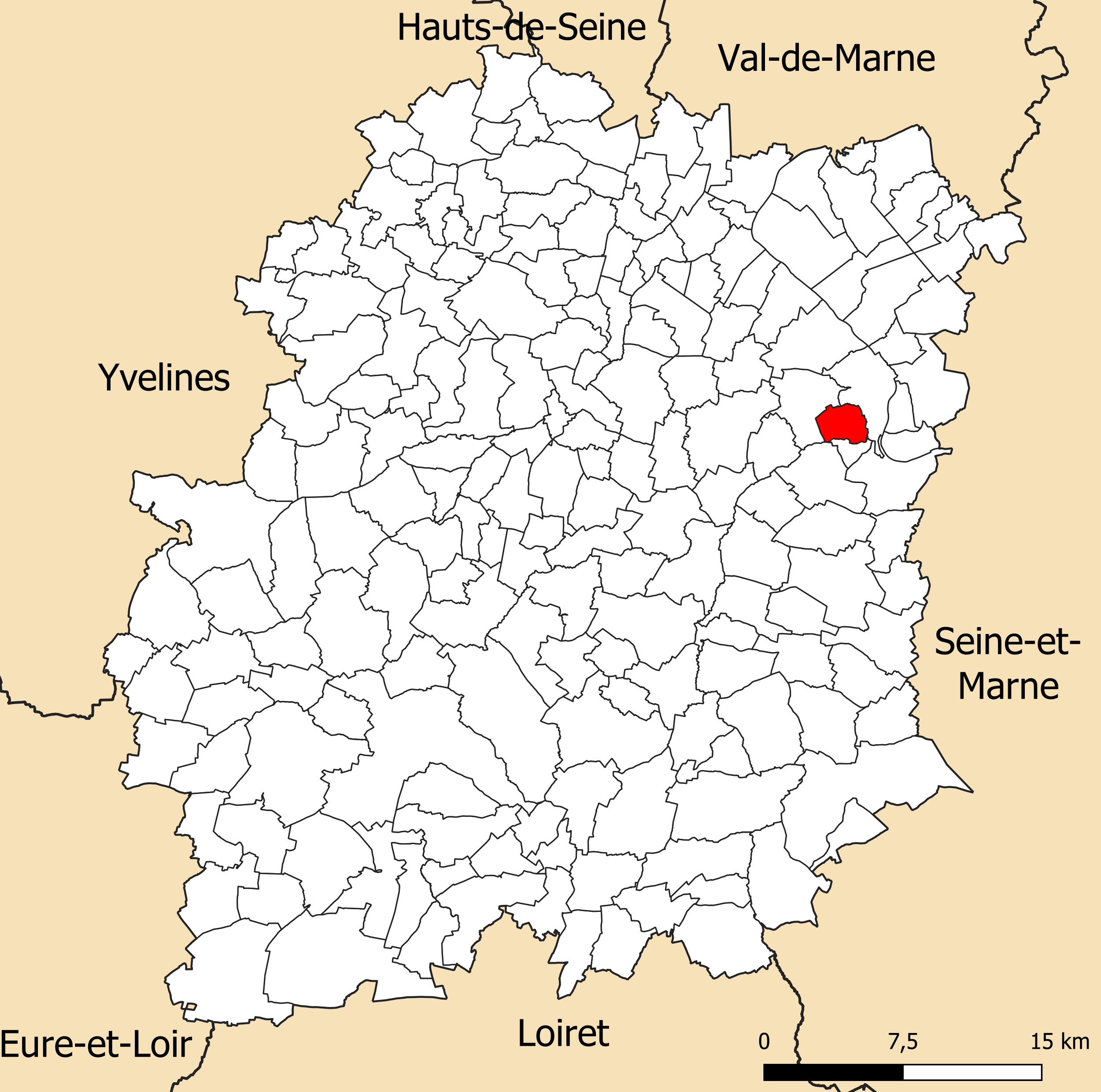
Position de Villabé en Essonne.

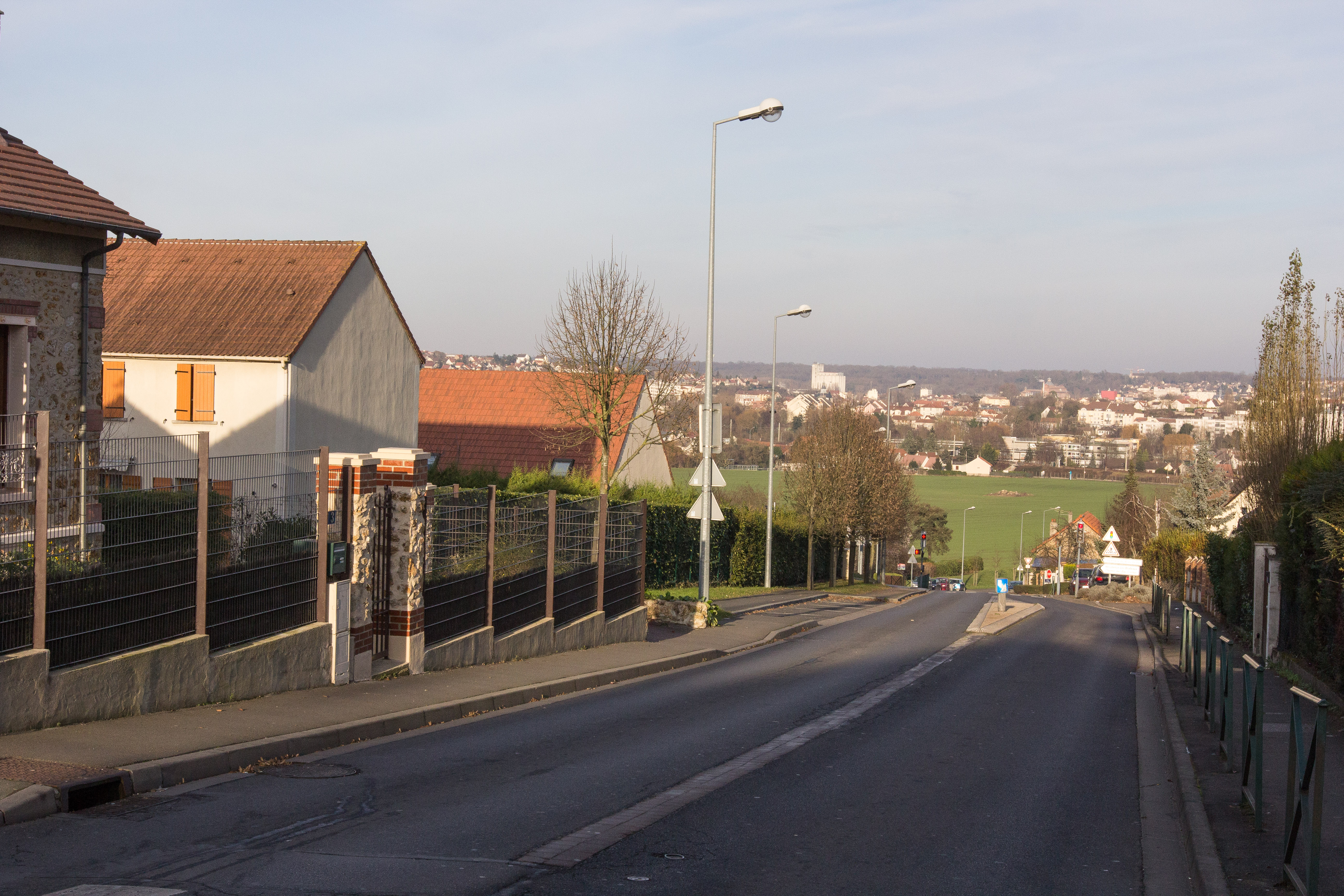
L'avenue de la Vieille-Côte, le cirque de l’Essonne et Corbeil-Essonnes à l'arrière plan.

Villabé est située dans la région Île-de-France, à l’est du département de l’Essonne, intégralement intégré à l’agglomération parisienne, à la frontière de l’ancien pays, aujourd’hui la région naturelle du Hurepoix.
Le territoire communal s’inscrit dans un carré approximatif de 2,5 kilomètres de côté totalisant 456 hectares. L’Institut national de l'information géographique et forestière (IGN) attribue les coordonnées géographiques 48°35’20" N et 02°27’21" E au point central de ce territoire.
Du sud-ouest au nord-est, la rivière l’Essonne coule sur le territoire municipal à travers des marais, formant des îles naturelles. Du sud au nord, le territoire est en outre traversé par les canalisations pour parties souterraines de l’aqueduc de la Vanne et du Loing. Le territoire se partage entre un plateau à l’ouest et un cirque naturel à l’est dominant le cours de la rivière, il s’étage entre une altitude maximale de quatre-vingt-neuf mètres et une altitude minimale de quarante mètres.
À vol d'oiseau, la commune est située à 31,3 kilomètres au sud-est de Paris-Notre-Dame, point zéro des routes de France, 5,3 kilomètres au sud de la préfecture Évry-Courcouronnes, 21,0 kilomètres au sud-est de Palaiseau, 27,8 kilomètres au nord-est d’Étampes, 2,9 kilomètres au sud-ouest de Corbeil-Essonnes et 15,8 kilomètres au nord-ouest de Melun.
 

### Communes limitrophes
Les communes limitrophes sont Lisses, Corbeil-Essonnes, Mennecy et Ormoy.

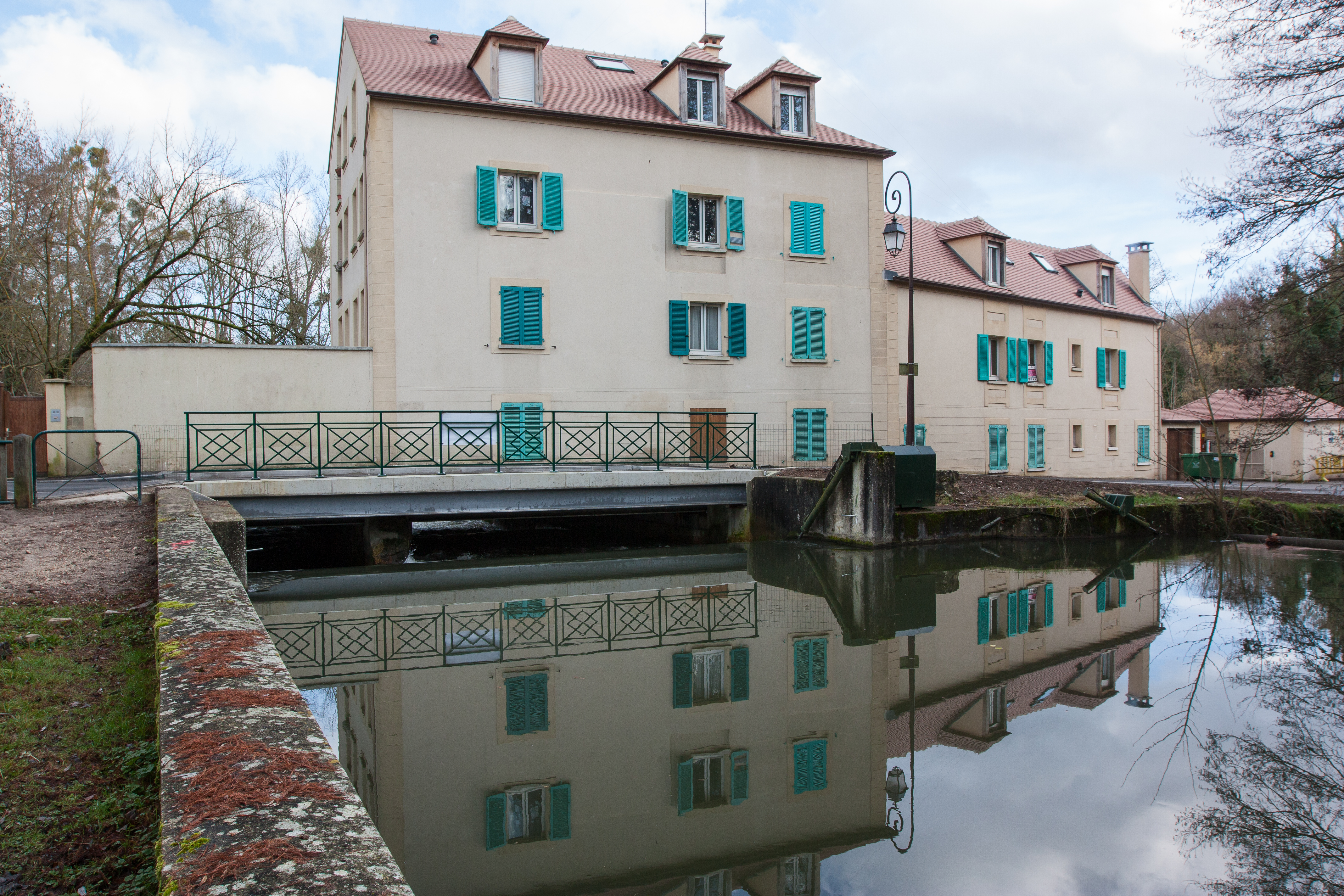
Un des trois ponts d'Ormoy sur l'Essonne marquant la limite entre Villabé et Ormoy.

La rivière l’Essonne marque la frontière naturelle au sud-ouest avec Mennecy, au sud et au sud-est avec Ormoy et à l’est avec Corbeil-Essonnes, la limite se poursuit en suivant les parcelles de la zone industrielle de la Nacelle et à travers champs au nord-est avec cette même commune. Au nord, le chemin d’Essonnes à Villabé puis la route de Lisses marquent en partie la frontière avec Lisses, qui partage au nord-ouest le Clos aux Pois et à l’ouest les espaces agricoles jusqu’au cours d’eau.
| Lisses  | Lisses  | Corbeil-Essonnes |
| Lisses  | Villabé | Corbeil-Essonnes |
| Mennecy | Ormoy   | Ormoy            |

### Relief

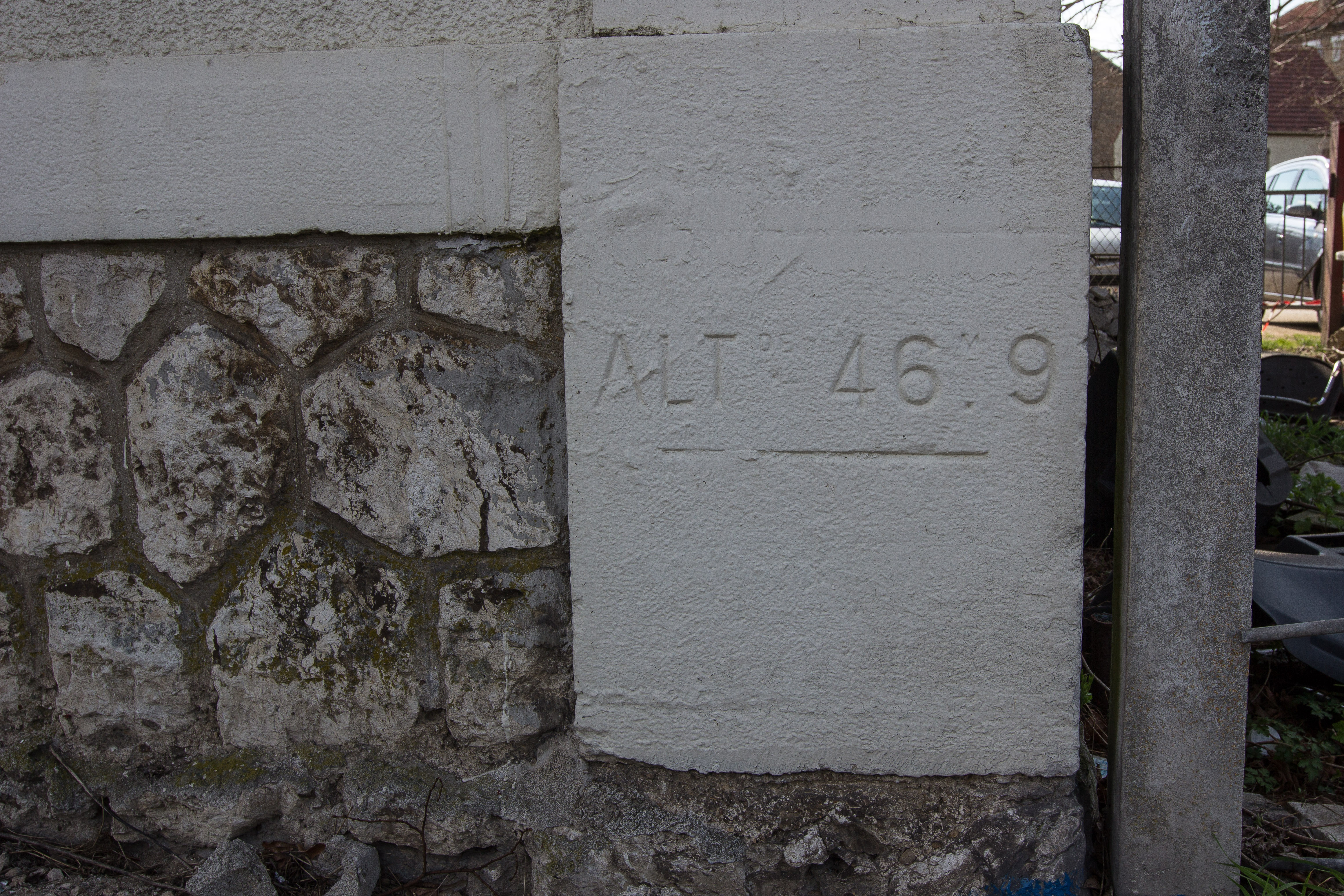
Altitude de 46.9 m inscrite au bas d'un mur de l'ancien bâtiment voyageurs de la gare de Villabé.

Villabé se situe à l’extrême est du plateau du Hurepoix. La commune est répartie sur les bords de ce plateau et s’étage entre une altitude maximale de 89 mètres sur un coteau au lieu-dit les 44 Arpents au nord-ouest du territoire et une altitude minimale de 40 mètres au nord-est, au creux du cirque de l'Essonne à proximité du hameau de la Petite-Nacelle. La déclivité arrondie orientée vers le lit de la rivière forme le milieu naturel du cirque. Au sud-ouest, au hameau d'Ormoy, en bordure de la rivière, l’altitude atteint 46 mètres. Le centre-ville, à l’est, est lui approximativement situé à 84 mètres d’altitude.

Sélection de vues du relief de la commune de Villabé
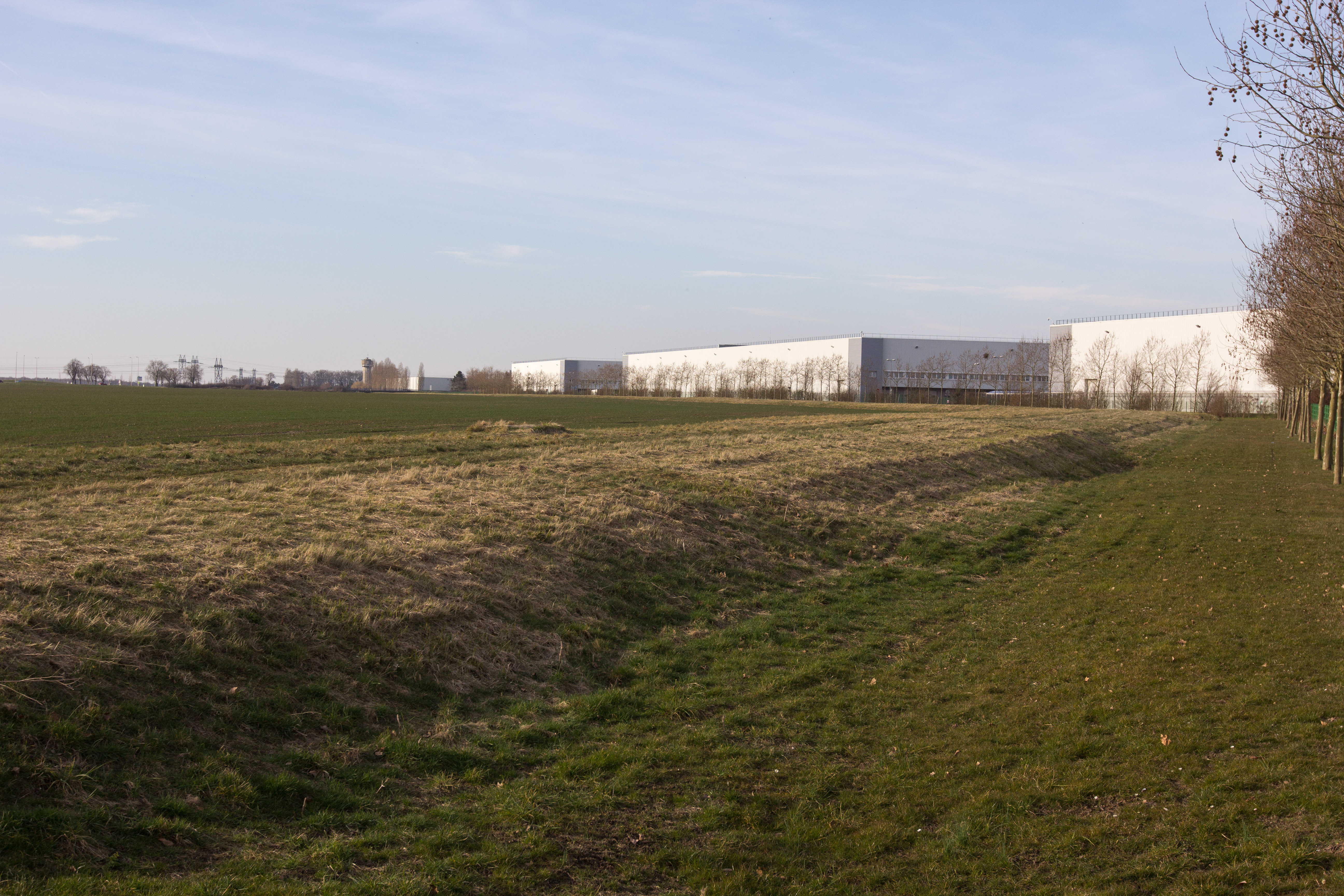
Le lieu-dit Derrière la ferme, sur le plateau occidental de la commune (alt. 85 m environ).
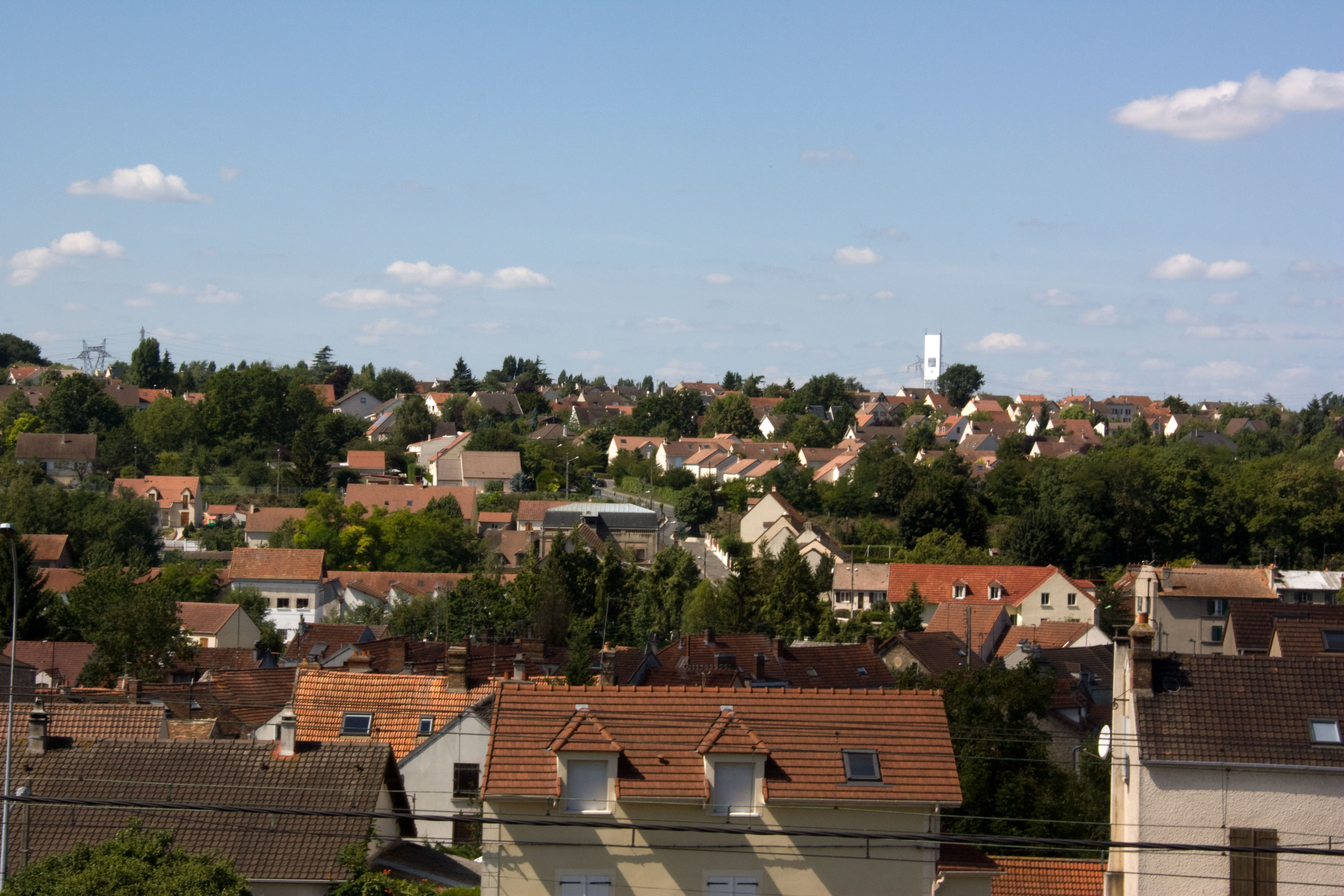
Le quartier de l’Ormeteau, sur un coteau de la vallée de l’Essonne (alt. 75 m environ).
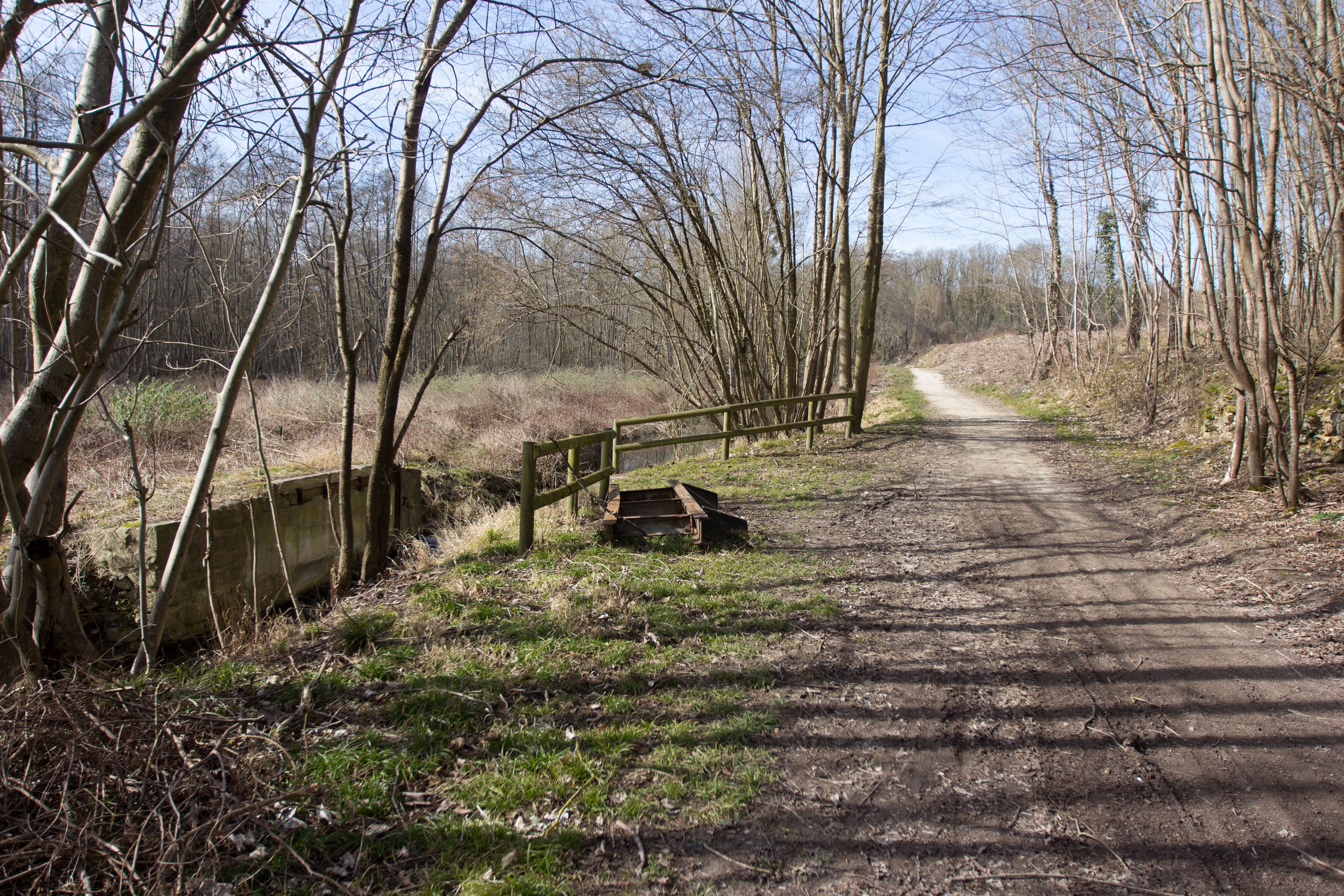
Le lieu-dit Les Canaux, dans la vallée de l'Essonne (alt. 50 m environ).

### Géologie

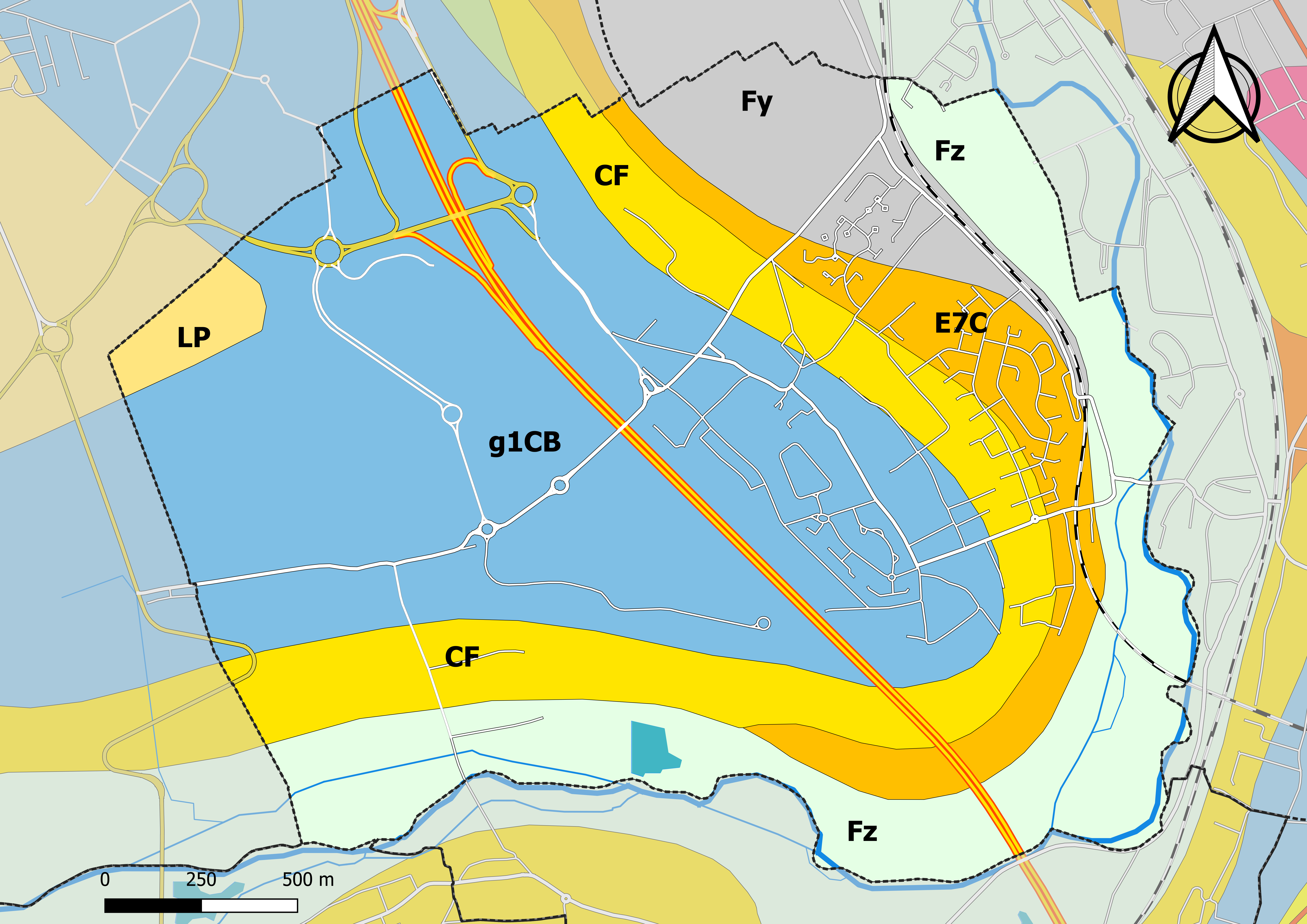
Carte géologique simplifiée de Villabé.

Géologiquement intégré au bassin parisien, le territoire communal est situé à l'extrémité sud-ouest du plateau calcaire de la Brie, plateau recouvert de lœss fertile et favorable à la grande culture céréalière. Les sols affleurants du territoire de la commune se répartissent selon cinq strates liées à leur composantes et à leur âge géologiques. La partie ouest et nord-ouest du territoire de la commune (plateau du Hurepoix) date du Quaternaire, elle est formée de limon des plateaux (LP) de composition argilo-marneuse. Le haut des coteaux de la vallée de l’Essonne, sur leurs flancs sud et ouest, date du Stampien inférieur (g1CB), ils sont composés de calcaire et de meulière de Brie. La partie médiane des coteaux de la vallée de l’Essonne date aussi du quaternaire, c’est une couche de colluvions limoneuses (CF) composée d’éboulis ou d’alluvions d’origines variées, argilo-sablonneuse ou caillouteuse. La partie basse des coteaux date du Bartonien supérieur (e7C), elle est composée de calcaire de Champigny. La bande aux abords de l’Essonne date de l’Holocène (Fy et Fz), elle est composée de sable, de graviers calcaires ou siliceux,.
|  | CF : | Colluvions de versant et de fond de vallon                                                                    |
|  | LP : | Limon des plateaux                                                                                            |
|  | Fz : | Alluvions récentes : limons, argiles, sables, tourbes localement                                              |
|  | Fy : | Alluvions anciennes (basse terrasse de 0-10 m) : sables et graviers, colluvions, alluvions et apports éoliens |

|  | g1CB : | Calcaire de Brie stampien et meulières plio-quaternaire indifférenciées |

|  | e7C : | Calcaire de Champigny, Calcaire de Château-Landon, Marnes de Nemours |

### Risques naturels et technologiques

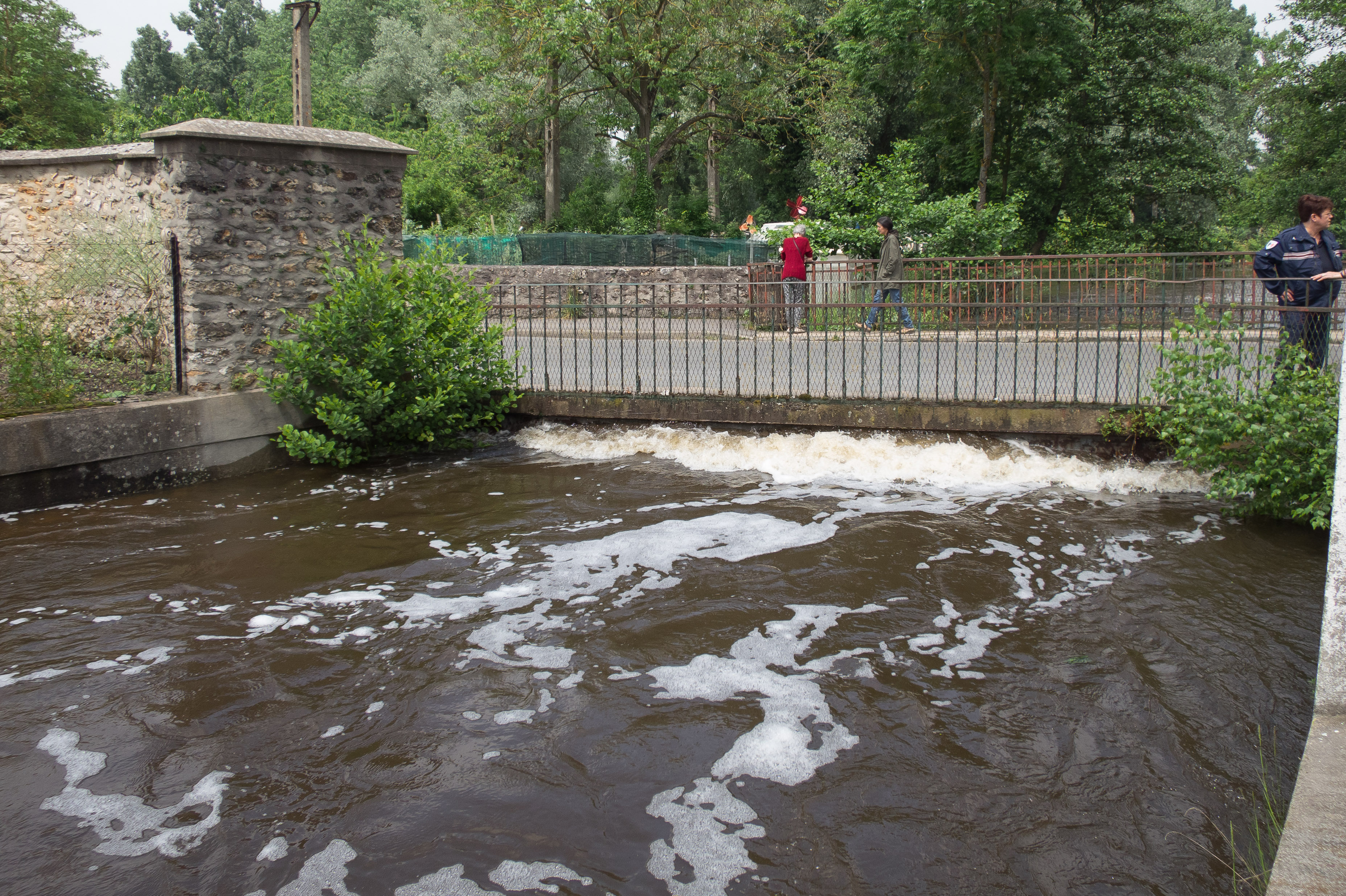
Crue de l'Essonne au hameau de Moulin-Galant en juin 2016.

La commune de Villabé faisant partie du bassin versant de l’Essonne, la partie basse de son territoire (hameaux d'Ormoy et de Moulin-Galant) est sujette aux inondations liées aux crues de la rivière. Un plan de prévention du risque inondation, élaboré en 2012, s'applique au 35 communes riveraines de l'Essonne dans des trois départements qu'elle traverse (Loiret, Seine-et-Marne et Essonne), dont Villabé.
La crue de la rivière Essonne, au début du mois de juin 2016, a provoqué des inondations dans les hameaux d'Ormoy et de Moulin-Galant entrainant l'évacuation de plusieurs habitations,.

### Hydrographie
Le territoire de la commune est situé dans le bassin versant de l’Essonne. La rivière marque les limites sud et est de la commune en formant un arc de cercle sur une longueur de cinq kilomètres. Dans son parcours au sud de la commune, la rivière se divise en petits bras : le bras gauche sur lequel est situé le moulin de Villoison, le bras droit le long duquel se trouve le moulin d’Ormoy, et le bras de la petite Essonne qui traverse le parc de Châteaubourg. Puis, en se dirigeant vers l’est, la rivière crée une zone humide composée d’étangs et de zones marécageuses. Brusquement, au niveau du pont de l’autoroute A6 qui la franchit, la rivière bifurque à angle droit et remonte vers le nord en direction de Corbeil-Essonnes. La rivière se divise à nouveau en deux bras au milieu desquels se trouve la grande île de Moulin Galant. Les bras de la rivière se rejoignent au lieu-dit la Nacelle et l’Essonne poursuit son parcours dans Corbeil-Essonnes où elle rejoint la Seine après s’être à nouveau divisée. Une station de mesure hydrométrique était implantée dans la commune entre 1985 et 1993.

Sélection de vues de la rivière Essonne à Villabé.
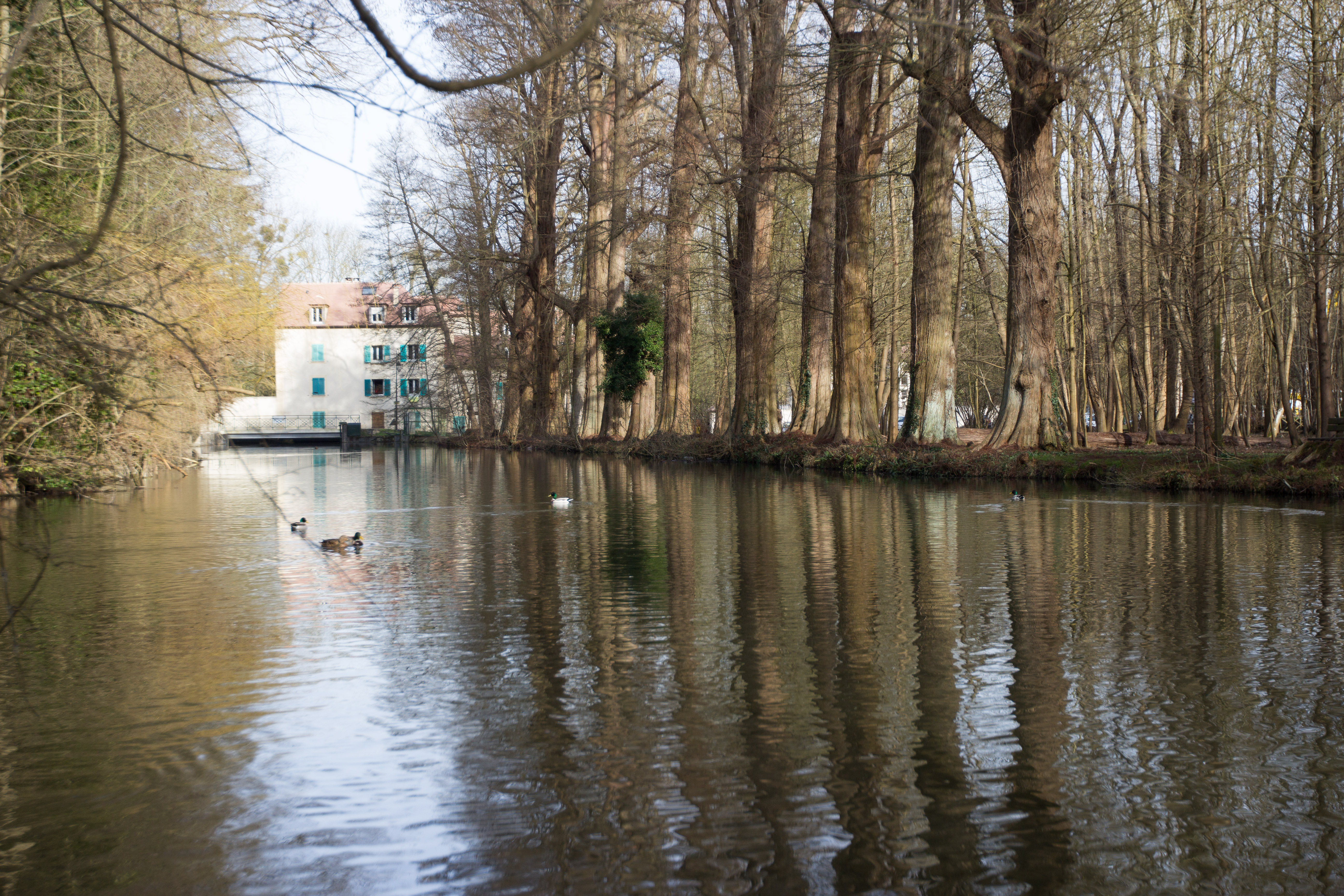
L'Essonne dans le Clos de Montauger au hameau d'Ormoy.
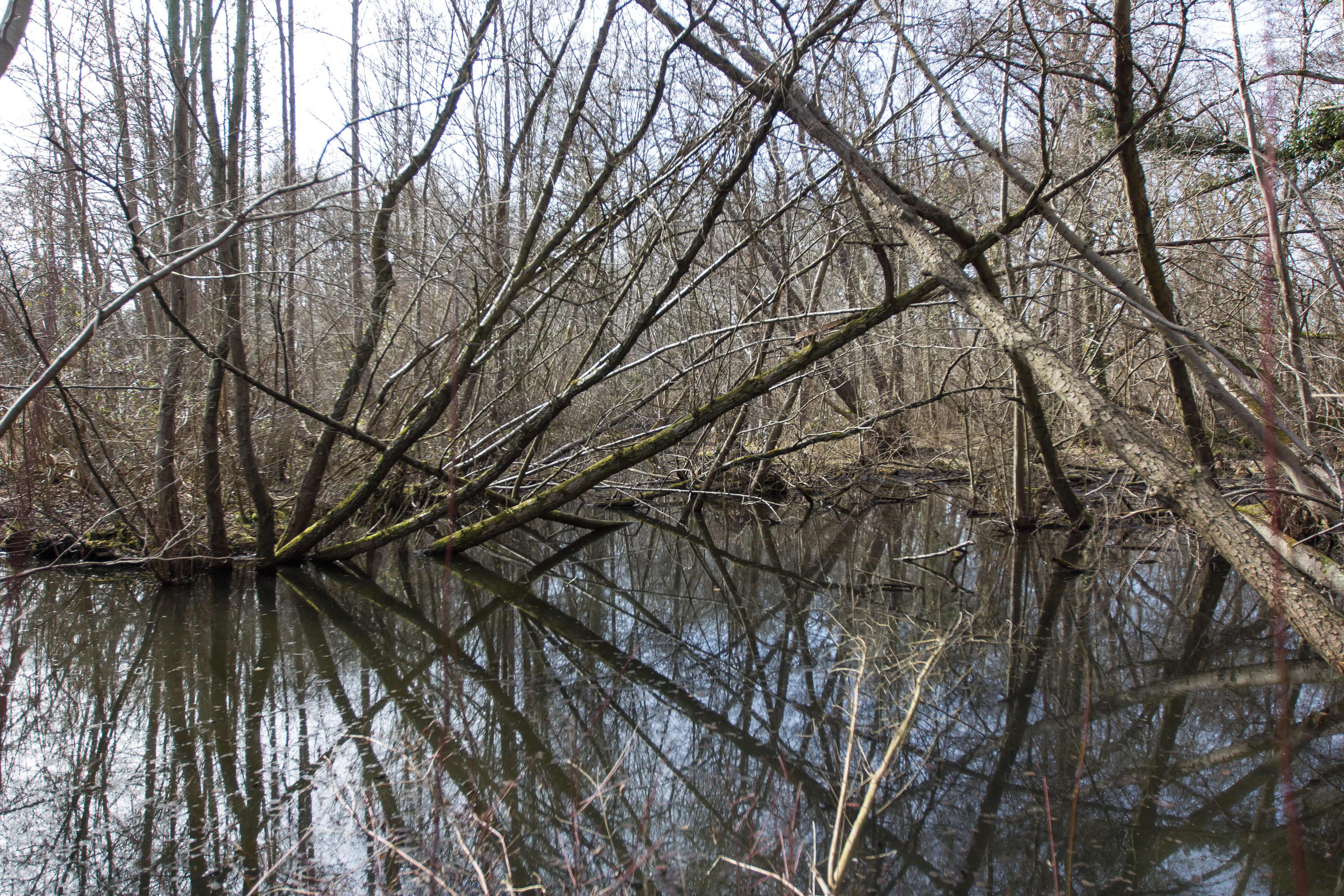
Les marais de l’Essonne dans la prairie sous les Brettes.
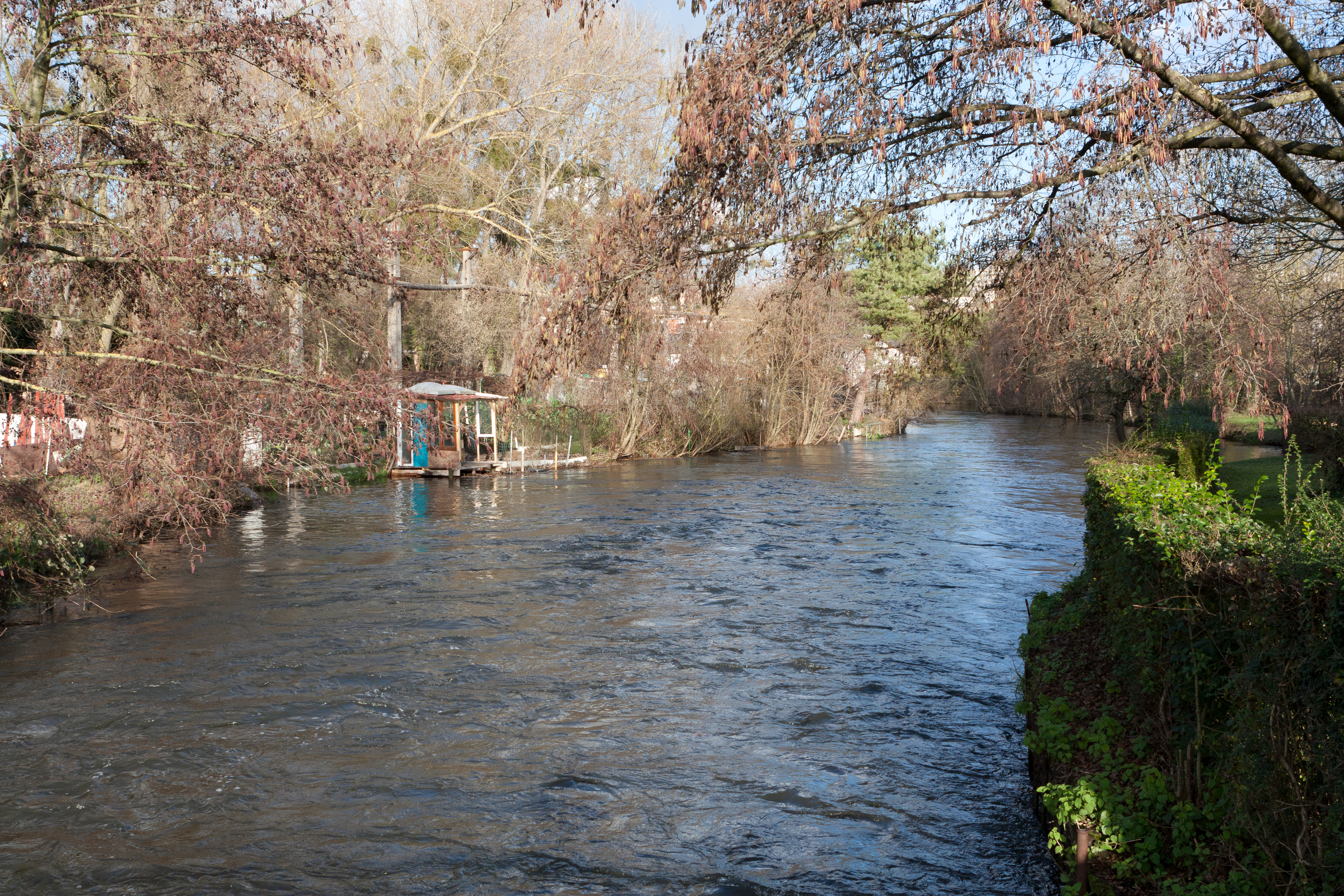
L’Essonne au hameau de Moulin-Galant.

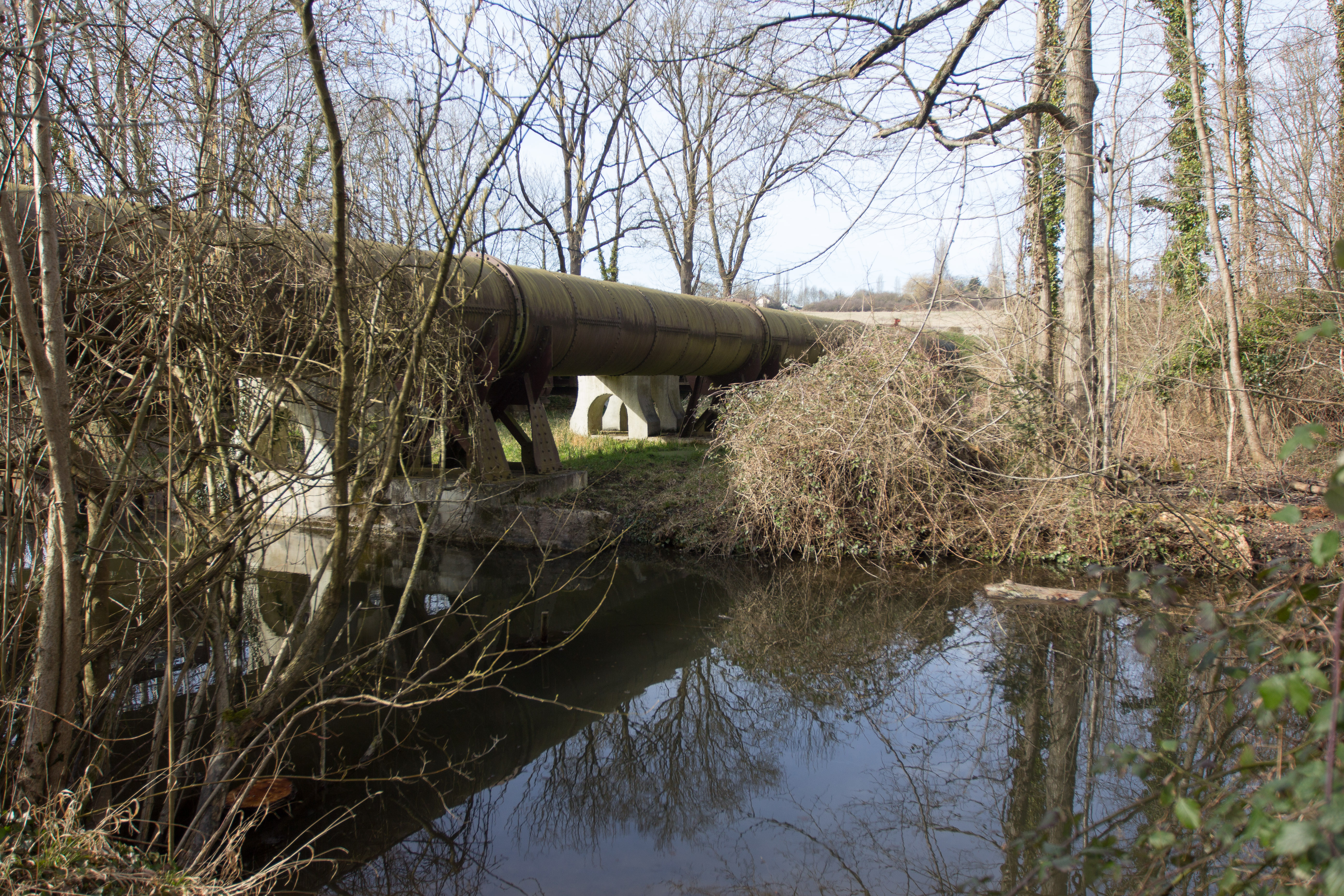
Les canalisations des aqueducs de la Vanne et du Loing franchissant l'Essonne.

L'aqueduc de la Vanne et du Loing, qui alimente Paris en eau potable par le réservoir de Montsouris, traverse le territoire de la commune dans sa partie ouest (du sud au nord en direction de Lisses). Une station de relevage, située au bord du plateau du Hurepoix, permet de relever l’eau du niveau de l’Essonne (qui est enjambée par des canalisations métalliques) jusqu’au niveau du plateau.
Deux petits lacs sont implantés au sud de la commune au lieu-dit les Brettes, un bassin de rétention des eaux pluviales a été aménagé dans la plaine des Brateaux en arrière de l’aire de service de Lisses, un second lac de rétention des eaux de pluie est disposé à l’ouest du bourg à l’angle des rues de Cassiopée et d’Ambreville.

Sélection de vues des bassins de rétention d'eau à Villabé.
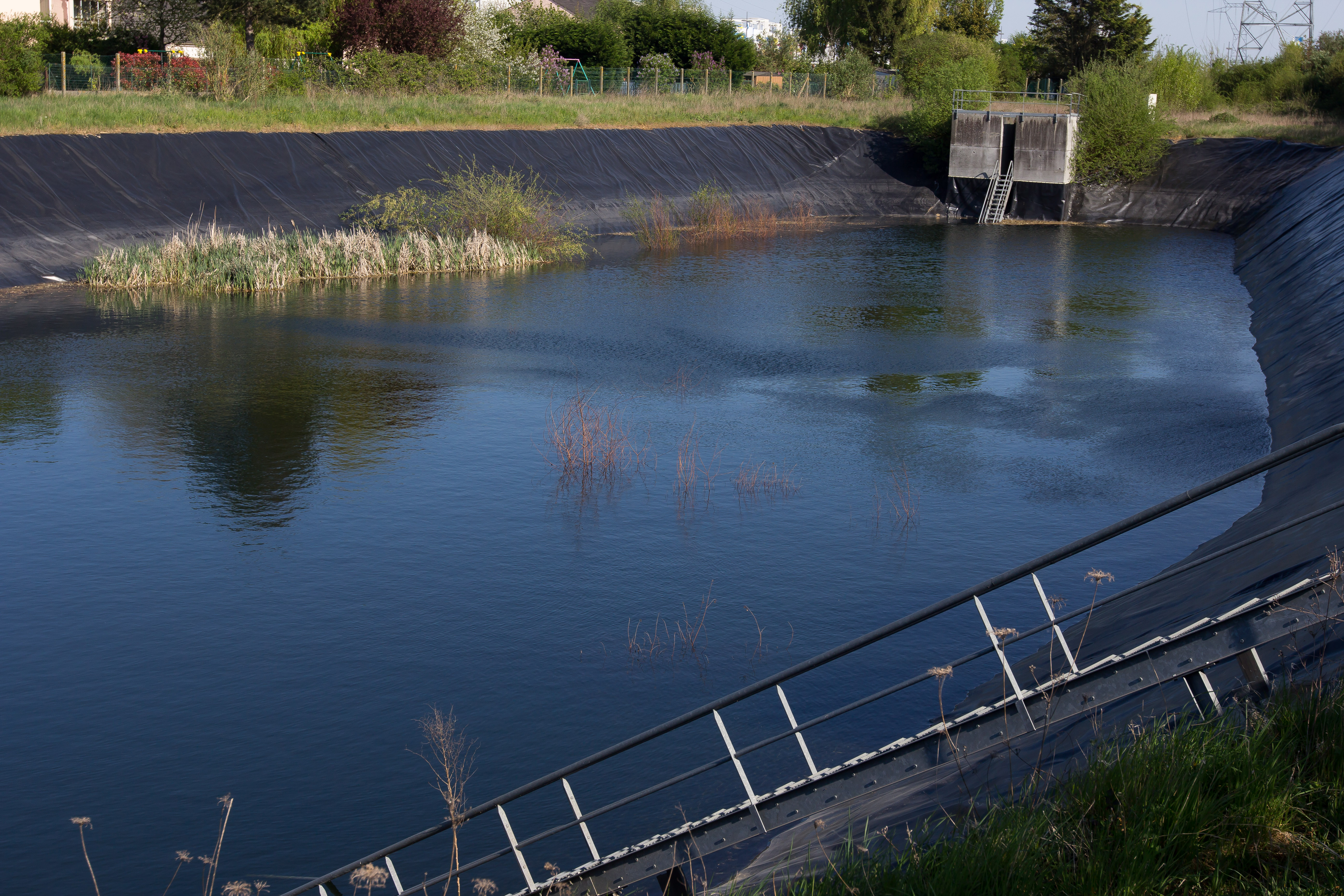
Le bassin de rétention d'eau de la plaine des Brateaux.
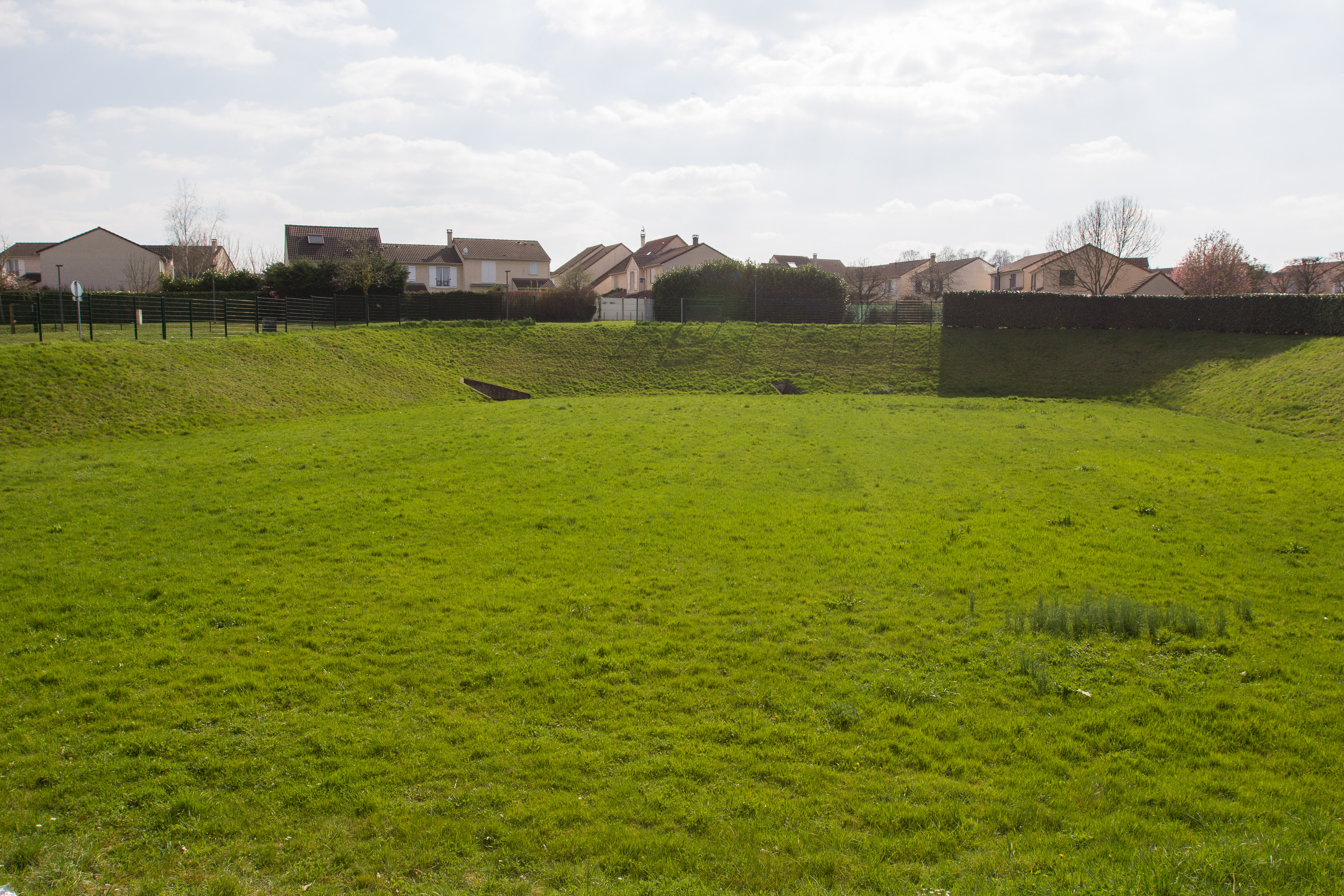
Le bassin de rétention d'eau du chemin d'Ambreville.

### Climat
Pour des articles plus généraux, voir Climat de l'Île-de-France et Climat de l'Essonne.
En 2010, le climat de la commune est de type climat océanique dégradé des plaines du Centre et du Nord, selon une étude du CNRS s'appuyant sur une série de données couvrant la période 1971-2000. En 2020, Météo-France publie une typologie des climats de la France métropolitaine dans laquelle la commune est exposée à un climat océanique altéré et est dans la région climatique Sud-ouest du bassin Parisien, caractérisée par une faible pluviométrie, notamment au printemps (120 à 150 mm) et un hiver froid (3,5 °C).
Pour la période 1971-2000, la température annuelle moyenne est de 11,4 °C, avec une amplitude thermique annuelle de 15,4 °C. Le cumul annuel moyen de précipitations est de 659 mm, avec 11,1 jours de précipitations en janvier et 7,7 jours en juillet. Pour la période 1991-2020, la température moyenne annuelle observée sur la station météorologique la plus proche, située sur la commune de Seine-Port à 8 km à vol d'oiseau, est de 11,3 °C et le cumul annuel moyen de précipitations est de 673,1 mm,. Pour l'avenir, les paramètres climatiques de la commune estimés pour 2050 selon différents scénarios d'émission de gaz à effet de serre sont consultables sur un site dédié publié par Météo-France en novembre 2022.

## Urbanisme

### Typologie
Au 1er janvier 2024, Villabé est catégorisée grand centre urbain, selon la nouvelle grille communale de densité à sept niveaux définie par l'Insee en 2022.
Elle appartient à l'unité urbaine de Paris, une agglomération inter-départementale regroupant 407  communes, dont elle est une commune de la banlieue,,. Par ailleurs la commune fait partie de l'aire d'attraction de Paris, dont elle est une commune du pôle principal,. Cette aire regroupe 1 929 communes,.

### Morphologie urbaine
le centre-ville de la commune a conservé un caractère rural, majoritairement constitué de maisons traditionnelles en pierre meulière, complété de petits habitats collectifs ancien et de lotissements pavillonnaires récents.

Vues panoramiques de Villabé.
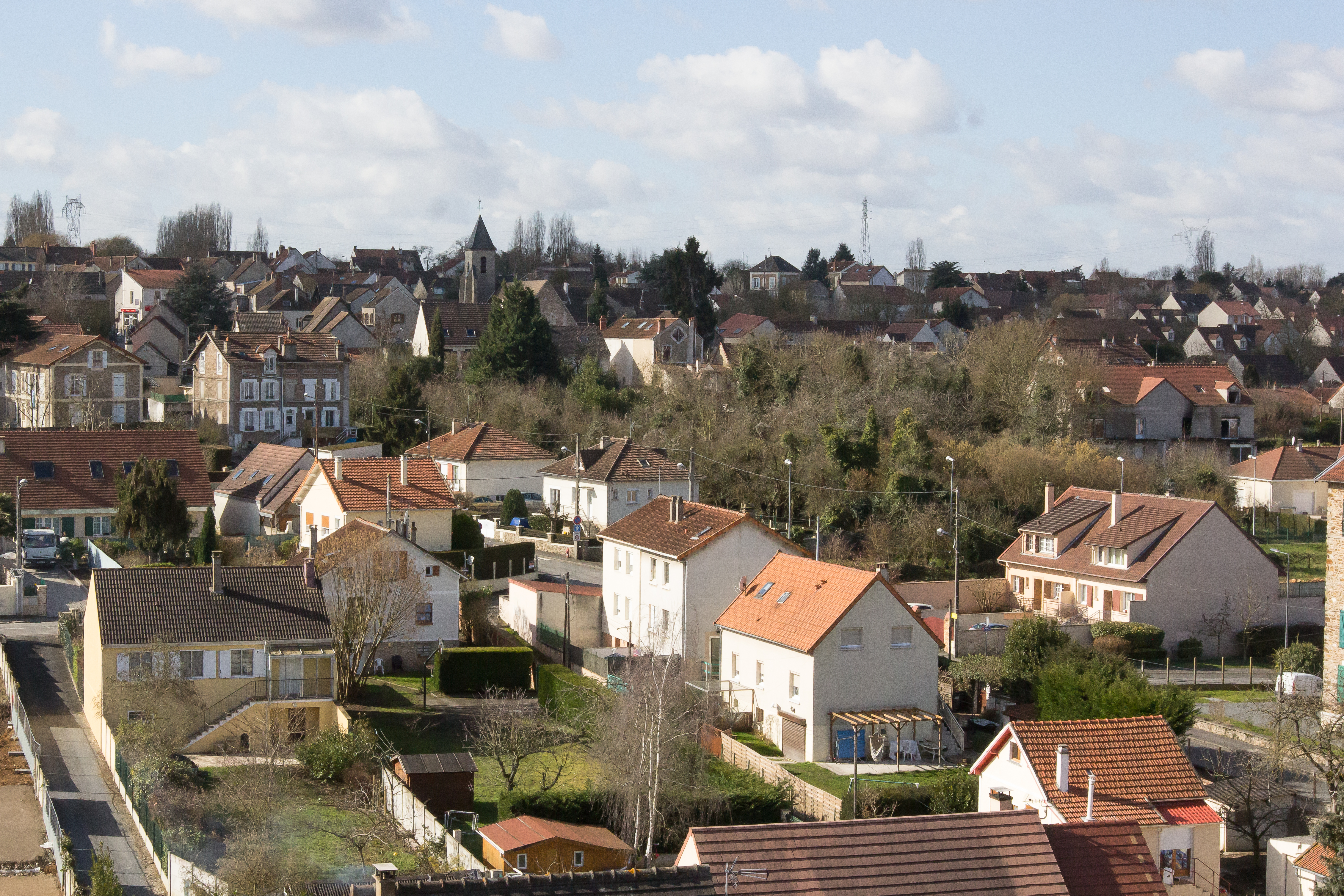
À l'ouest, le bourg historique autour de l'église.
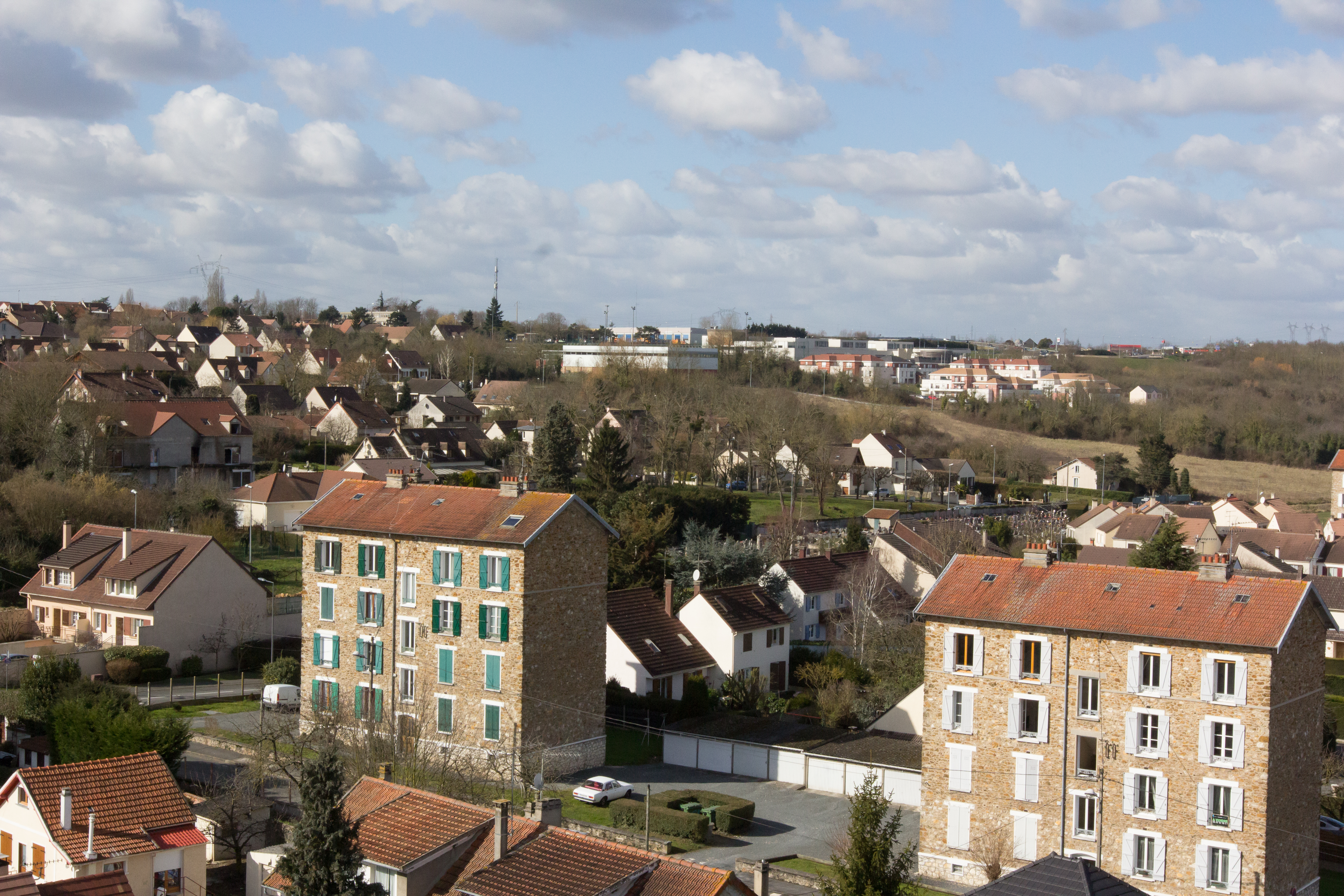
Au nord-ouest, le collège et l'aire de service de l'A6 à l'arrière-plan.
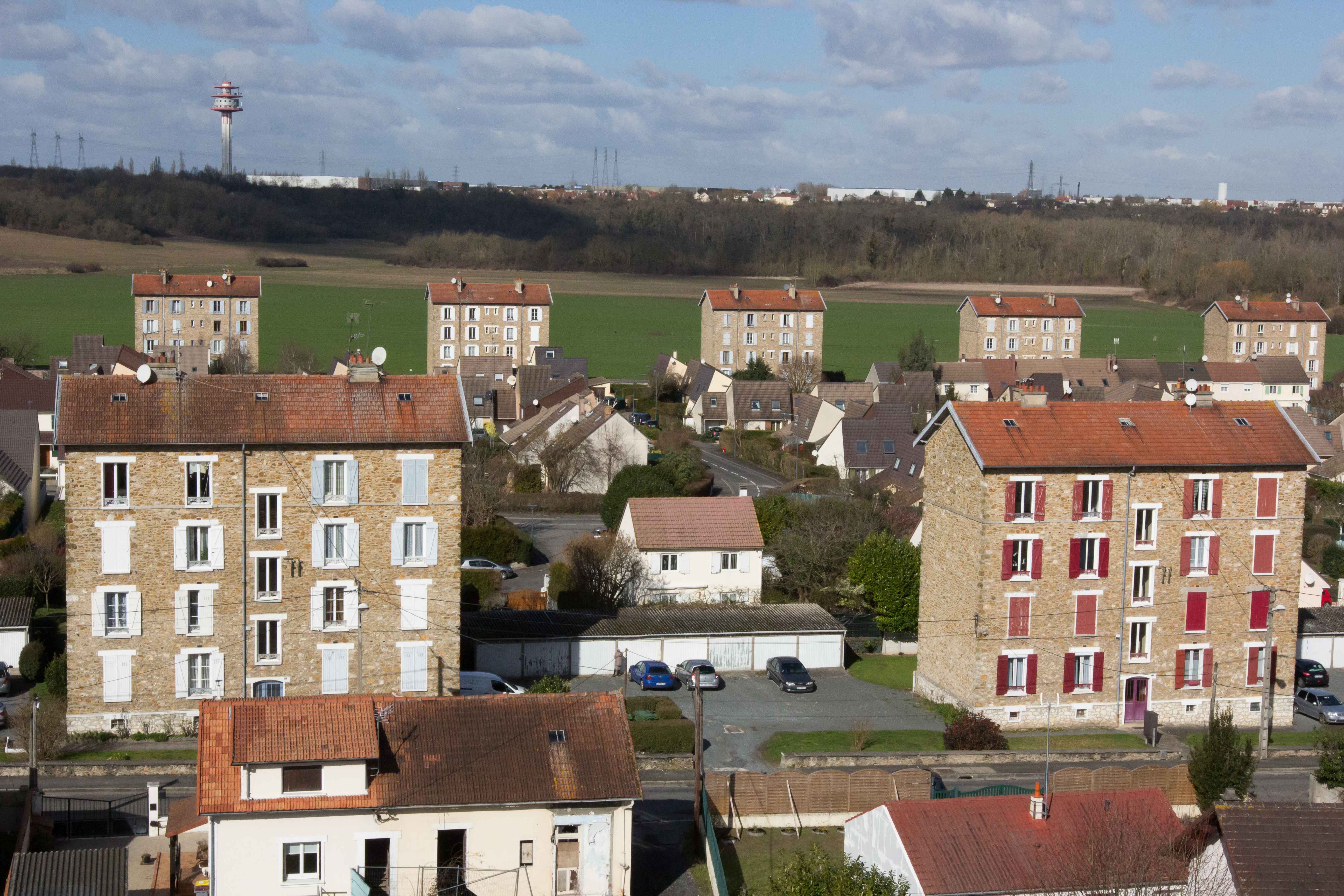
Au nord, la cité Darblay au 1er plan et le cirque de l'Essonne au second plan.
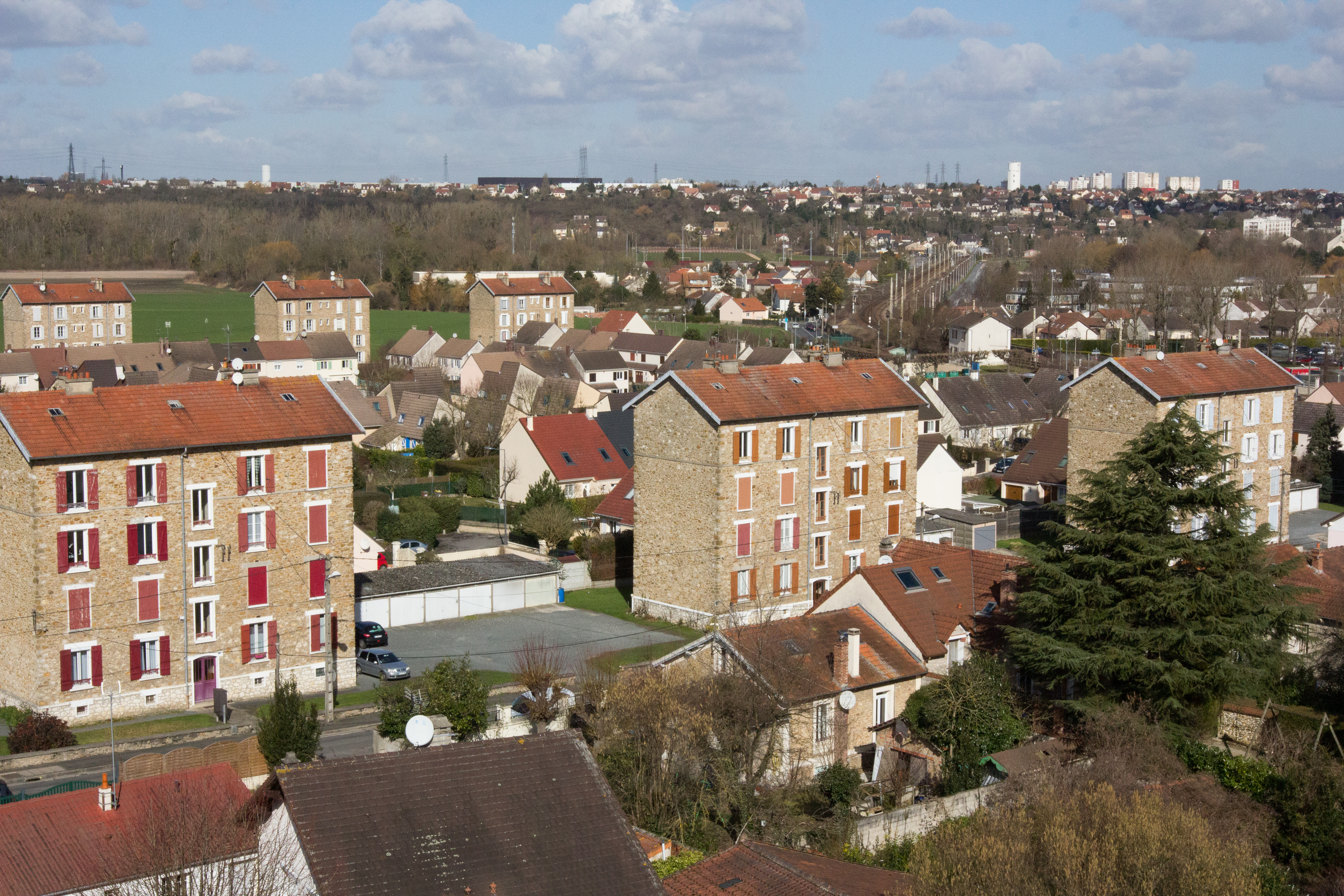
Au nord-est, le hameau de la Petite-Nacelle au second plan et Corbeil-Essonne à l'arrière-plan.

La morphologie urbaine de Villabé se caractérise par une majorité de maisons individuelles, notamment en centre-ville historique avec la présence de meulières et de corps de ferme typiques du Bassin parisien autour de l’église, réhabilités et mis en valeur par un aménagement urbain à tendance traditionnelle (pavage partiel des voies, enfouissement des réseaux électriques et téléphoniques, mobilier urbain adapté).
À l’est du bourg subsistent les anciennes cités ouvrières bâties au XIXe siècle par la famille Darblay, un habitat collectif composé d’immeubles de trois étages en pierre meulière. Les lotissements successifs entamés durant les années 1970 ont entraîné la constitution de zones pavillonnaires tout autour du centre-bourg jusqu’en bordure de la voie ferrée à l’est et de l’autoroute à l’ouest. À l’ouest de la tranchée d’autoroute se trouve un terrain partagé entre terres cultivées, habitat diffus et zones commerciales et industrielles, avec la présence du centre commercial Villabé A6, de l’aire de service autoroutière et des vastes entrepôts de la zone Eurologistic.

Sélection de vues de différents habitats anciens de Villabé.
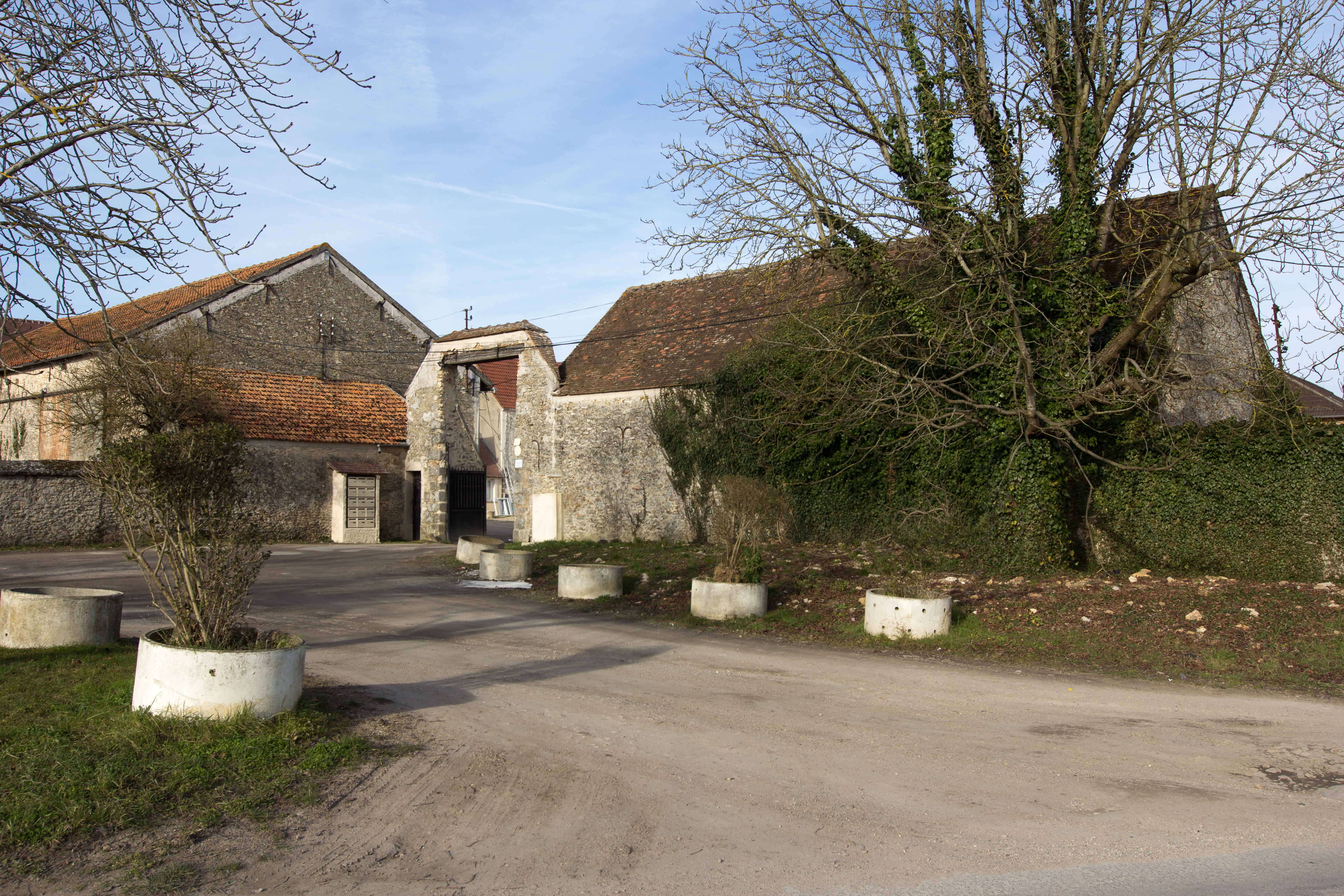
Ancienne ferme du hameau de Villoison.
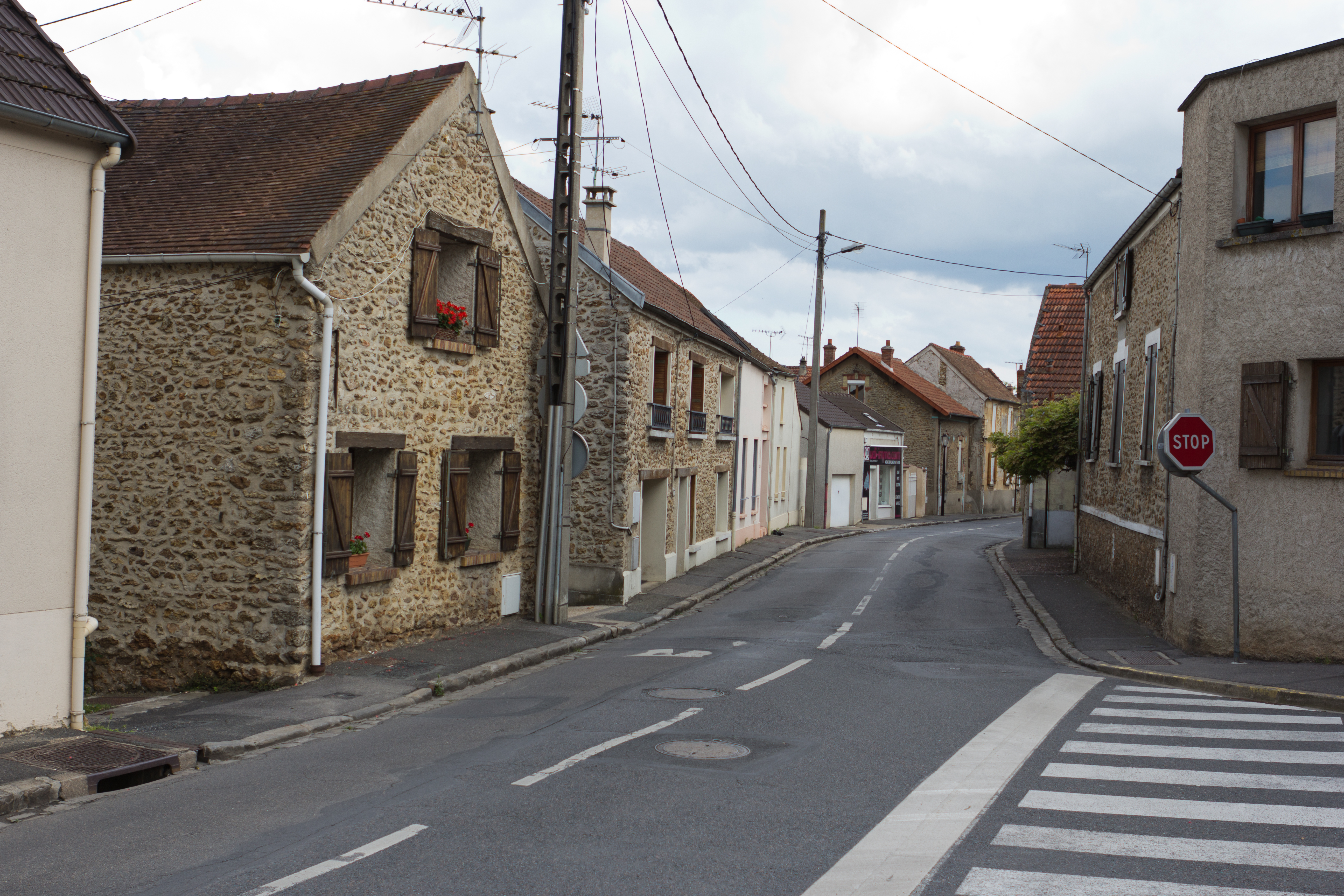
Maisons du centre-ville.
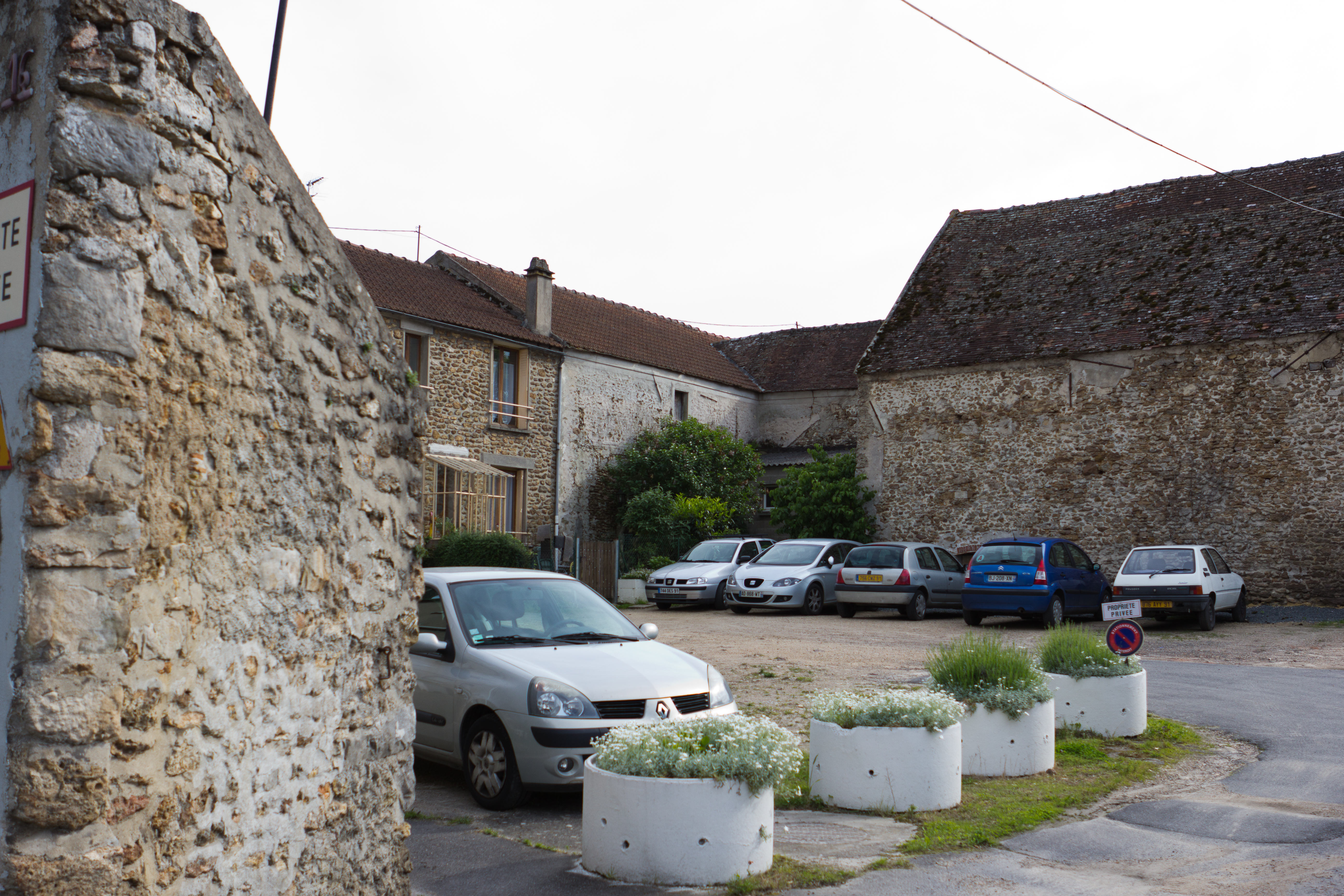
Un corps de ferme transformé en habitation dans le centre-ville.
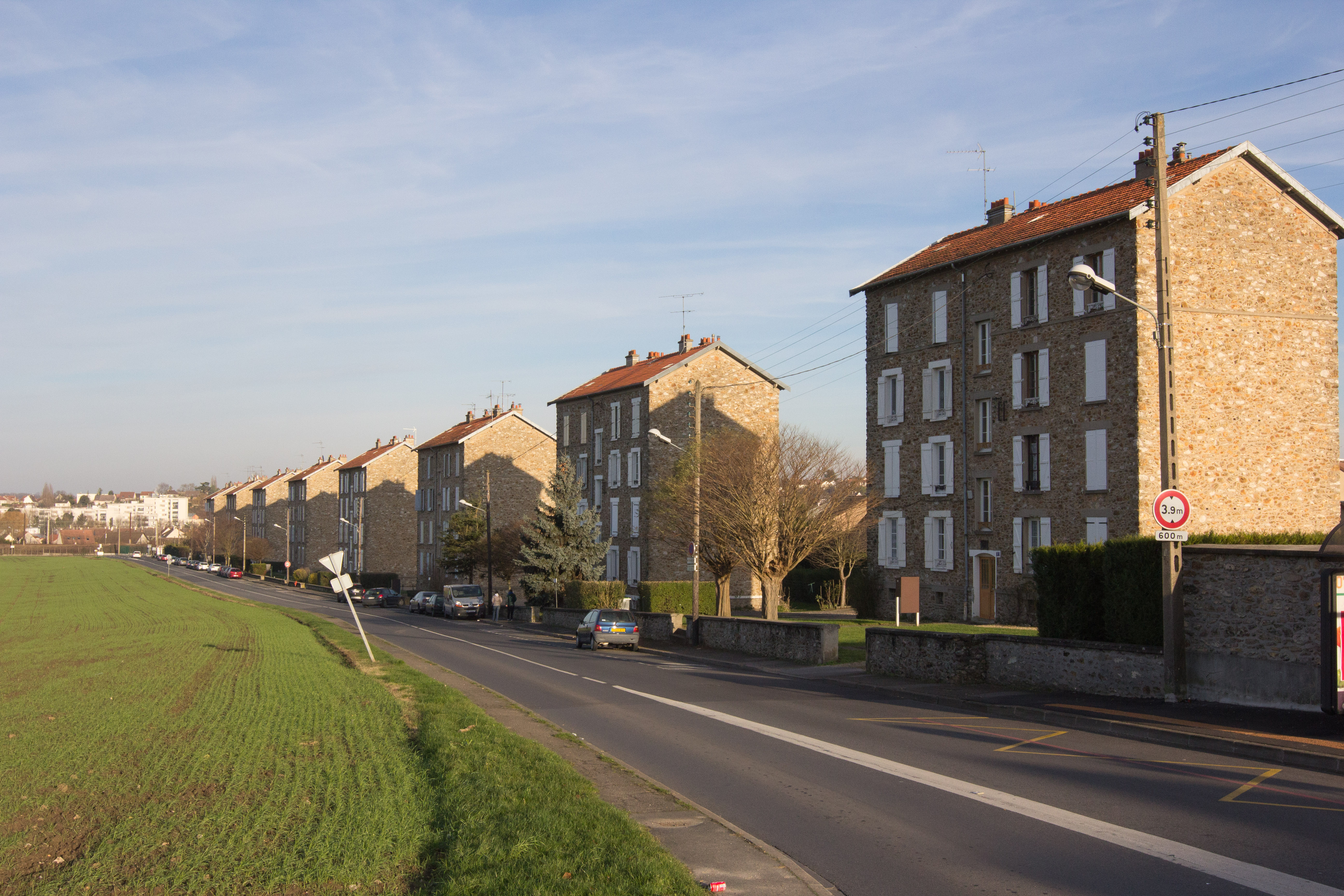
Les immeubles de la cité Darblay, au bord du cirque de l'Essonne.

### Occupation des sols
L'occupation des sols de la commune, telle qu'elle ressort de la base de données européenne d’occupation biophysique des sols Corine Land Cover (CLC), est marquée par l'importance des territoires artificialisés (53,4 % en 2018), en augmentation par rapport à 1990 (40 %). La répartition détaillée en 2018 est la suivante : 
zones industrielles ou commerciales et réseaux de communication (28,72 %), 
zones urbanisées (24,69 %), 
zones agricoles hétérogènes (20,98 %), 
zones humides intérieures (16,46 %), 
terres arables (9,16 %).
| Type d’occupation | 1990      | 1990    | 2018      | 2018    | Bilan     |
| --- | --------- | ------- | --------- | ------- | --------- |
| Territoires artificialisés (zones urbanisées, zones industrielles ou commerciales et réseaux de communication, mines, décharges et chantiers, espaces verts artificialisés ou non agricoles) | 187,25 ha | 39,96 % | 250,28 ha | 53,40 % | 63,03 ha  |
| Territoires agricoles (terres arables, cultures permanentes, prairies, zones agricoles hétérogènes)                                                                                          | 204,26 ha | 43,58 % | 141,23 ha | 30,14 % | −63,03 ha |
| Forêts et milieux semi-naturels (forêts, milieux à végétation arbustive et/ou herbacée, espaces ouverts sans ou avec peu de végétation)                                                      | 0 ha      | 0,00 %  | 0 ha      | 0,00 %  | 0 ha      |
| Zones humides (zones humides intérieures, zones humides maritimes) | 77,14 ha  | 16,46 % | 77,14 ha  | 16,46 % | 0 ha      |

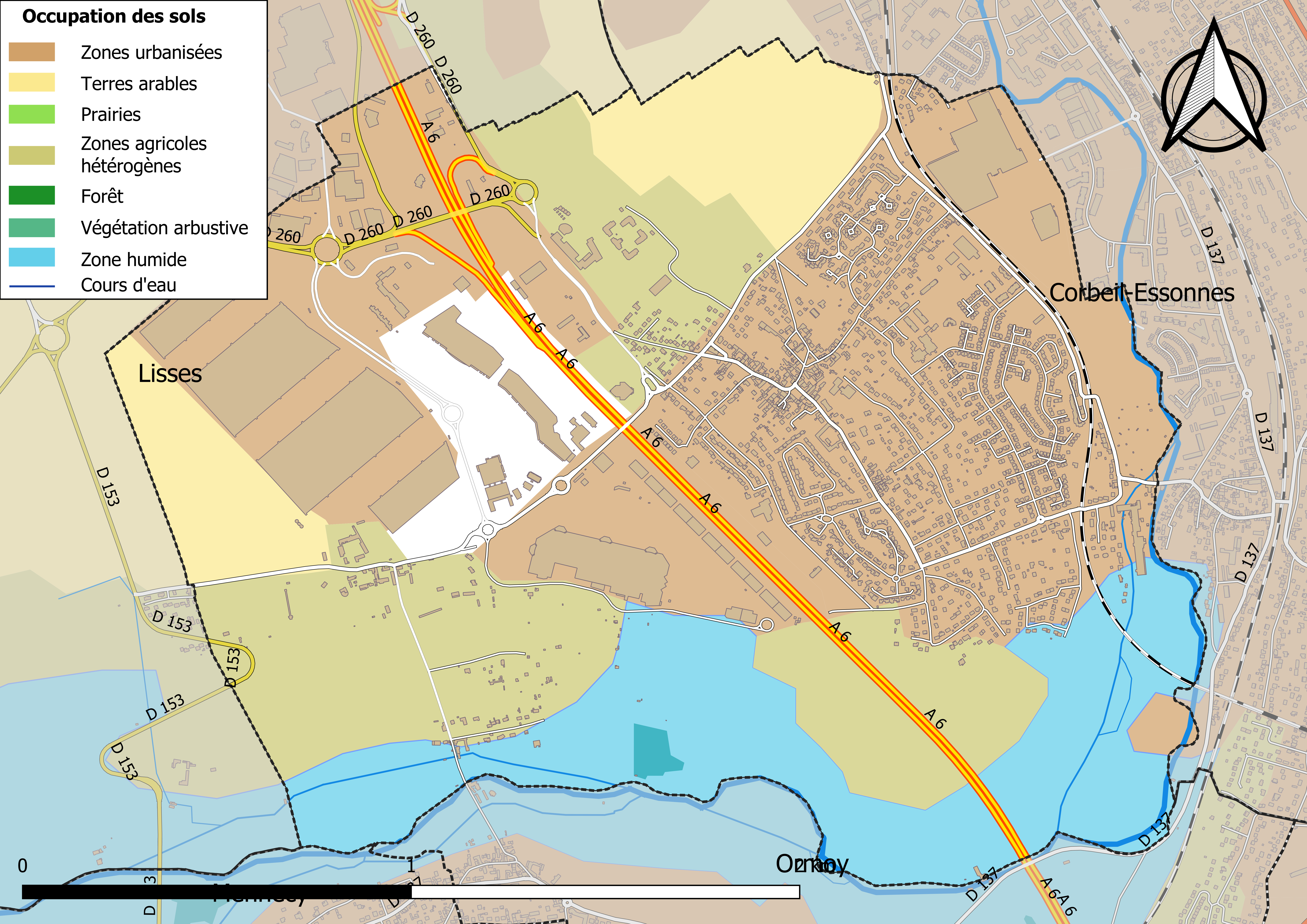
Carte des infrastructures et de l'occupation des sols en 2018 (CLC) de la commune.
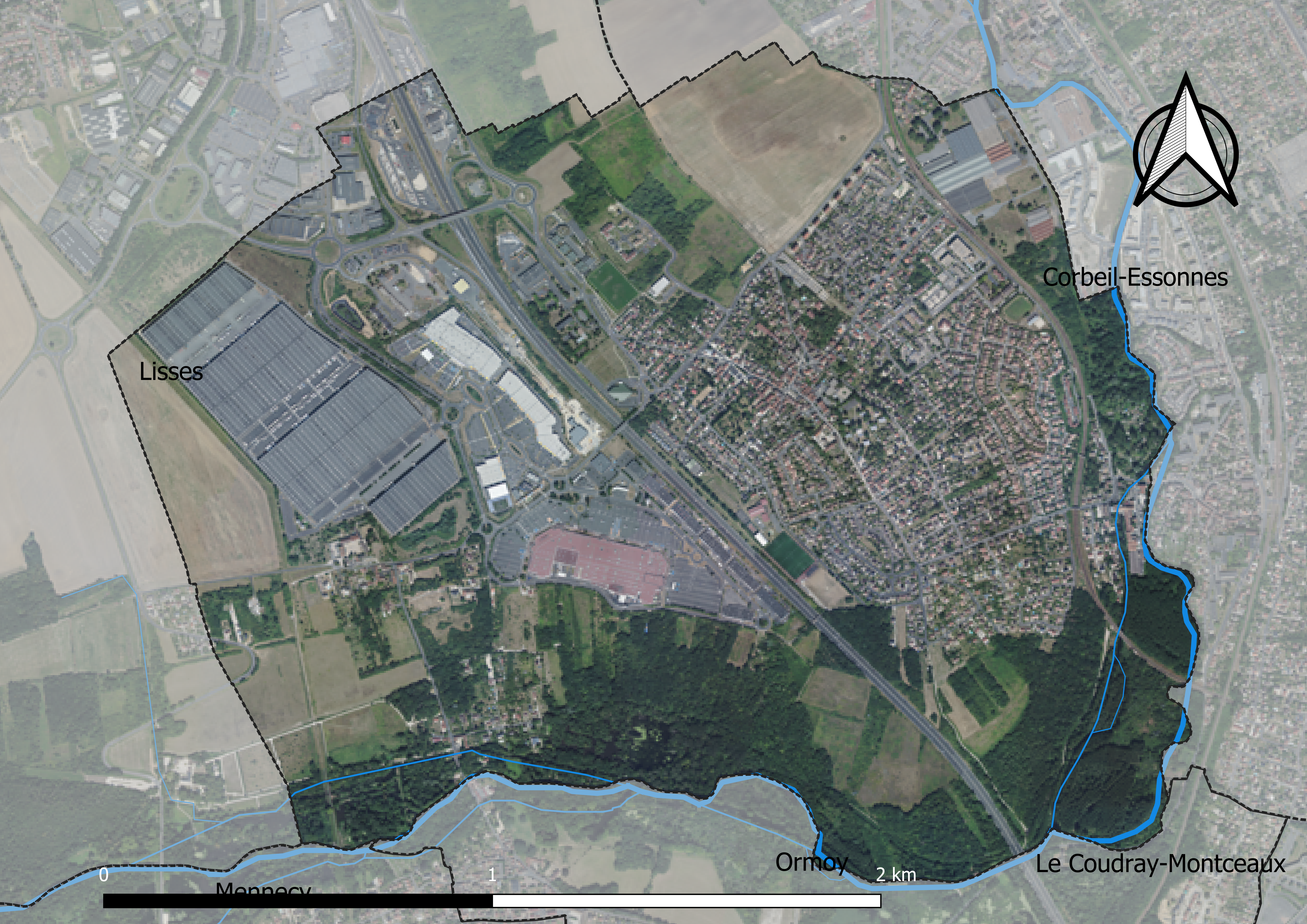
Carte orhophotogrammétrique de la commune.

Parallèlement, L'Institut Paris Région, agence d'urbanisme de la région Île-de-France, a mis en place un inventaire numérique de l'occupation du sol de l'Île-de-France, dénommé le MOS (Mode d'occupation du sol), actualisé régulièrement depuis sa première édition en 1982. Réalisé à partir de photos aériennes, le Mos distingue les espaces naturels, agricoles et forestiers mais aussi les espaces urbains (habitat, infrastructures, équipements, activités économiques, etc.) selon une classification pouvant aller jusqu'à 81 postes, différente de celle de Corine Land Cover,,. L'Institut met également à disposition des outils permettant de visualiser par photo aérienne l'évolution de l'occupation des sols de la commune entre 1949 et 2018.

Sélection de vues de différents espaces naturels ou urbains de Villabé.
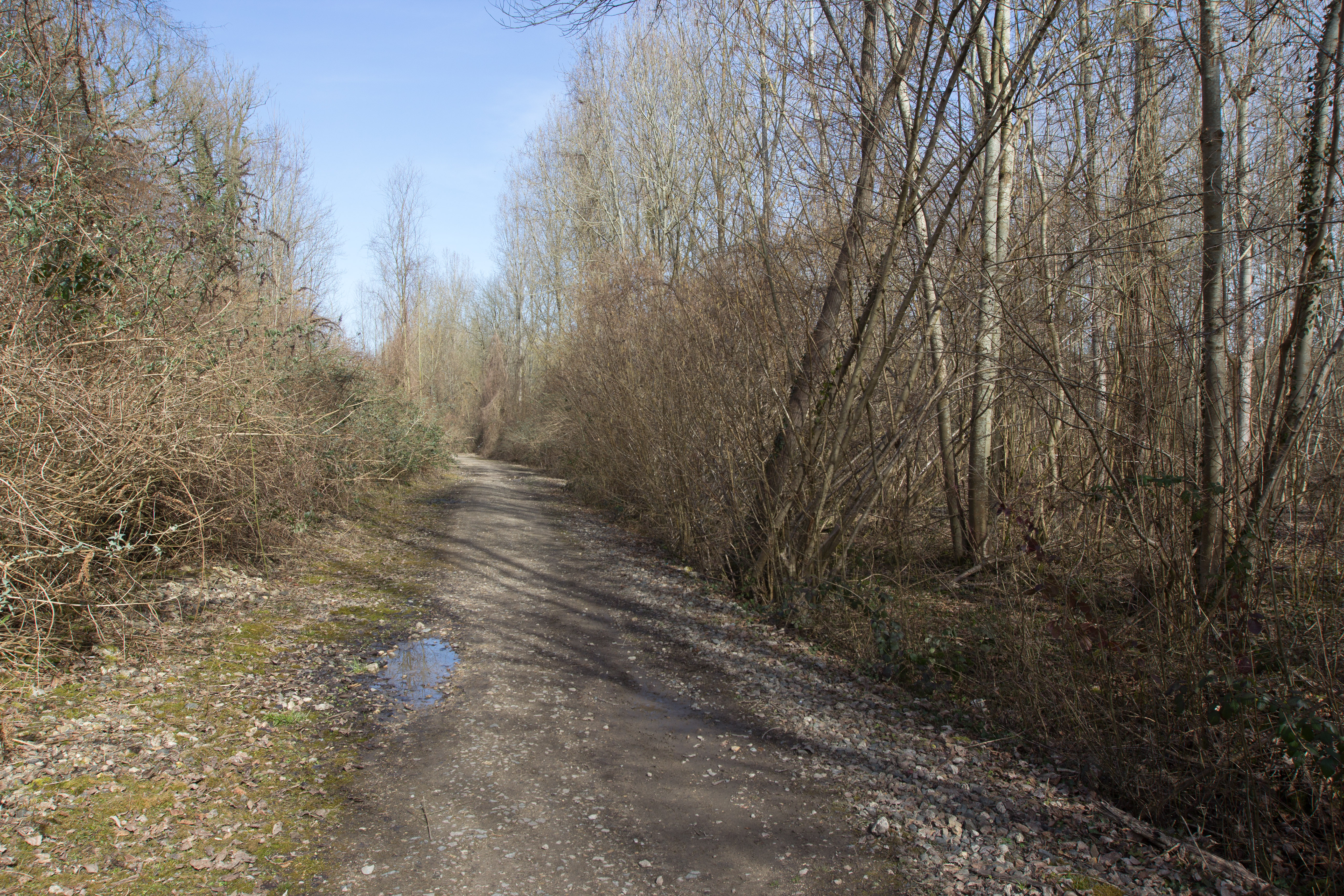
Le bois de la Chopinière.
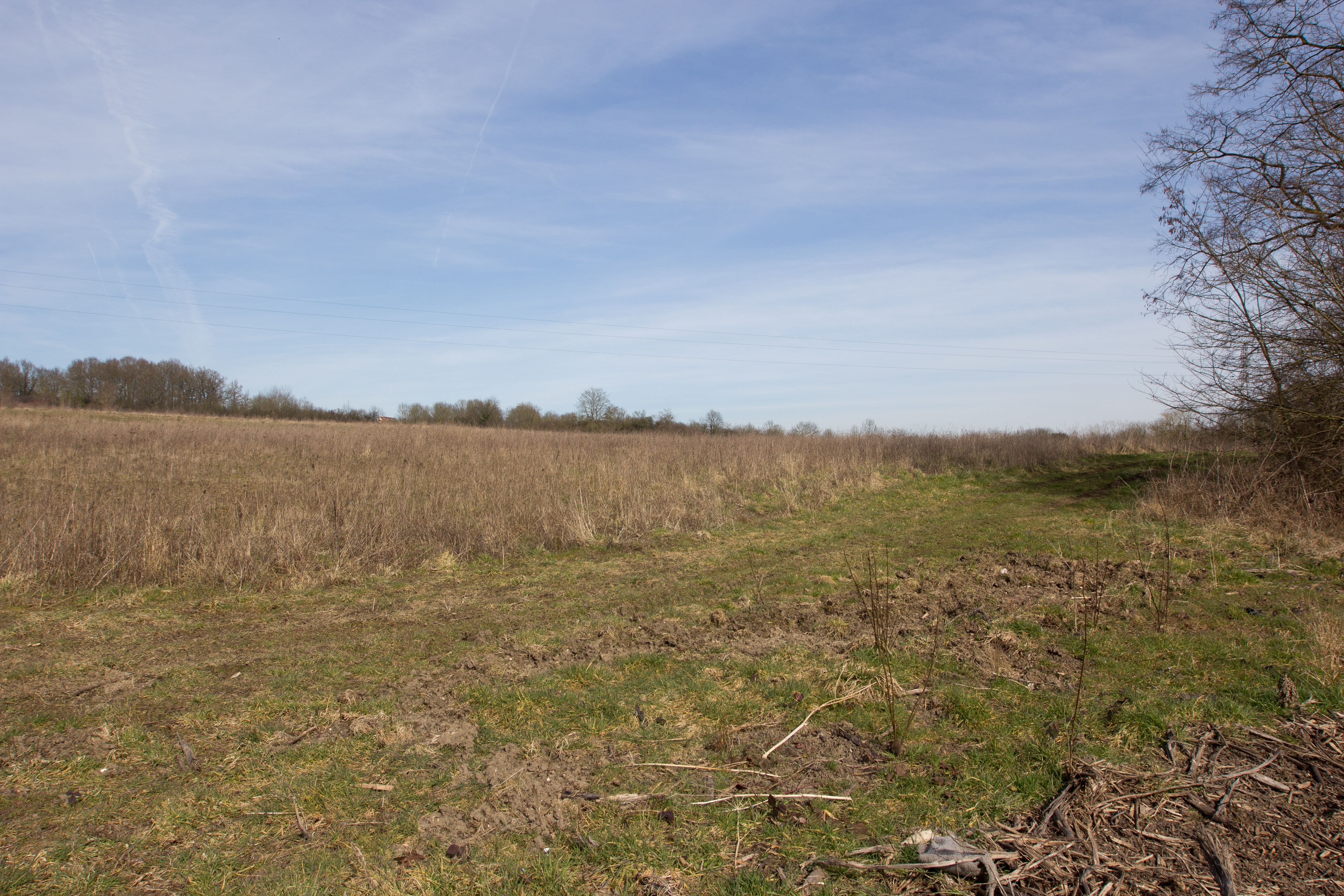
La plaine des Courtes-Épluches.
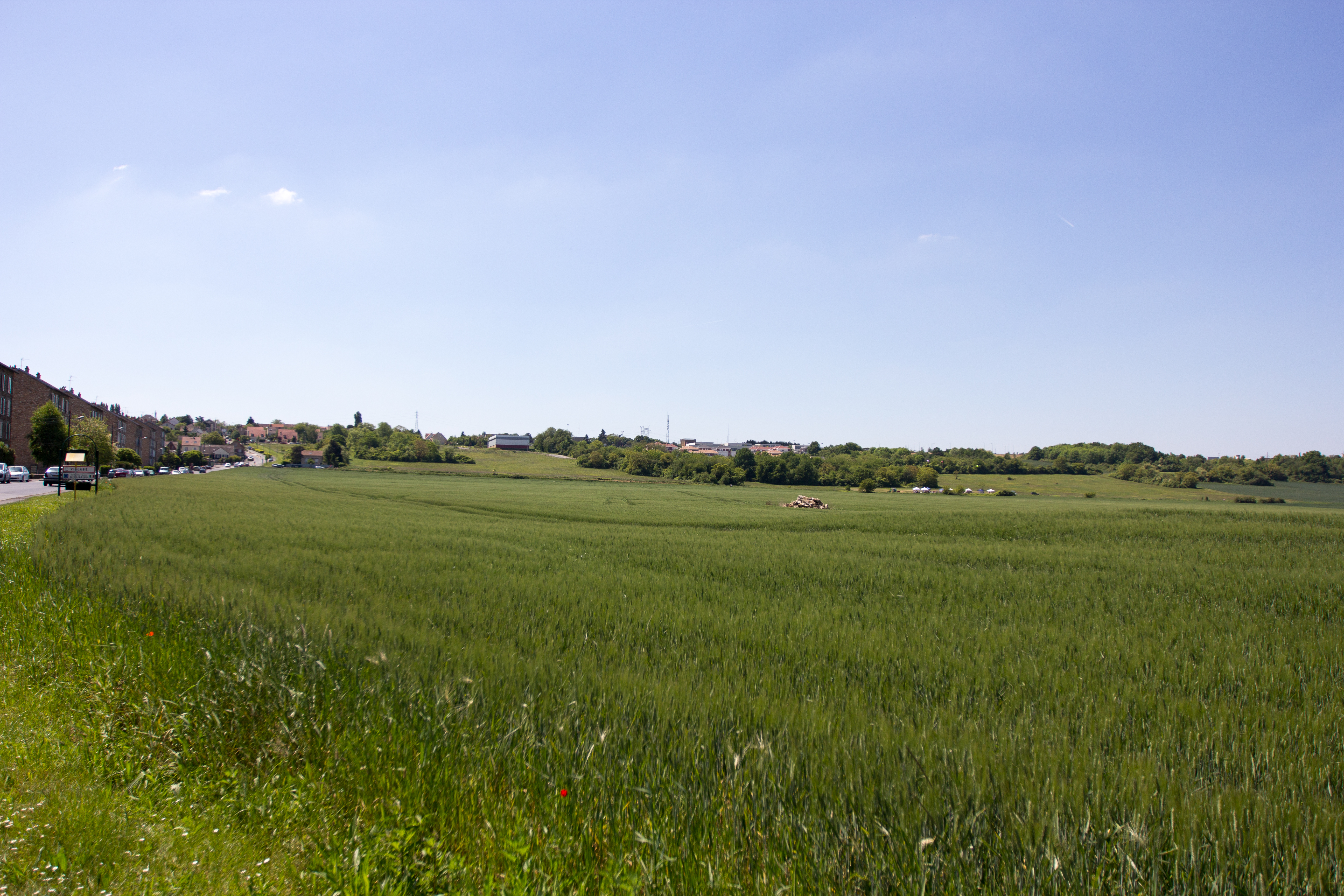
Le cirque de l'Essonne, un des derniers espaces agricoles de Villabé.
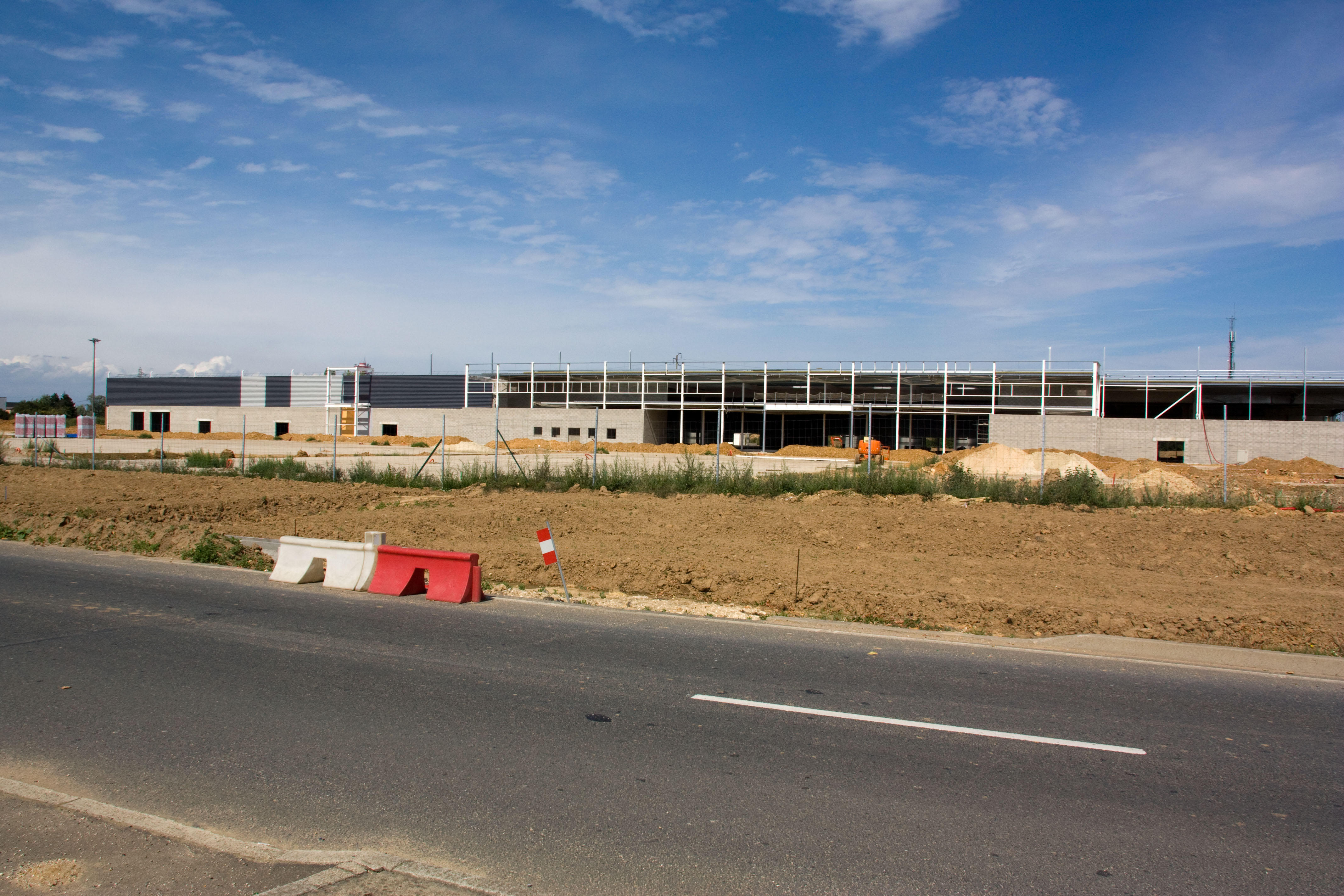
Construction de la zone commerciale Derrière la ferme en 2010 sur d'anciennes terres agricoles.

### Lieux-dits, écarts et quartiers

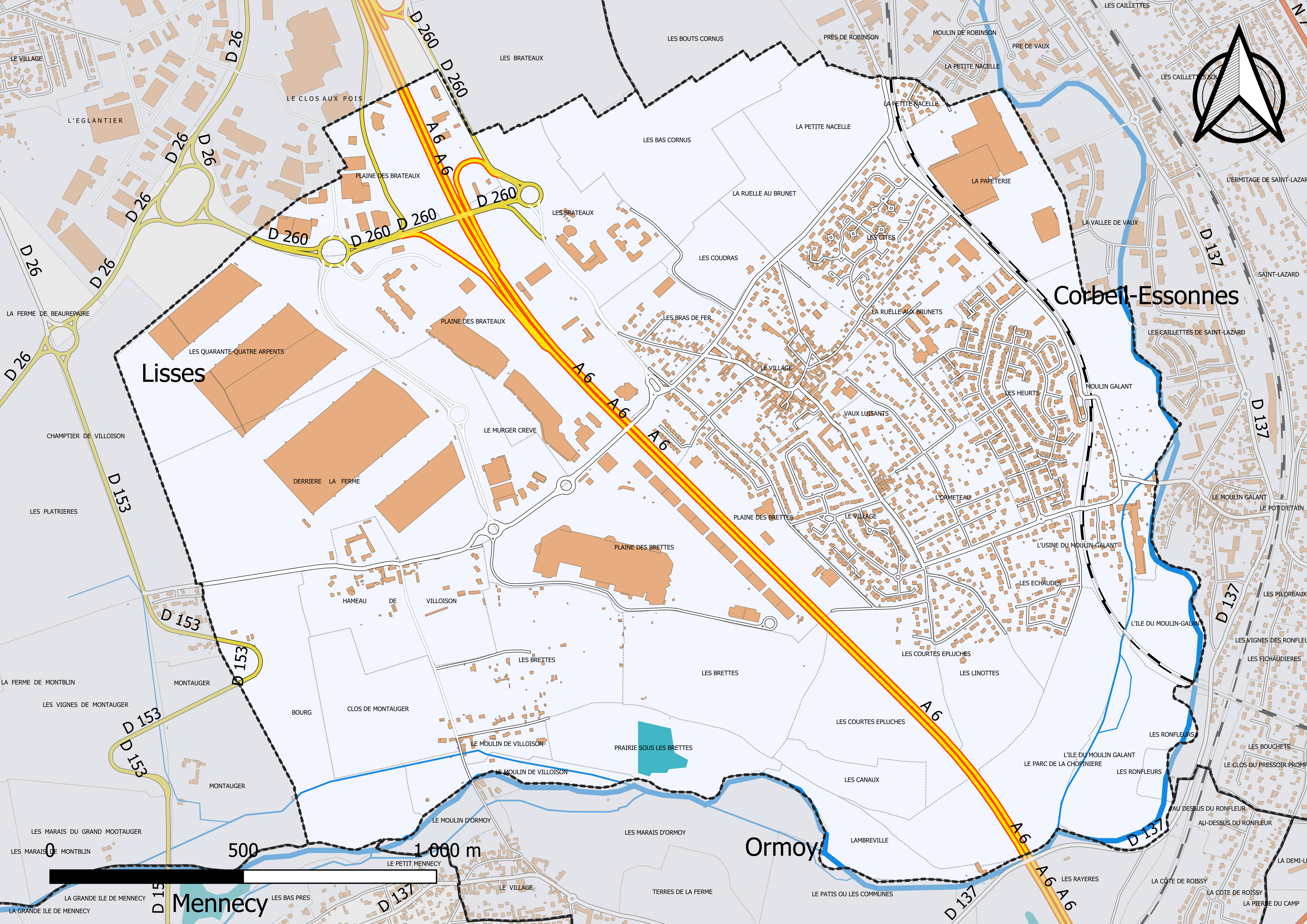
Carte du cadastre de la commune de Villabé en 2020.

La commune de Villabé est composée outre le centre-ville de plusieurs hameaux : la Petite-Nacelle au nord, le Moulin d'Ormoy au sud, Moulin-galant au sud-est et partagé avec Corbeil-Essonnes, et Villoison à l’ouest. Aux hameaux s’ajoutent les lieux-dits tels que la Chopinière et les Brettes au sud, la plaine à Robin et la plaine aux Brateaux à l’ouest, les Coudras au nord. Plusieurs sites ont conservé une appellation historique dont la plaine des Quarante-quatre Arpents sur le plateau, les Bras de Fer et les Bas Cornus au nord sur les coteaux du cirque de l’Essonne, les Courtes-Épluches et les Linottes en bordure de l’Essonne. Dans le centre, les lotissements successifs ont donné naissance aux ensembles de l’Ormeteau, de Vaux-Luisants, des Heurts et des Échaudés.

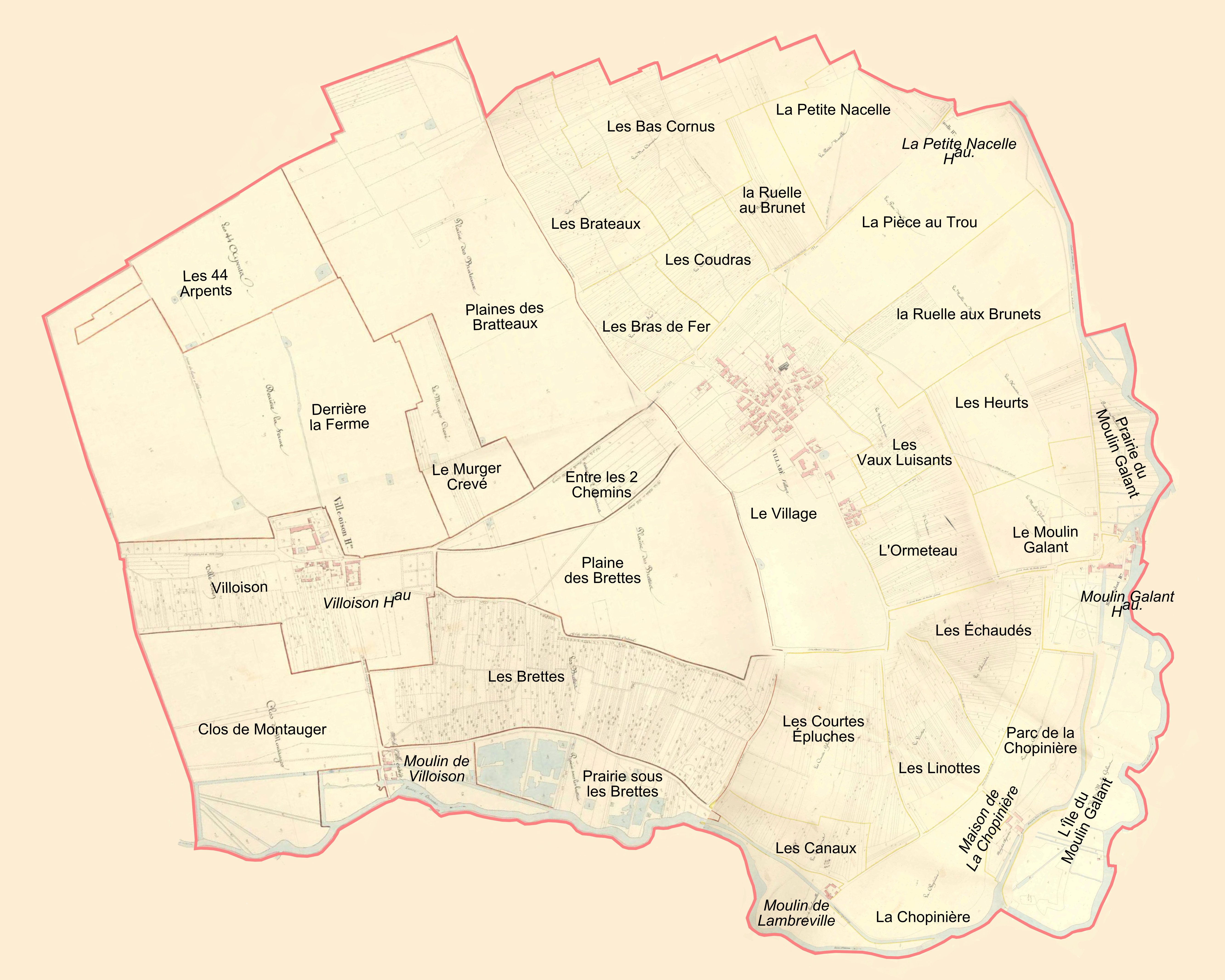
Les hameaux et lieux-dits historiques sur le plan du cadastre napoléonien au début du XIX.

De nombreuses voies de Villabé portent encore le nom des anciens lieux-dits de Villabé : le chemin des Bas-Cornus, le chemin du Bas-des-Brettes, le chemin du Milieu-des-Brettes, le chemin des Échaudés, le chemin des Heurts, le chemin de l'Ormeteau, la ruelle aux Brunets, ou la rue des 44-Arpents.

Les quatre hameaux de Villabé.
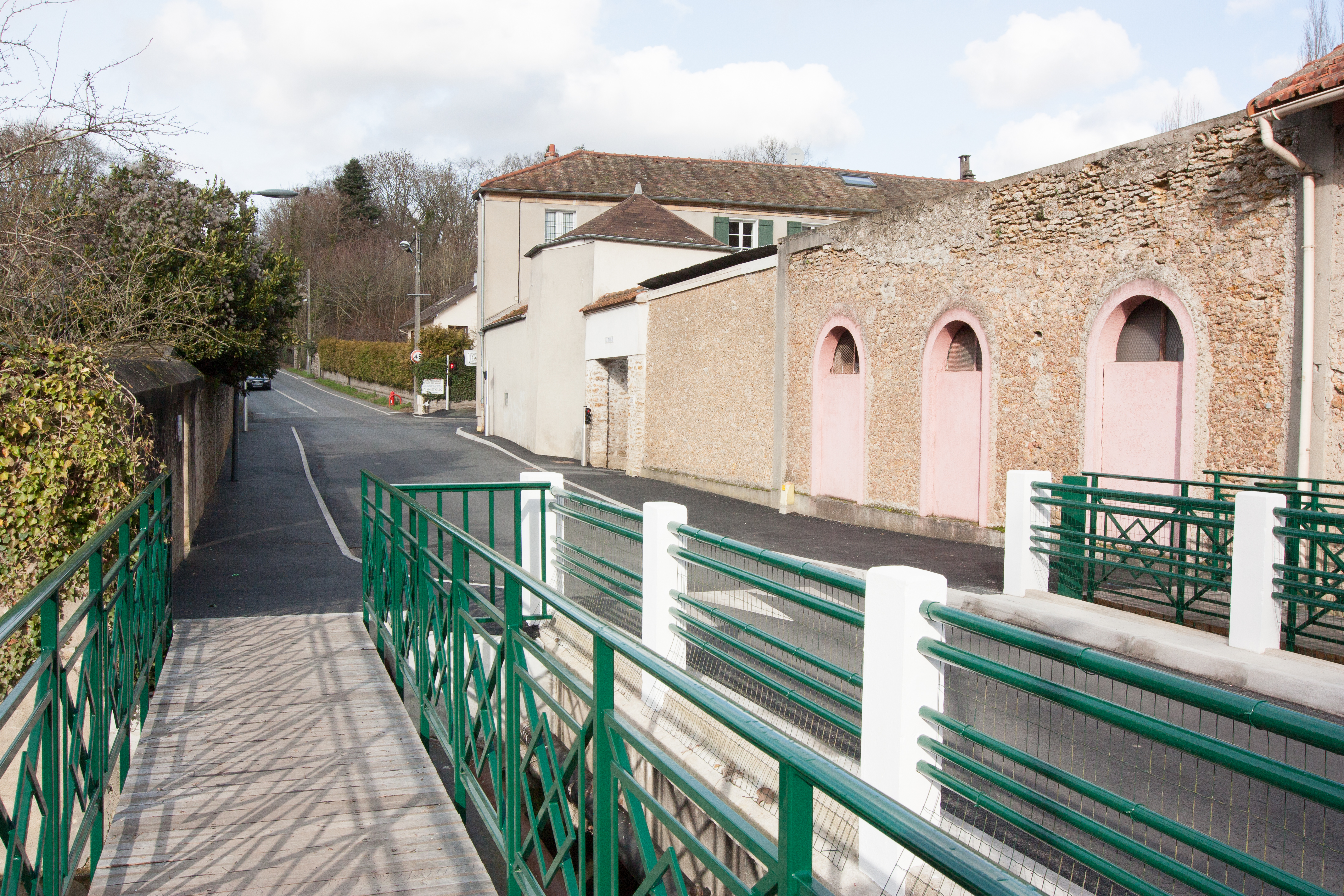
Le hameau d'Ormoy.
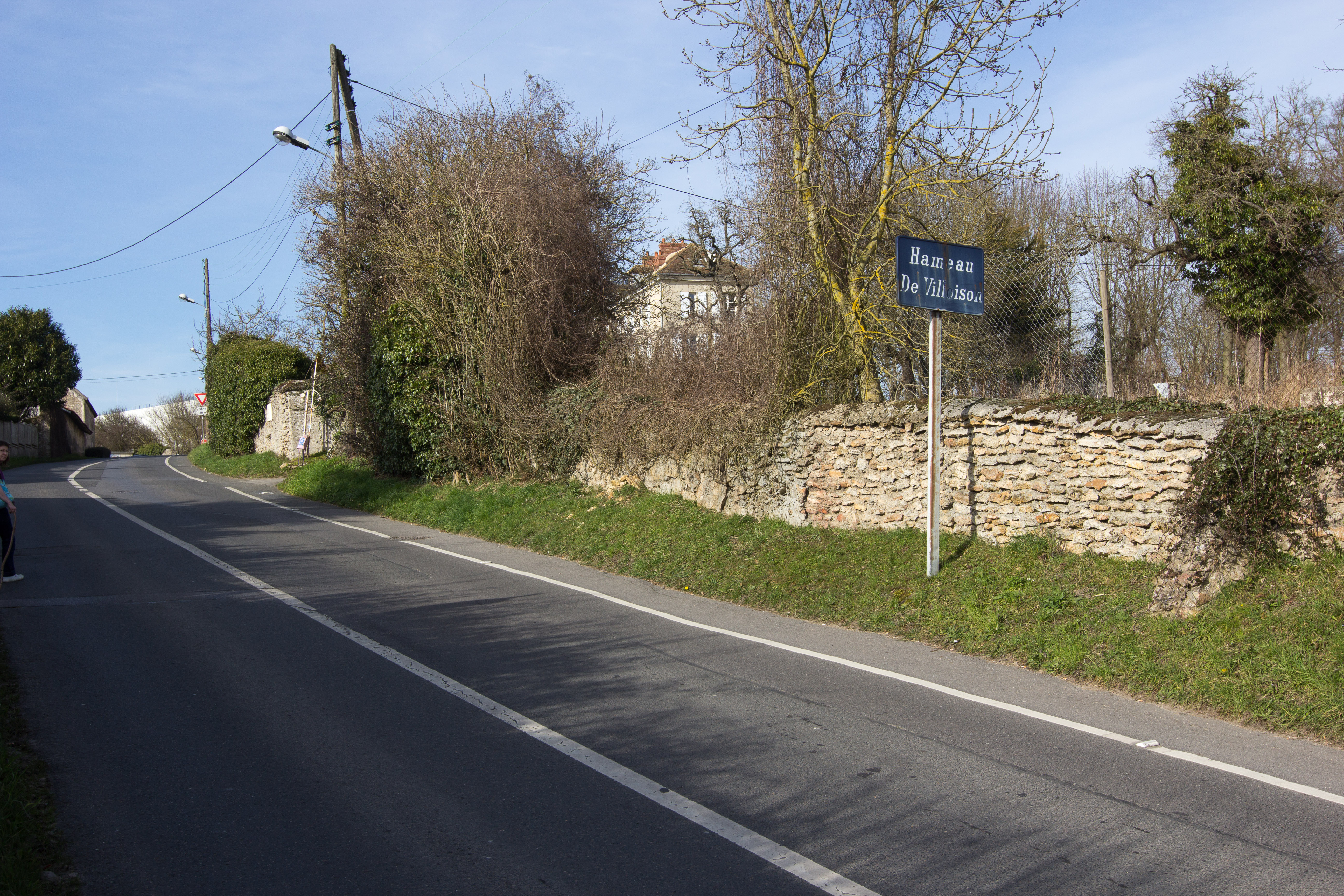
Le hameau de Villoison.
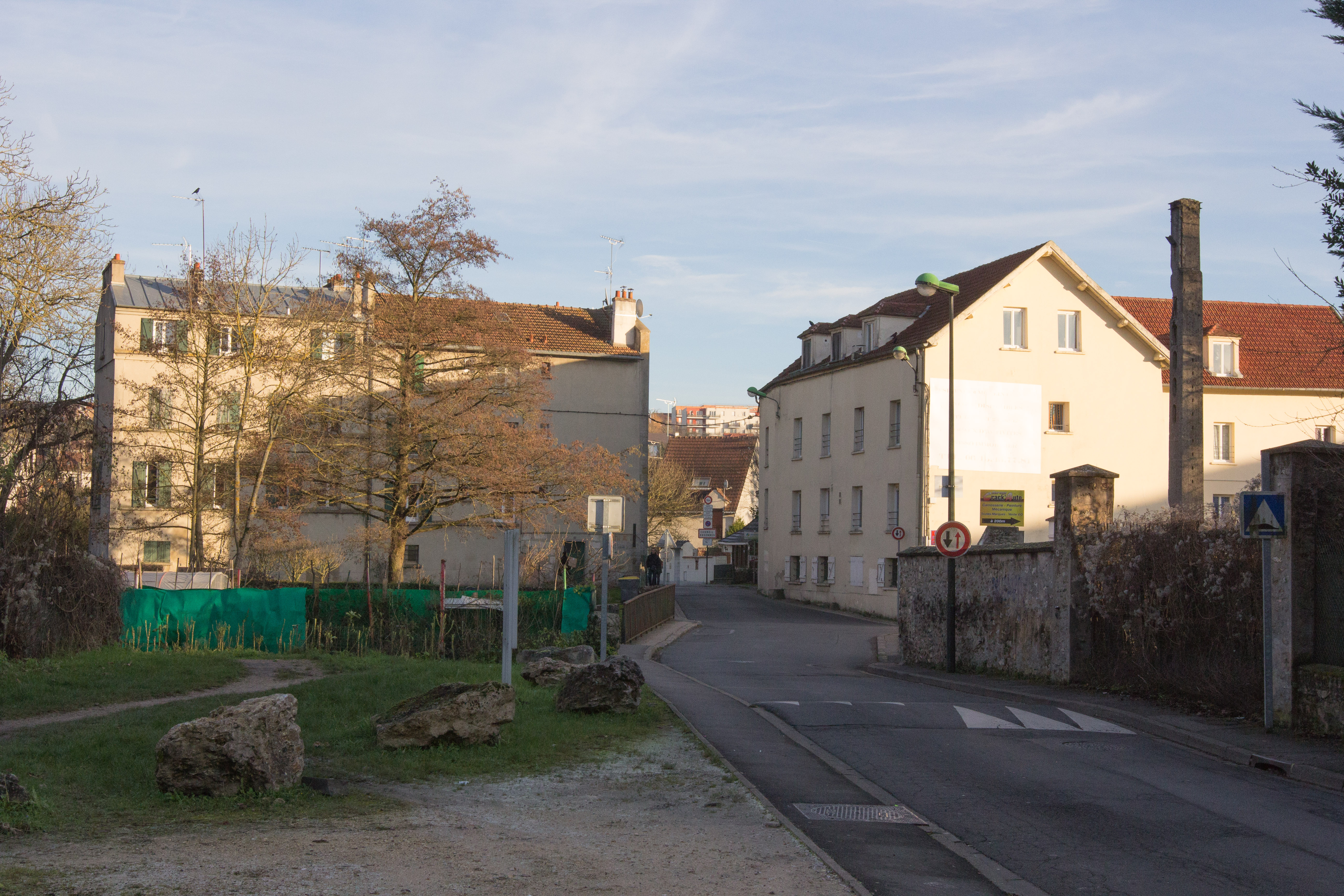
Le hameau de Moulin-Galant.
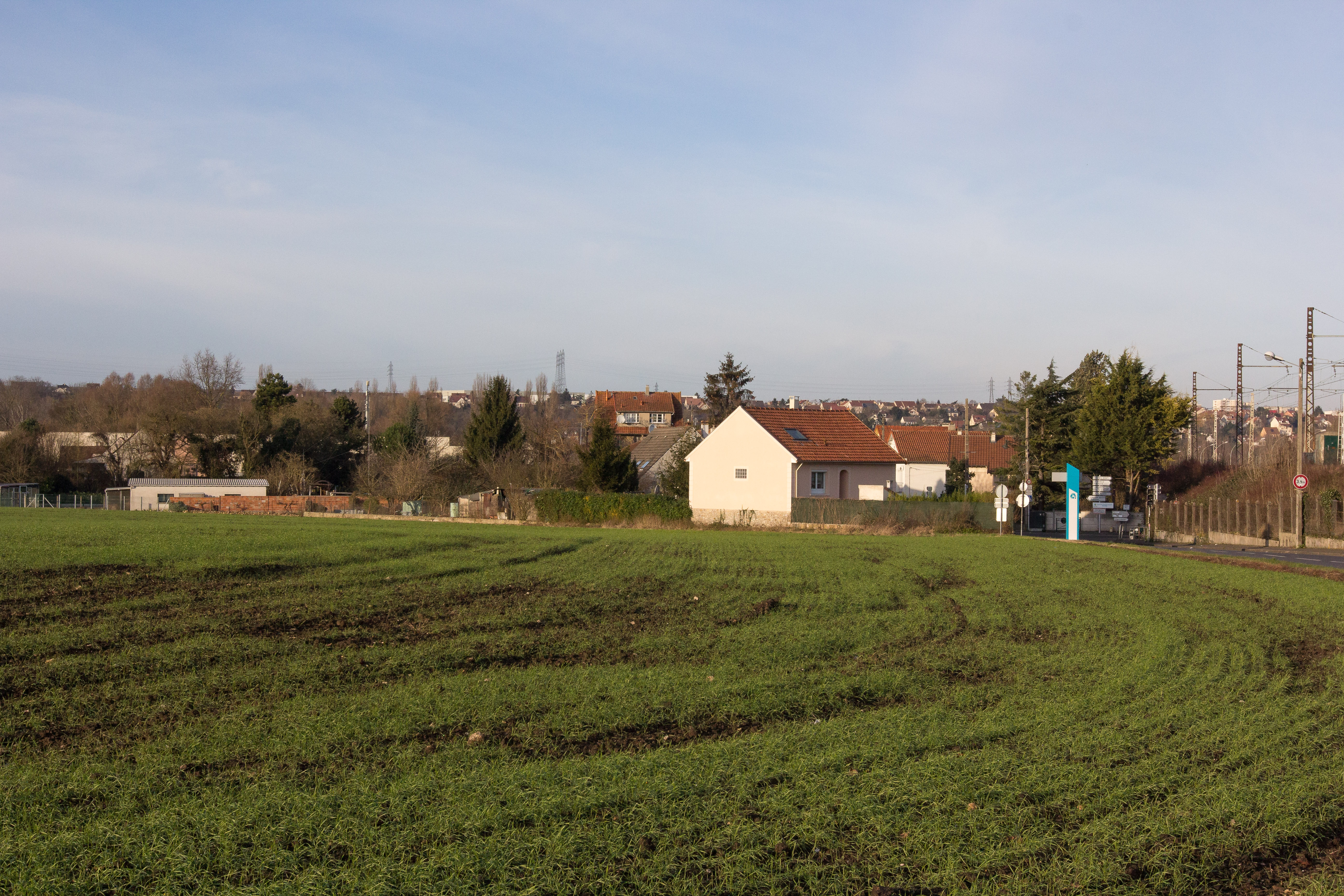
Le hameau de la Petite-Nacelle.

### Évolution de l'habitat
Jusqu'au milieu du XXe siècle, Villabé reste une commune essentiellement rurale. Les habitations sont essentiellement groupées dans le bourg, autour de l'église et de la place de la Croix (actuelle place Roland-Vincent) vers laquelle convergent les principales rues du village. En dehors du bourg, où le nombre de maisons croit sensiblement du début du XIXe siècle et jusqu'aux années 1960, l'habitat des hameaux reste stable.
|                             | 1851 | 1881 | 1901 | 1936      |
| --------------------------- | ---- | ---- | ---- | --------- |
| Le bourg                    | 82   | 96   | 96   | 167       |
| Hameau de Villoison         | 9    | 7    | 8    | 11        |
| Hameau d'Ormoy              | 10   | 3    | 3    | Le moulin |
| Hameau de Moulin-Galant     | 12   | 11   | 10   | 12        |
| Hameau de la Petite-Nacelle | 3    | 3    | 2    | 3         |
| Écart de Lambreville        | 1    | 2    | 1    | 0         |
| Écart de la Chopinière      | 1    | 1    | 0    | 0         |

À l'instar des communes de la grande couronne de l'Île-de-France, dont l'urbanisation s'accélère à partir des  années 1960, Villabé voit son espace urbain s'étendre à la suite de l'implémentation de zones pavillonnaires telles que les 90 pavillons dans le Clos Motteau
et les 51 pavillons entre les deux rangées des immeubles de la cité Darblay à la fin des années 1970, le lotissement des Coquelicots (31 maisons) dans les années 1980 et les ZAC des Demoiselles (126 maisons) et des Heurts (plus de 350 logements individuels et collectifs) dans les années 1990. Les années 2000 et 2010 voient la réalisation de petites résidences, constituées de petits immeubles ou de maisons mitoyennes, pour faire face au manque de logements sociaux dans la commune
.

### Logements
En 2016, le nombre total de logements dans la commune était de 2 124, alors qu'il était de 
1 029 en 1990, 1 647 en 1999 et de 1 898 en 2011. Parmi ces logements, 92,7 % étaient des résidences principales, 0,7 % des résidences secondaires et 6,6 % des logements vacants. Ces logements étaient pour 69,7 % d'entre eux des maisons individuelles et pour 28,4 % des appartements.
La proportion des résidences principales, propriétés de leurs occupants était en 2016 de 72,6 %, celles des locataires était de 25,4 %, dont 12,4 % de logements HLM loués vides. La part de logements HLM loués vides (logements sociaux) était de 12,4 % en 2016 contre 8 % en 2011, leur nombre ayant augmenté de 141 à 245 au cours de la période, mais était toujours inférieur au seuil légal de 25 %. Depuis 2010, la municipalité a lancé plusieurs programmes de construction de logements de type HLM, sous la forme de petits immeubles ou de maisons individuelles mitoyennes pour augmenter le nombre de logements sociaux.

Sélection de vues de différents habitats récents de Villabé.
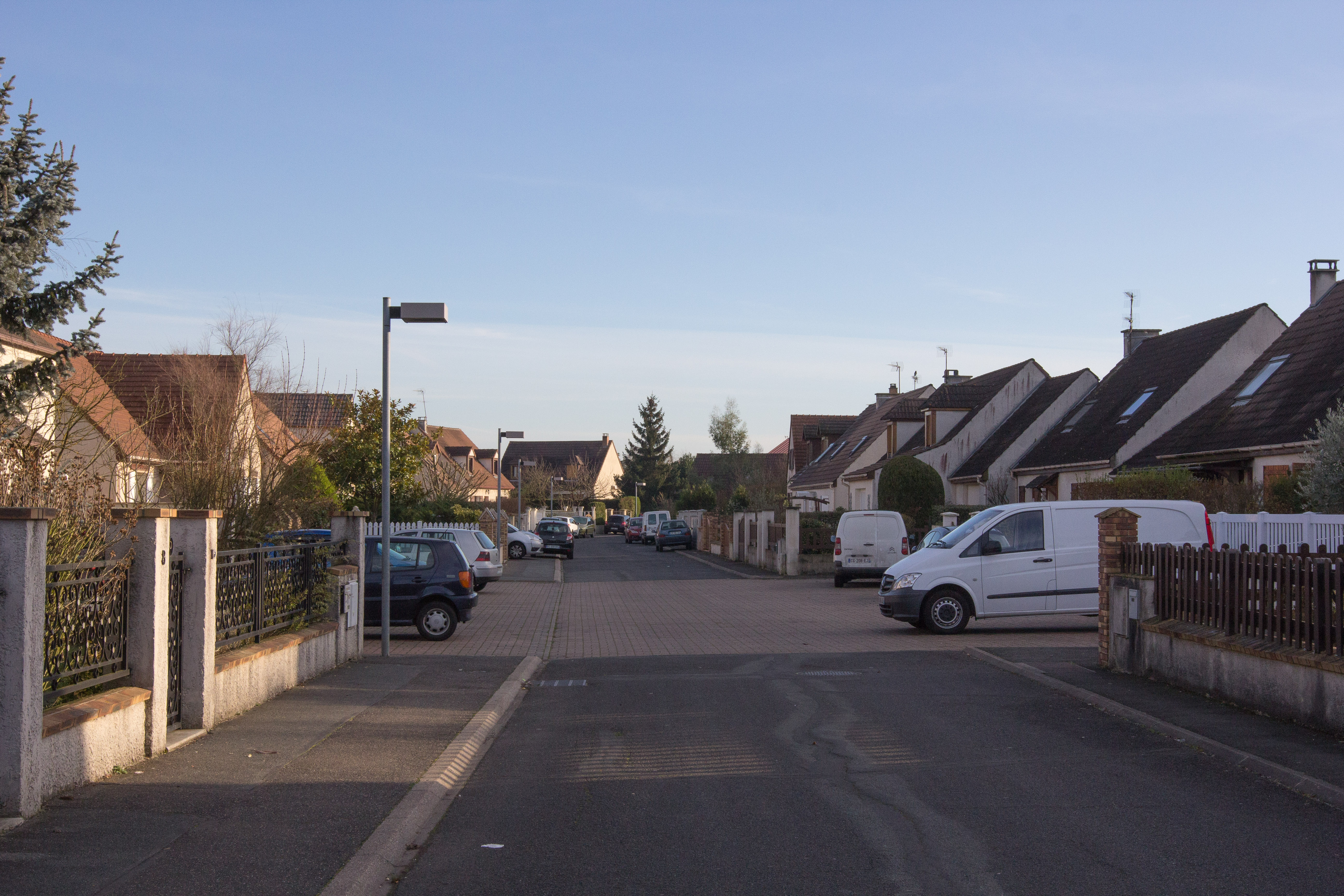
Maisons du lotissement de la rue des Coquelicots construits dans les années 1980.
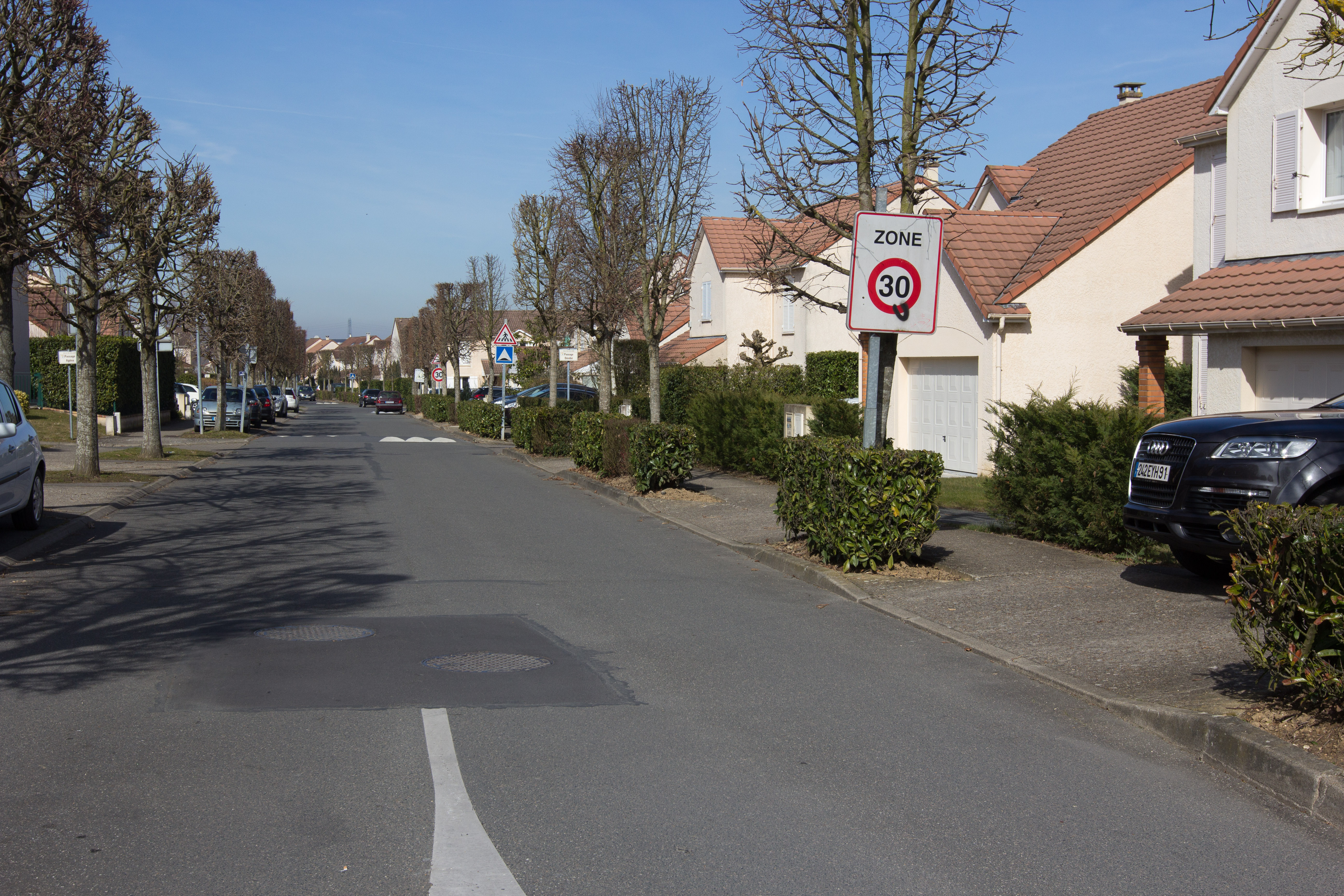
Maisons du lotissement de la ZAC des Heurts construits dans les années 1990.
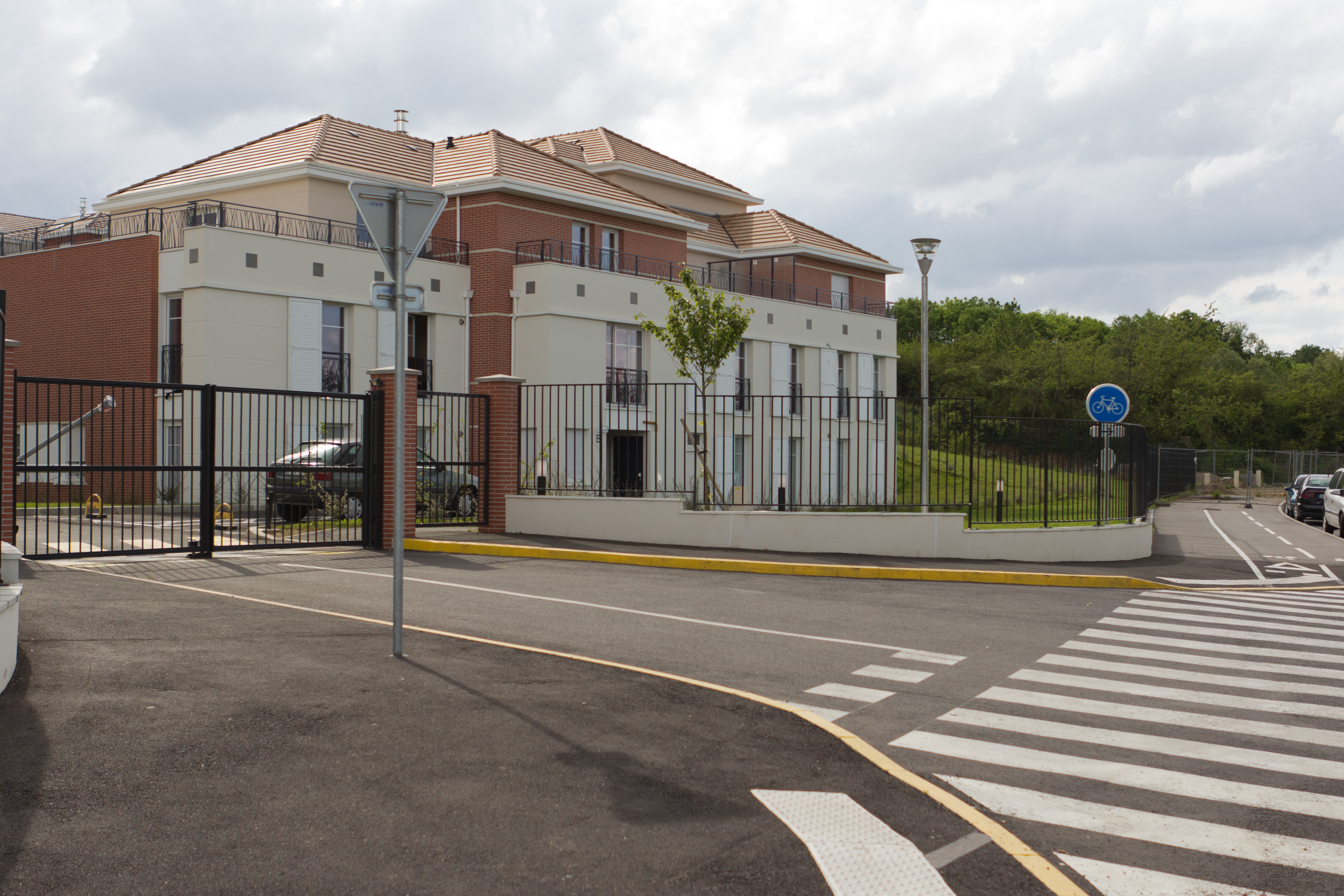
Un des immeubles de la résidence Les 95 logements construits en 2010.
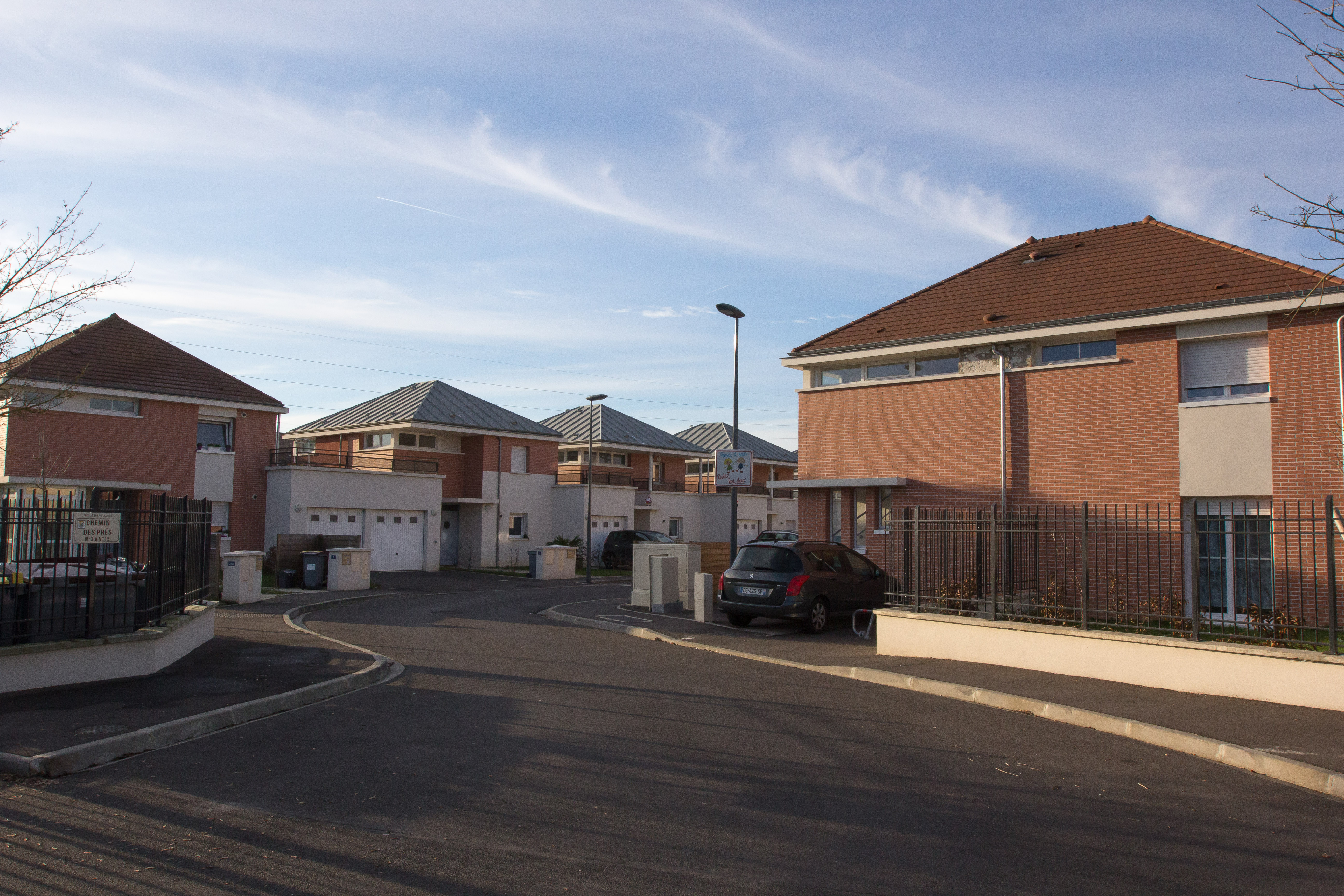
Les maisons de la résidence du chemin des Près construits en 2013.
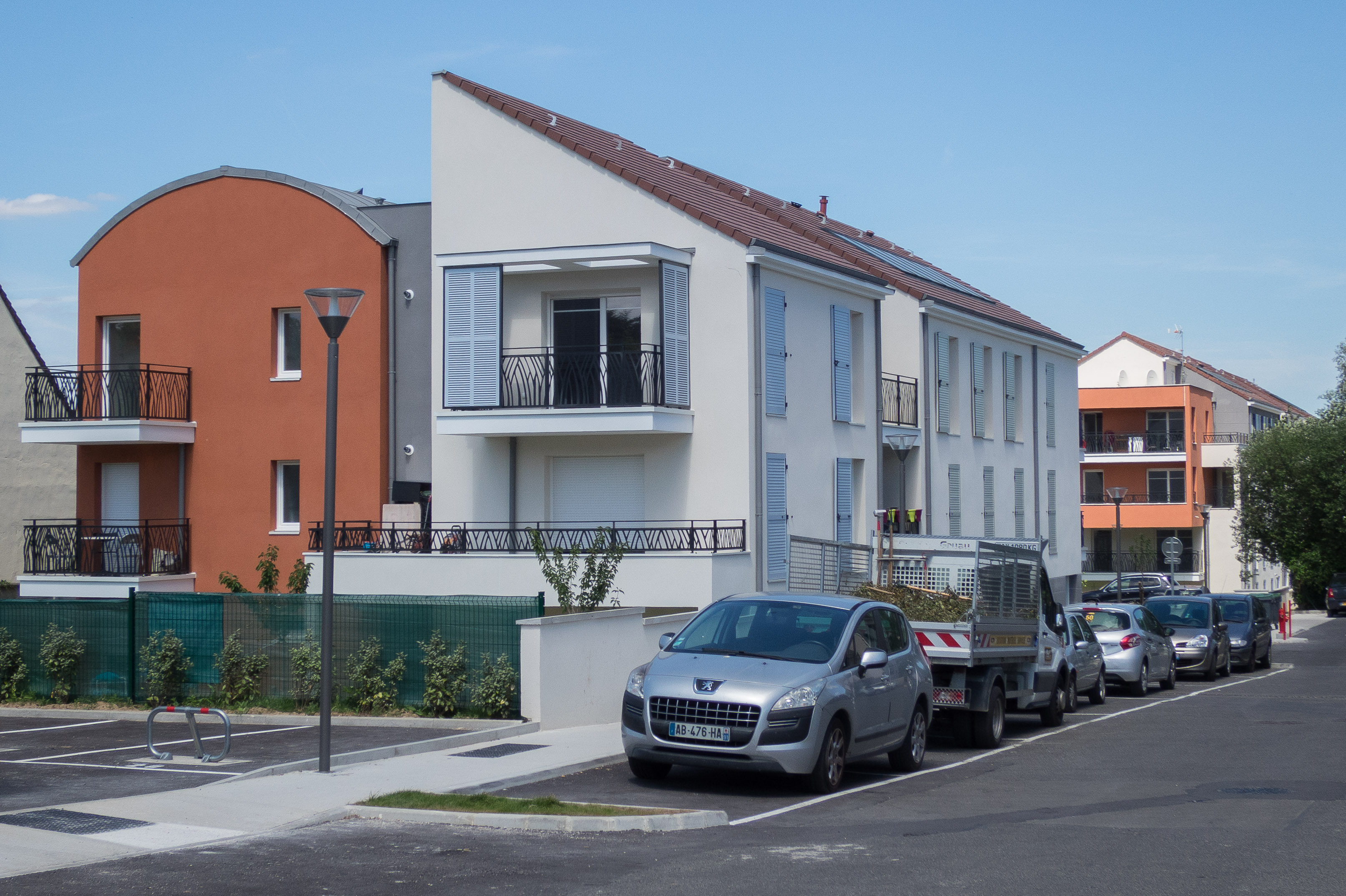
Les bâtiments du programme de logements sociaux Ruelle aux Brunets achevé en 2016.

### Projets d'aménagement

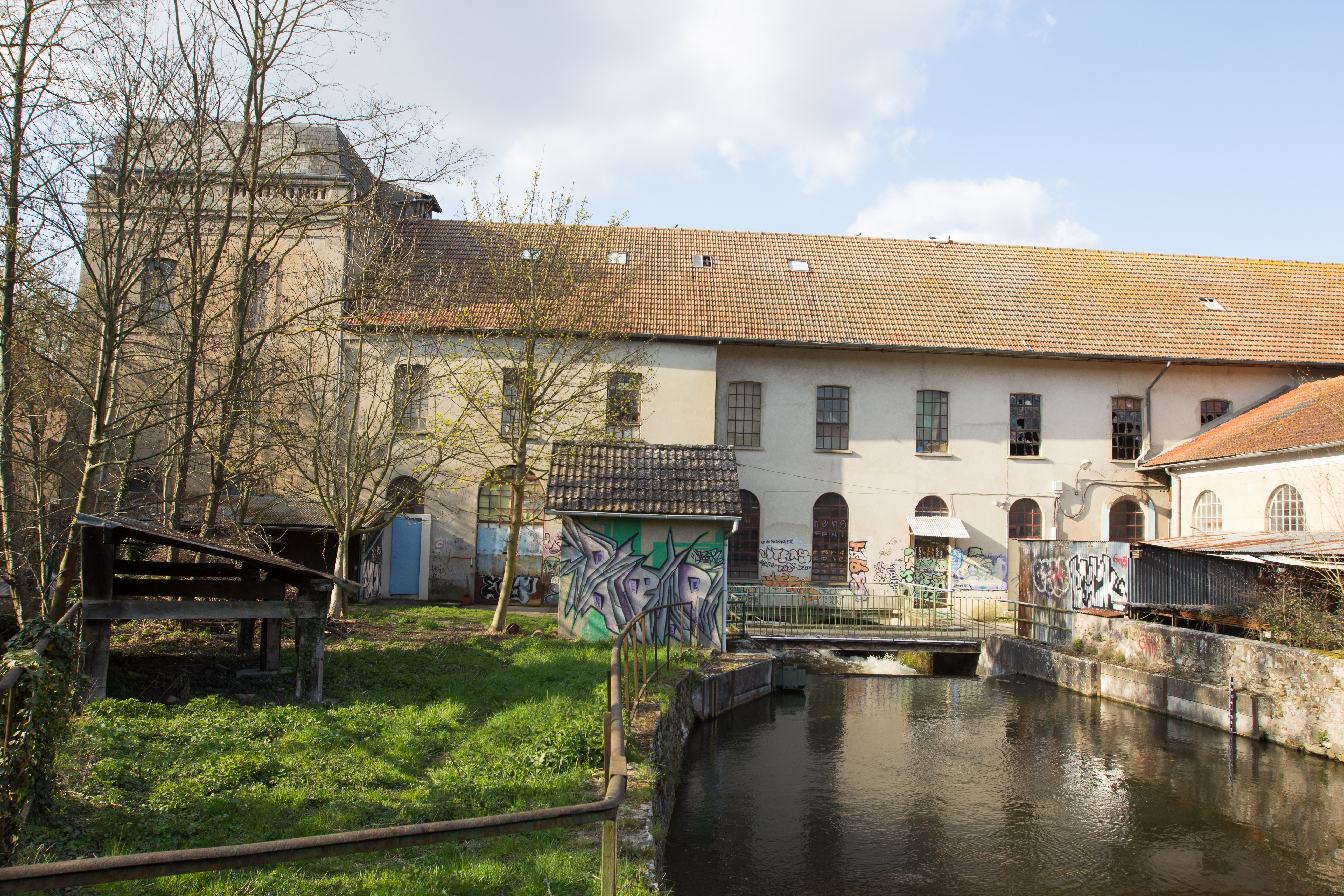
Le bâtiment principal de la papeterie Darblay qui sera rénové.

Afin de réduire le déficit en logement sociaux sur son territoire (il était de 8,1 % en 2013, très en deçà du seuil légal de 25 %), la municipalité a lancé en 2015 des études pour la création de 
489 logements sur quatre terrains ou anciens sites industriels dont deux programmes sous forme d'écoquartiers,. Un des projets, consistant en la construction de 71 logements dans la parcelle dite des Coudras, en bordure du Cirque de l'Essonne, rencontre l'opposition de diverses associations de protection de la nature ou de la faune qui dénoncent le grignottage et le futur bétonnage du cirque de l'Essonne considéré comme un poumon vert par ces associations. Un autre projet immobilier, lancé au début de l'année 2017, a pour objet de réhabiliter le site de l'ancienne papeterie Darblay de Moulin-Galant situé sur une île de l'Essonne, en rénovant un des bâtiments historiques du site et en construisant de nouveaux immeubles dans la friche industrielle. L'opération permettra de construire 156 logements dont 90 logements familiaux et 66 logements dits intergénérationnels,.

### Voies de communication et transports

#### Voies routières

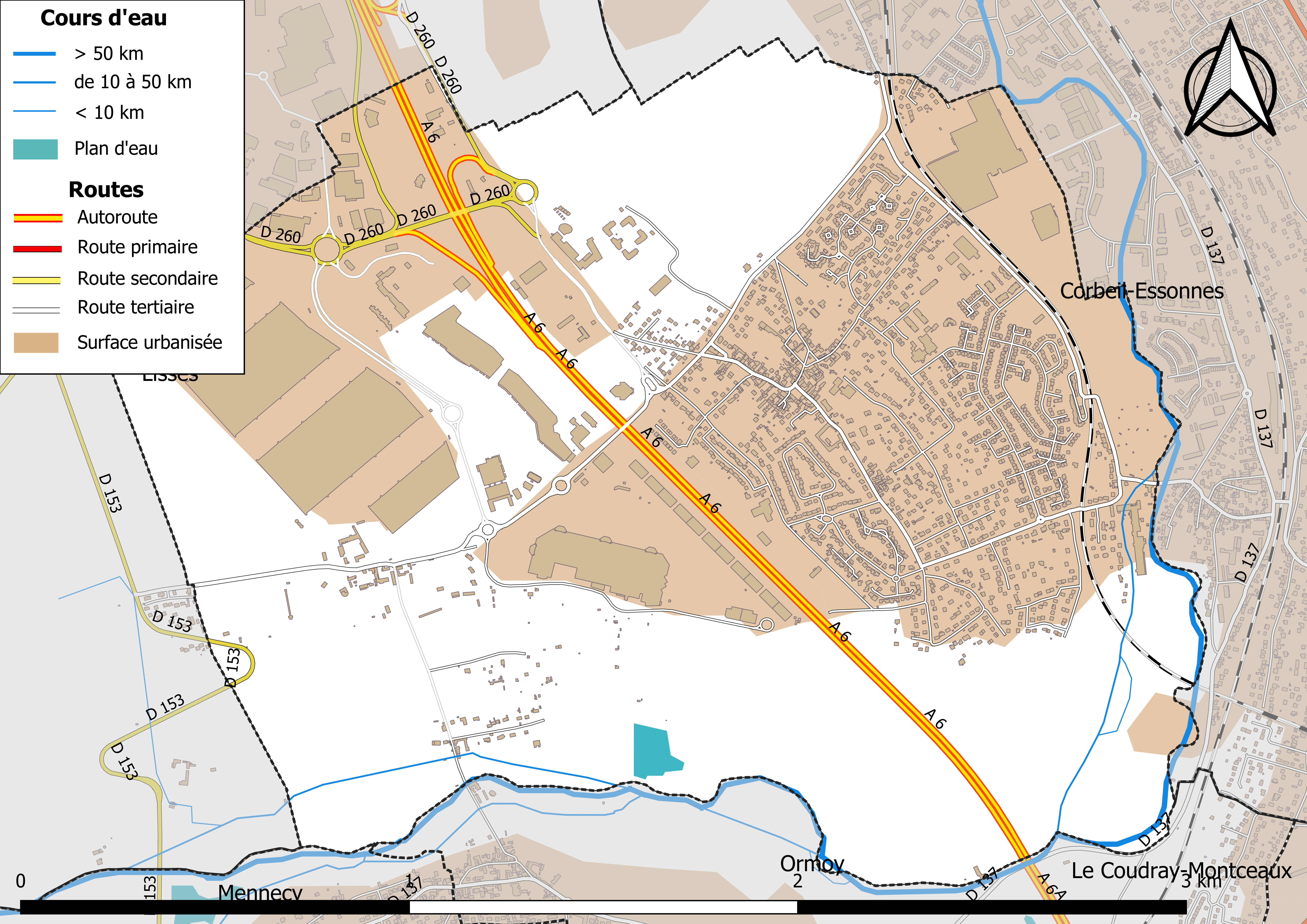
Carte schématique des routes, rivières et zones d'habitation de Villabé.

La commune de Villabé est aujourd’hui traversée par plusieurs axes importants de communication, le premier d’entre eux étant l’autoroute A6 qui traverse le territoire du nord au sud sur près de trois kilomètres. La commune et l’autoroute ont donné leur nom à l’aire de service de Villabé dans le sens Lyon-Paris, à l’échangeur autoroutier Lisses-Villabé et au centre commercial Villabé A6.
La commune n'est accessible que par cinq routes de faible envergure : la route départementale 260, au nord, en provenance de l'échangeur de l'autoroute ou de Lisses ; la route de Villoison, à l’ouest vers la RD 153 ; la route d’Ormoy qui franchit la rivière au sud, la Grande-Rue au sud-est, qui franchit la rivière à Moulin-Galant ; et l’avenue de la Gare au nord-est en provenance de Corbeil-Essonnes.
Cependant, de par la position géographique de Villabé, au bord du plateau du Hurepoix, enclavée entre les coteaux du cirque de l'Essonne, la boucle de la rivière, la voie ferrée et l'autoroute A6, les accès routiers à la ville elle-même sont contraints et limités. L'accès principal à la ville est situé à son entrée ouest, à l'intersection des routes venant de l'autoroute et du centre commercial. Ce point de passage est un point noir routier provoquant de nombreux embouteillages en soirée car il est non seulement le point d'entrée de la ville mais aussi le lieu de transit de tous les véhicules en direction de Corbeil-Essonnes et des poids-lourds désirant accéder aux papeteries de Villabé situées à l'est de la ville.
La commune est par ailleurs située à dix-sept kilomètres au sud-est de l’aéroport de Paris-Orly directement accessible par l’autoroute et à quarante-sept kilomètres au sud-ouest de l’aéroport de Paris-Charles-de-Gaulle.

Vues des principaux accès routiers à Villabé.
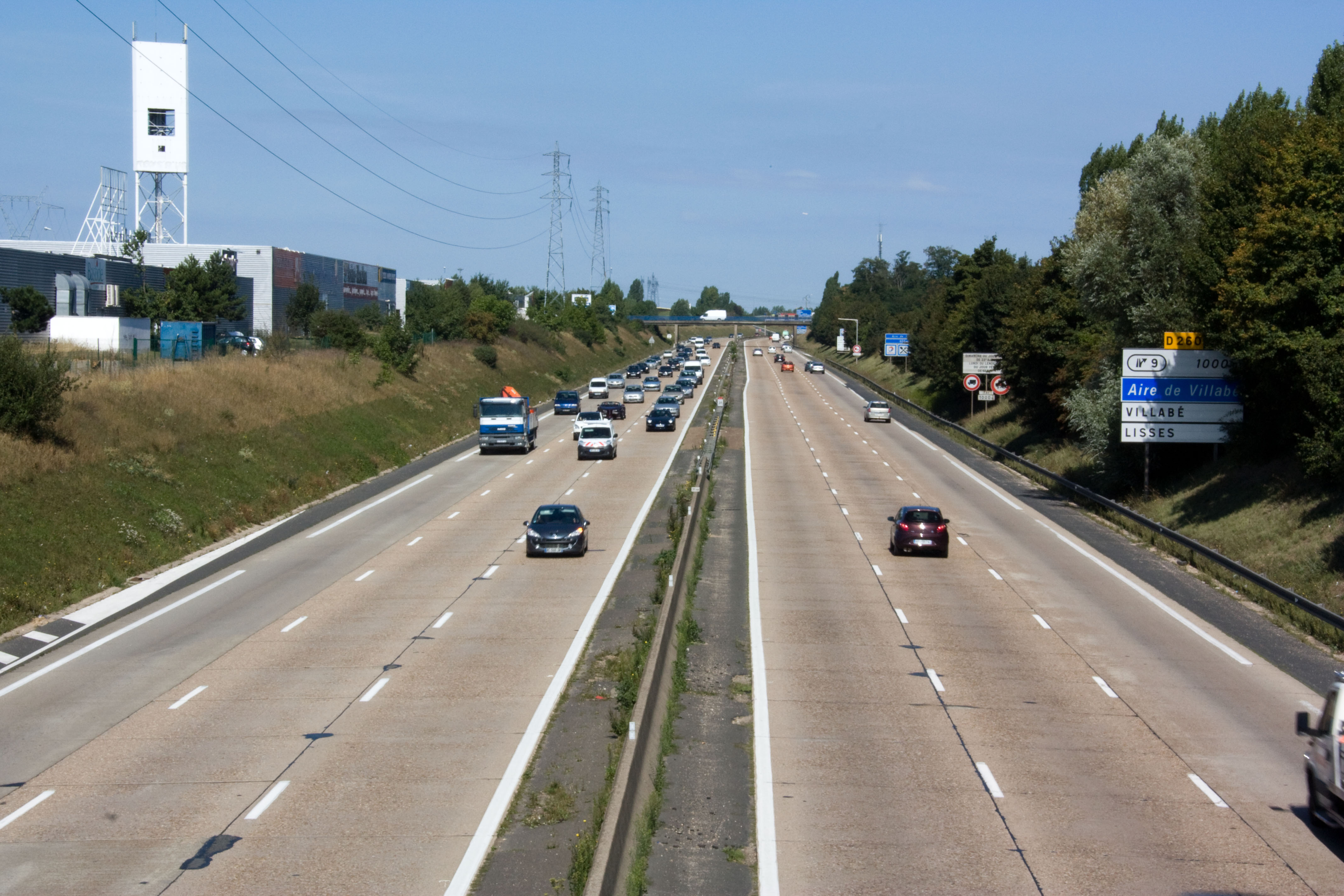
L’autoroute A6 à Villabé en 2010 avant le remplacement des dalles de béton.
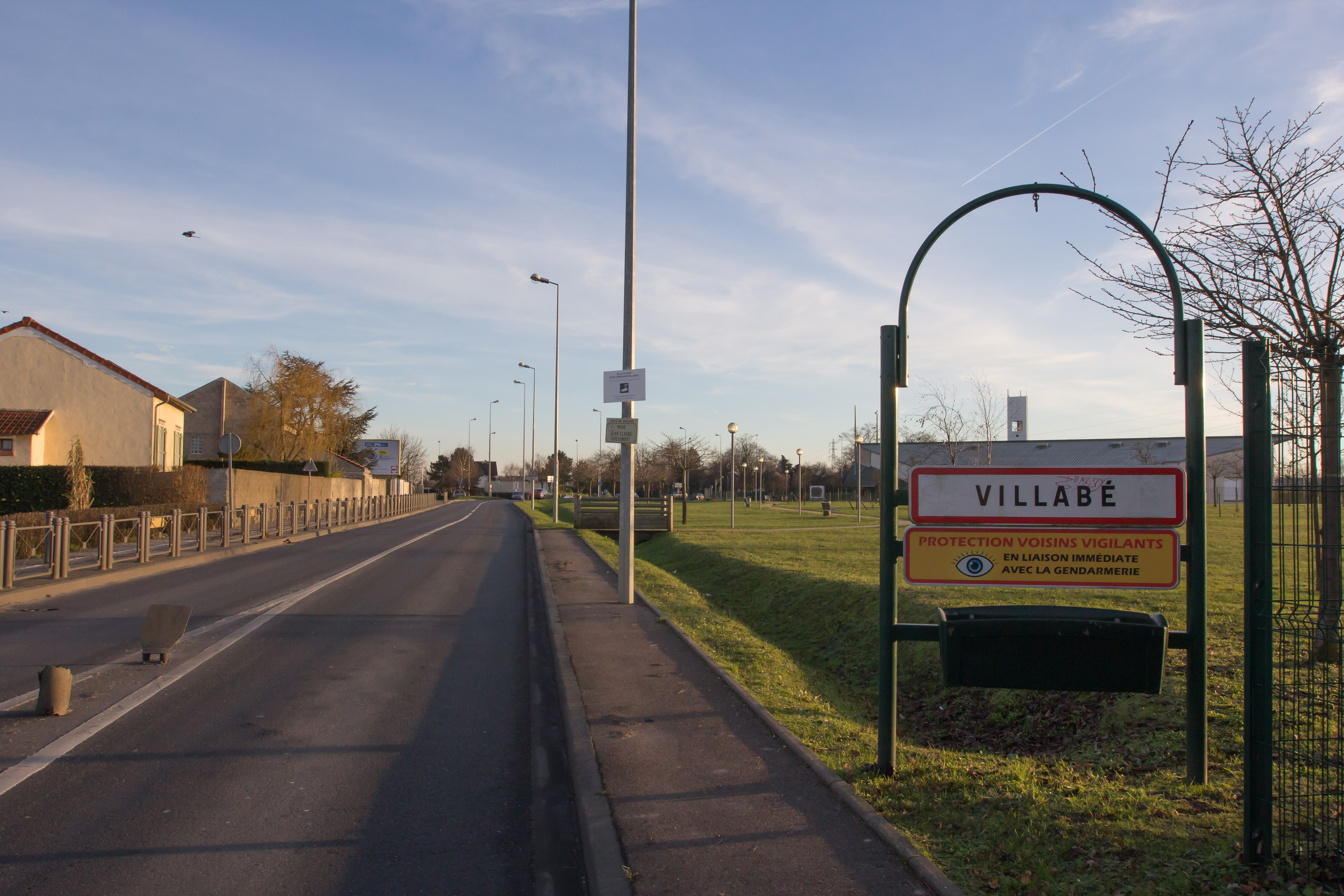
L'entrée principale de Villabé, à l'ouest, en provenance de l'A6.
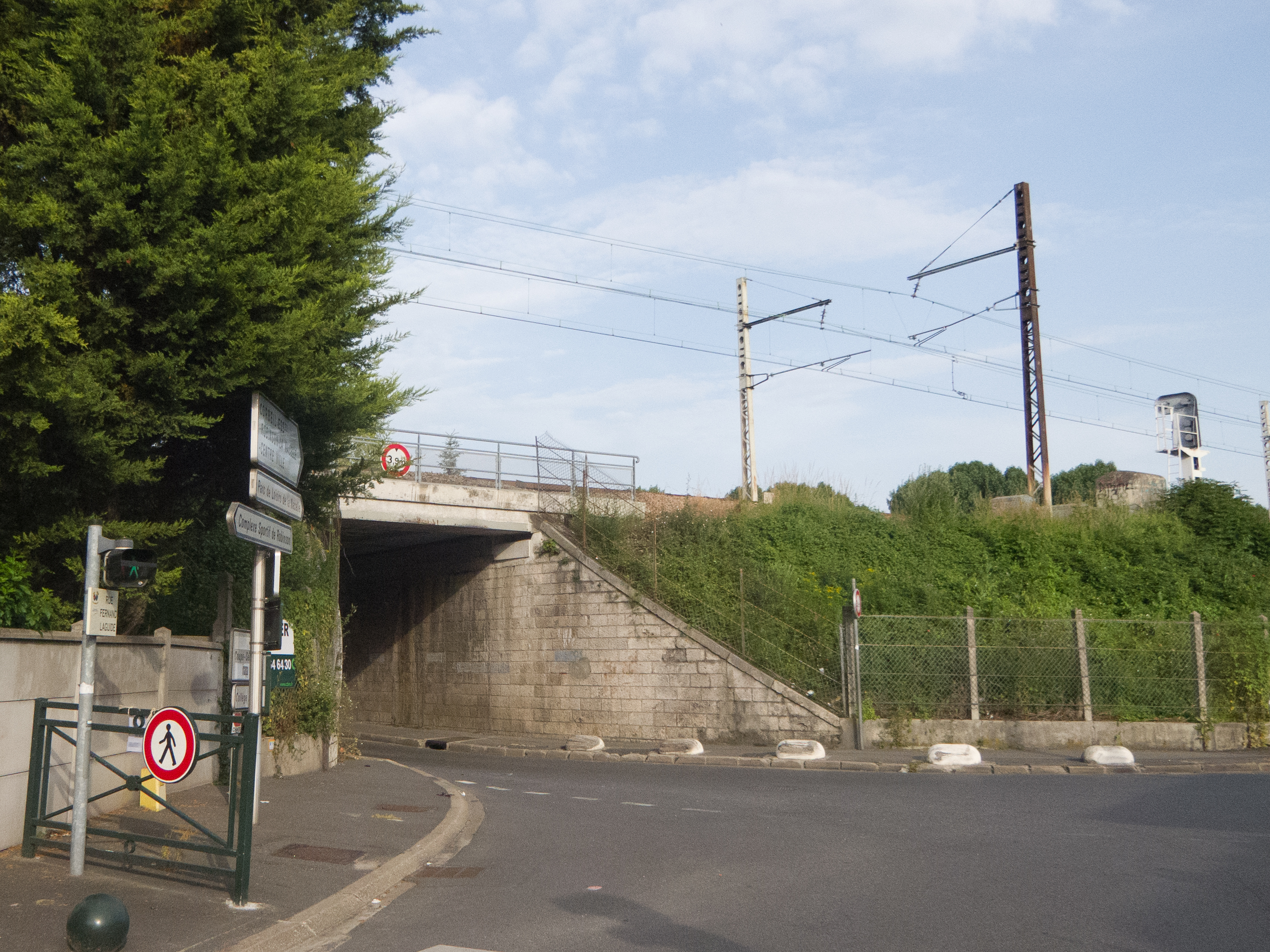
L'entrée nord-est de Villabé, en provenance de Corbeil-Essonnes.
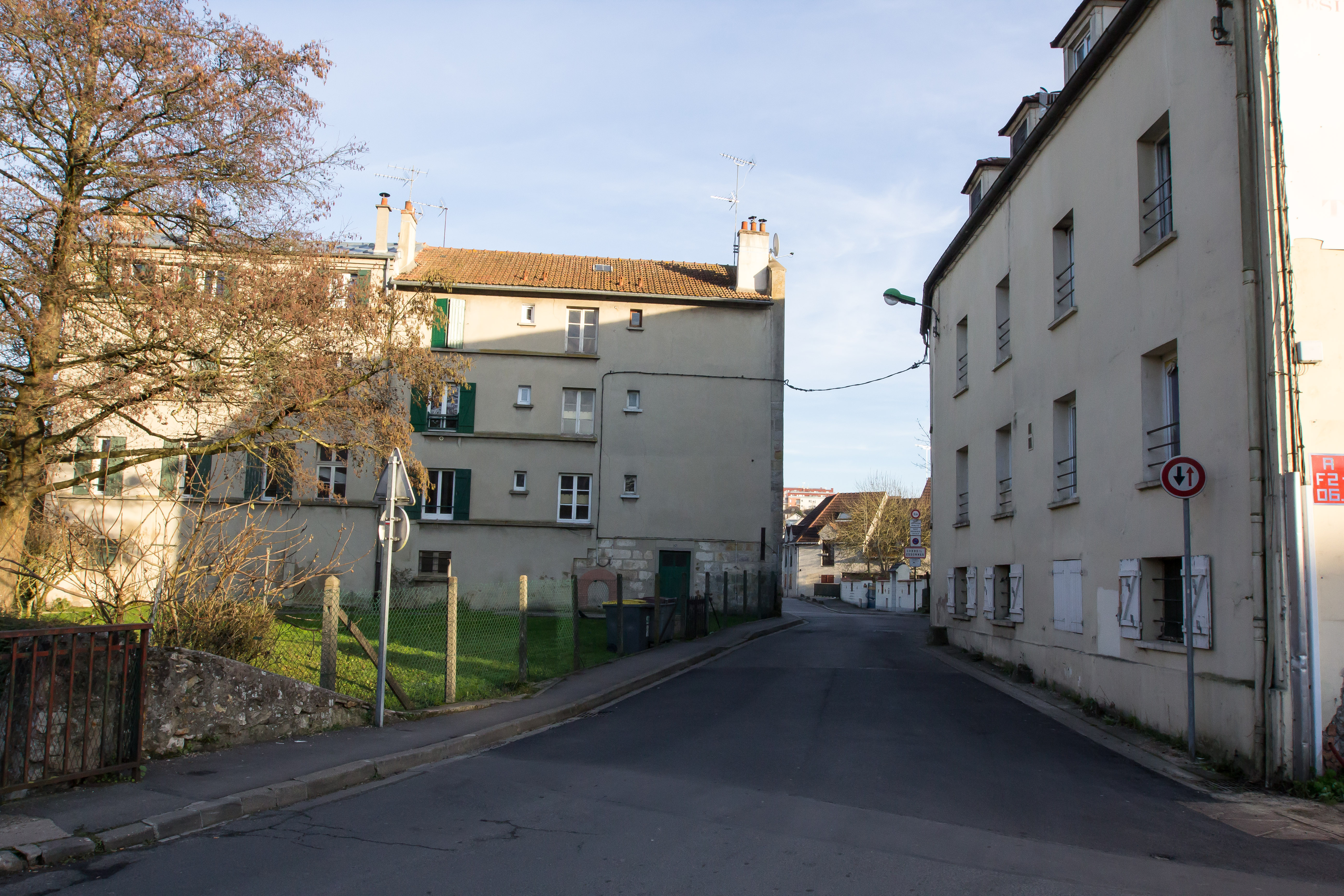
L'entrée sud-est de Villabé, à Moulin-Galant.

#### Transport en commun
Dans sa partie est, le territoire est traversé par la ligne de Corbeil-Essonnes à Montereau principalement empruntée par la ligne D du RER et sur laquelle est implantée la gare de Villabé. Avec un cadencement de 15 min aux heures de pointe et de 60 min en milieu de journée, les trains de la ligne D permettent, au départ de Villabé, de relier les gares de Corbeil-Essonnes et Melun en respectivement 6 min et 30 min.
Plusieurs lignes d’autobus desservent la commune : 
- la ligne 4244 du réseau de bus Évry Centre Essonne, qui relie le centre commercial Villabé A6 à la ZAC de la Croix-Blanche de Sainte-Geneviève-des-Bois (arrêt "Clément Ader", située a l'extrême limite ouest de la commune de Fleury-Mérogis) ;
- la ligne 4245 du réseau de bus Évry Centre Essonne, qui relie la gare de Corbeil-Essonnes à la gare d'Évry-Courcouronnes via Villabé et son centre commercial ainsi que Lisses avec notamment la zone d'activité du Clos-aux-Pois ;
- la ligne 4251 du réseau de bus Évry Centre Essonne, ligne de soirée remplaçant le RER D entre la gare de Corbeil-Essonnes et la gare de La Ferté-Alais via Villabé ;
- la ligne 4279 du réseau de bus Évry Centre Essonne, qui assure en période scolaire la liaison entre Lisses et le lycée Marie Laurençin de Mennecy ;
- la ligne 4334 du réseau de bus Essonne Sud Est qui desservent les villes au sud de Villabé telles Ballancourt-sur-Essonne, Fontenay-le-Vicomte, Mennecy, ou Ormoy.

Sélection de vues des transports en commun à Villabé.
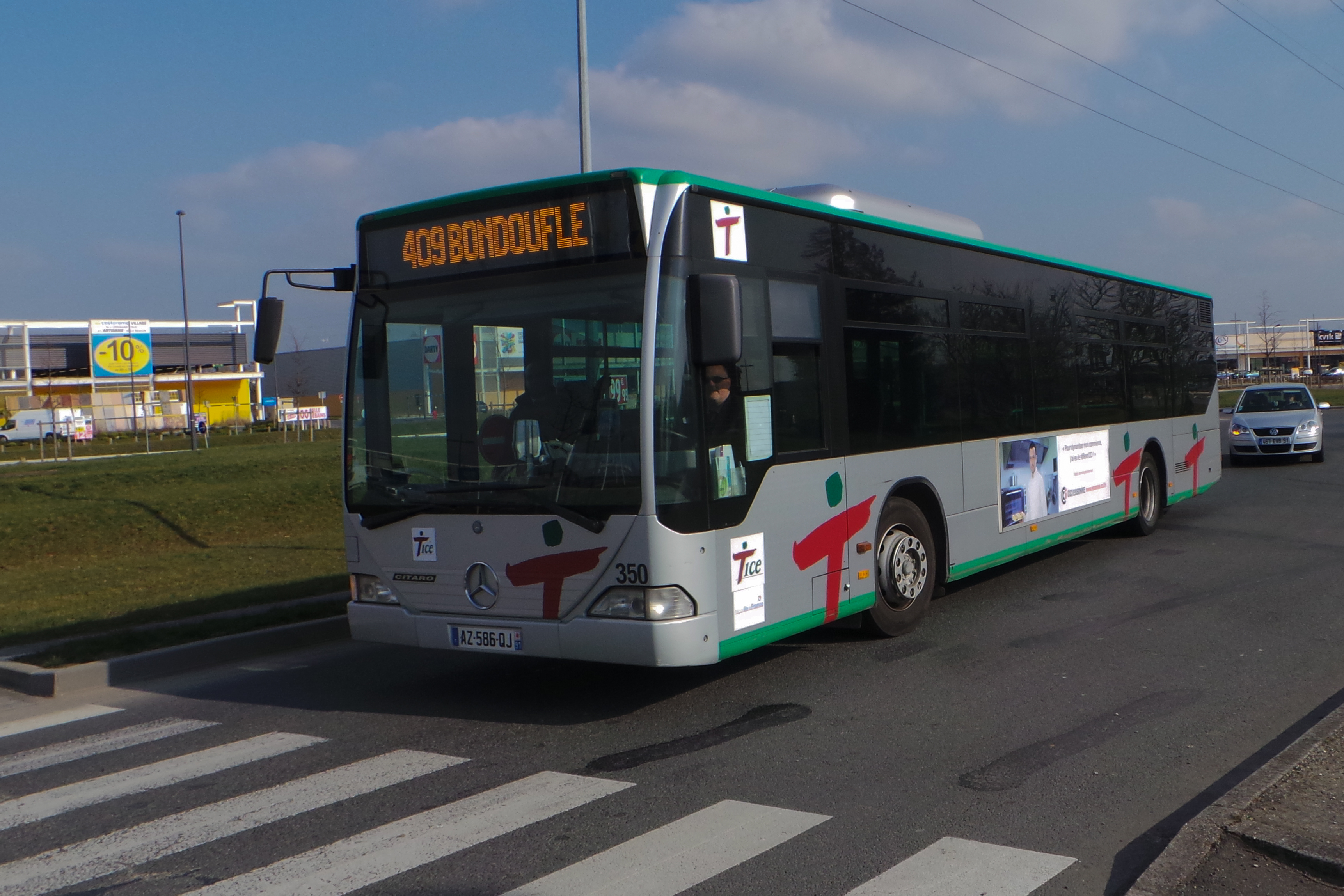
Un bus de la ligne 4244 (ex-ligne 409), quittant le centre commercial.
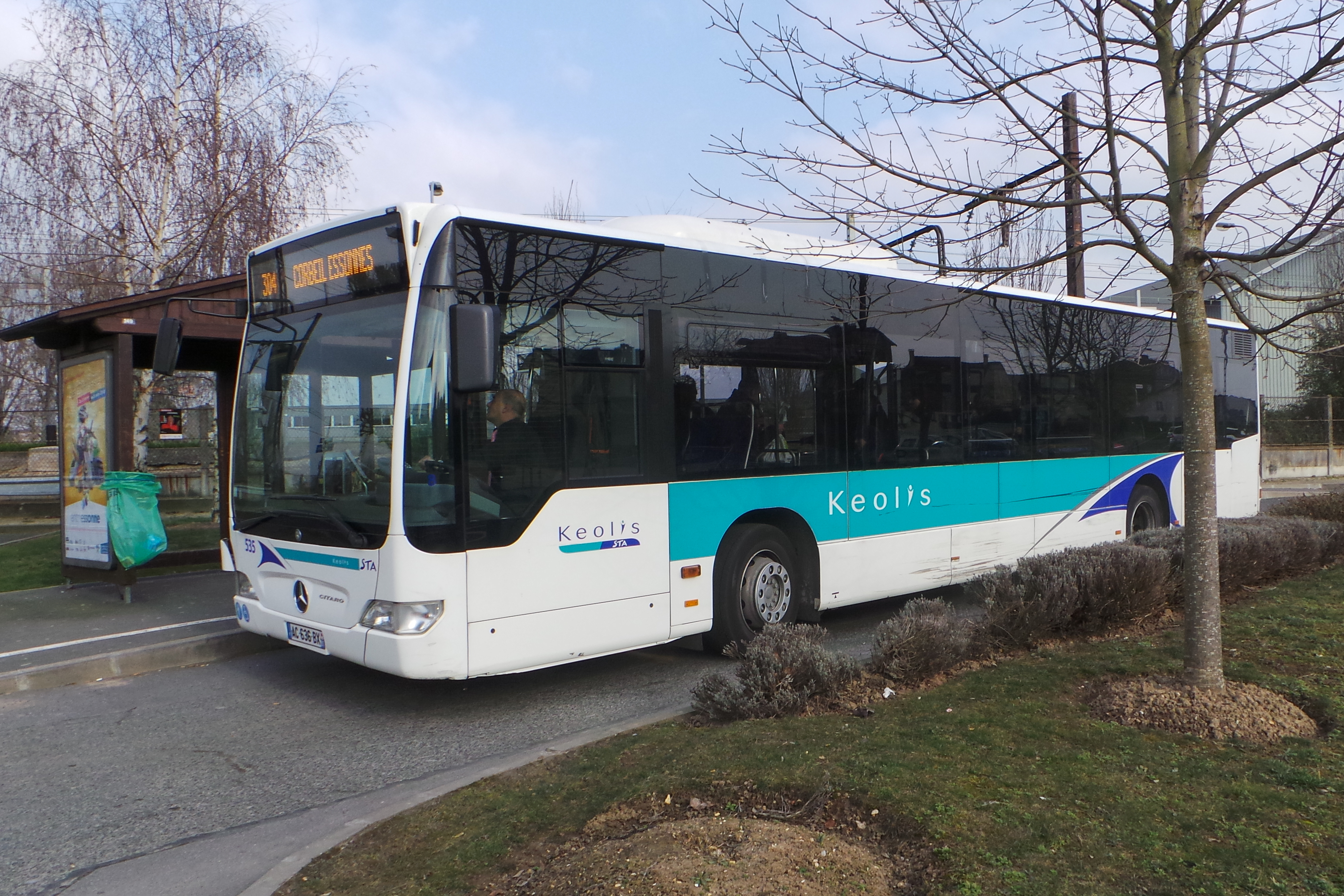
Un bus de la ligne 4245 (ex-ligne 304), quittant la gare de Villabé.
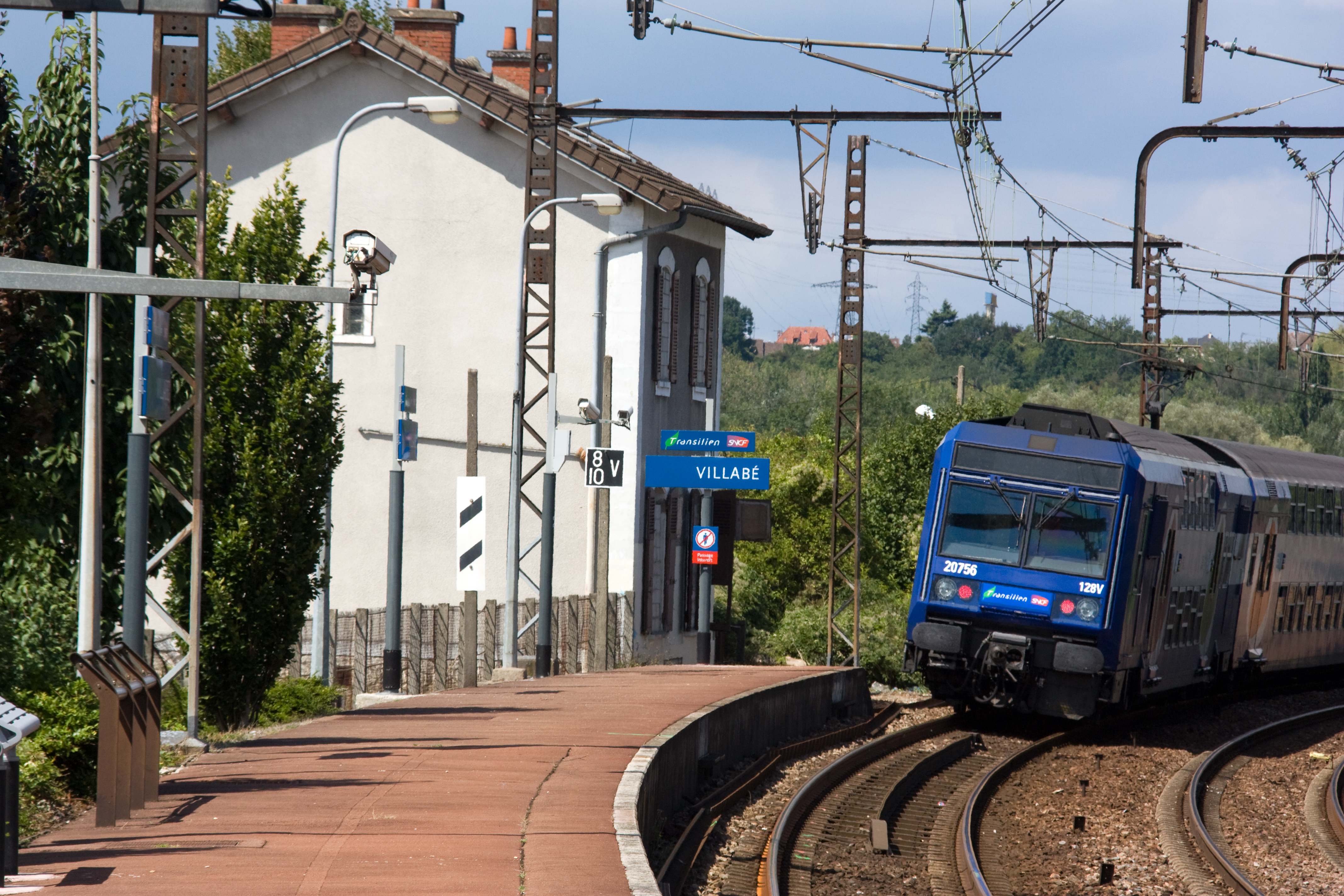
Un train de la ligne D du RER, quittant la gare.
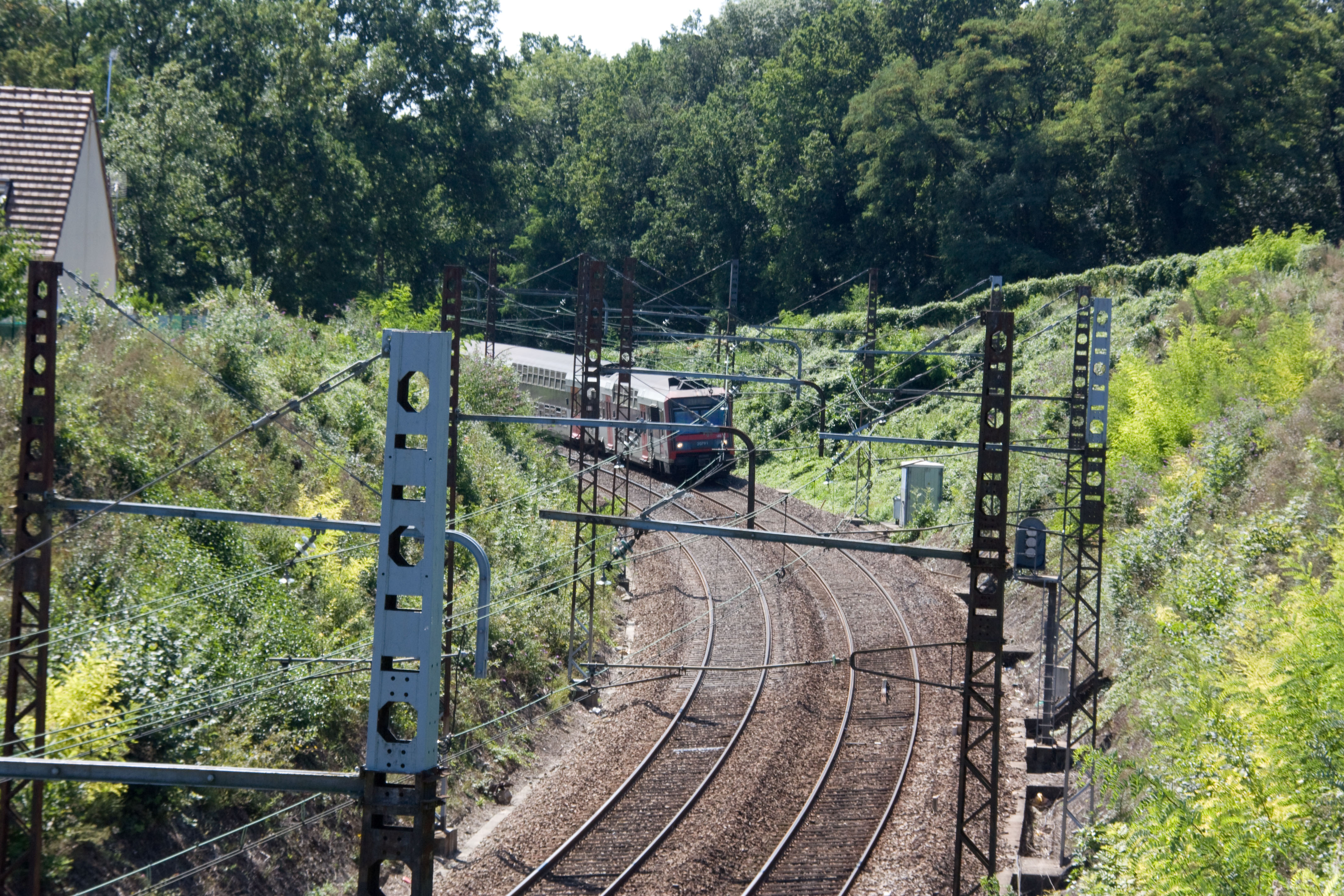
La tranchée de la ligne de Corbeil-Essonnes à Montereau, au sud-est de la commune.

## Toponymie
Le lieu où se situe Villabé est mentionné dans un ouvrage sous l’appellation Terra Sancti Marcelli en 847 et sous la forme latinisée Villa Abbatis en 1093 (cartulaire de Longpont) ou en 1081,.
Vers 1750, le nom du village s’orthographiait Villabbé sur une carte de Cassini, mais aussi Ville Abbé sur le plan d'intendance de la paroisse en 1785. La commune fut créée en 1793 avec son nom actuel. La suppression d’un b sert à éviter la référence religieuse dans sa forme écrite lors de la Révolution française.
Il s'agit d'une formation toponymique médiévale en Ville- aux sens anciens de « domaine (rural) » ou de « village »,. Selon Albert Dauzat et Charles Rostaing, l'appellatif toponymique Ville n'a pris que peu à peu le sens de « village » à partir du XIe siècle.
Le second élément -abé représente l'ancien français abbe « abbé ». En réalité Villabbe est la forme contractée de Ville l'abbe « domaine de l'abbé ». C'est un cas régime sans préposition (ni a ni de) caractéristique de l'ancien français, formule fréquemment employée lorsque le déterminant est une personne. Il s'est fixé dans des noms de lieux comme Pont-l'Évêque, Bourg-la-Reine ou Bois-l'Abbé, etc.
Ce type de composé toponymique en Ville- (déterminé + déterminant) est caractéristique des formations plus tardives et plus méridionales que celui en -ville (déterminant + déterminé), de sorte que Villabé a pour homonyme les nombreux Abbeville, généralement latinisés en Abbatis villa dans les textes rédigés en latin médiéval.

## Histoire

### Préhistoire et Antiquité

Position de Villabé dans le territoire des Parisii,

La découverte aux XIXe et XXe siècles de silex taillés dans le parc du domaine de Montauger, réparti sur les territoires des communes de Lisses et de Villabé, atteste d’une présence humaine dès l’Âge de la pierre,.
À partir du IIIe siècle av. J.-C., le territoire communal se situe au sud du territoire de la tribu des Parisii, à proximité de celui des Sénons dont la limite se situait sensiblement à hauteur de celui de la commune du Coudray-Montceaux.
Les Gallo-romains défrichent[Quand ?] les forêts du plateau du Hurepoix, sur lequel se situe le territoire communal, créent des espaces agricoles sur les terres conquises sur les forêts et commencent à cultiver la vigne. Le plateau voit s'édifier de nombreuses de villae rusticae qui dominent les riches vallées de la Seine, de l'Essonne, de l'Orge, ou de l'Yvette comme en témoignent les résultats de fouilles archéologiques à Orsay.
L'évangélisation de la région commence au IVe siècle et s'achève au VIe siècle avec l’édification dès l’an 600 d’une petite chapelle chrétienne à Corbeil et d'une paroisse à Essonnes, deux villes voisines de Villabé.

### Moyen Âge

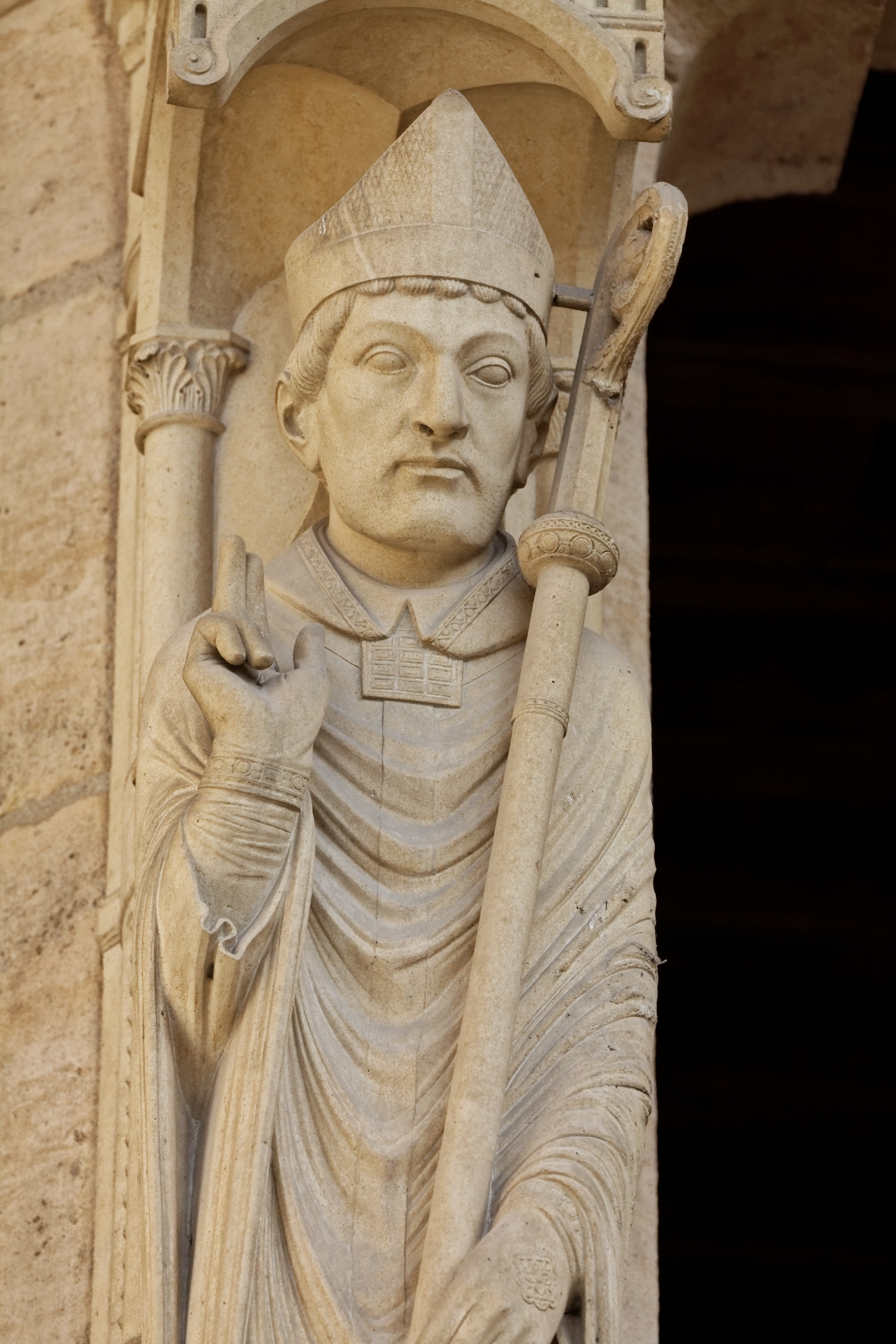
L'évêque Marcel, saint patron de la collégiale Saint-Marcel-lez-Paris dont les chanoines étaient propriétaires de terres de Villabé.

Position de Villabé dans l'Île-de-France historique au Moyen Âge central.

À partir du VIIIe siècle, la région est intégrée au domaine royal français des rois carolingiens qui disposent des lieux et distribuent les terres à leurs vassaux. Commence alors au Xe siècle l’édification de châteaux forts contrôlant les routes commerciales, comme celui de Montlhéry, ou pour arrêter les raids vikings à Corbeil.
Selon l’historien Jean Lebeuf, le lieu appelé Villa Abbatis au XIe siècle était probablement la possession des religieux de la collégiale Saint-Marcel-lez-Paris. L'abbé Lebeuf note que les chanoines de l'abbaye de Paris avait la possession d'une terre contiguë à celle d'Essonne, située sur la rivière du même nom. Cette terre, nommée Terra Sancti Marcelli (du nom de l'évêque Saint-Marcel) dont les chanoines de l'abbaye de Paris avaient les revenus, correspondrait à Villabé et expliquerait l'appellation Villa Abbatis. Toujours selon l'abbé Lebeuf, cette hypothèse est confirmée lorsque l'évêque Étienne évoque en 1138 la construction à Villabé de l’église Saint-Marcel, du nom du neuvième évêque de Paris, Saint-Marcel.
Au début du Moyen Âge, le village est sous la dépendance des comtes de Corbeil. Mais en 1120, le comté de Corbeil est intégré au royaume de France naissant lorsque Hugues III du Puiset, dernier comte de Corbeil, prisonnier du roi Louis VI le Gros, est obligé de lui céder ses terres pour obtenir sa libération.
En 1132, Eustachie de Corbeil, épouse de Baudoin de Corbeil puis de Jean d'Étampes, donne la moitié de la dîme de la paroisse Saint-Marcel à la nouvelle abbaye Notre-Dame d'Yerres pour l'entretien de la communauté de l'abbaye qu’elle venait de fonder. Eustachie ne possédait pas seule la dîme de la paroisse, une autre partie appartenait à Adam Lisiard qui en fit don aux moines du prieuré de Longpont avant de partir en croisade vers 1140.
La région de Corbeil est dévastée tout au long de la guerre de Cent Ans. Ville stratégique, de par notamment sa position près de la Seine qui donne accès à Paris par le fleuve, Corbeil est à plusieurs reprises assiégée ou conquise par les différentes armées ou compagnies à la solde des grands seigneurs. Au moment de la révolte d'Étienne Marcel, la ville est prise par les troupes du dauphin Charles qui la pillent. Puis, par les Parisiens lors des Jacqueries de 1357 et par les bandes à la solde des Anglais qui ravagent Corbeil et les bourgs voisins comme Arpajon et Montlhéry en 1358 et 1359. En 1417, Corbeil est assiégée par les Bourguignons mais ne peuvent la prendre la ville. Les Anglais occupent Corbeil lorsque Isabeau de Bavière s'y réfugie. Durant tous ces sièges et occupations, les alentours sont dévastés par les pillages, la peste et la guerre civile. Villabé, village voisin, n'est pas épargnée ; son église est endommagée à cette période, elle sera rénovée en 1467.

### Époque moderne

#### XVIesiècle

Blason de Germain de Valenciennes.

Au début du XVIe siècle, Germain de Valenciennes, écuyer et essayeur général de la Chambre des monnaies, est seigneur des fiefs d'Ormoy, de Villabé et de Coupeau (un fief de Villabé, écrit aussi Coupeaux ou Couppau),. Il avait acheté au roi la justice de ces lieux. Mais, à la même époque, sous François Ier, le seigneur engagiste de Corbeil fait des poursuites pour la lui reprendre. Germain de Valenciennes possédait aussi à Paris l'hôtel dit de Petite-Bretagne que son père, Jean de Valenciennes, avait acheté avant 1449.
Germain de Valenciennes est mort en 1520. Il a été inhumé dans l'ancienne église Saint-Thomas-du-Louvre, située à proximité de l'hôtel de la Petite-Bretagne, aux côtés du corps de sa première femme, Antoinette Budé, petite fille de Dreux Budé. Près du porche de l'église, on pouvait lire l’épitaphe de Germain de Valenciennes :
« 
Cy-gist noble homme Germain de Valenciennes, en son vivant escuyer, (Sr) d'Ormoy, Coupeaulx et Villabé, et général essayeur du Roi, nostre sire, en sa chambre des monnoyes à Paris ; qui trespassa l'an 1520, le mardi 15 mars.
Et aussy gist noble damoiselle Anthoinette Budé, jadis sa première femme, laquelle décéda le mardy 21 d'avril 15..., après Pasques.
 »
À la mort de Germain de Valenciennes, l'hôtel de la Petite-Bretagne devient la possession de son fils Jean, de 1530 à 1565, puis d'Anne, Claude et Germain II de Valenciennes, les enfants de Jean de Valenciennes. L’hôtel de Petite-Bretagne est alors nommé hôtel de Coupeau car Germain II de Valenciennes est aussi seigneur d'Ormoy et de Coupeau.
En 1551, Anne de Valenciennes, fille de Pierre de Valenciennes, un descendant de Germain de Valenciennces, notaire et secrétaire du roi et seigneur d'Ormoy, épouse Louis Budé, écuyer, seigneur de Montgeron et descendant lui aussi de Dreux Budé. Le contrat de mariage indique que Pierre donne à sa fille des terres du terroir d'Ormoy, près de Corbeil, et aux environs. Plus tard, dans un acte du daté du 22 avril 1573, Germain II de Valenciennes, écuyer, seigneur d'Ormoy et des Copeaux en partie, fait une donation à Claude de Troye, écuyer d'écurie du Roi et du duc de Nemours, son cousin issu de germain et à ses enfants des terres et seigneuries d'Ormoy (près de Corbeil), des Copeaux (près de Villabé), de Villoison (près de Villabé), d'Écharcon et de Montceaux (près de Corbeil), avec les droits qui y sont attachés.
En 1580, le procès-verbal de la Coutume de Paris mentionne Anne de Valenciennes comme étant Dame de Couppeaux (ou Coppeau) et de Villabé. Et, en 1597, le cahier de la contribution de la châtellenie de Corbeil pour le ban et l'arrière ban assure que l'hôtel de Couppeaux, ainsi qu'un fief assis à Villabé, sont la possession d'Annibal Budé, le petit fils d'Anne et de Louis Budé, écuyer et seigneur de Villabé,. Ainsi, à la fin du XVIe siècle, les terres de Villabé sont la propriété de différents descendants de Germain de Valenciennes et de Dreux Budé. La possession de la seigneurie de Villabé se perd lorsqu'Anne Budé, fille unique d'Annibal Budé et de Louise Bernardrin, épouse Martin Chopin, écuyer, sieur du Plessis.

#### XVIIesiècle

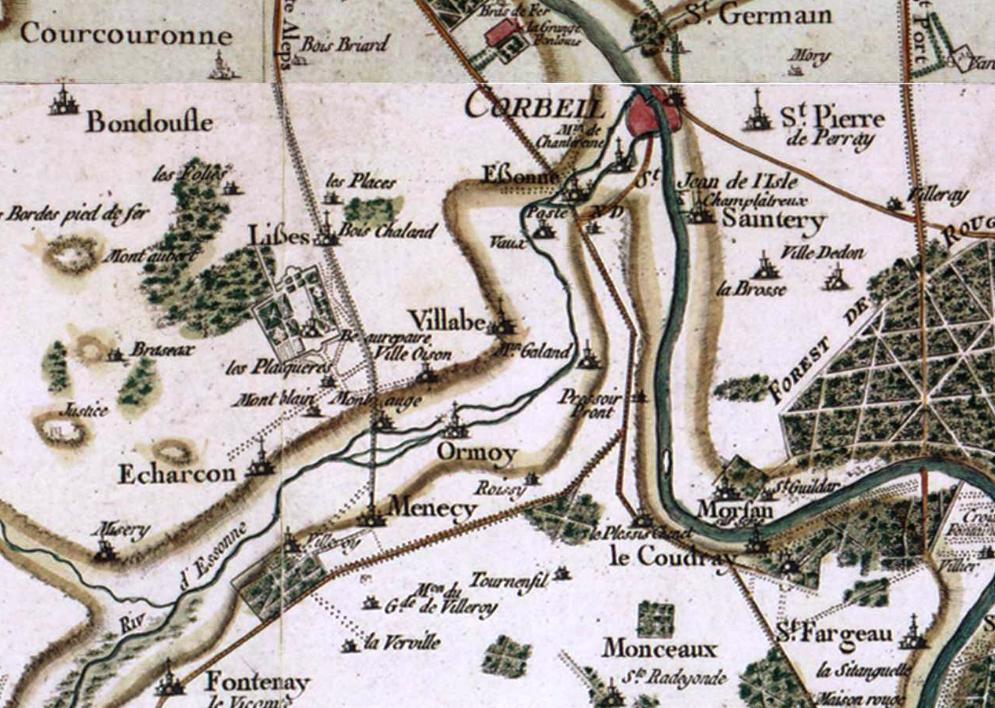
Carte de la région de Villabé au XVIIe siècle par Cassini.

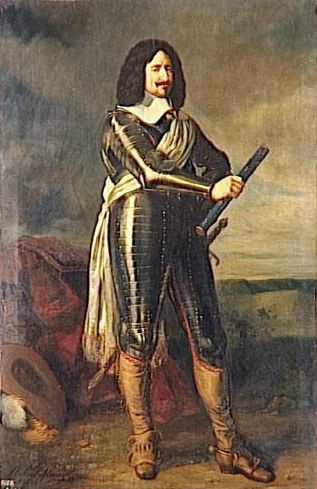
Nicolas V de Neufville de Villeroy, 1er duc de Villeroy, possesseur de la terre de Villabé.

La seigneurie de Villeroy, dont les terres se situaient sur la rive droite de l'Essonne entre Fontenay-le-Vicomte et Mennecy, est devenue la possession de Nicolas III de Neufville de Villeroy, Secrétaire d'État, vers 1580. Villeroy était au Moyen Âge une cure issue d'un démembrement de celle de Villabé détenue par les abbesses de l’abbaye de Yerres. Nicolas III de Neufville détient les trois hautes justices des villages de Villeroy, Fontenay-le-Vicomte et Mennecy. Vers 1597, il étend sa possession sur toutes les terres de la cure de Villeroy qui cesse d'être une paroisse. La seigneurie Villeroy est érigée en châtellenie en septembre 1610 en faveur de Nicolas IV de Neufville de Villeroy ; le fief d'Ormoy 
y est rattaché en mars 1612. Puis, en janvier 1615, la seigneurie et châtellenie de Villeroy est érigée en marquisat.
En septembre 1651, le roi Louis XIV érige le marquisat de Villeroy en duché-pairie en faveur du maréchal de France Nicolas V de Neufville de Villeroy, en récompense des services rendus au roi et à sa mère Anne d'Autriche, notamment lorsqu'il était gouverneur du jeune Louis. Les fiefs et paroisses environnants de Ballancourt, Chevannes et Villabé sont rattachés au duché de Villeroy en 1655. Et c'est en 1663 que la paroisse de Villabé et tous ses hameaux sont définitivement intégrés au nouveau duché de Villeroy,. Villabé devient ainsi une possession des ducs de Villeroy jusqu'à la Révolution. Le dernier duc, Gabriel Louis François de Neufville de Villeroy, est guillotiné le 28 avril 1794.
Du Moyen Âge, jusqu'au XVIIIe siècle, l'Essonne est une voie navigable empruntée par des bateaux à fond plat qui transportent le blé de la Beauce, le vin et diverses denrées vers Paris. Mais au fur et à mesure de l'installation de moulins sur la rivière, notamment à Villabé, la cohabitation entre mariniers et meuniers devient difficile. Alors, en 1634, la construction d'un canal le long de l'Essonne, entre la Loire et la Seine, est envisagée. Mais, Charles de Neufville, marquis de Villeroy, qui possède de nombreuses terres le long de l'Essonne, s'y oppose. Son fils, Nicolas V de Neufville, propose en 1644 d'élargir les écluses sur l'Essonne. Finalement, les travaux n'aboutirent pas. Le projet sera repris à la fin du XVIIIe siècle sous le nom de « canal de Chateaubourg » dont seulement 4 km seront construits entre Villabé et Essonnes,

#### XVIIIesiècle

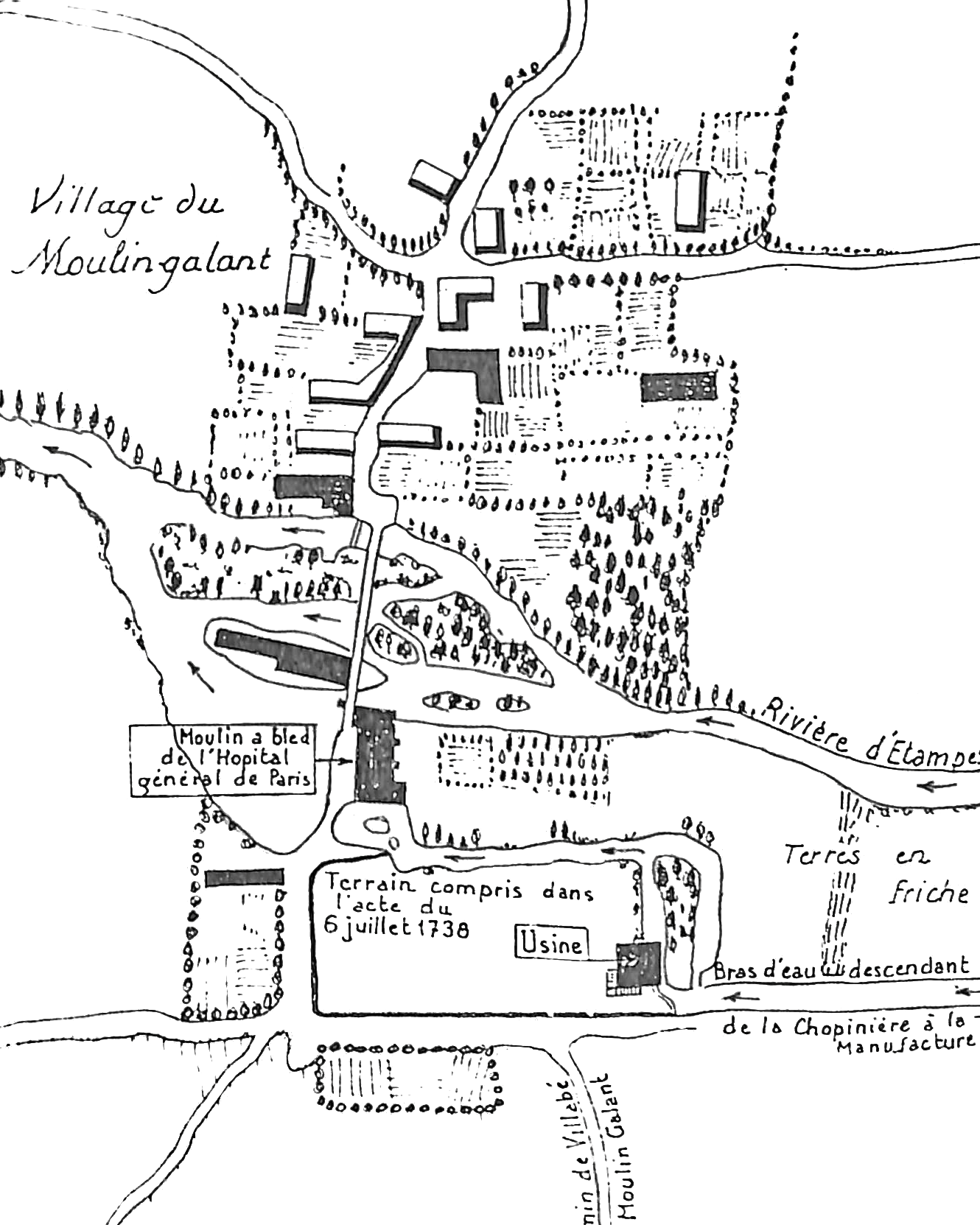
Croquis du hameau de Moulin-Galant lors de la vente de la manufacture de cuivre en 1749.

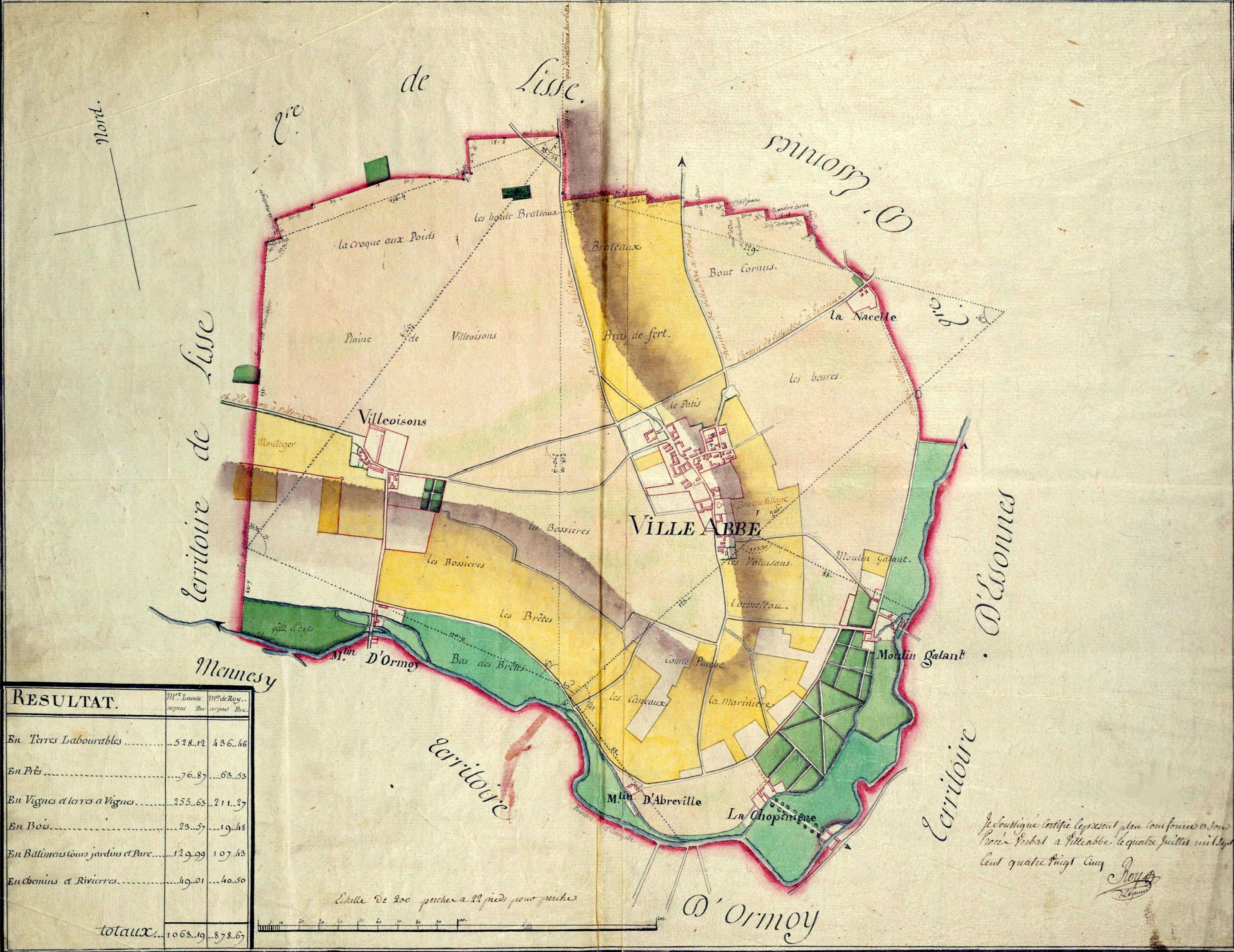
Plan d'intendance de Villabé en 1785.

Au milieu du XVIIIe siècle, l’abbé Lebeuf écrit dans son ouvrage Histoire de la banlieue ecclésiastique de Paris, que les coteaux de Villabé sont couverts de vignobles et que les prairies s'étendent à perte de vue, marquant l’importance de la viticulture et du commerce avec Paris.
En 1738, Gabriel Louis François de Neufville de Villeroy, seigneur de la paroisse de Villabé, permet l’installation sur ses terres d’une manufacture de cuivre battu sur les bords de la rivière Essonne au lieu-dit Moulin-Galant. Pierre Thouvenin reçoit alors l'autorisation du Louis XV de construire cette usine qui portera le titre de manufacture royale, marquant ainsi le début de l'industrialisation du village. Le choix du lieu est dû à la présence de moulins hydrauliques sur la rivière dont le débit régulier et constant permet la production d'énergie pour faire fonctionner les machines et les rouages de la manufacture. Après le décès de Pierre Thouvenin, la manufacture est rachetée en 1749 par Héron de Courgis, un magistrat de Paris et secrétaire du roi.
Le Jean-Jacques Raffanneau, un notable parisien travaillant au Département de la guerre où il est chargé du ravitaillement des troupes, rachète à son tour la manufacture en 1759. À cette époque, on y travaille le cuivre sous forme de plaques nécessaires aux chaudronniers pour la fabrication des récipients domestiques, à partir de cuivre de rosette — cuivre rouge pur à l'état natif —  provenant des mines de Sain-Bel et de Chessy dans le Lyonnais,.
Lorsque Jean-Jacques Raffaneau meurt le 18 octobre 1765, sa femme dirige la manufacture pendant une quinzaine d'années en attendant la majorité de ses enfants. Son fils, François en assurera ensuite la direction jusqu'en 1789.
Jusqu'à la Révolution, la paroisse de Villabé appartient à la subdélégation de Corbeil dans la généralité de Paris. Ormoy et Villabé ayant été séparés en deux paroisses par l’arrêt du Conseil du roi du 16 octobre 1759 pour la perception de la taille.
Dans le cahier de doléances qu'ils rédigent en 15 avril 1789, les habitants de la paroisse Saint-Marcel, dans le duché de Villeroy, écrivent :
« 
Les habitants de la paroisse de Villabé, sans la confiance qu'ils ont dans leur souverain, craindraient pour l'avenir, étant surchargés d'impôts en tout genre ; lesquels joints à la cherté excessive du pain, les mettraient hors d'état de subsister.
 »
Ils expriment le vœu que lors de la tenue des États généraux prévus en mai 1789 à Versailles :
« 
il sera établi des lois fixes et déterminées, dans toutes les parties de l'administration, pour le bonheur et le soulagement des peuples, et le règne paisible de Sa Majesté.
 »
Ils souhaitent, entre autres, que les chemins qui avoisinent Villabé soient réparés, en précisant notamment « que le chemin en terre depuis le village de Villabé jusqu'à celui de la Chaussée-de-Montauger [...], soit pavé en blocage : ce chemin leur étant absolument nécessaire pour le transport de leurs vins ainsi que leurs récoltes », et que « toutes les pâtures du territoire de la paroisse soient communes pour tous les paroissiens et que les seigneurs ne puissent point empêcher les lesdits paroissiens d'aller faire paître leur bestiaux dans tout le territoire », mais aussi que « la milice par la voie du sort soit également supprimée comme étant très onéreuse dans les campagnes, en privant les pères de famille et les cultivateurs de bons sujets laborieux et utiles à l'agriculture ».
Le sieur François-Maurille Raffaneau, écuyer, propriétaire de la manufacture royale des cuivres battus, sise fiefs des Copeaux et de la Blotterie au hameau de Moulin-Galant, exprime quant à lui ses propres demandes : 
« 
l'introduction dans le royaume des cuivres [...], venant d'Angleterre, de la Suède, de la Hongrie et des autres pays étrangers, attendus que les mines qui existent en France, ne sont pas assez abondantes pour fournir et entretenir exactement les fabriques qui y sont établies. La prohibition des cuivres fabriqués dans les pays mentionnés ci-dessus, ou du moins l'imposition d'un droit prohibitif, faveur que semblent mériter les manufactures nationales.
 »

### Époque contemporaine

#### Révolution française, Empire et début duXIXesiècle

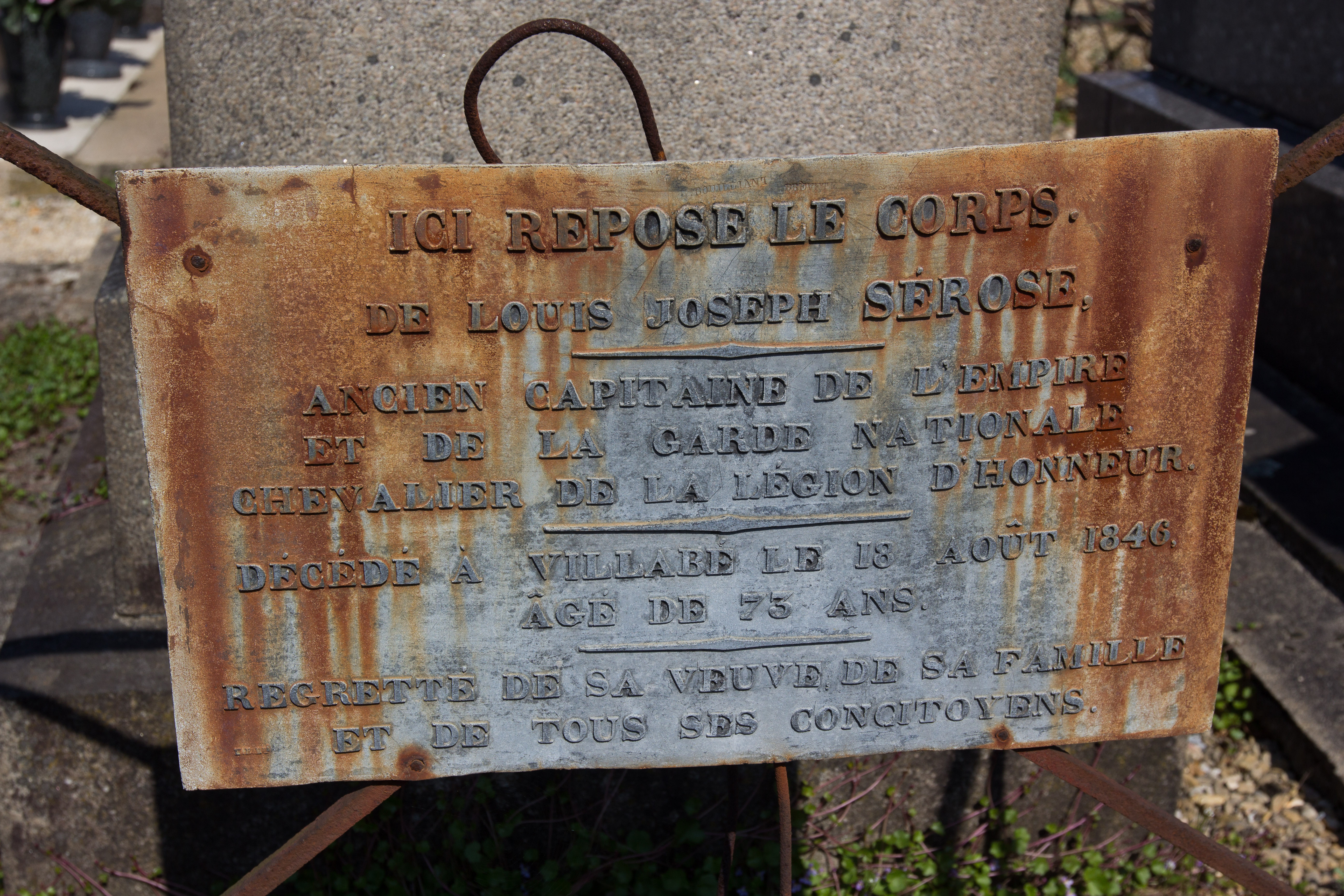
Tombe de Louis Joseph Sérose, capitaine d'Empire, chevalier de la Légion d'honneur, Villabéen décédé en 1846 et inhumé dans le nouveau cimetière communal.

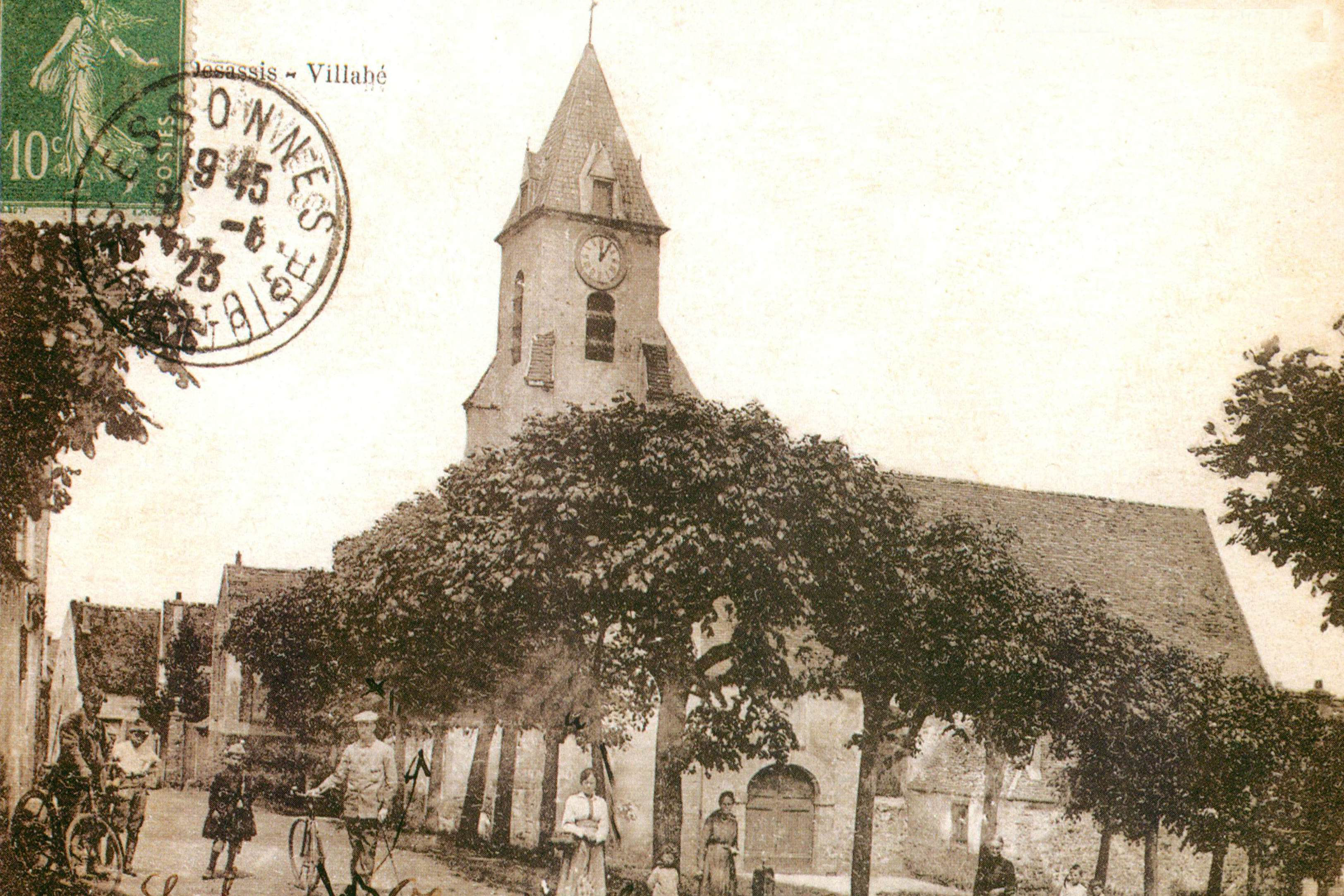
L'église de Villabé, dont les abords ont été dégagés en 1852.

Durant la Révolution française, la commune de Villabé, nouvellement créée, est une petite commune agricole qui compte environ 382 habitants et 74 maisons. C'est aussi au cours de cette période que l’église de la paroisse est partiellement détruite. Au début du XIXe siècle, la commune compte 400 habitants, 74 maisons, cinq moulins et deux usines.
Les bâtiments de la fonderie de cuivre ainsi que tous ses terrains, d'une superficie totale de 45 arpents, sont mis en vente par licitation le 7 novembre 1804. La manufacture est alors rachetée par la famille Jars, dont un des fils, Louis, devenu maire de la commune en 1800, 
la transformera en filature de laine.
Le 27 mars 1822, une ordonnance du roi Louis XVIII érige l'église de Villabé en chapelle vicariale. Jusqu'à cette date, elle était une annexe des églises d'Essonnes ou de Lisses, les villes voisines dont dépendaient les curés de Villabé.
Le recensement de 1826 fait état d'une population de 387 habitants dans la commune de Villabé. Parmi les professions mentionnées dans ce recensement, celle de vigneron est la plus exercée (43 Villabéens), puis celle de domestique (22 Villabéens).
| 43 vignerons    | 6 jardiniers     | 2 scieurs     | 1 filateur        | 1 régisseur |
| 22 domestiques  | 8 contre-maîtres | 2 tisserands  | 1 foulonnier      | 1 rentier   |
| 11 journaliers  | 4 meuniers       | 1 berger      | 1 garçon de cour  | 1 sasseur   |
| 8 chartiers     | 3 cordonniers    | 1 boucher     | 1 garde champêtre | 1 serrurier |
| 8 gardes-moulin | 3 fileurs        | 1 cuisinier   | 1 gardien de nuit | 1 vacher    |
| 7 propriétaires | 2 commis         | 1 cultivateur | 1 maçon           | 1 voiturier |

Au milieu du  XIXe siècle, des travaux sont entrepris autour de l'église paroissiale afin d'en dégager les accès et rendre entièrement libre l'entrée et les façades Est et Sud de l'édifice, ceci afin de donner « un aspect convenable à un monument religieux ». La municipalité fait acquisition de maisons jouxtant l'église pour les démolir et perce en 1852 une rue au travers de l'ancien cimetière attenant à l'église et qui avait été est déplacé plus bas dans le village, au lieu-dit le Bas des Trous en 1845.

#### Second Empire

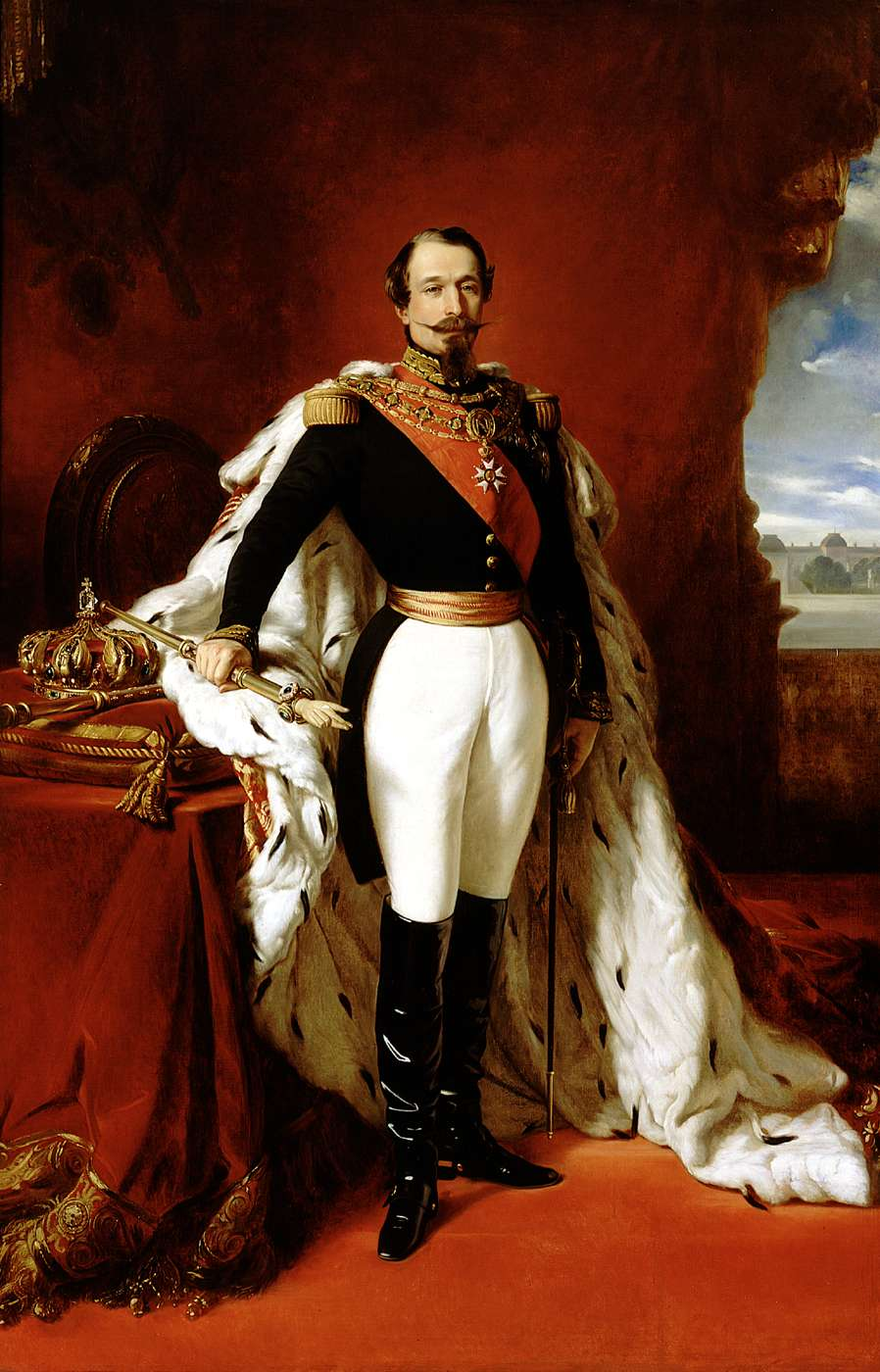
Portrait de Napoléon III.

Le 5 décembre 1852, le maire de Villabé, Jean-Pierre Cordier, réunit, à la demande du préfet de Seine-et-Oise, les habitants de la commune sur la place publique et donne lecture du décret relatif à la proclamation de l'Empire :
« 
Napoléon, par la grâce de Dieu et la volonté nationale, Empereur des Français, à tous présents et à venir.

Vu le sénatus-consultes, en date du 7 novembre 1852, qui donne au Peuple le plébiscite dont la teneur suit :

Le Peuple veut le rétablissement de l'Empire dans la personne de Louis-Napoléon Bonaparte, avec une hérédité dans sa descendance directe légitime ou adoptive ; et lui donne le droit de régler l'ordre de succession au trône dans la famille Bonaparte, ainsi qu'il est prévu par le sénatus-consultes du 7 novembre 1852.

Vu la déclaration du corps législatif qui constate :

Que les opérations de vote ont été partout librement et régulièrement accomplies ; que le recensement général des suffrages émis sur le projet de plébiscite a donné sept millions, huit cent vingt quatre mille, cent quatre vingt neuf (7 824 189) bulletins portant le mot oui. Deux cent cinquante trois mille, cent quarante cinq (253 145) bulletins portant le mot non. Soixante trois mille, trois cent vingt-six (63 326) bulletins nuls.

Avons décrété et décrétons ce qui suit :

Article premier : le sénatus-consultes du 7 novembre 1852, ratafié par le plébiscite des 21 et 22 octobre, est promulgué et devient loi de l'État

Article second : Louis-Napoléon Bonaparte est Empereur des Français sous le nom de Napoléon II.
 »
La lecture de cette proclamation est accueillie par les cris unanimes et répétés de : « Vive l'Empereur ; Vive Napoléon III ». Puis, le 27 février 1853, les membres du conseil municipal procèdent à la prestation de serment prescrit à l'article 14 de la Constitution, modifié par le sénatus-consultes du 23 décembre 1852, en levant la main et en prononçant la formule : « Je jure obéissance à la Constitution et fidélité à l'Empereur ».

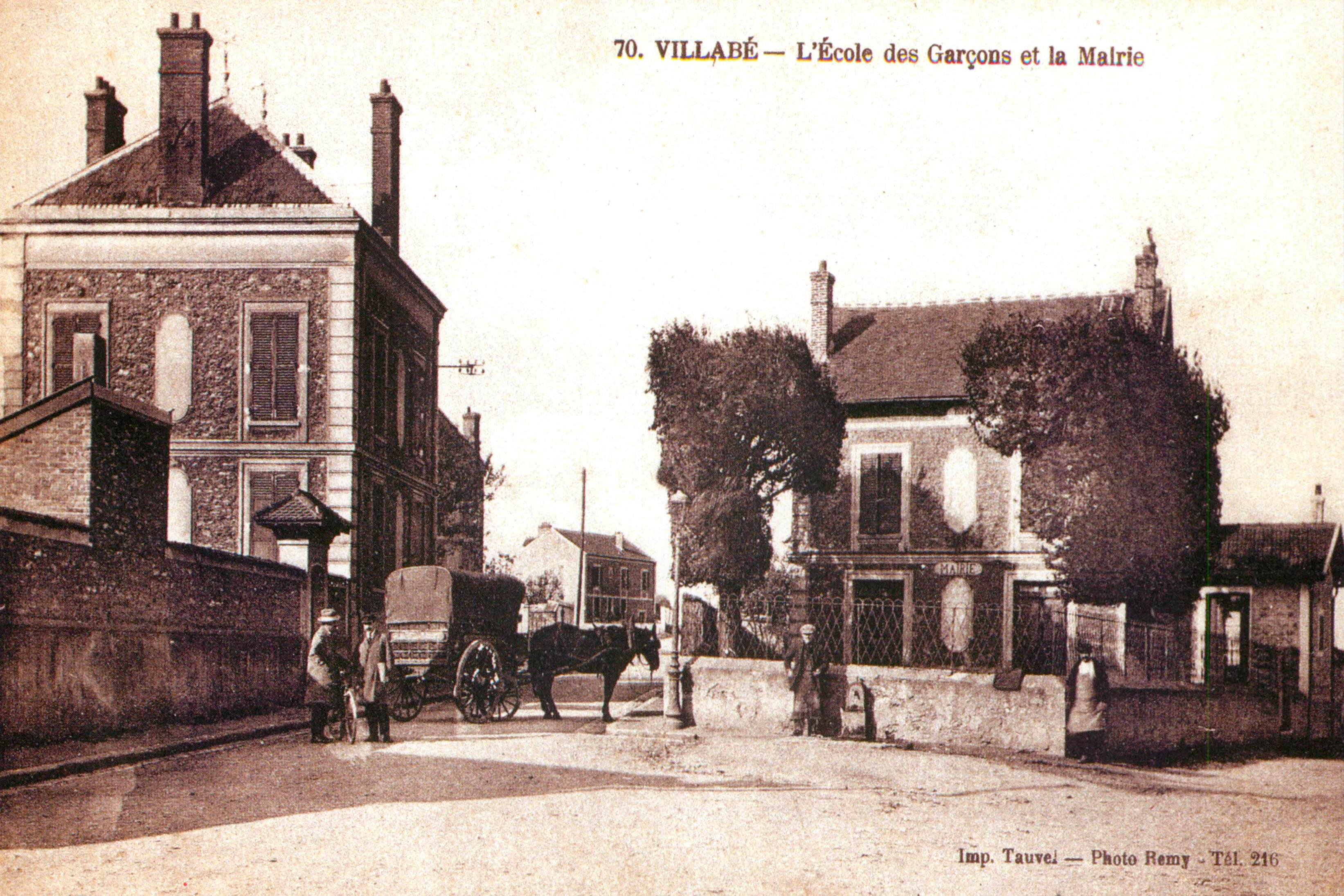
La mairie et l'école (la maison de droite), construite en 1860.

Jusqu'en 1860, l'école du village et la mairie se situent dans des locaux loués à proximité de l'église. Ceux-ci sont exiguës et insalubres et ne peuvent être agrandis pour accueillir de nouveaux écoliers et pour les besoins des services de la commune. La municipalité décide en 1857 de construire une maison qui servira de mairie et d'école dans le quartier du Pâtis, à l'entrée nord-ouest du village. Le coût de la construction de ce bâtiment est évalué à 10 229,73 francs. Les ressources financières de la commune étant insuffisantes, elle contracte un emprunt de 8 228,74 francs auprès de la Caisse des dépôts et consignations et obtient une subvention de 1 500 francs de l'État et une autre de 500 francs du département de Seine-et-Oise. L'emprunt est effectué pour une durée de 8 ans et génère 1 809,56 francs d'intérêts, soit une dette de 10 039,29 francs. Pour la rembourser, le conseil municipal vote une augmentation des contributions directes afin d'obtenir une recette supplémentaire de 1 368,37 francs par an pendant 7 ans, de 1860 à 1866, et de  460,70 francs la dernière année, en 1867. La construction de la mairie-école est terminée le 18 novembre 1860.
L'enquête agricole de 1862  montre que plus de 90 % de la superficie du territoire de la commune est consacré aux cultures ou à l'élevage (terres labourables, prés naturels, pâturages, pacages et vignes) mettant ainsi en évidence le caractère essentiellement agricole de la commune à cette époque.
| Type d’occupation                                                   | Superficie | Pourcentage |
| ------------------------------------------------------------------- | ---------- | ----------- |
| Terres labourables                                                  | 317 ha     | 69,67 %     |
| Prés naturels, pâturages et pacages                                 | 27 ha      | 5,93 %      |
| Vignes                                                              | 68 ha      | 14,95 %     |
| Bois                                                                | 10 ha      | 2,20 %      |
| Jardins                                                             | 8 ha       | 1,75 %      |
| Autres superficies cultivées ou cultivables                         | 7 ha       | 1,54 %      |
| Superficies non cultivables (constructions, routes, cours d'eau, …) | 18 ha      | 3,96 %      |
| Totaux                                                              | 455 ha     | 100 %       |

Les céréales représentaient plus de 50 % des cultures, les fourrages près de 27 % et la vigne occupaient plus de 16 % des terres cultivées.
| Type de cultures                  | Superficie | Pourcentage |
| --------------------------------- | ---------- | ----------- |
| Céréales                          | 224 ha     | 53,33 %     |
| Fourrages                         | 112 ha     | 26,67 %     |
| Vignes                            | 68 ha      | 16,19 %     |
| Jachères mortes                   | 8 ha       | 1,90 %      |
| Cultures potagères et maraichères | 4 ha       | 0,95 %      |
| Cultures industrielles            | 4 ha       | 0,95 %      |
| Totaux                            | 420 ha     | 100 %       |

#### Guerre de 1870

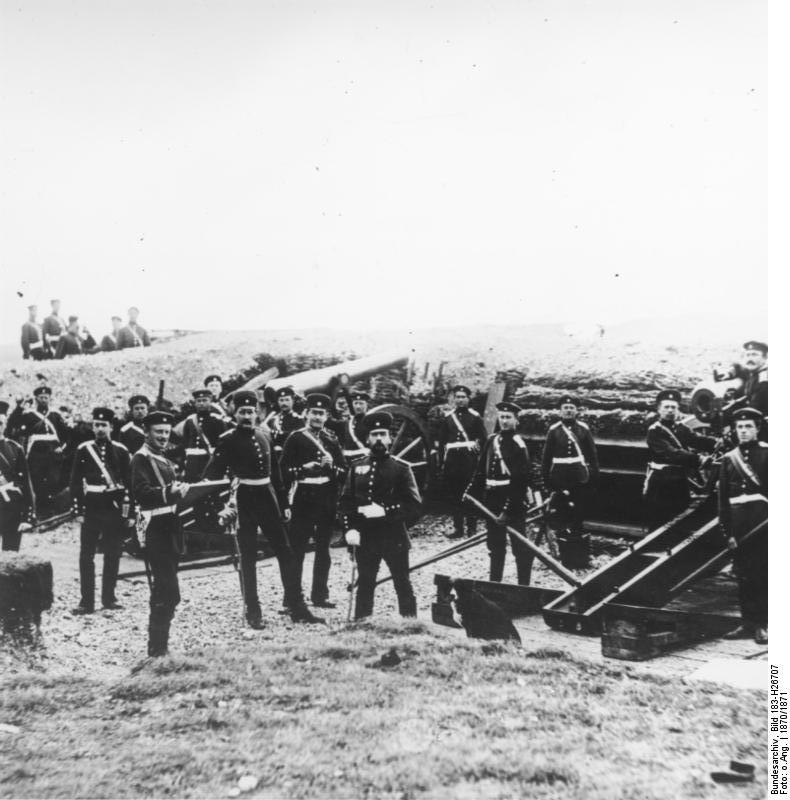
Soldats Allemands pendant le siège de Paris.

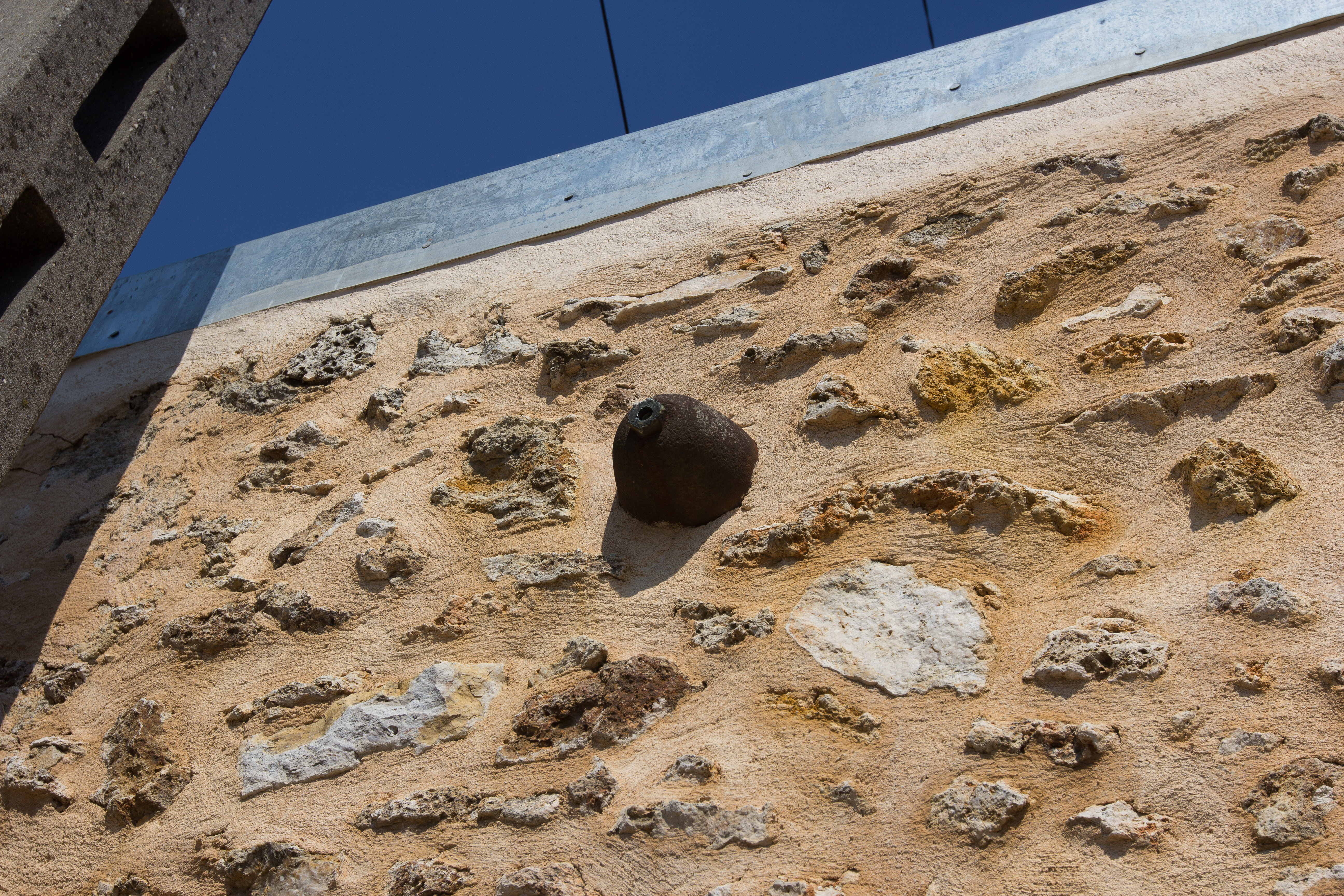
Tête d'un obus de la guerre de 1870 encastrée dans un mur d'une ancienne ferme de Villabé.

Lors du siège de Paris (1870), au cours de la guerre franco-allemande de 1870, Villabé est occupée par les troupes prussiennes cantonnées au sud de Paris. Comme de nombreux villages agricoles de la région parisienne, la commune est soumise aux réquisitions de l'occupant qui exige des bestiaux, du grain, du fourrage et autres denrées. Face à ces demandes, que les cultivateurs les plus pauvres ne peuvent satisfaire, le conseil municipal décide en septembre 1870 de mettre en place un tirage au sort parmi les plus riches propriétaires pour désigner celui qui devra abandonner une partie de ses produits à l'ennemi. Le conseil municipal promet que chaque livraison sera estimée à sa juste valeur pour pouvoir rembourser ultérieurement le propriétaire désigné.
Par un ordre du 12 octobre 1870, le préfet prussien, installé à la préfecture de Versailles, exige de la commune de Villabé le paiement de la contribution mensuelle de 1 775 francs. Cette somme devant être remise à l'autorité allemande sous peine de représailles. Le conseil municipal, considérant qu'il est plus prudent de faire un sacrifice en argent que d'attendre l'effet des menaces de l'ennemi, autorise  « Monsieur le Maire à employer tous les moyens en son pouvoir pour se procurer les ressources nécessaires à l'acquittement des contributions de guerre imposées par l'armée ennemie, à la charge, par Monsieur le Maire, de représenter au conseil municipal les reconnaissances des sommes qu'il aura versées ».
Dans le cadre de la loi du 6 septembre 1871, qui accorde une somme de cent millions de francs aux départements qui ont subi, pendant l'invasion allemande, des contributions de guerre, des réquisitions, des amendes et des dommages matériels, le préfet de Seine-et-Oise, Augustin Cochin, adresse le 21 novembre 1871 une circulaire aux maires du département les informant qu'une somme de 20 186 400 francs est à répartir entre les différentes communes. La part allouée à Villabé s'élève à 2 321 francs. Le conseil municipal redistribue alors cette somme à trente huit habitants les plus « nécessiteux et les plus éprouvés par la guerre », à savoir : 29 vignerons, 6 cultivateurs, un maréchal-ferrant, un manufacturier et un boucher.
Par la suite, la loi du 7 avril 1873, accorde une nouvelle indemnité de cent vingt millions de francs aux départements, dont 111 950 719,35 francs payable en 26 annuités, par termes semestriels de 3.870635.70 francs chacun, comprenant l'amortissement et l'intérêt de 5 %. Le 7 février 1874, une circulaire du préfet de Seine-et -Oise, indique au conseil municipal de Villabé que le département pourrait se substituer l'État et verser en un seul terme la part qui revient à la commune grâce à un emprunt de 6 % que le département effectuerait et pour lequel la commune de Villabé paierait la différence entre le taux de 5 % servi par l'État et le taux de 6 %. Le conseil municipal accepte cette proposition et reçoit une deuxième indemnité de 3 107 francs.

#### Fin duXIXesiècle

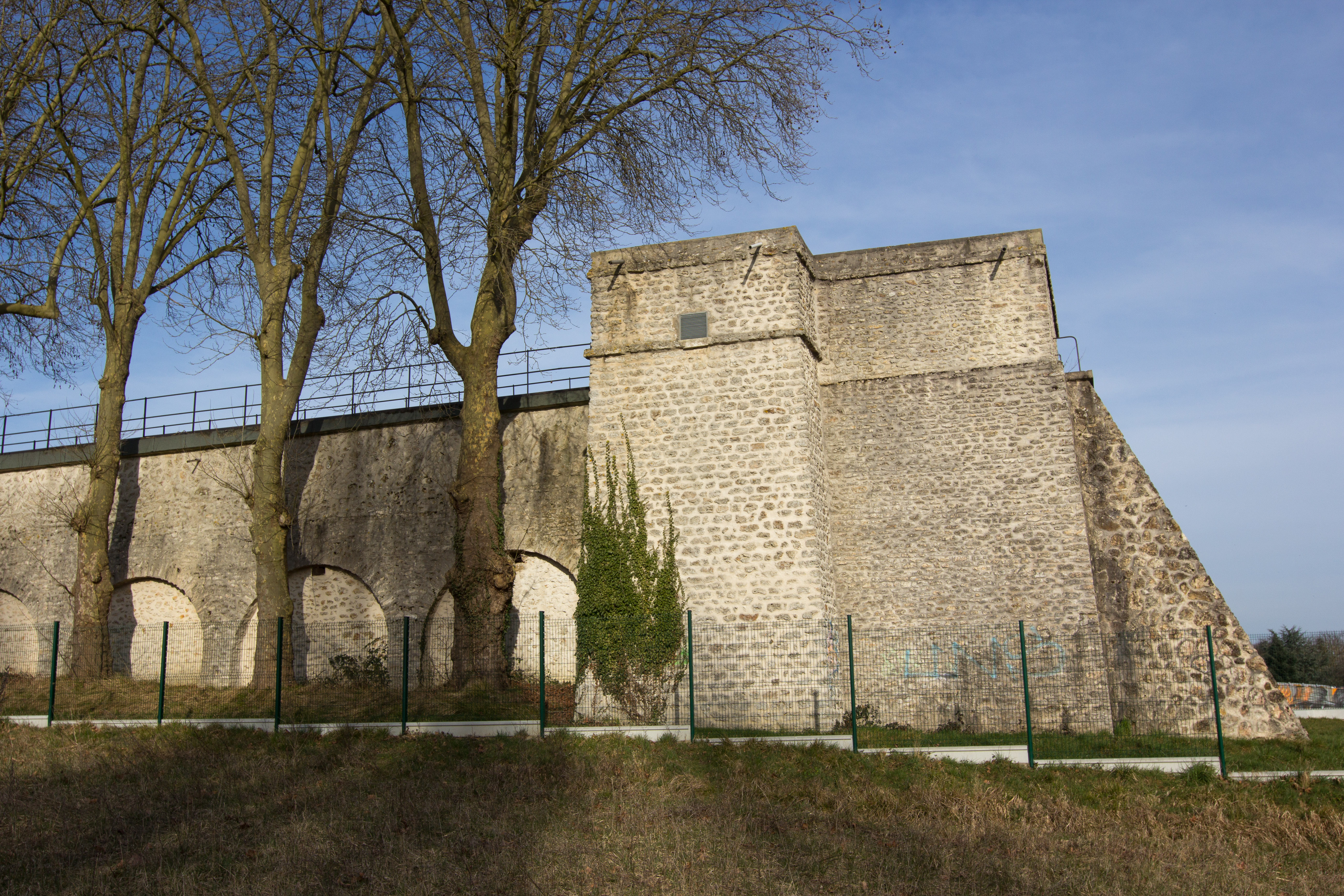
La tête de siphon de l'aqueduc de la Vanne à proximité du hameau de Villoison.

C'est en 1866 qu'a débuté la construction de l’aqueduc de la Vanne qui achemine de l’eau potable vers Paris depuis des sources situées en Bourgogne et en Île-de-France. Il traverse, du sud au nord, le territoire de la commune de Villabé dans sa partie ouest. Son passage au-dessus de la rivière Essonne s'effectue par un pont-siphon dont la tête de siphon septentrionale, construite en maçonnerie, se situe à proximité du hameau de Villoison. La construction de l'aqueduc a entraîné la cession de terrains communaux à la ville de Paris.
À la fin du XIXe siècle, l'industrialisation continue de s'étendre à Villabé, principalement le long de l'Essonne où les moulins sur la rivière produisent l'énergie nécessaires aux manufactures. Vers 1870, Paul Darblay (1825-1908) étend les papeteries d'Essonnes, que son père Aymé Stanislas Darblay avait rachetées en 1867, au hameau de Moulin-Galant à l'emplacement de la manufacture de cuivre. De même, une filature, qui produit des tissages de flanelle et des molletons, s'installe au hameau d'Ormoy. On note aussi la présence sur les coteaux sud d'une carrière de pierre à chaux dont la poudre, cuite dans un four à Lambreville, est utilisée par les papeteries de Moulin-Galant et d'Essonnes.

Sélection de vues des anciennes usines de Villabé.
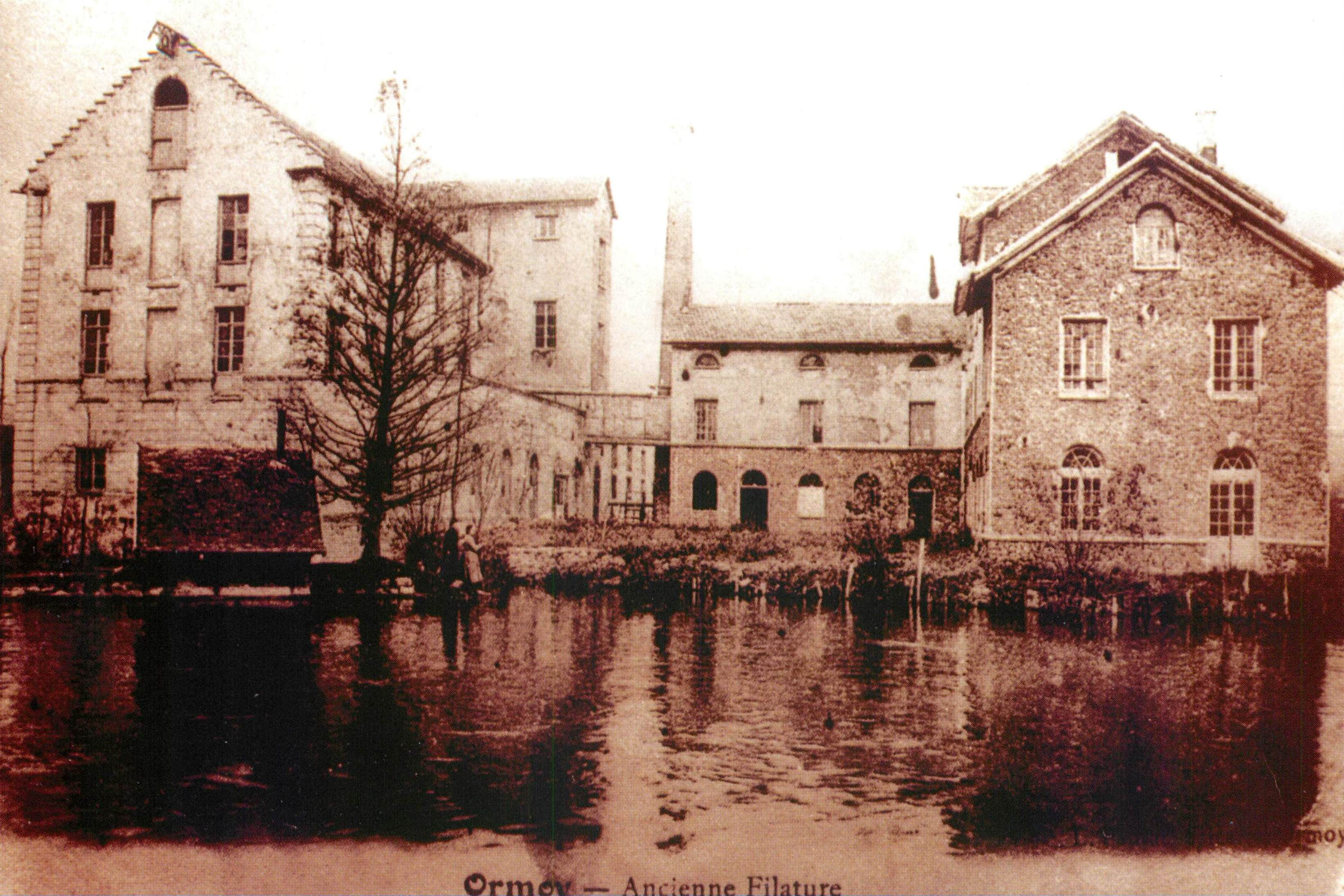
La filature du hameau d'Ormoy construite à la fin du XIXe siècle et aujourd'hui disparue.
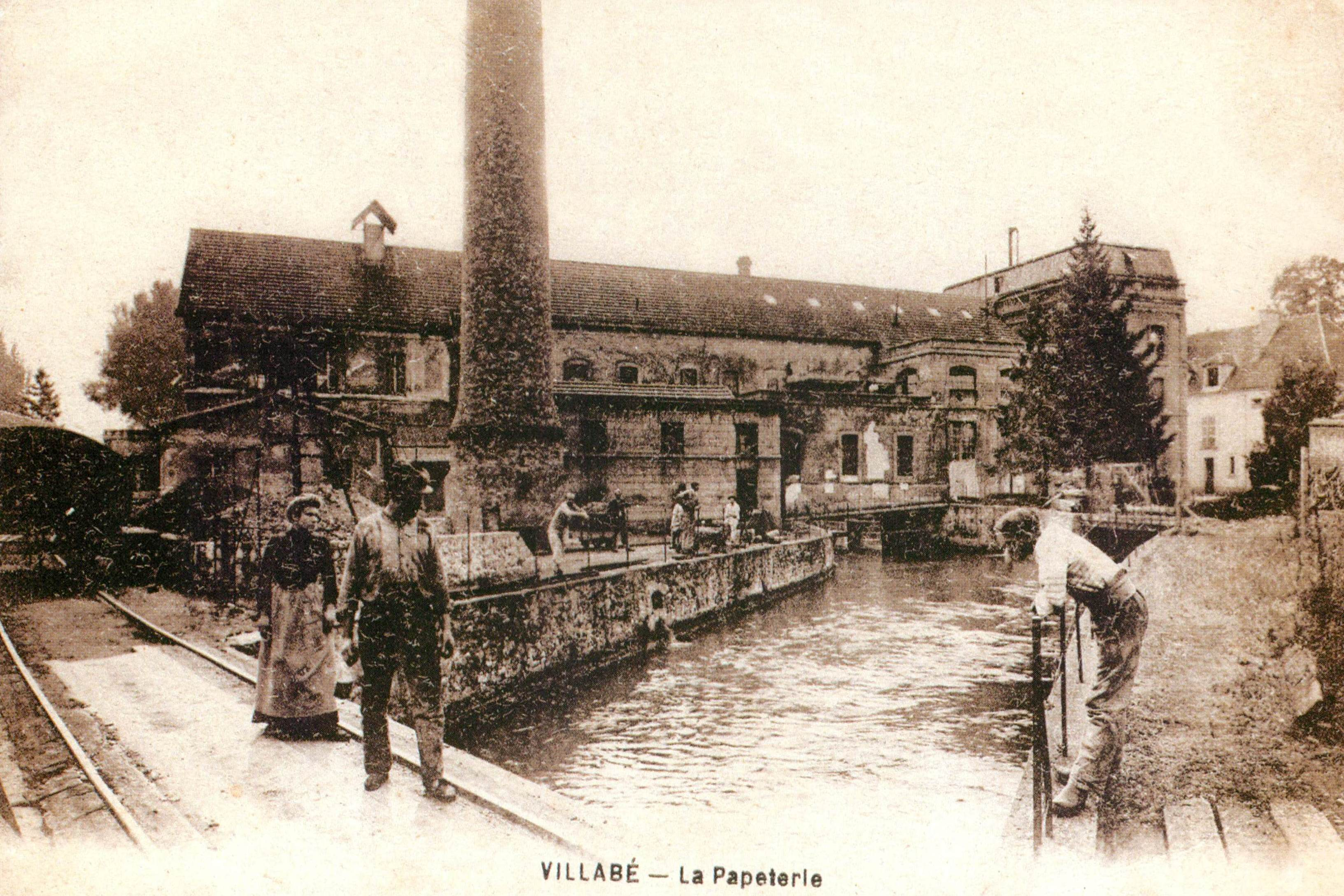
La papeterie de Moulin-Galant construite à la fin du XIXe siècle.
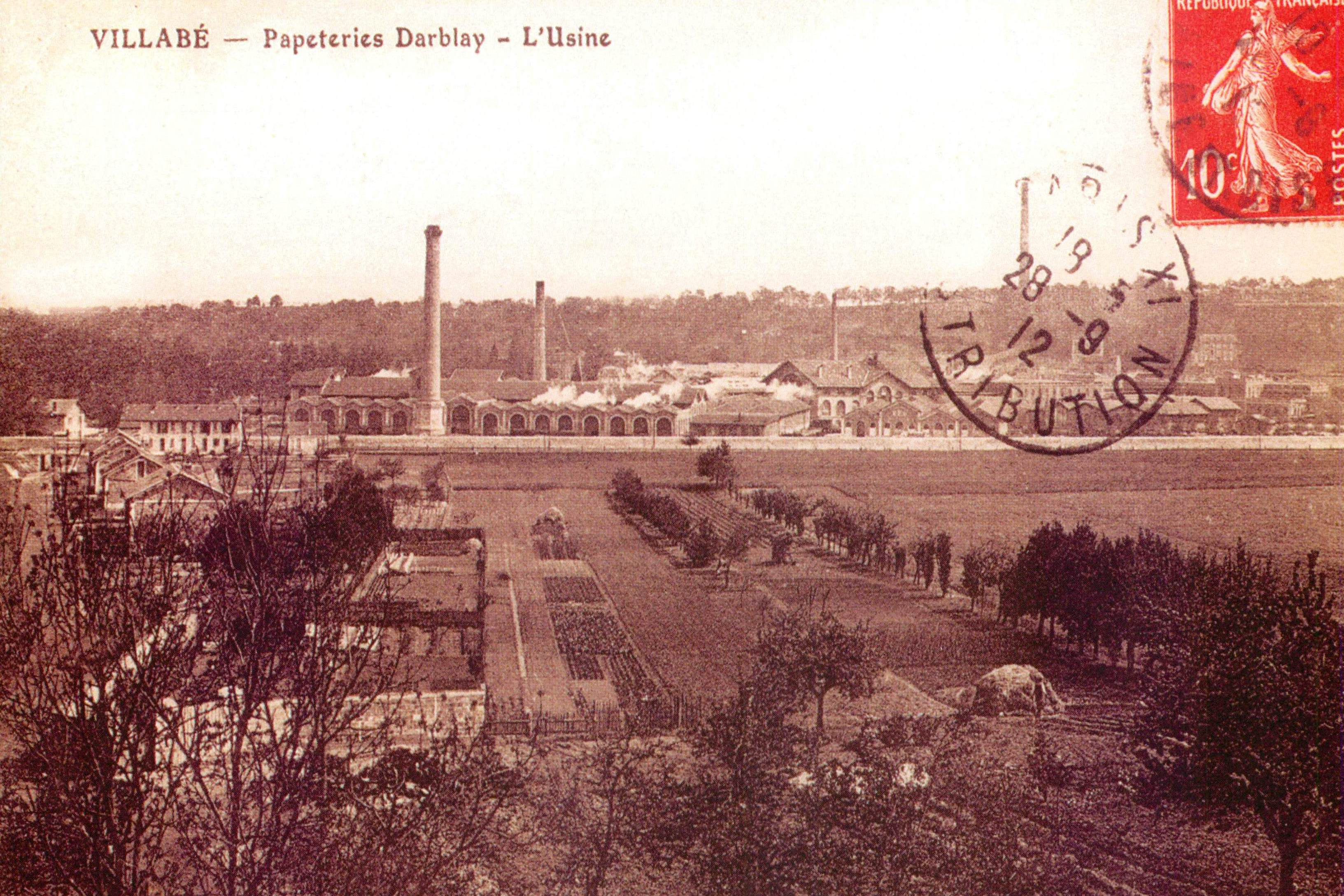
La papeterie Darblay de Villabé construite à la fin du XIXe siècle.

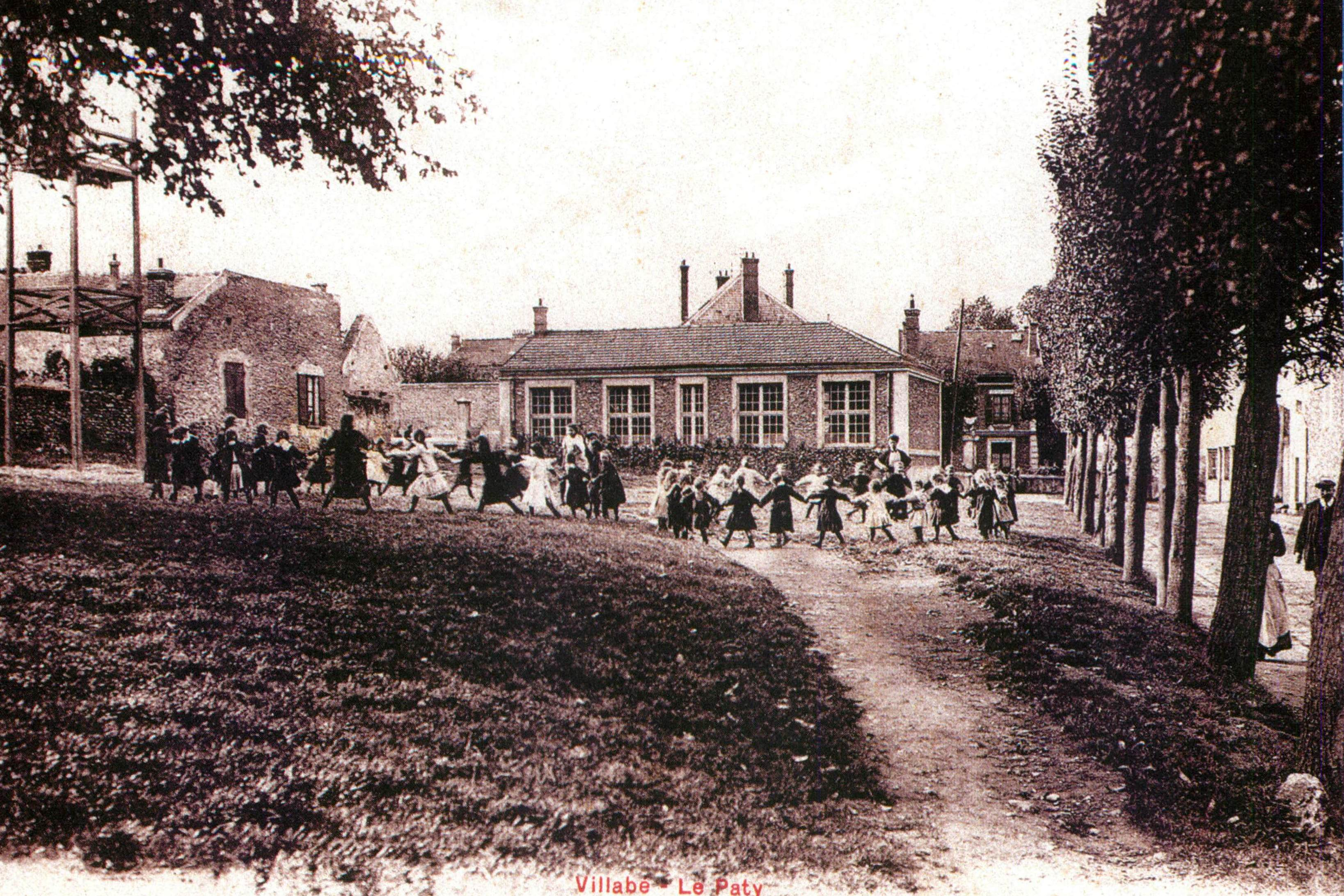
L'école des filles construite en 1884.

L'installation d'usines sur le territoire de la commune et aux alentours a entrainé une forte augmentation de sa population ; elle compte ainsi 715 habitants en 1876. Une conséquence de cette accroissement de la population et que l'école communale, construite en 1860 et qui accueille maintenant 90 enfants, est devenue trop petite. Alors, en 1881, le conseil municipal entreprend la construction d'une deuxième école. Celle-ci se situera en face du bâtiment qui abrite la mairie et l'école et sera l'école des filles ; la première école devenant alors l'école des garçons. Le coût total de la construction de la nouvelle école s'élève à 41 637,11 francs. La commune reçoit une aide l'État et du département d'un montant de 21 000 francs et contracte un emprunt auprès de la Caisse des dépôts et consignations d'un montant de 20 700 francs. La construction de l'école s'achève en 1884.

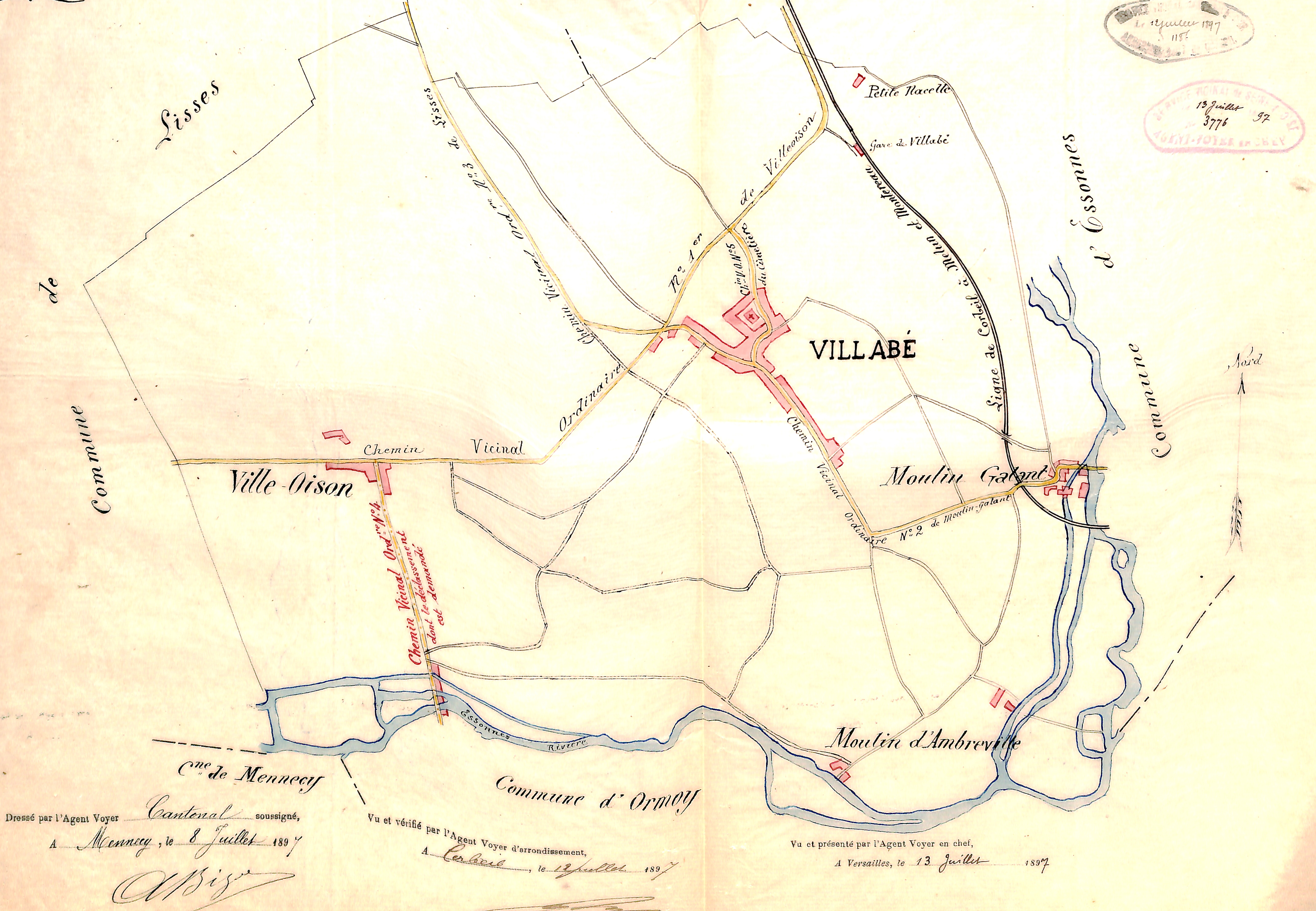
Plan de Villabé en 1897.

Vers 1890, la commune comporte plusieurs hameaux et écarts : les hameaux de Moulin-Galant, d'Ormoy et de Villoison ; et les écarts de la Petite-Nacelle et de Lambreville. La population est de 849 habitants, dont 527 au bourg, 211 à Moulin-Galant, 53 à Ormoy, 31 à Villoison, 23 à la Petite-Nacelle et 4 à Lambreville. À cette époque, aucune route ne dessert Villabé, uniquement des chemins vicinaux au nombre de cinq. Villabé est une commune agricole où on cultive diverses céréales ; blé, seigle, avoine ainsi que la pomme de terre et la betterave à sucre et fourragère. La vigne occupe l'ensemble des coteaux et produit un vin rouge assez estimé.
La construction de la voie ferrée de Corbeil-Essonnes à Montereau, au cours des années 1890, entraîne la déviation de plusieurs chemins vicinaux et ruelles de la commune dont l'important chemin vicinal no 1 qui relie le village au hameau de la Nacelle et à la ville voisine d'Essonnes. Elle nécessite aussi la construction de ponts et de passerelles au sud-est de la commune, endroit où la ligne est construite dans une tranchée de 5 m de profondeur, pour conserver les accès au hameau de Moulin-Galant depuis le centre du village. La voie ferrée et la station de Villabé sont ouvertes en 1897.

Sélection de vues de la voie ferrée de Corbeil-Essonnes à Montereau et de la gare de Villabé mises en service en 1897.
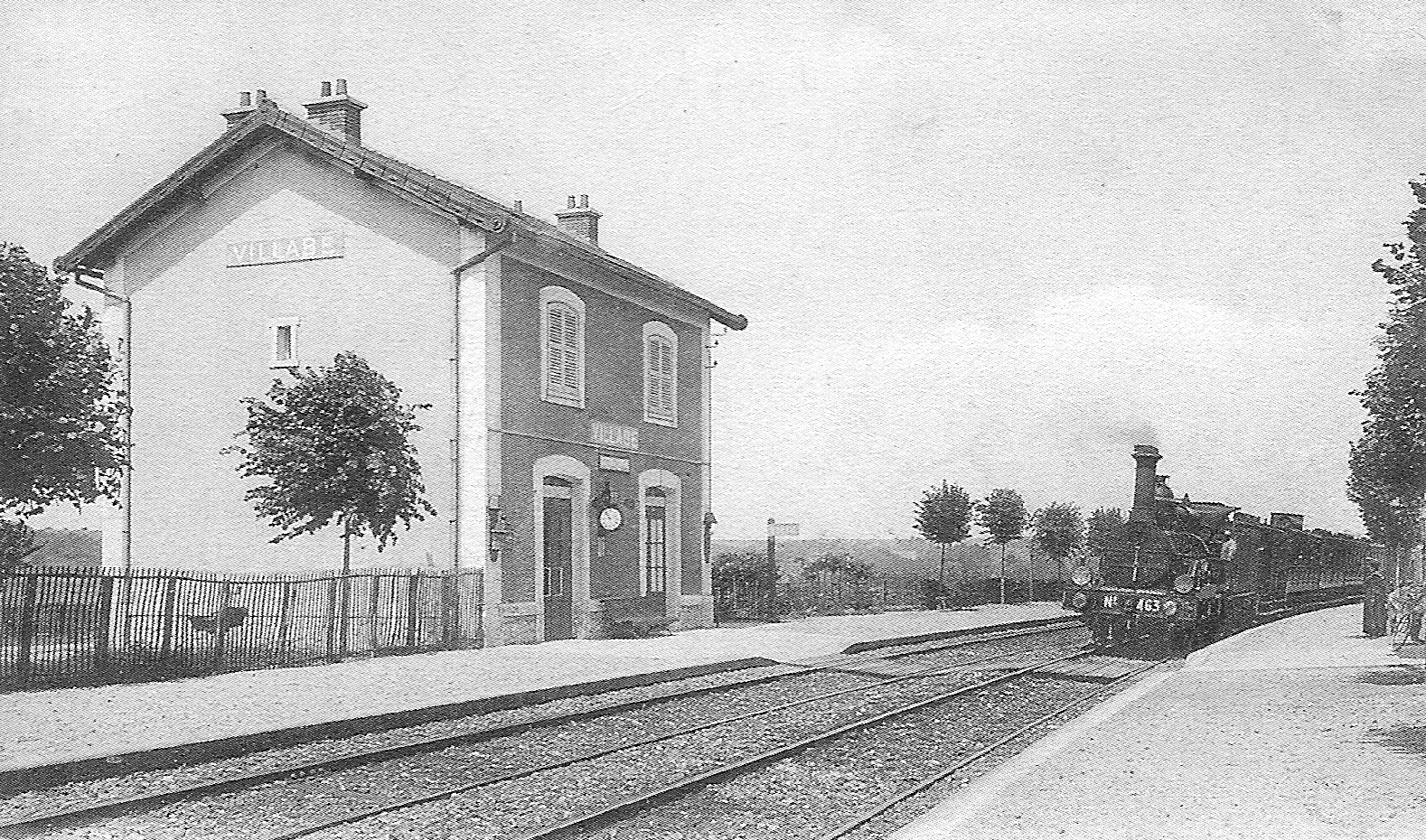
L'ancien bâtiment voyageurs de la gare de Villabé mise en service en 1897.
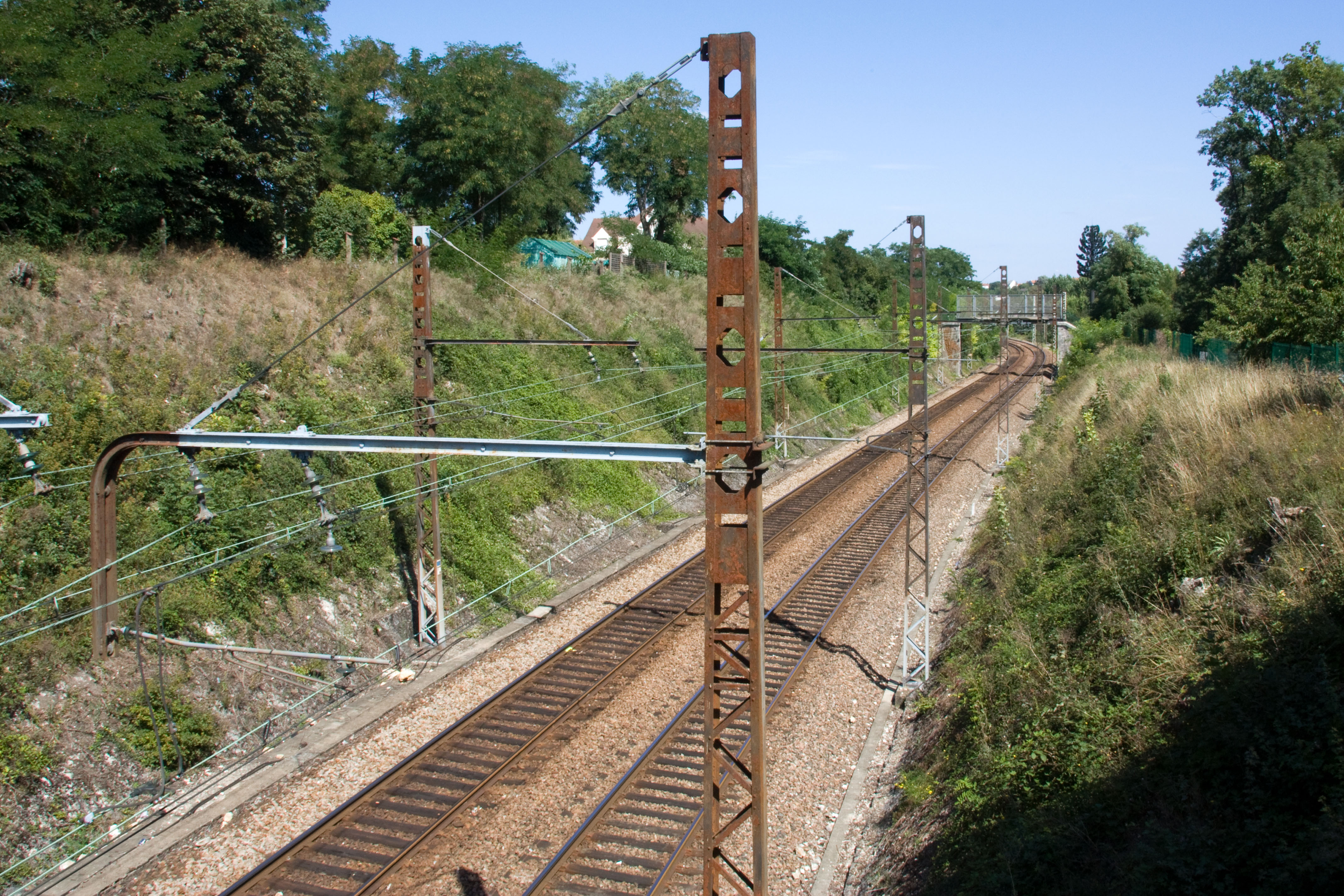
La tranchée de la ligne de Corbeil-Essonnes à Montereau, au sud-est de la commune.
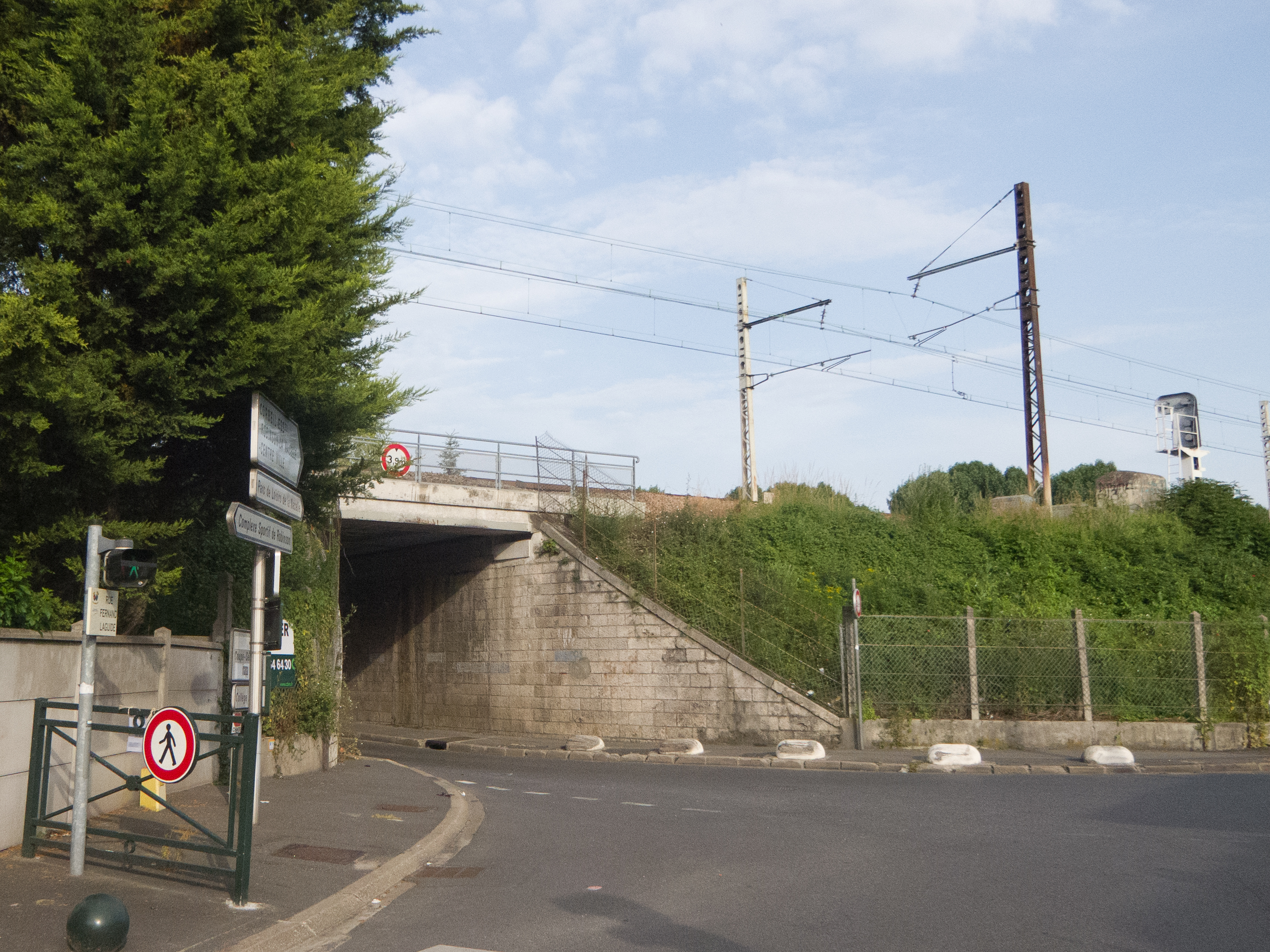
Pont ferroviaire franchissant l'ancien chemin vicinal no 1 au hameau de la Nacelle.

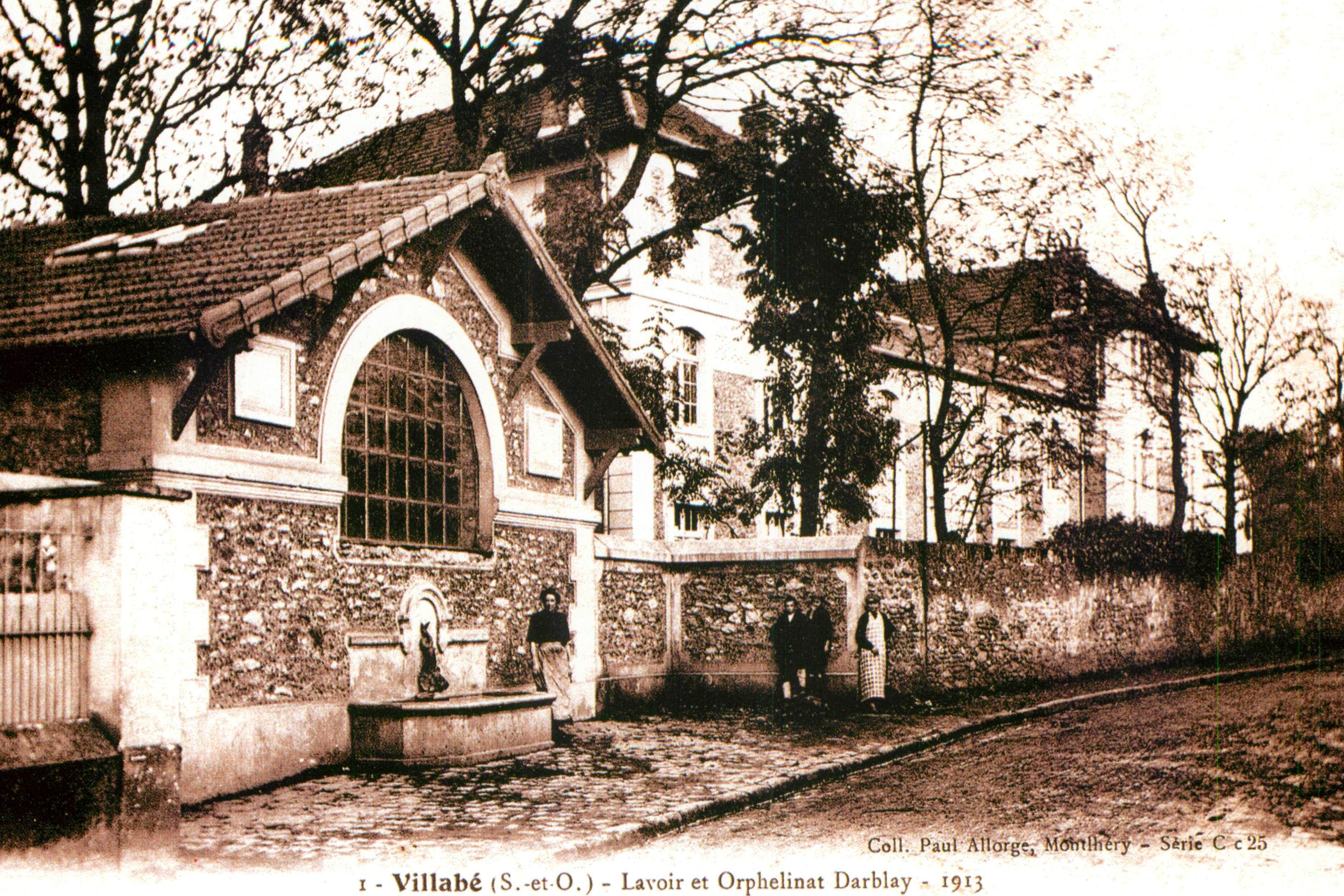
Le lavoir construit par la société Darblay en 1898 (carte postale de 1913).

En 1898, la famille Darblay procède à l’installation de l’eau potable dans le cœur du village en contrepartie de l'acquisition gratuite de terrains appartenant à la commune pour l’agrandissement de la papeterie Darblay. L’acte notarié daté du 28 avril 1898 qui enregistre cet accord stipule :
« 
La société Darblay Père et Fils s’engage à mettre quotidiennement et à perpétuité à la disposition de la commune de Villabé, dans un réservoir spécial situé à l’extrémité Sud-Est du village une quantité de 50 m3 d’eau puisés soit à la source de Moulin-Galant soit aux Bas-Vignons. Cette eau servira à alimenter un lavoir et un abreuvoir que MM. Darblay construiront à leur frais et entretiendront pendant 10 ans. Elle servira également à alimenter 6 à 8 bornes fontaines réparties dans l’étendue du village qui seront posées aux frais de la Société. À cet effet, MM. Darblay construiront une canalisation en fonte de 6 cm de diamètre partant du réservoir et aboutissant aux écoles d’une part et vers l’église d’autre part. Ils établiront également à leur frais et entretiendront une conduite en poteries vernissées pour l’écoulement des eaux usées du lavoir. Toutes les conduites seront établies aux frais de la Société, mais elle devra les entretenir à perpétuité à ses frais. Les bornes fontaines seront établies aux frais de la Société, mais resteront la propriété de la commune qui en aura l’entretien. Quant aux construction du lavoir et de l’abreuvoir elles seront la propriété de la commune et la société Darblay n’en aura l’entretien que pendant dix années.
 »

#### Première partieXXesiècle

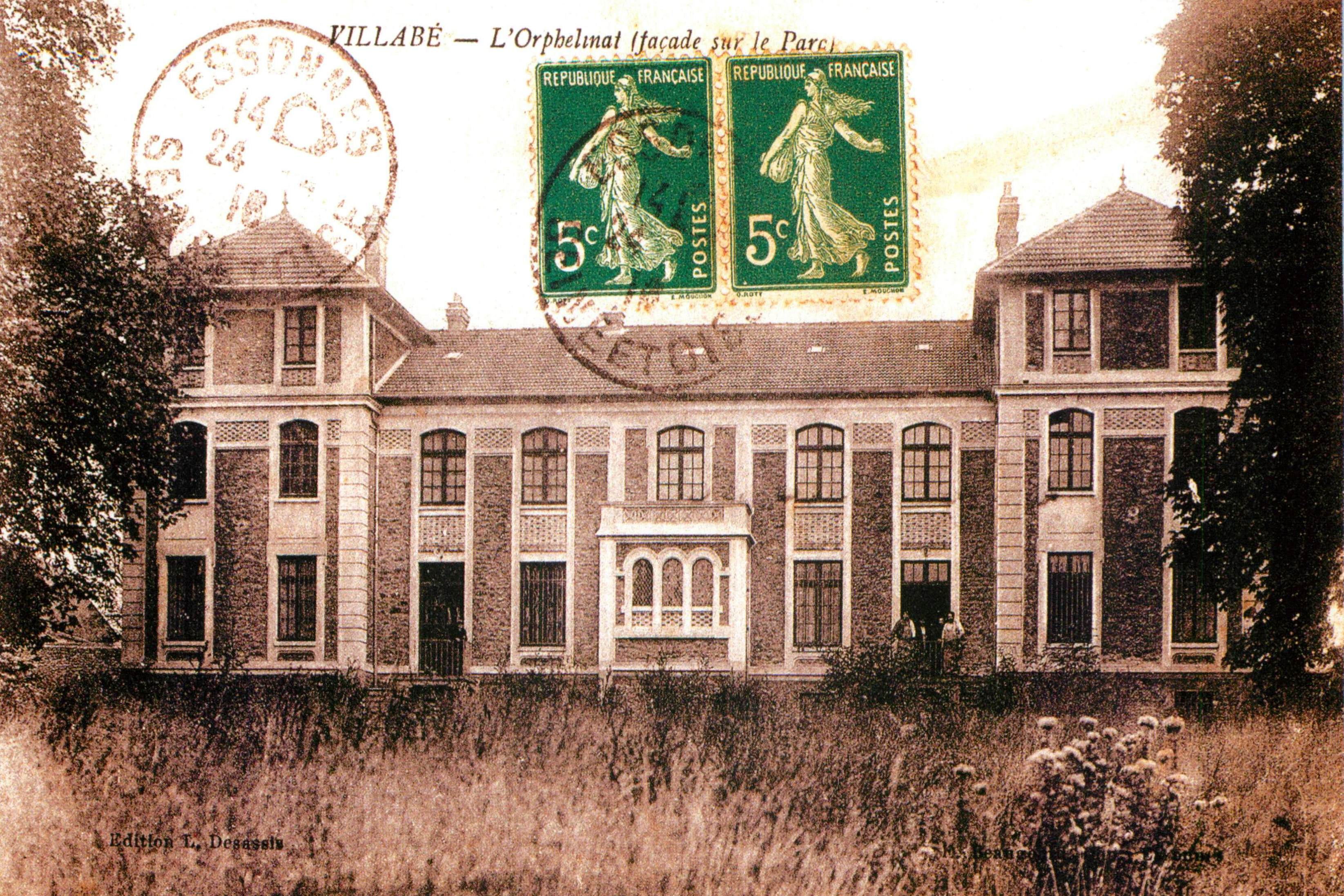
L'orphelinat Darblay au début XXe siècle.

Au début XXe siècle, l'essor industriel de la ville s'accentue et le paysage urbain se transforme sensiblement. Ainsi, le gaz de ville arrive à Villabé en 1908, pour l'éclairage public des rues et des bâtiments communaux, puis l'électricité en 1926.
En 1910, La famille Darblay fait construire au centre du village un orphelinat pour accueillir les orphelins des ouvriers de la papeterie. Pendant la Première Guerre mondiale, le bâtiment servira de caserne et de lieu de soins pour les soldats blessés. C'est 1925 qu'est construite la cité ouvrière Darblay pour loger les ouvriers des papeteries de la ville, marquant ainsi, le début d’une croissance démographique continue dans la commune.

Sélection de vues de Villabé au début du XXe siècle
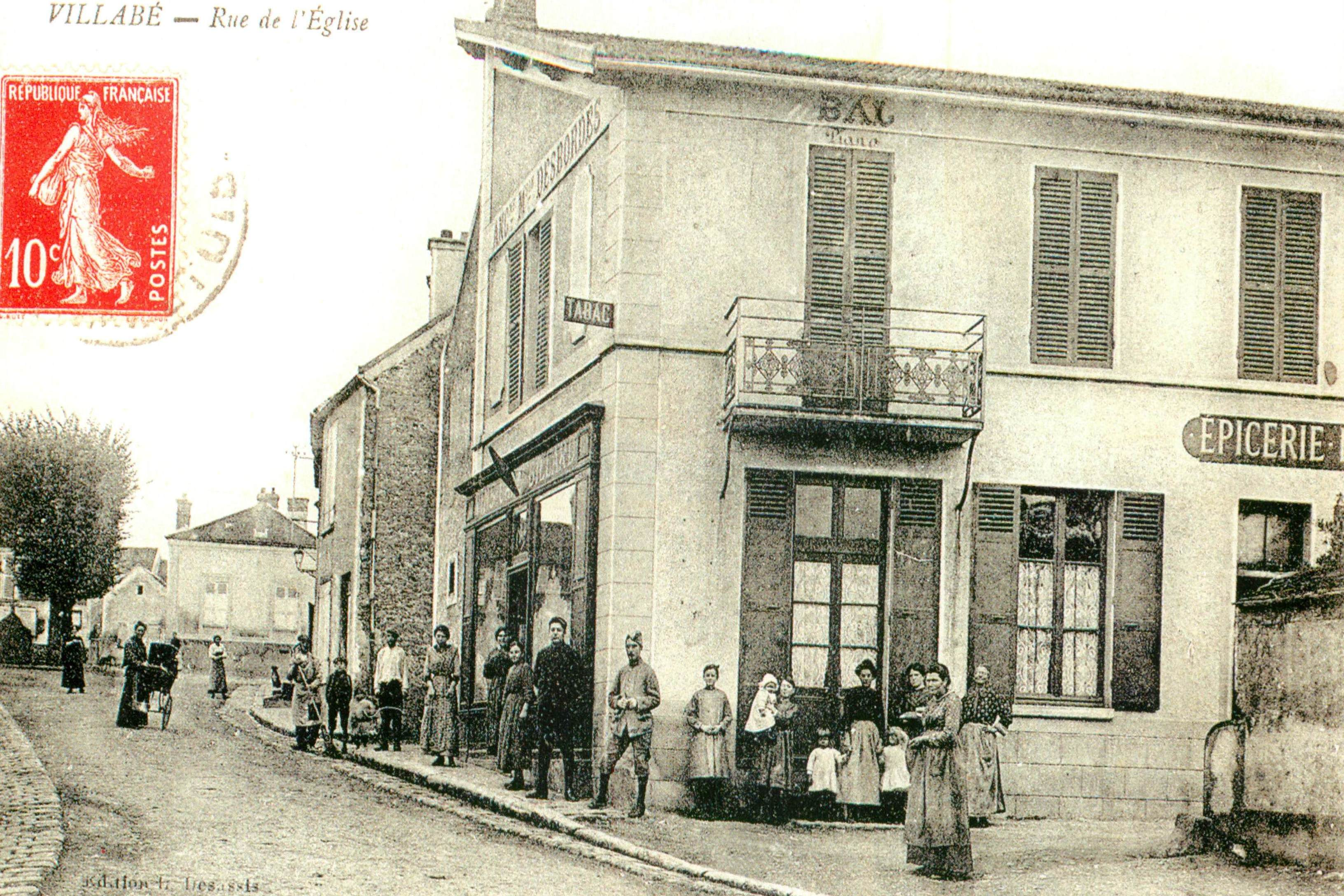
L'épicerie-bar-tabac au centre du village au début du XXe siècle.
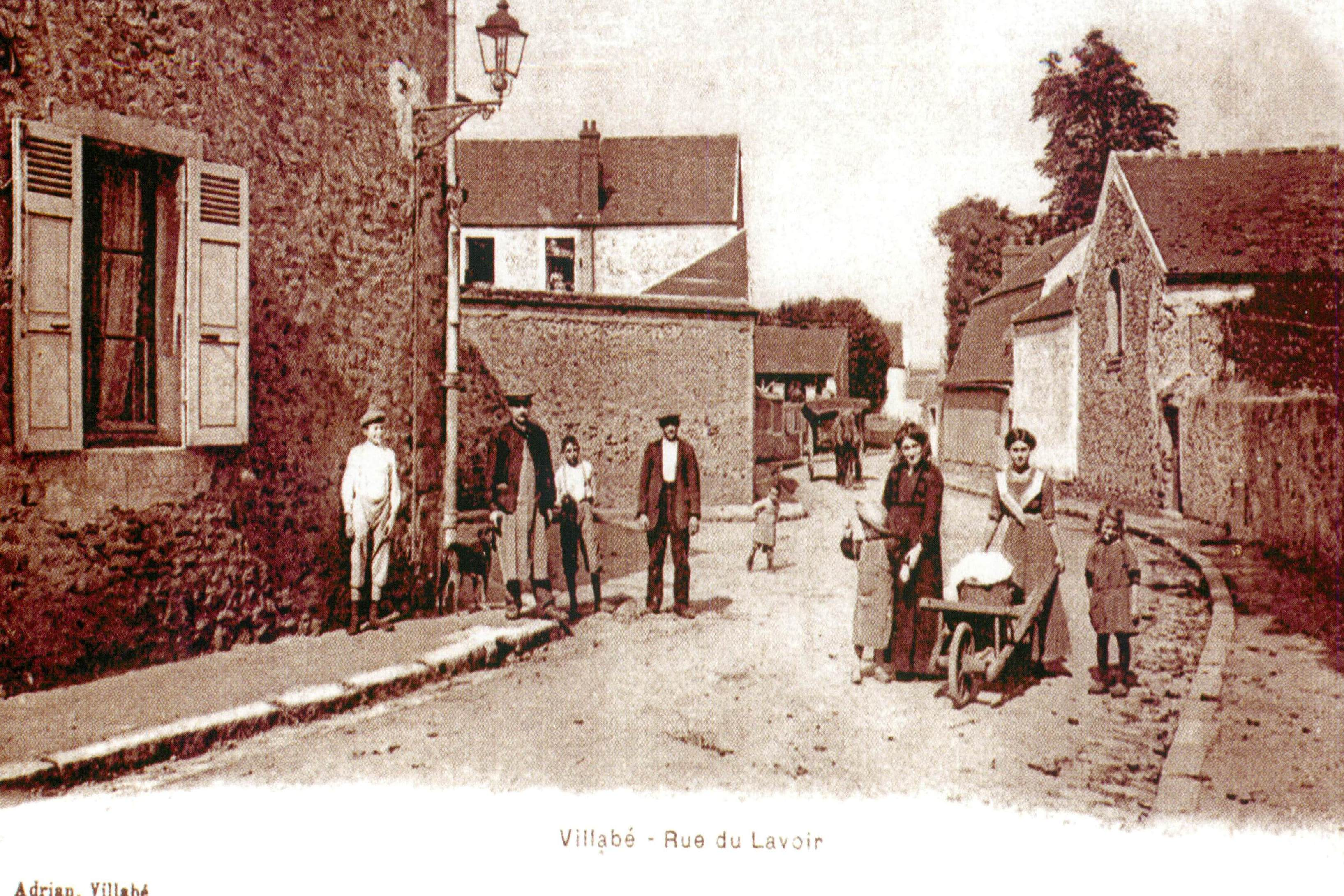
L'ancienne rue du lavoir au début du XXe siècle, actuelle rue Jean-Jaurès.
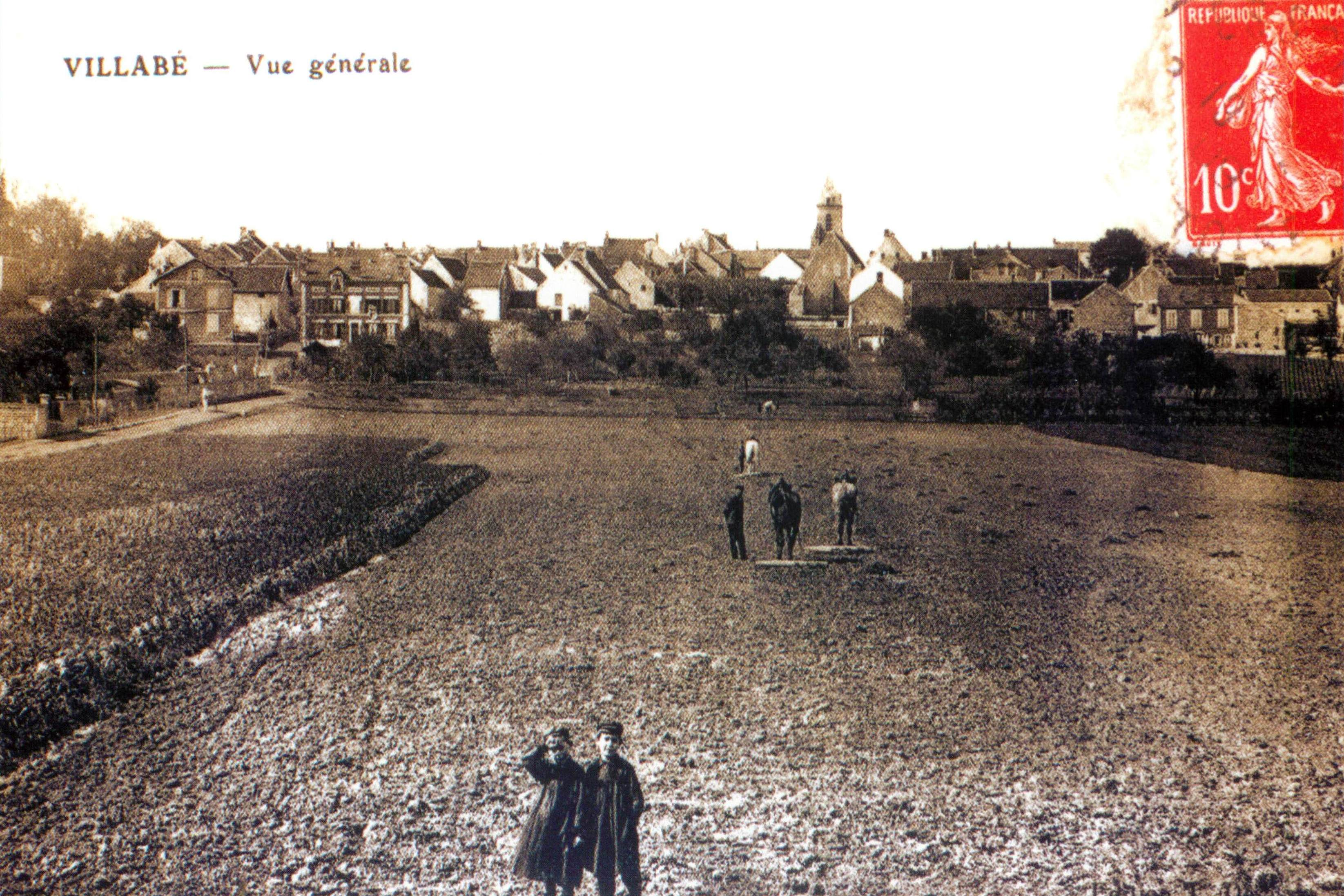
Le village vu depuis la gare au début du XXe siècle, avant la construction des immeubles de la cité Darblay de part et d'autre du champ.
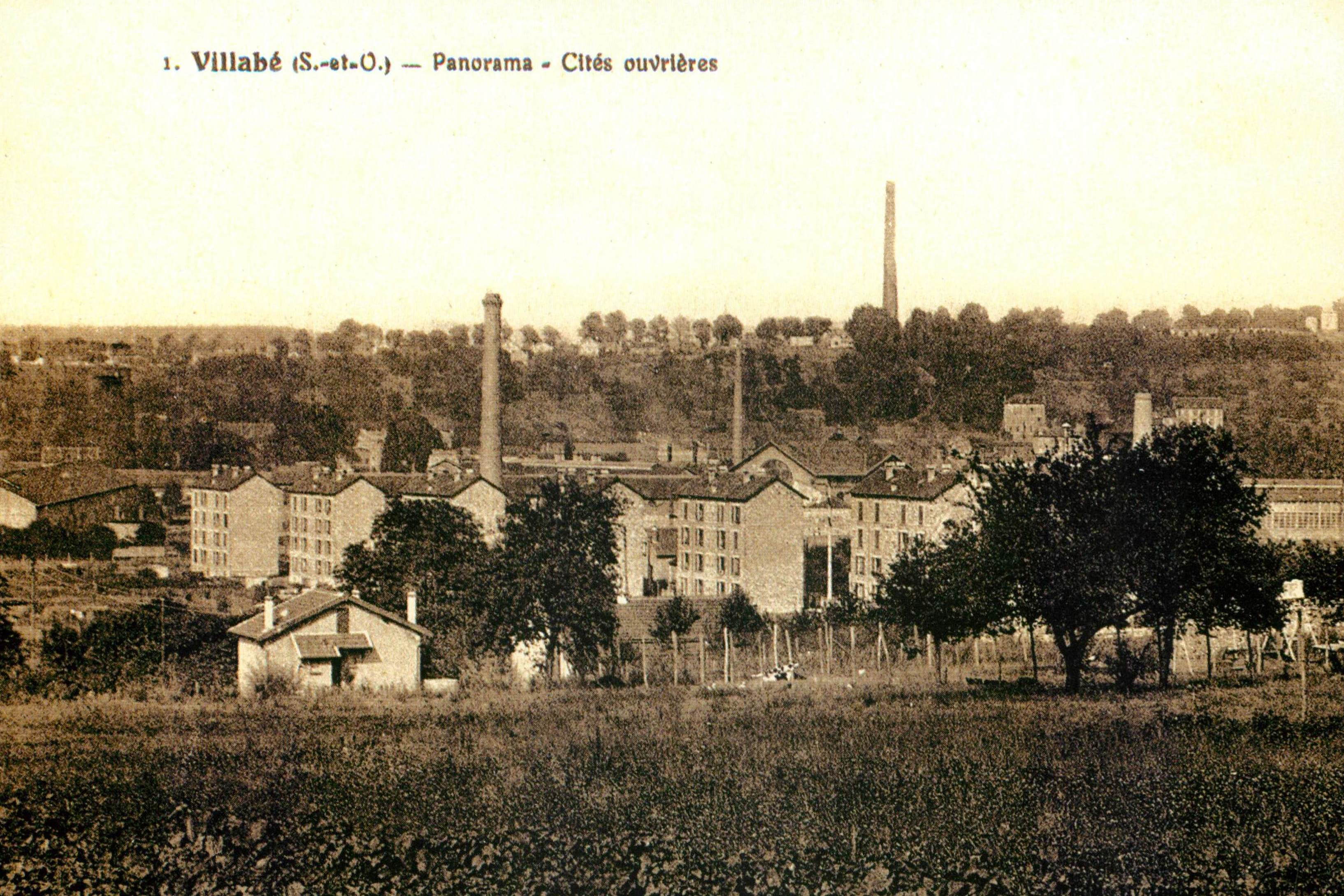
La cité ouvrière Darblay construite en 1925.

Dans un acte notarié datant du 27 octobre 1939, la société Darblay fait le constat que :
« 
Par suite de l'augmentation de la population de la commune de Villabé, due notamment à la construction des cités par la Société des Papeteries Darblay, la quantité d'eau mise à disposition en vertu de l'acte sus-mentionné, est devenue insuffisante, et la Société Anonyme des Papeteries Darblay ne pouvant augmenter cette quantité dans des proportions de nature à donner satisfaction aux besoins de la commune, celle-ci a dû envisager l'établissement d'un service d'eau... La Société Anonyme des Papeteries Darblay considérant qu'une partie de son personnel réside dans la localité de Villabé, où elle a elle-même édifié des écoles, orphelinat, logement des ouvriers, et à qui elle a toujours témoigné un vif intérêt, s'est déclaré prête à faciliter la mise à exécution du projet de la commune de Villabé et à contribuer bénévolement aux dépenses du premier établissement.
 »
Par cet acte notarié, les Papeteries Darblay cèdent à la commune : le lavoir et l'abreuvoir et le terrain sur lequel ils sont édifiés, le réservoir d'eau et le terrain sur lequel il est édifié, 
toutes les conduites d'eau propriété de Papeteries Darblay, depuis la sortie de l'usine de Moulin-Galant jusqu'au réservoir puis jusqu'au lavoir-abreuvoir ; et fait don à la commune d'une somme de deux cent mille francs en espèce. En contrepartie, la commune de Villabé libère les Papeteries Darblay de leur engagement de 1898.

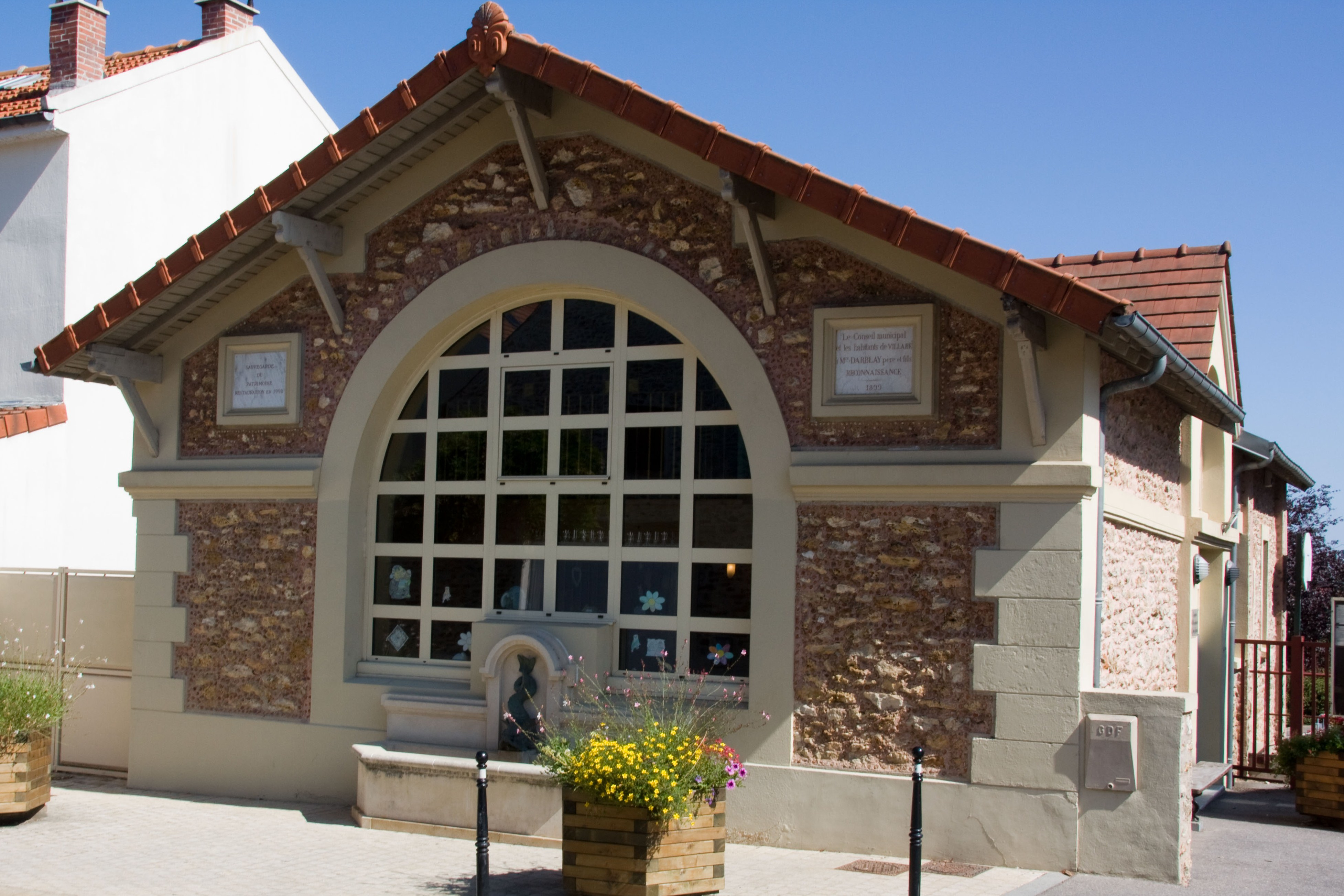
L’ancien lavoir-abreuvoir rénové et transformé en halte-garderie.
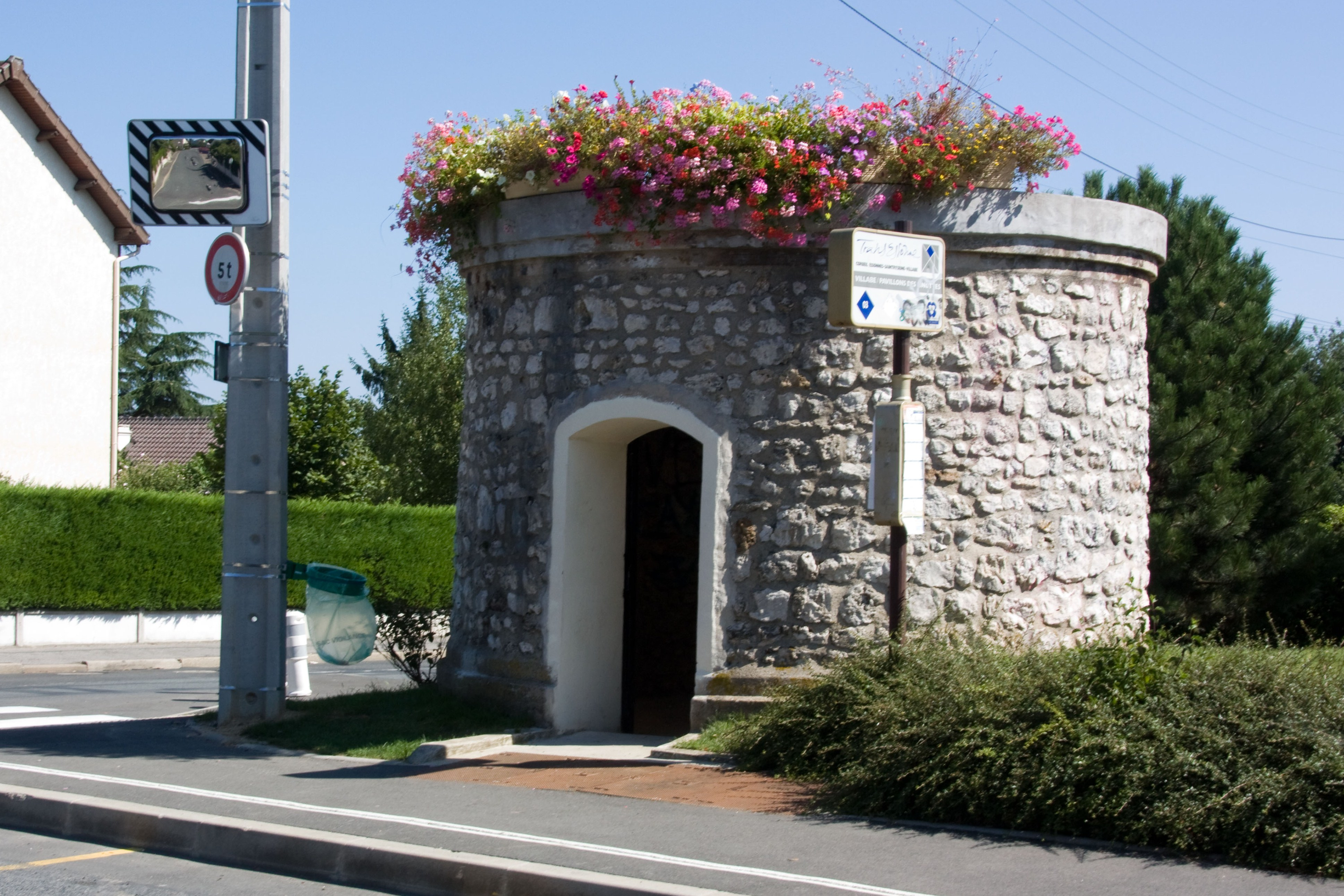
L'ancien réservoir d'eau rénové et transformé en abris de voyageur.

#### Deuxième partieXXesiècle

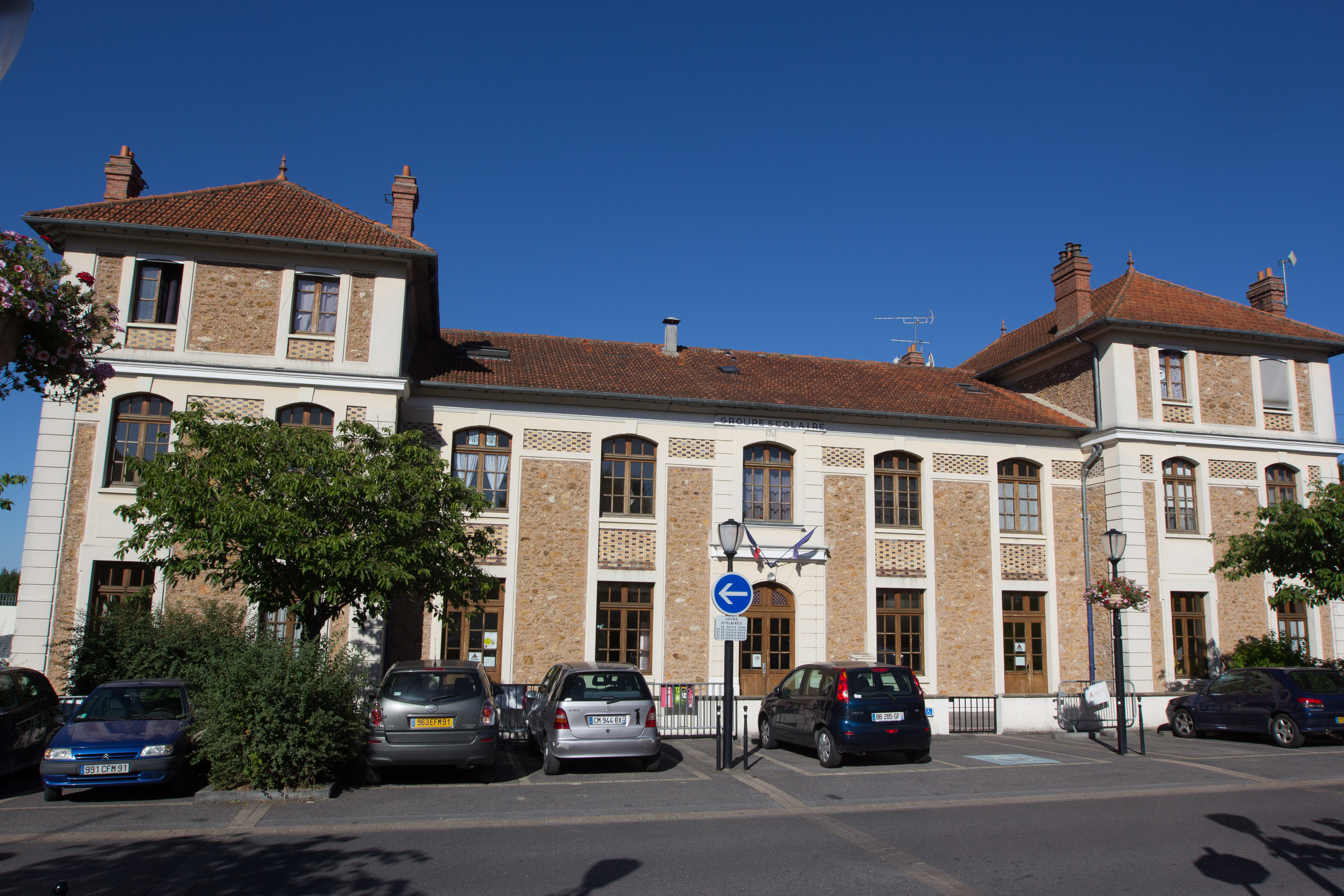
L’ancien orphelinat Darblay transformé en école primaire en 1957.

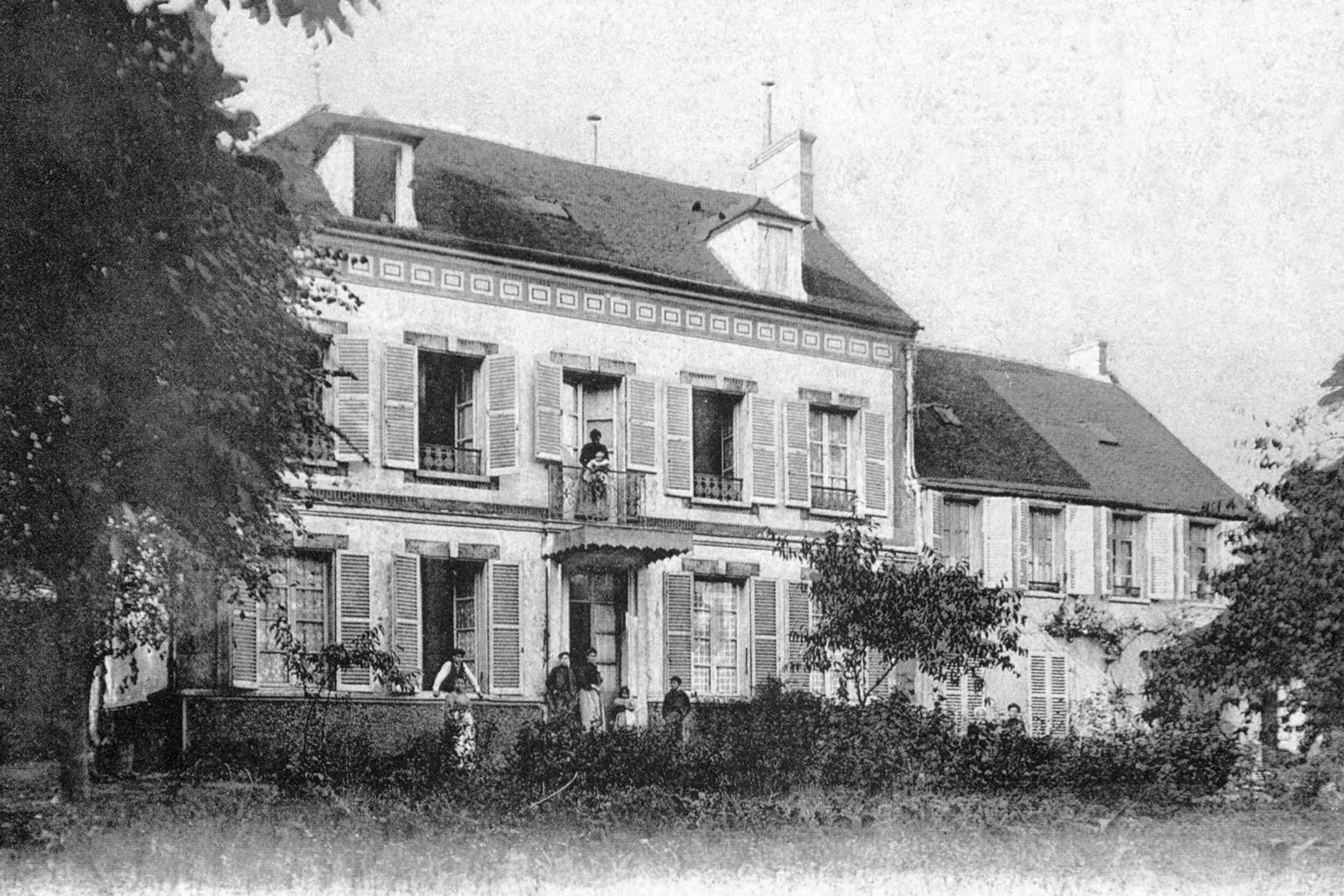
L’ancienne demeure de la famille Darblay devient le Village d'enfants de Villabé en 1972.

En 1955, la municipalité achète l’ancien orphelinat Darblay pour le transformer en école primaire. Le coût d'acquisition du bâtiment est de 12,5 millions de francs et les travaux s'élèvent à 18,2 millions de francs, soit une dépense totale de 30,7 millions de francs financée par des subventions du ministère de l'Éducation nationale (16 millions) et du département de Seine-et-Oise (2 millions), et par des emprunts d'un montant total de 12,7 millions de francs. La nouvelle école, nommée école Jean-Jaurès, est inaugurée le 27 avril 1957 ; elle accueille les filles et les garçons du village. L'ancienne maison qui servait de mairie-école devient la mairie exclusivement. L'école des filles quant à elle servira tour à tour de foyer rural, de salle de cinéma, de salle des associations, de salle des fêtes et finalement, après rénovation, de salle du conseil municipal en 2009.
La construction de l’autoroute A6 en 1959 divise le territoire de la commune en deux parties bien distinctes : à l'est, le village et les cités ouvrières sur les bords des coteaux jusqu'à la ligne de chemin de fer; à l'ouest, les espaces agricoles.
Au début des années 1970, l'école Jean-Jaurès est agrandie par l'ajout de bâtiments dans le parc de l'école permettant la création dix salles de classes élémentaires et de quatre salles de classes maternelles. Le bâtiment historique de l’orphelinat n'accueillant plus que des logements, la bibliothèque scolaire, des bureaux et le réfectoire. L'ancien lavoir communal attenant à l'école servira pendant quelques années de local pour les pompiers, puis, après rénovation à l'identique en 1998, de halte-garderie.
En 1972, une ancienne demeure ayant appartenu avant la Révolution au ducs de Villeroy, puis à la famille Darblay qui y logeait son personnel, devient le bâtiment administratif du « Village d'enfants » de Villabé. La même année, l'ancien bâtiment qui abritait la mairie-école jusqu'en 1957 est entièrement rénové pour devenir l'actuel hôtel de ville.
Les années 1970 et 1980 sont marquées par la construction de plusieurs petits lotissements pavillonnaires bâtis sur d'anciennes parcelles agricoles autour du cœur du village, le centre ville conserve cependant son aspect historique.

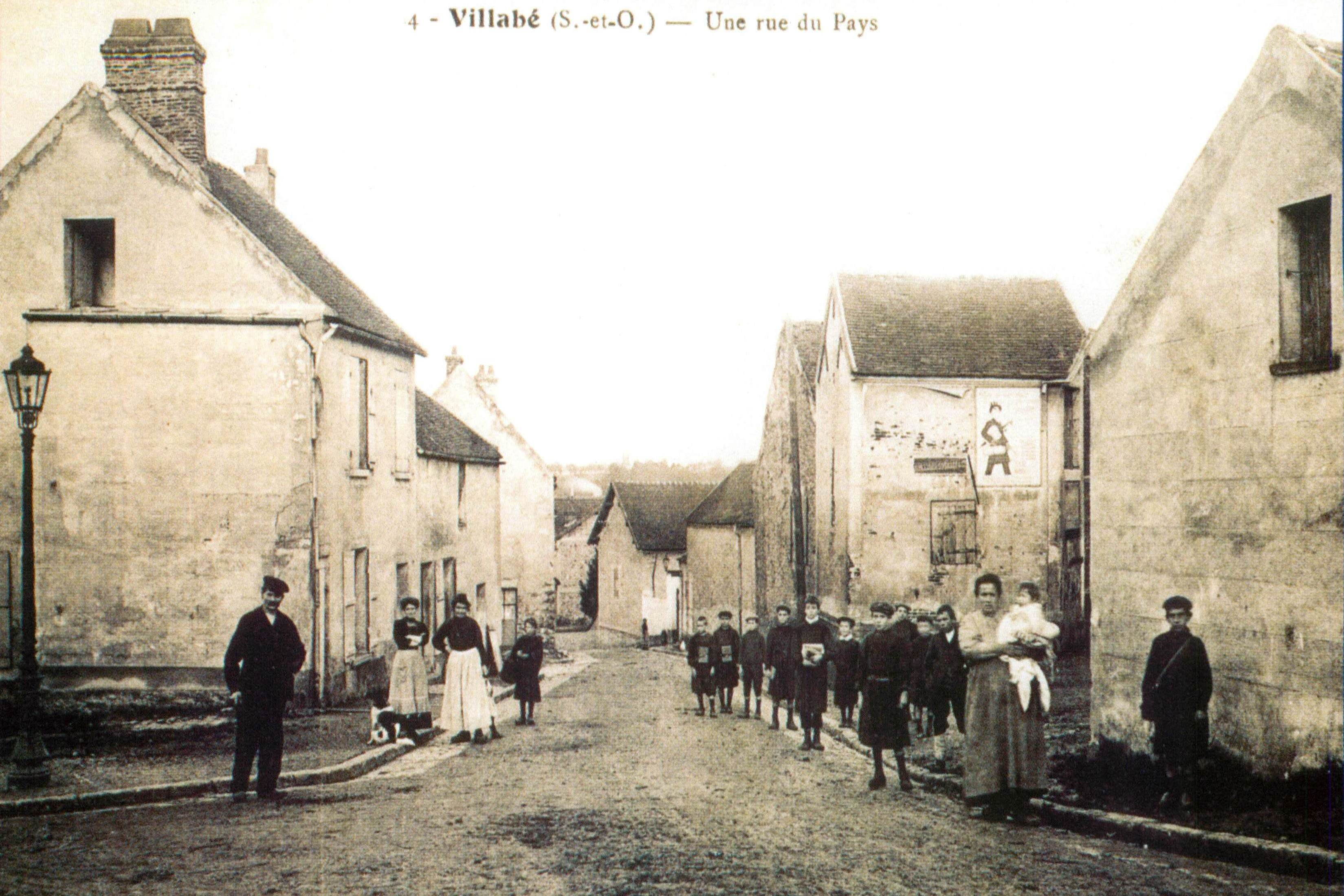
La rue Gabriel-Péri au début du XXe siècle avec l'ancienne mairie à gauche et l'ancienne école à droite.
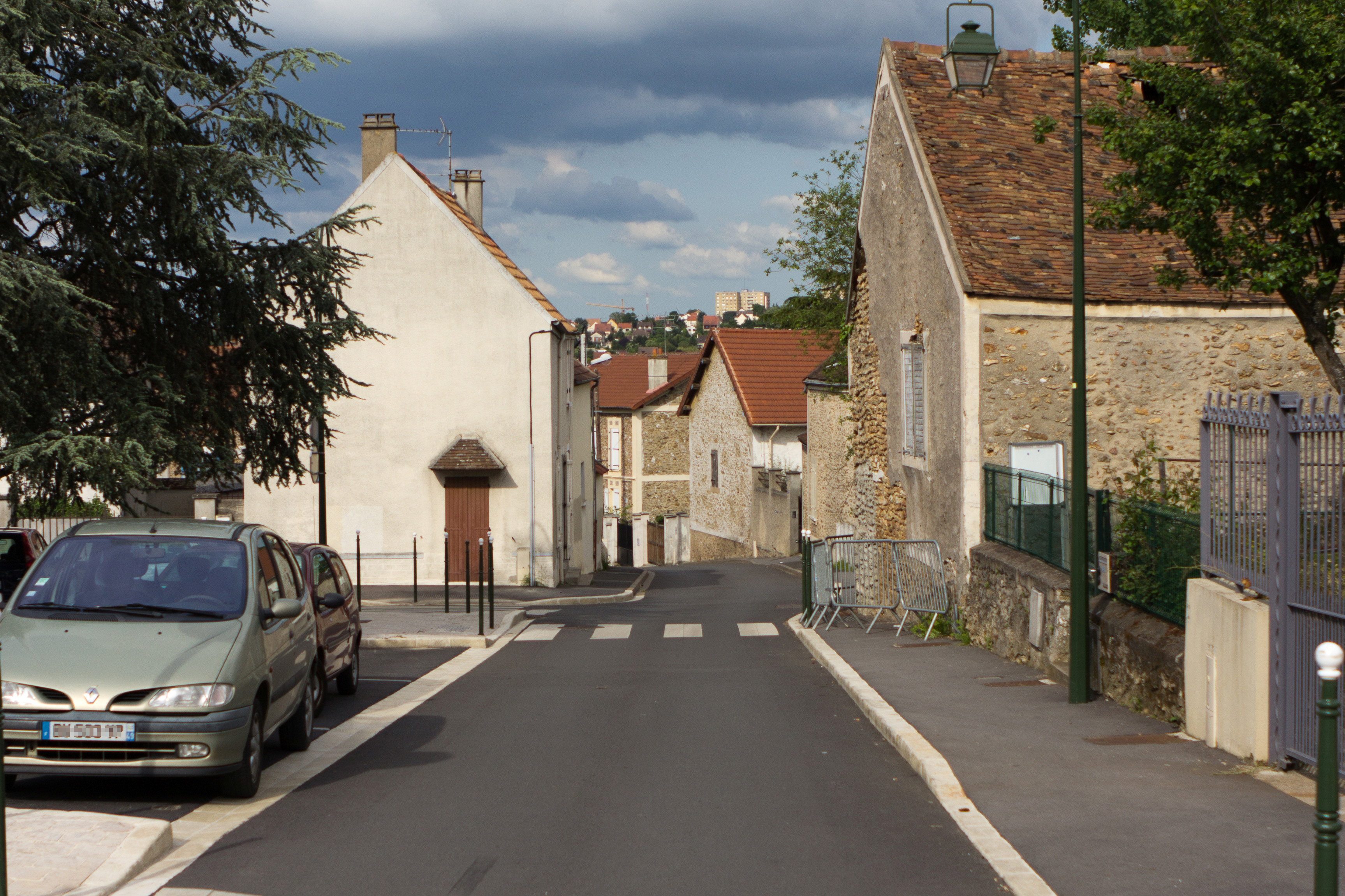
La rue Gabriel-Péri à la fin du XXe siècle, l'école et la mairie ont été détruites.
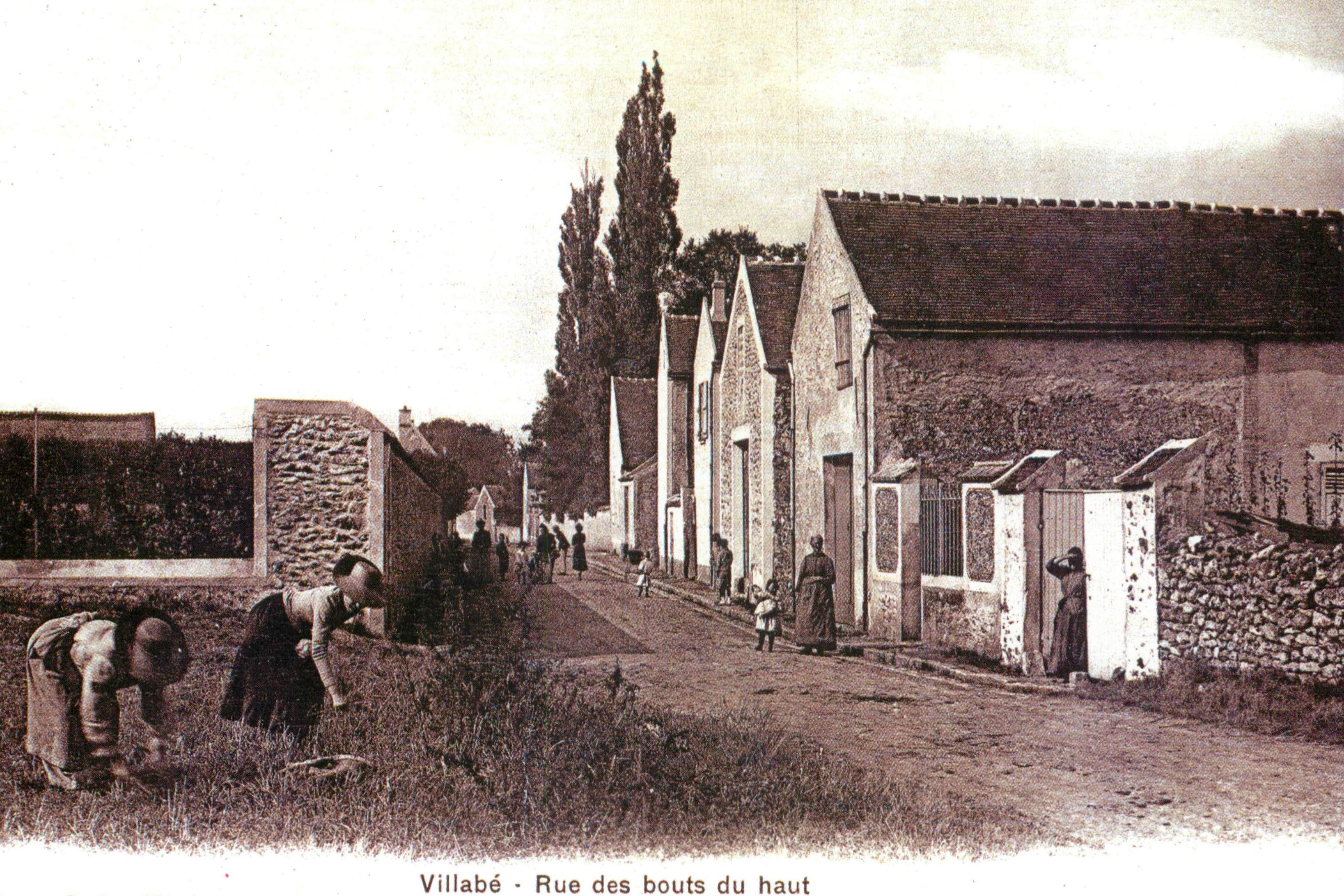
La rue Jean-Jaurès au début du XXe siècle.
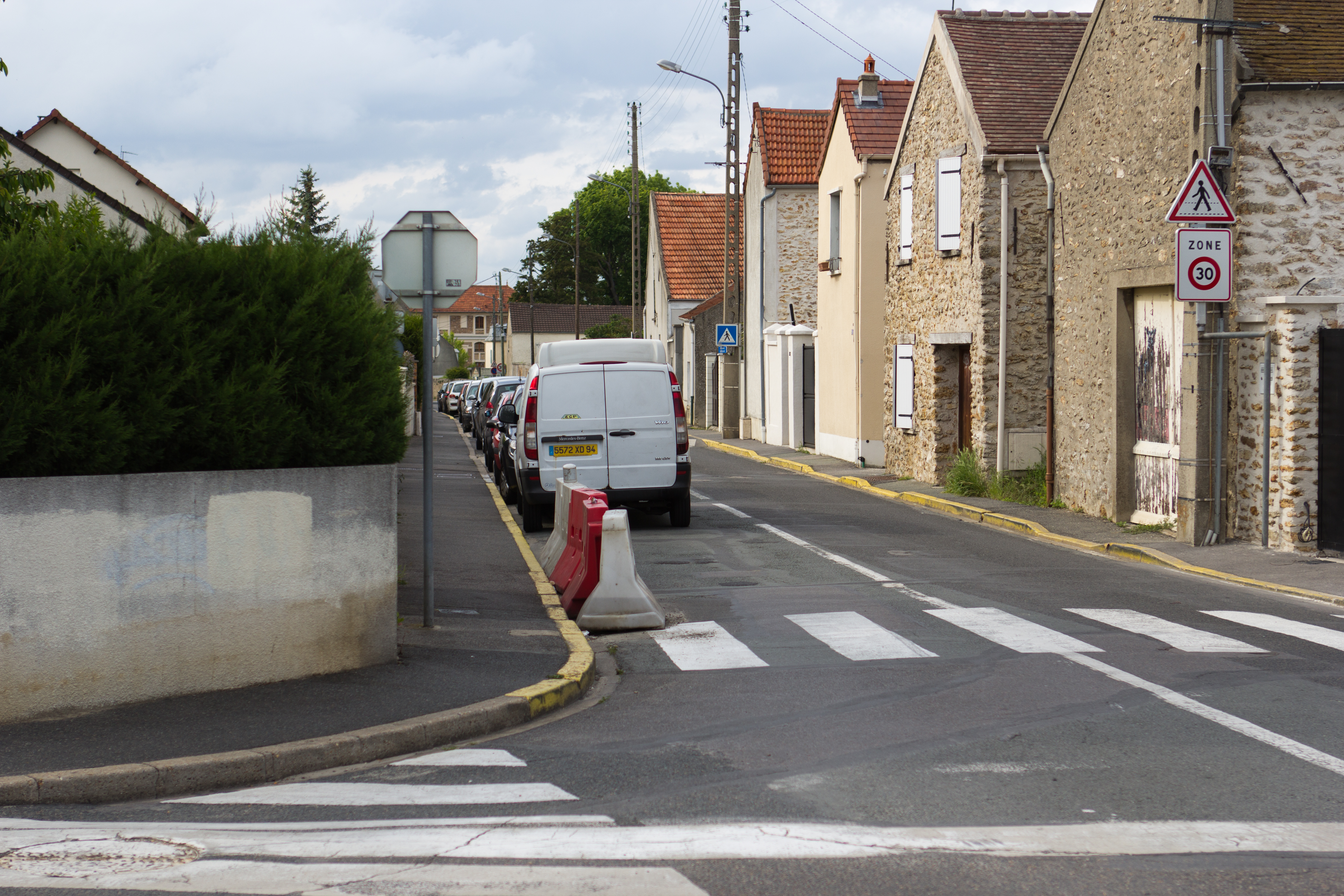
La rue Jean-Jaurès à la fin du XXe siècle.

Le centre commercial Villabé A6 est ouvert en avril 1992, il occupe un large espace agricole à l'ouest de l'autoroute marquant ainsi le début de l'urbanisation de cette partie du territoire villabéen.
À la fin du XXe siècle, la population de la commune a presque doublé en 20 ans ; passant de 2 554 habitants en 1980 à 4 832 habitants en 1999. Cette considérable augmentation du nombre d'habitants est due à la construction de deux grandes zones d'habitations pavillonnaires dans les espaces encore libres du village : la ZAC du Village (126 maisons) et la ZAC des Heurts (350 maisons) construites au début des années 1990,.
L'augmentation de la population entraîne la construction au milieu des années 1990 de nouveaux bâtiments publics à Villabé tels qu'un deuxième groupe scolaire, un gymnase et l’agence postale ouverte en 1994.

#### LeXXIesiècle
Au cours des années 2000 et 2010, l'urbanisation de la commune continue mais sous la forme de petits immeubles ou de maisons individuelles mitoyennes de type HLM pour augmenter le nombre de logements sociaux dont la proportion reste cependant toujours inférieure au seuil légal de 25 %,,,.
La commune se dote aussi de nouvelles structures communales ou de service public et poursuit la rénovation d'anciens édifices pour réhabiliter son patrimoine : construction d'une maison de l'enfance en 2000, rénovation de la place Roland Vincent au cœur du village et construction de la bibliothèque municipale en 2001, réfection complète de l’église paroissiale en 2002, inauguration du collège Rosa Parks et des infrastructures sportives associées (terrain de sport polyvalent du collège et gymnase du Bras-de-Fer) en 2006, construction de la salle polyvalente La Villa en 2007, rénovation de l'ancienne école des filles devenue salle des fêtes Roger Duboz puis salle du conseil municipal en 2008,, construction du conservatoire de musique en 2014,, rénovation d'un ancien corps de ferme dans le centre ville pour abriter le local du CCAS,, transformation de l'ancien bâtiment voyageurs de la gare de Villabé en maison des associations en 2016, et construction d'un terrain de football en gazon synthétique en 2016.
En parallèle, les zones commerciales et tertiaires continuent de s'étendre à l'ouest de la commune dans la plaine Brateaux : construction du pôle Eurologistic au début des années 2000, complétée en 2010 par la zone commerciale Derrière la ferme.
À l'issue des élections municipales de mars 2014, et pour la première fois depuis 1945, un candidat sans étiquette politique devient maire de Villabé, mettant fin ainsi à la succession de maires de gauche (communistes de 1945 à 1989 et socialistes de 1989 à 2014) qui administraient la commune depuis la fin de la Seconde Guerre mondiale.
En janvier 2016, en application de la mise en œuvre de la loi MAPAM du 27 janvier 2014, la commune de Villabé rejoint la nouvelle communauté d'agglomération Grand Paris Sud Seine-Essonne-Sénart qui fusionne les communautés d'agglomérations d'Évry Centre Essonne (à laquelle Villabé appartenait depuis 2010), de Seine-Essonne, de Sénart, de Sénart en Essonne et la commune de Grigny. Cette nouvelle structure intercommunale regroupe 24 communes des départements de l'Essonne et de Seine-et-Marne.

## Politique et administration

### Découpage territorial

#### Commune: territoire et institution
Avant la Révolution, la paroisse de Villabé est nommé Villabbé  sur la Carte de Cassini. La paroisse devient formellement « commune de Villabé » en 1793. Aucun événement de restructuration majeure du territoire, de type suppression, cession ou réception de territoire, n'a affecté la commune depuis sa création.

#### Circonscriptions administratives et électorales de rattachement
La commune de Villabé est rattachée administrativement à l’arrondissement d'Évry, politiquement au canton de Corbeil-Essonnes et à la première circonscription de l'Essonne.

#### Collectivités territoriales
La commune est rattachée sur le plan administratif au département de l'Essonne et à la région Île-de-France, à la fois circonscriptions administratives de l'État et collectivités territoriales..

#### Intercommunalités

Localisation de Villabé dans la communauté d'agglomération Grand Paris Sud Seine-Essonne-Sénart.

Jusqu’en 2010, Villabé ne faisait partie d’aucune intercommunalités à fiscalité propre. Le 6 juillet 2010, la commune jusqu’alors « célibataire » a rejoint la communauté d'agglomération Évry Centre Essonne qui regroupe ainsi six communes. Elle lui a transféré les compétences de développement économique, d’aménagement du territoire, d’équilibre social de l’habitat, de politique de la ville, de distribution d’eau potable, de gestion des équipements culturels, sportifs, de loisirs, des espaces verts, de la voirie.
Depuis le 1er janvier 2016, Villabé a rejoint la communauté d'agglomération Grand Paris Sud Seine-Essonne-Sénart nouvellement créée dans le cadre de la loi MAPAM et regroupant les communes de la communauté d'agglomération Évry Centre Essonne, de la communauté d'agglomération Seine-Essonne, de la communauté d’agglomération de Sénart en Essonne, de la communauté d'agglomération de Sénart (77) et la commune de Grigny.
La commune adhère en outre, directement ou indirectement au syndicat mixte de Transport Essonne Centre (SMITEC), au syndicat intercommunal d’aménagement, de rivières et du cycle de l’eau (SIARCE) qui regroupe 68 communes des départements de l'Essonne, du Loiret et de Seine-et-Marne, et au syndicat intercommunal pour la revalorisation et l'élimination des déchets et des ordures ménagères (SIREDOM) qui regroupe 140 communes des départements de l'Essonne et de Seine-et-Marne.

### Politique et administration municipale

#### Conseil municipal et maire

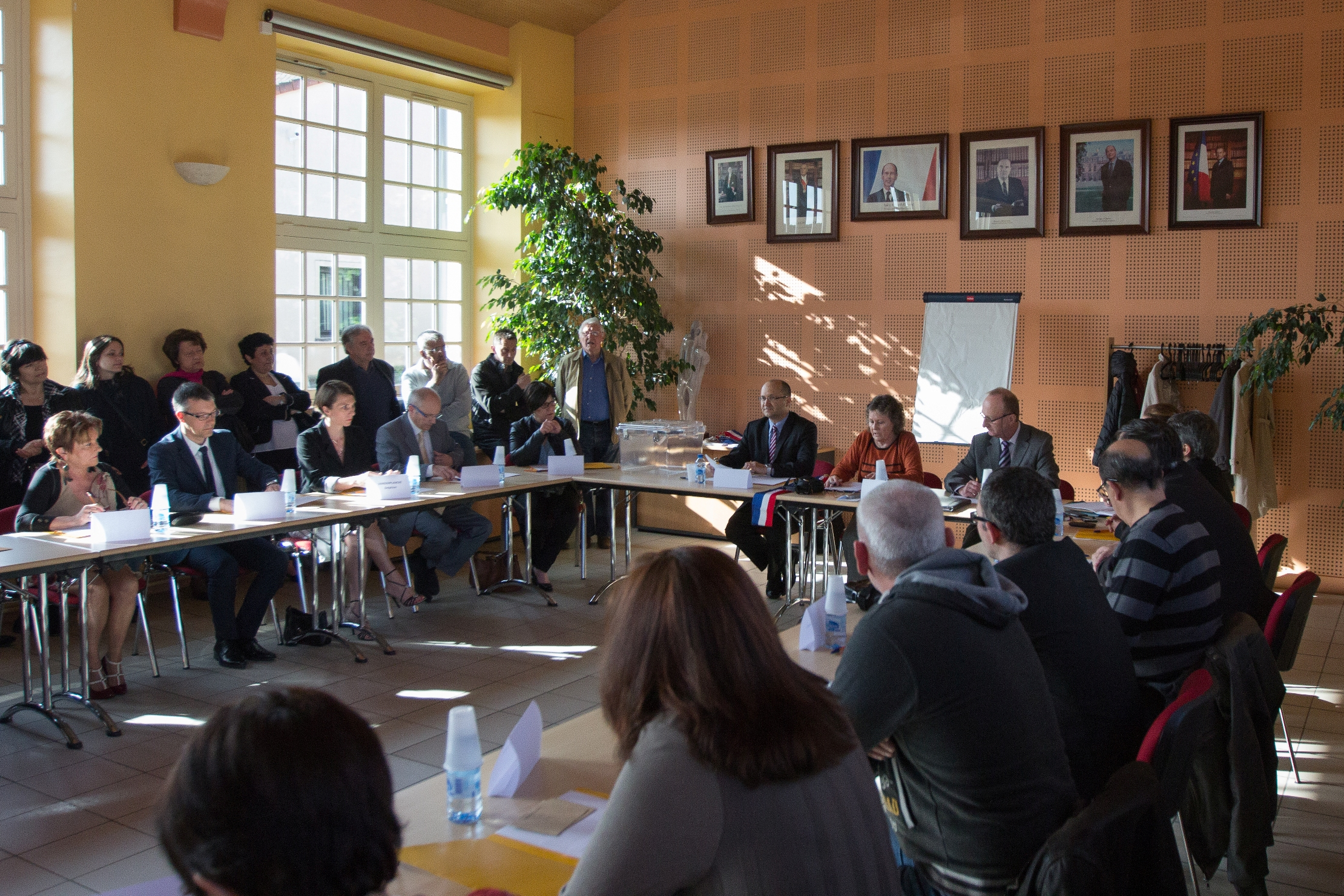
Élection du nouveau maire lors de la séance du conseil municipal du 5 avril 2014.

Depuis les élections municipales de 2014, le conseil municipal  de Villabé, commune de plus de 1 000 habitants, est élu au scrutin proportionnel de liste à deux tours (sans aucune modification possible de la liste), pour un mandat de six ans renouvelable. Il est composé de 29 membres. L'exécutif communal, est constitué par le maire, élu par le conseil municipal, parmi ses membres, pour un mandat de six ans, c'est-à-dire pour la durée du mandat du conseil.

#### Liste des maires
| Période         | Période                   | Identité      | Étiquette | Qualité |
| --------------- | ------------------------- | ------------- | --------- | --- |
| mai 1945        | septembre 1969            | Alfred Lini   | PCF       | Imprimeur Décédé en fonction |
| 12 octobre 1969 | 24 mars 1989              | Paul Poisson  | PCF       | Électricien |
| 24 mars 1989    | 16 octobre 2007           | Alain Ramey   | PS        | Enseignant et directeur d'école retraité Démissionnaire                                                                              |
| 16 octobre 2007 | 5 avril 2014              | Irène Maggini | PS        | Comptable |

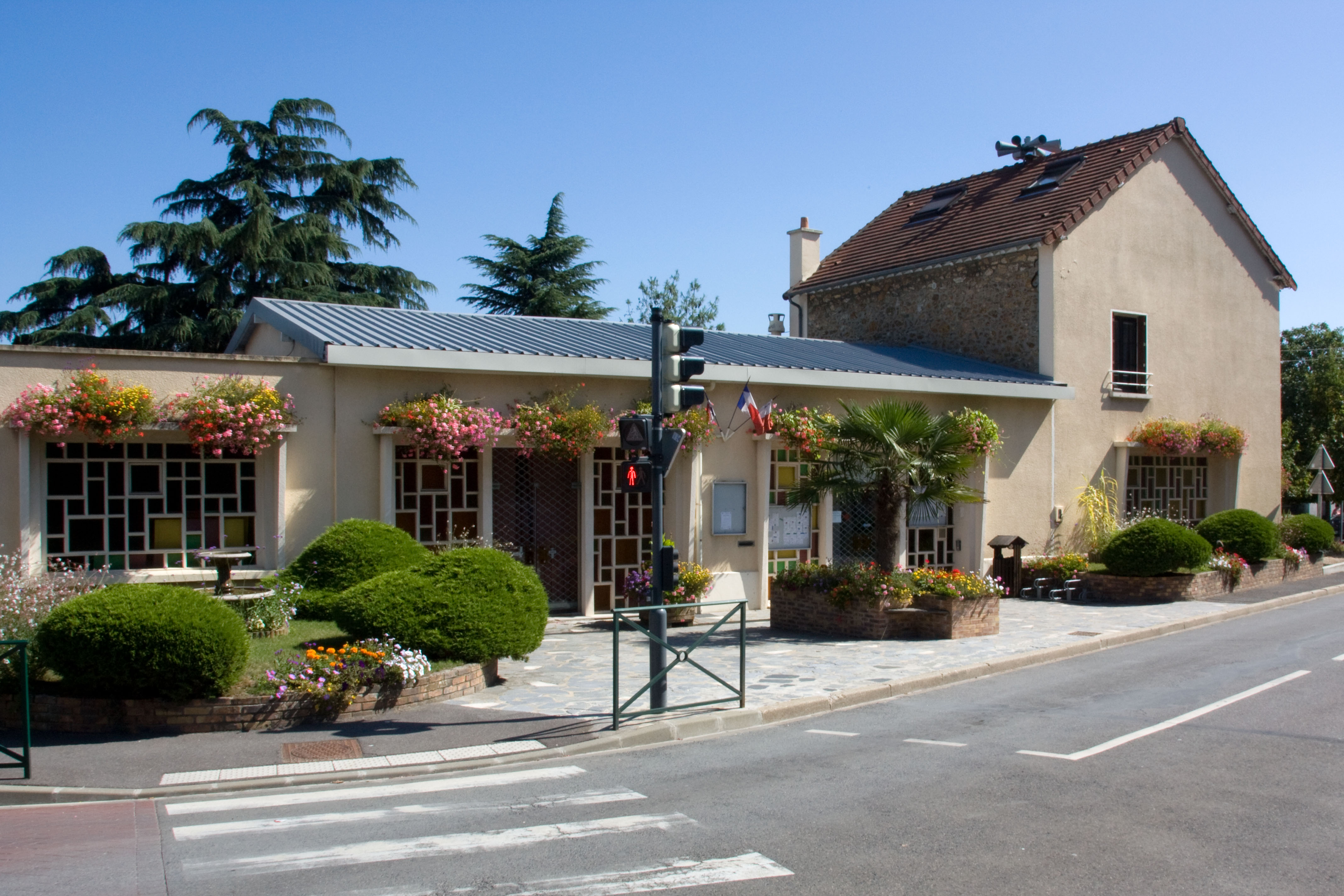
L’hôtel de ville.

| 5 avril 2014    | En cours (au 28 mai 2020) | Karl Dirat    | SE-DVD    | Ingénieur divisionnaire d'études et de fabrication au SCA 13e vice-président de la CA Grand Paris Sud Réélu pour le mandat 2020-2026 |

#### Finances locales
La commune de Villabé est enregistrée au répertoire des entreprises sous le code SIREN 219 106 598. Son activité est enregistrée sous le code APE 8411Z, correspondant aux administrations publiques générales.
En 2015, la commune disposait d’un budget de 13 743 000 € dont 10 453 000 € de fonctionnement et 3 290 000 € d’investissement, financés à 36,76 % par les impôts locaux avec des taux d’imposition fixés à 12,31 % pour la taxe d'habitation, 17,47 % et 55,90 % pour la taxe foncière sur le bâti et le non-bâti. Cette même année, la dette cumulée de la commune s’élevait à 5 487 000 €.
L'analyse des comptes de la commune de 2000 à 2015, montrent qu'au cours des années 2000, la commune a eu recours à d'importants emprunts pour financer son budget investissement (en 2001, 2006, 2007 et 2009). Ce budget, complété par des subventions régionales, a servi ces années-là à la construction de nouveaux bâtiments public (la nouvelle salle des fêtes en 2006 notamment), à la rénovation de bâtiments (l'église en 2002 et l'ancienne salle des fêtes Roger Duboz en 2008), à la réalisation d'aménagements urbains ou à l'acquisition de terrains,. Jusqu'en 2010, ces emprunts ont fait augmenter de manière significative la dette de la commune. Depuis, le budget d'investissement de la commune est consacré à près de 30 % au remboursement de la dette, aux dépens des dépenses en équipements qui ont baissé d'autant.
| Évolution et nature des ressources d'investissement | Évolution de la dette |
| --------------------------------------------------- | --------------------- |
|                                                     |                       |

L'analyse de la capacité d'autofinancement (CAF) de la commune, pour la période 2000 à 2015, et sa comparaison avec la moyenne de la CAF des communes de la strate (communes de 3 500 à 5 000 habitants n'appartenant à aucun groupement à fiscalité propre), montre que l’excédent du budget de fonctionnement est devenu inférieur à la moyenne de la strate, notamment en 2008 et 2009, concurremment à l'endettement de la commune. De même, alors que la capacité de désendettement de la commune était en dessous de 8 ans avant les emprunts de 2006 et 2007, sa durée a brusquement augmenté en 2008 et 2009 pour dépasser 15 ans. Depuis 2011, la commune a augmenté son épargne brute en procédant à des réductions de ses dépenses de fonctionnement et en dégageant des ressources supplémentaires pour rembourser sa dette sans pour autant augmenter les taux d'imposition (taxe d'habitation et taxes foncières). Ainsi, depuis 2012, la CAF est maintenue au-dessus de la moyenne de la strate et la capacité de désendettement est passée sous le seuil des 8 ans pour se situer à 1,8 an en 2015.
| Évolution de la capacité d'autofinancement (en €/habitant) | Évolution de la capacité de désendettement (en années)                                                      |
| ---------------------------------------------------------- | --- |
| ■ CAF de Villabé (en €/h.) ■ CAF de la strate (en €/h.)    | ■ capacité de désendettement de Villabé (en années) ■ seuil des 8 ans ■ seuil des 11 ans ■ seuil des 15 ans |

| | 2000    | 2001    | 2002    | 2003    | 2004    | 2005    | 2006    | 2007    | 2008    | 2009    | 2010    | 2011    | 2012    | 2013    | 2014    | 2015    |
| --- | ------- | ------- | ------- | ------- | ------- | ------- | ------- | ------- | ------- | ------- | ------- | ------- | ------- | ------- | ------- | ------- |
| TH | 15,31 % | 15,31 % | 15,31 % | 15,09 % | 15,09 % | 15,09 % | 15,09 % | 15,09 % | 15,09 % | 15,09 % | 15,76 % | 11,83 % | 12,04 % | 12,20 % | 12,31 % | 12,31 % |
| TFb | 17,93 % | 17,93 % | 17,93 % | 17,67 % | 17,67 % | 17,67 % | 17,67 % | 17,67 % | 17,67 % | 17,67 % | 18,45 % | 16,78 % | 17,08 % | 17,31 % | 17,47 % | 17,47 % |
| TFnb | 69,15 % | 69,15 % | 69,15 % | 68,51 % | 68,51 % | 68,51 % | 68,51 % | 68,51 % | 68,51 % | 68,51 % | 71,54 % | 53,70 % | 54,66 % | 55,39 % | 55,90 % | 55,90 % |
| TI | 0,00 %  | 0,00 %  | 0,00 %  | 0,21 %  | 0,21 %  | 0,23 %  | 0,24 %  | 0,36 %  | 0,41 %  | 0,44 %  | 0,55 %  | 8,28 %  | 8,28 %  | 8,28 %  | 8,28 %  | 8,28 %  |
| TH : taxe d'habitation, TFb : taxe foncière sur le bâti, TFnb : taxe foncière sur le non bâti, TI : taxe intercommunale Note : les taux communaux baissent en 2011 à la suite de l'entrée de Villabé dans la Communauté d'agglomération Évry-Centre-Essonne qui reprend une partie de ces taux. |         |         |         |         |         |         |         |         |         |         |         |         |         |         |         |         |

### Jumelages
De 2003 à 2013, Villabé était jumelée avec la ville italienne de Migliarino. Ce jumelage a cessé lorsque la commune de Migliarino a fusionné avec deux autres communes, Massa Fiscaglia et Migliaro, pour former la nouvelle commune de Fiscaglia.

## Population et société

### Démographie
Les habitants de Villabé sont appelés les Villabéens.

#### Évolution démographique
Simple village lors du premier recensement des personnes en 1793 avec 364 habitants, la commune a connu une lente et progressive croissance démographique, ne dépassant le cap des 500 résidents qu’en 1872 après une forte chute de 20 % de sa population entre 1851 et 1856, franchissant le cap des mille personnes en 1931 avec à cette époque 1 374 habitants. La commune, rurale fut relativement épargnée par le second conflit mondial, ne perdant que 7 % de sa population et resta longtemps à l’écart de l’urbanisation massive de la région, n’atteignant les deux mille résidents qu’au milieu des années 1970. Les trente dernières années modifièrent sensiblement cette évolution avec une poussée démographique, multipliant par deux la population villabéenne entre 1982 et 1999 pour arriver à une relative stabilité durant les années 2000 avec 4 852 habitants en 2007. Avec seulement 7 % de la population étrangère en 1999, l’immigration compte pour une part relativement faible dans cette croissance.
L'évolution du nombre d'habitants est connue à travers les recensements de la population effectués dans la commune depuis 1793. Pour les communes de moins de 10 000 habitants, une enquête de recensement portant sur toute la population est réalisée tous les cinq ans, les populations de référence des années intermédiaires étant quant à elles estimées par interpolation ou extrapolation. Pour la commune, le premier recensement exhaustif entrant dans le cadre du nouveau dispositif a été réalisé en 2008.

En 2022, la commune comptait 5 654 habitants, en évolution de +5 % par rapport à 2016 (Essonne : +2,89 %, France hors Mayotte : +2,11 %).
| 1793 | 1800 | 1806 | 1821 | 1831 | 1836 | 1841 | 1846 | 1851 |
| ---- | ---- | ---- | ---- | ---- | ---- | ---- | ---- | ---- |
| 364  | 424  | 384  | 448  | 444  | 440  | 477  | 486  | 492  |

| 1856 | 1861 | 1866 | 1872 | 1876 | 1881 | 1886 | 1891 | 1896 |
| ---- | ---- | ---- | ---- | ---- | ---- | ---- | ---- | ---- |
| 403  | 466  | 477  | 513  | 615  | 765  | 848  | 840  | 849  |

| 1901 | 1906 | 1911 | 1921 | 1926 | 1931  | 1936  | 1946  | 1954  |
| ---- | ---- | ---- | ---- | ---- | ----- | ----- | ----- | ----- |
| 882  | 883  | 871  | 876  | 979  | 1 374 | 1 301 | 1 209 | 1 443 |

| 1962  | 1968  | 1975  | 1982  | 1990  | 1999  | 2006  | 2008  | 2013  |
| ----- | ----- | ----- | ----- | ----- | ----- | ----- | ----- | ----- |
| 1 676 | 1 727 | 1 980 | 2 554 | 2 995 | 4 832 | 4 856 | 4 847 | 5 327 |

| 2018  | 2022  | - | - | - | - | - | - | - |
| ----- | ----- | - | - | - | - | - | - | - |
| 5 491 | 5 654 | - | - | - | - | - | - | - |

#### Pyramide des âges
La population de la commune est relativement jeune.
En 2018, le taux de personnes d'un âge inférieur à 30 ans s'élève à 41,5 %, soit au-dessus de la moyenne départementale (39,9 %). À l'inverse, le taux de personnes d'âge supérieur à 60 ans est de 17,5 % la même année, alors qu'il est de 20,1 % au niveau départemental.
En 2018, la commune comptait 2 673 hommes pour 2 818 femmes, soit un taux de 51,32 % de femmes, légèrement supérieur au taux départemental (51,02 %).
Les pyramides des âges de la commune et du département s'établissent comme suit.
| Hommes | Classe d’âge | Femmes |
| ------ | ------------ | ------ |
| 0,1    | 90 ou +      | 0,2    |
| 3,7    | 75-89 ans    | 4,3    |
| 12,8   | 60-74 ans    | 13,8   |
| 22,6   | 45-59 ans    | 21,1   |
| 18,2   | 30-44 ans    | 20,1   |
| 18,2   | 15-29 ans    | 17,8   |
| 24,4   | 0-14 ans     | 22,7   |

| Hommes | Classe d’âge | Femmes |
| ------ | ------------ | ------ |
| 0,5    | 90 ou +      | 1,4    |
| 5,4    | 75-89 ans    | 7,2    |
| 12,9   | 60-74 ans    | 13,9   |
| 20     | 45-59 ans    | 19,4   |
| 19,9   | 30-44 ans    | 20,1   |
| 20     | 15-29 ans    | 18,2   |
| 21,3   | 0-14 ans     | 19,8   |

### Enseignement
Villabé est située dans l'académie de Versailles. Elle administre deux écoles primaires communales, l'école Jean-Jaurès et l'école Ariane, chacune composée d'une école maternelle et d'une école élémentaire.
Le département gère un collège qui porte le nom de Rosa Parks, la figure emblématique de la lutte contre la ségrégation raciale aux États-Unis.

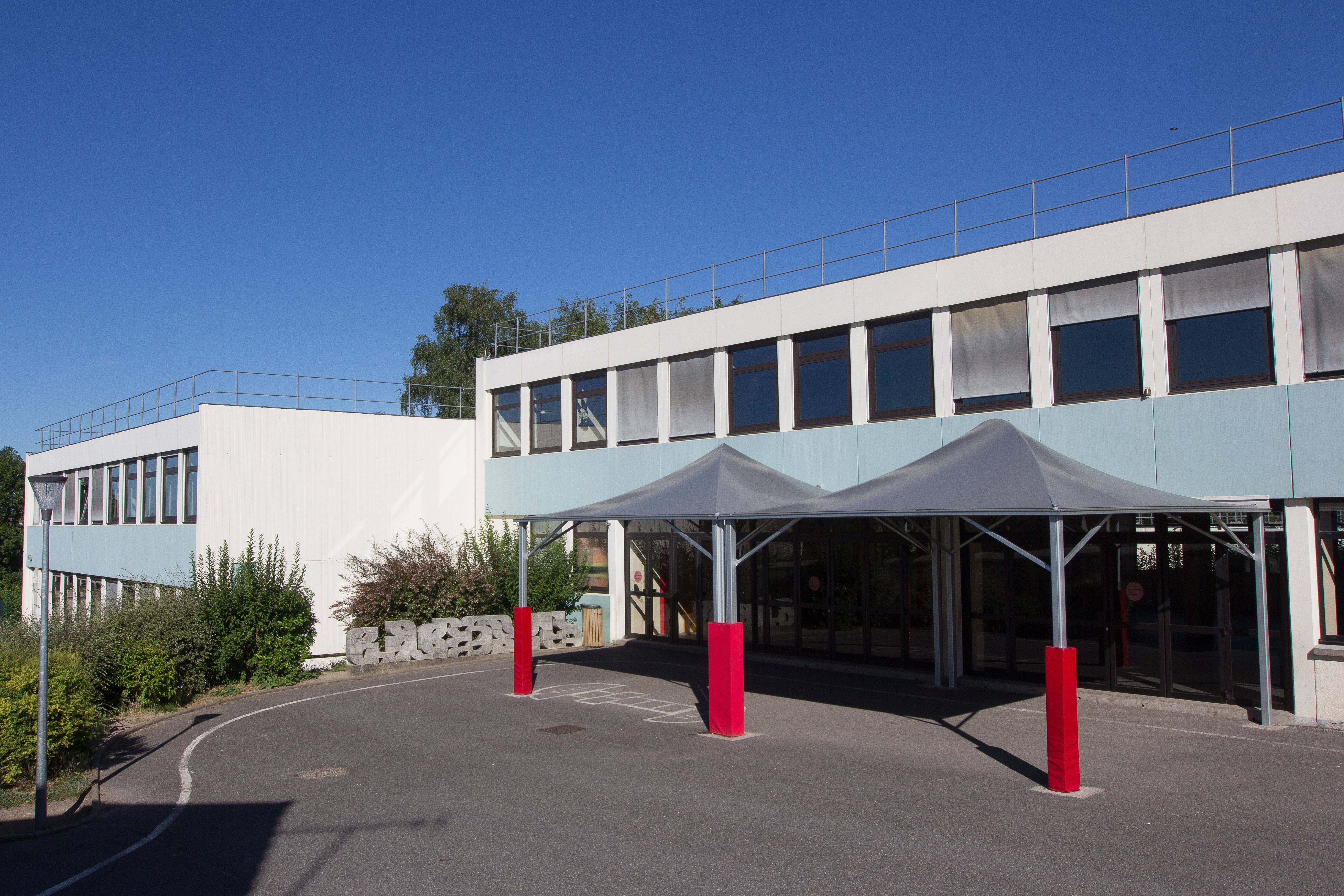
L'école élémentaire Jean-Jaurès.
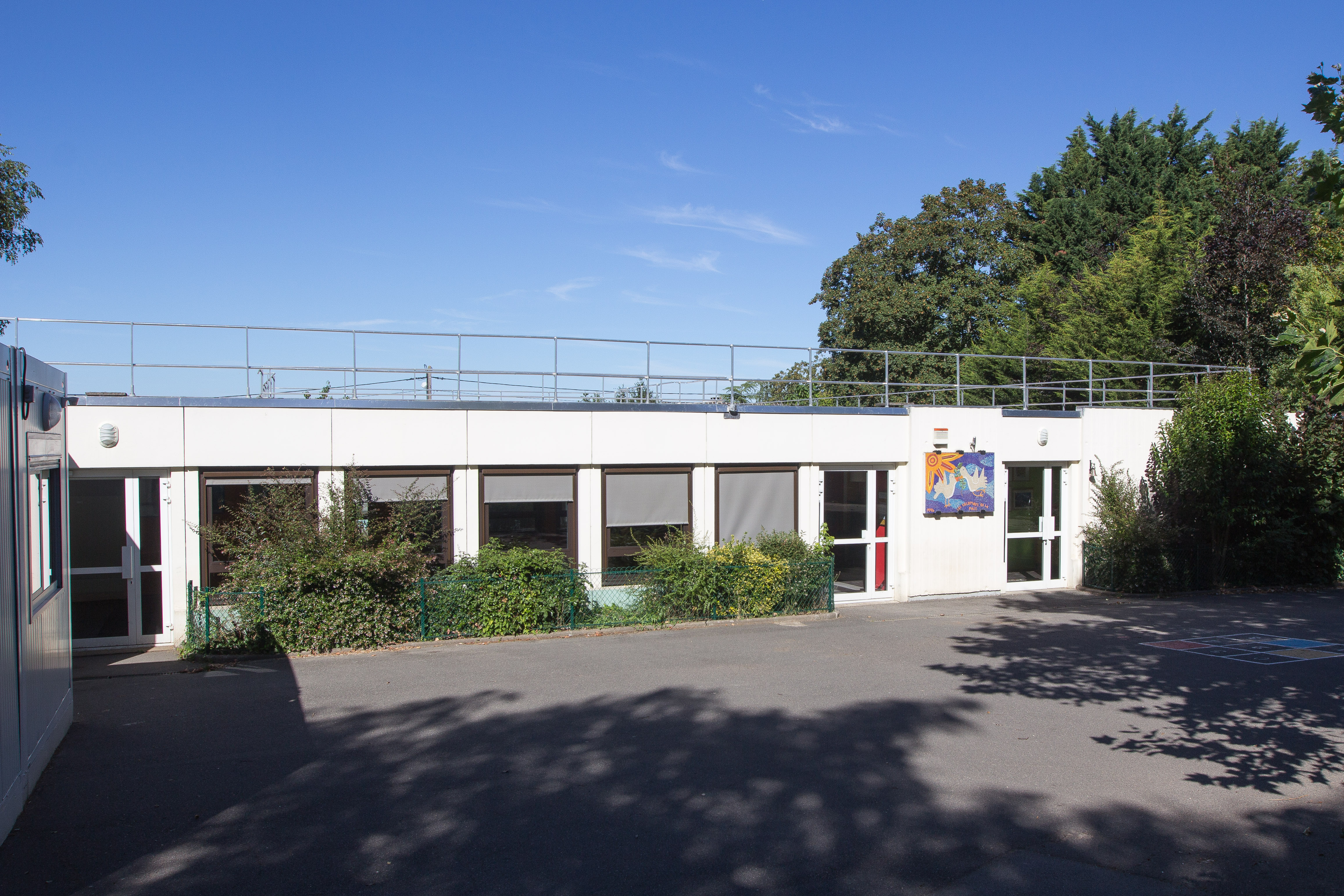
L'école maternelle Jean-Jaurès.
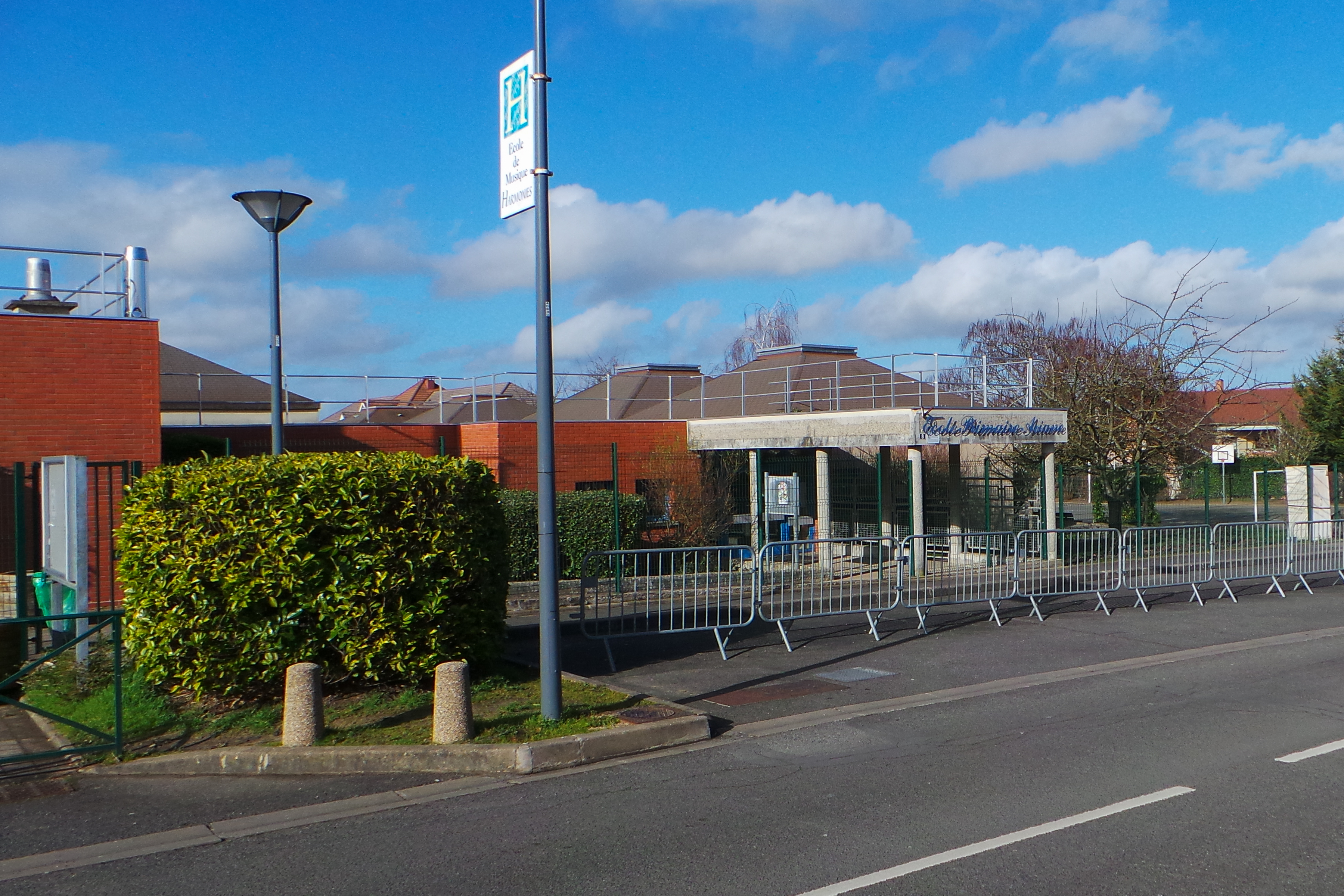
L'école primaire Ariane.
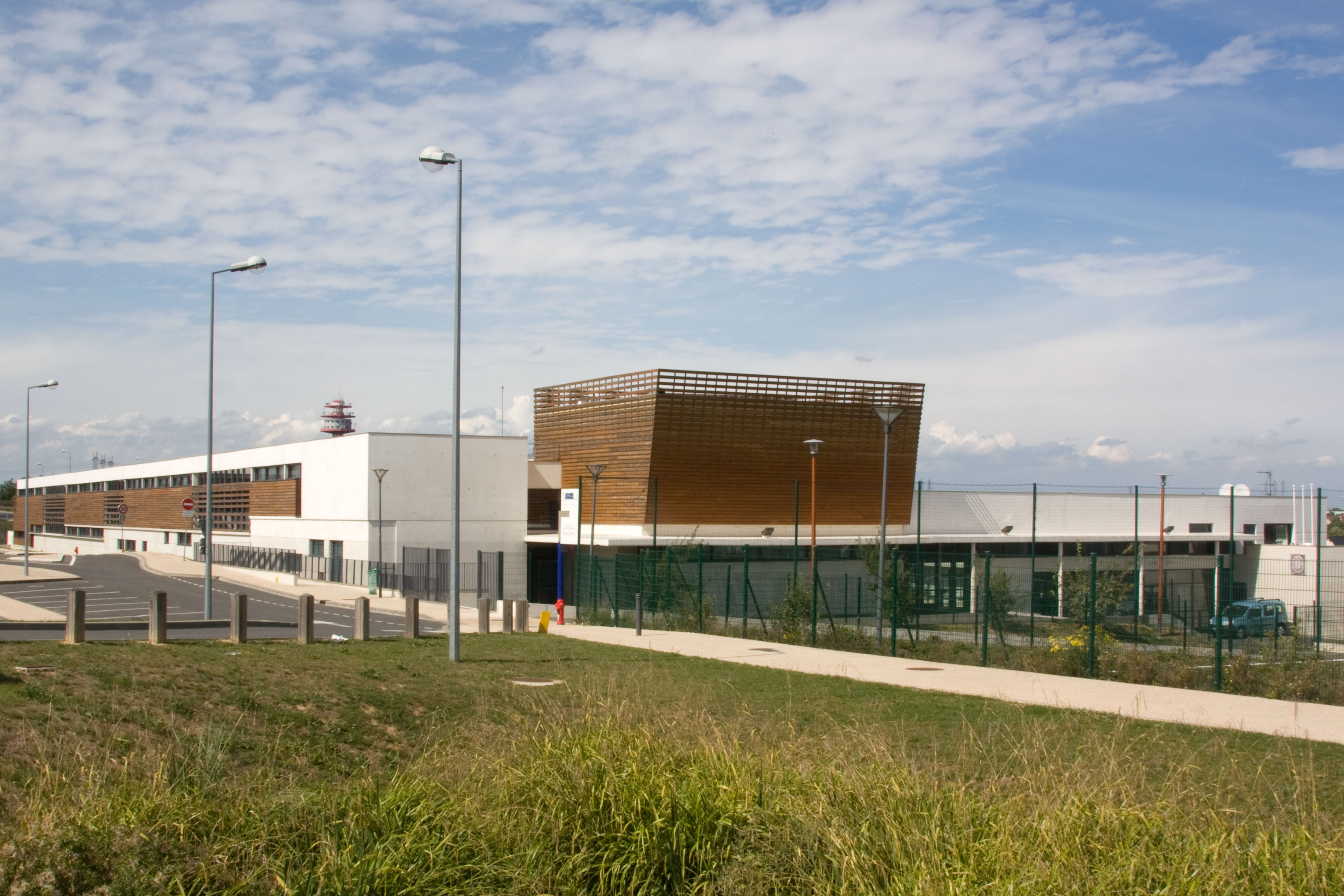
Le collège Rosa-Parks.

### Services et équipements publics
Le Code officiel géographique attribue à la commune le code 91 2 06 659, la commune est rattachée au bureau distributeur de poste de Corbeil-Essonnes et partage le même code postal.
La sécurité de la commune est assurée par la brigade de gendarmerie nationale de Mennecy et le centre de secours principal de Corbeil-Essonnes. La commune dispose d’une brigade de police municipale.
Villabé relève du conseil de prud'hommes d'Évry, de la Cour administrative d'appel de Versailles, de la Cour d'appel de Paris, de la Cour d'assises de l'Essonne, du tribunal administratif de Versailles, du tribunal d'instance d'Évry, du tribunal de commerce d'Évry, du tribunal de grande instance d'Evry et du tribunal pour enfants d'Évry.
La commune dispose d’une agence postale construite par la municipalité en 1994. Un des six sites de la direction départementale de l’équipement de l’Essonne est installé à Villabé le long de l’autoroute A6. Le site accueille les services de la Direction régionale et interdépartementale de l'équipement et de l'aménagement qui, depuis 2007, assurent la gestion des routes nationales et des autoroutes sans péage d’Île-de-France.

Sélection de vues des locaux de services publics à Villabé.
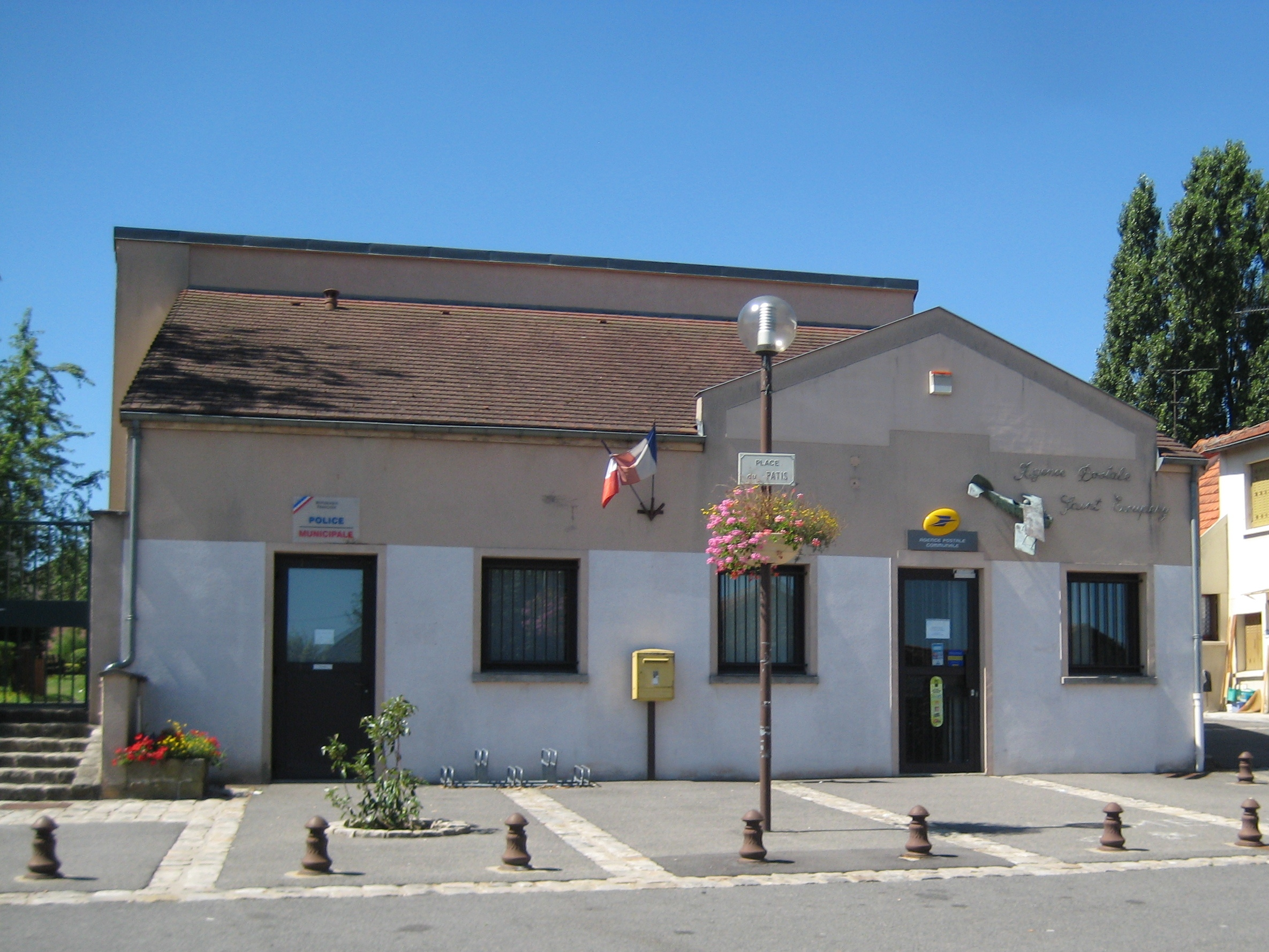
L’agence postale.
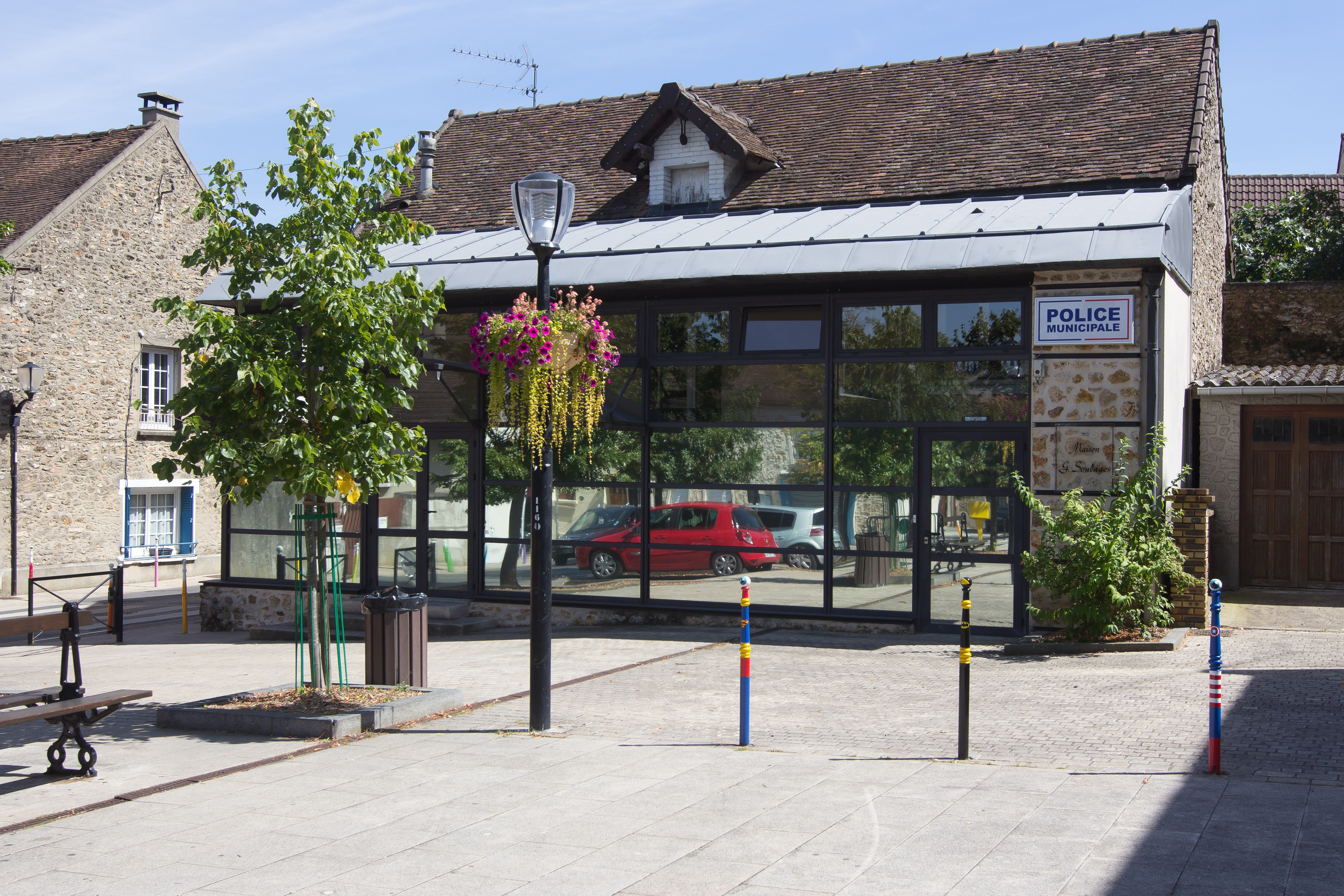
Le local de la police municipale dans une ancienne maison rénovée.
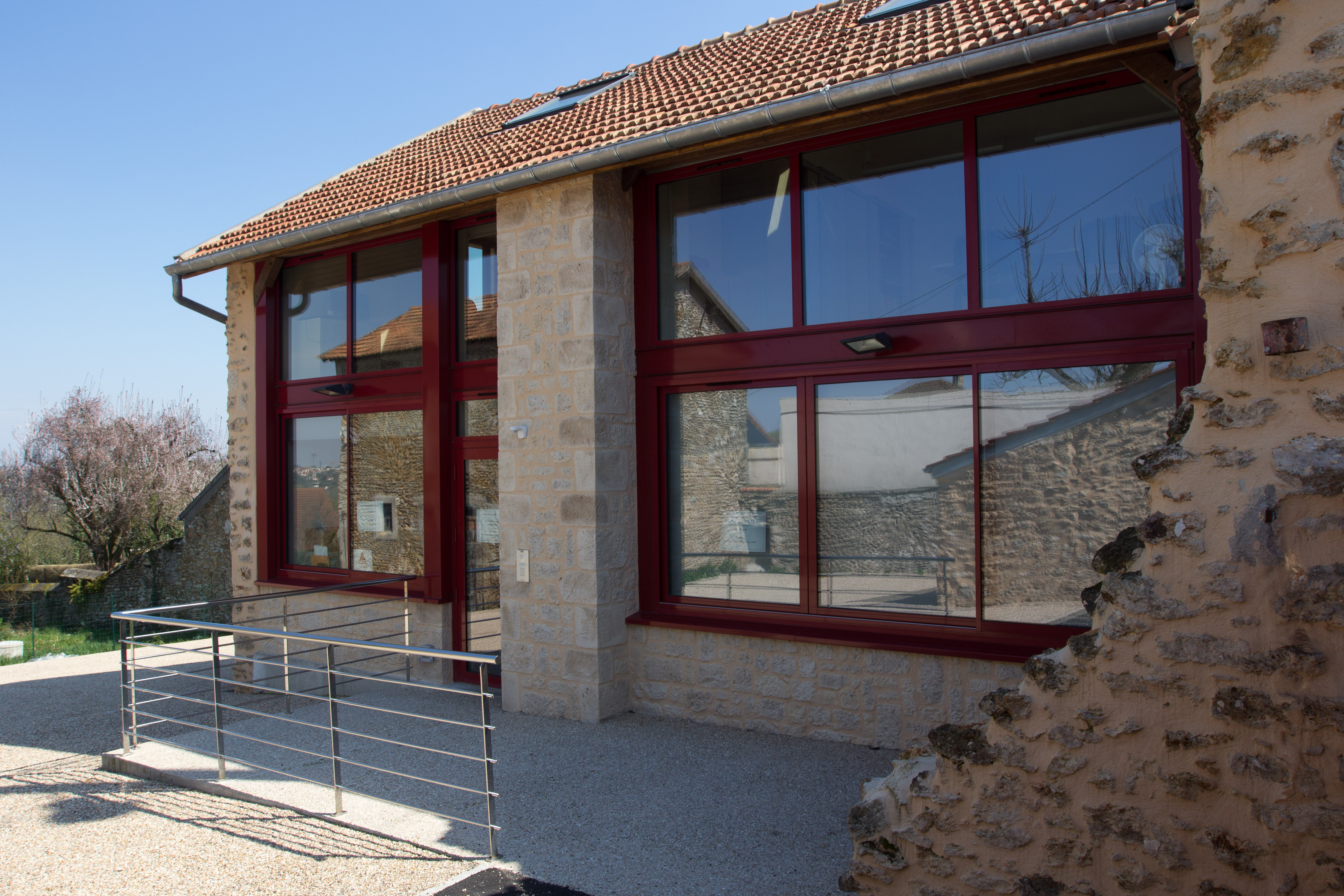
Le local du CCAS dans un des bâtiments d'une ancienne ferme rénovée.
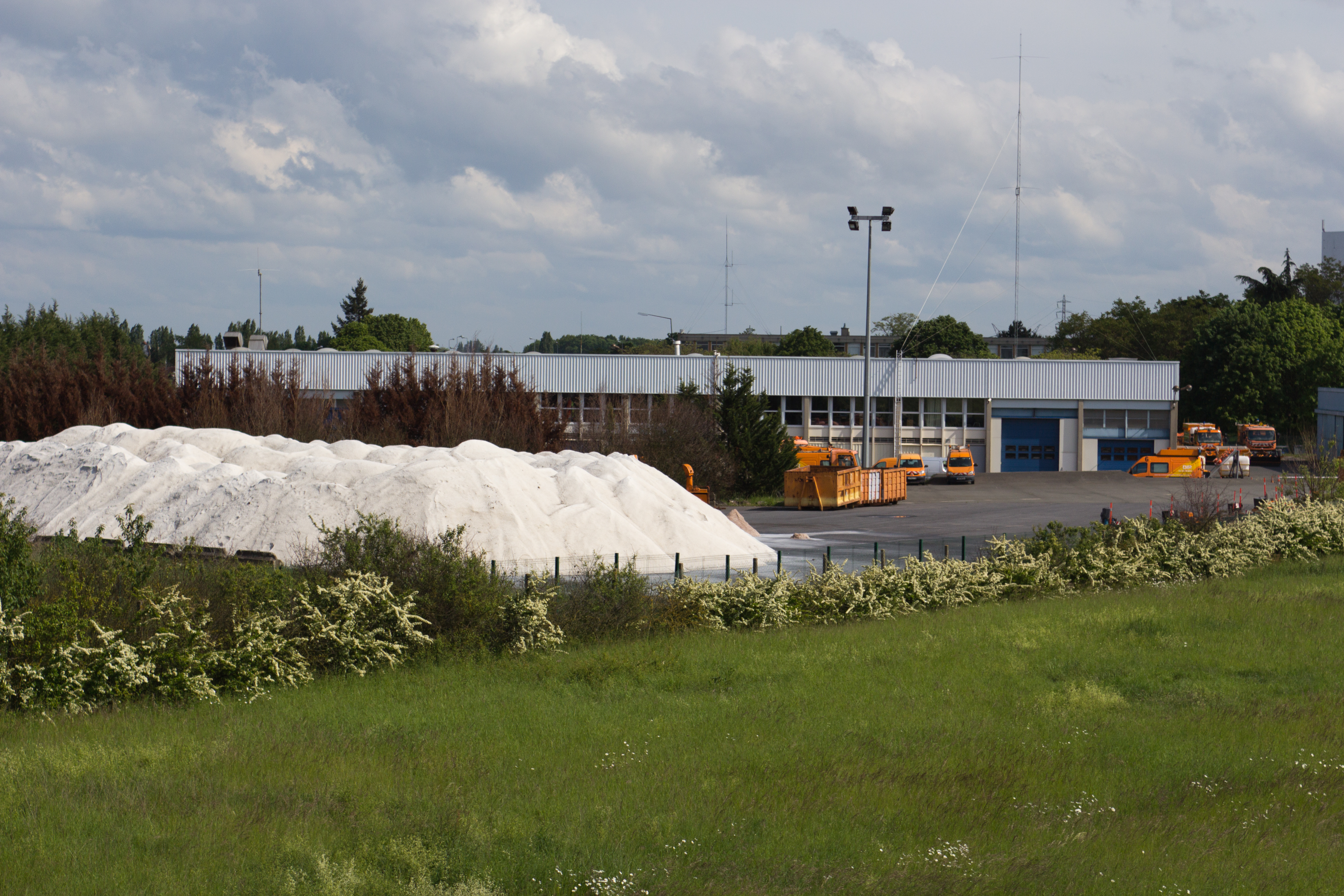
Le site de la Direction départementale de l’équipement à Villabé.

### Manifestations culturelles et festivités
Plusieurs manifestations locales sont organisées dont la fête communale « Villabé en Fête » le dernier week-end du mois de mai, la Fête de la musique et les feux de la Saint-Jean le 21 juin, le « forum des associations »  en septembre, « Sport en fête » en septembre, un vide-greniers en octobre et un marché de Noël en décembre.
La plupart des manifestations culturelles ou associatives se déroulent dans la salle polyvalente La Villa ou sur la place Roland-Vincent au cœur du bourg historique. Occasionnellement, l’église paroissiale Saint-Marcel accueille des concerts.
En 2014, une vingtaine d'associations participaient à l’animation culturelle de la commune.

Sélections de vues des manifestations culturelles et festivités de Villabé.
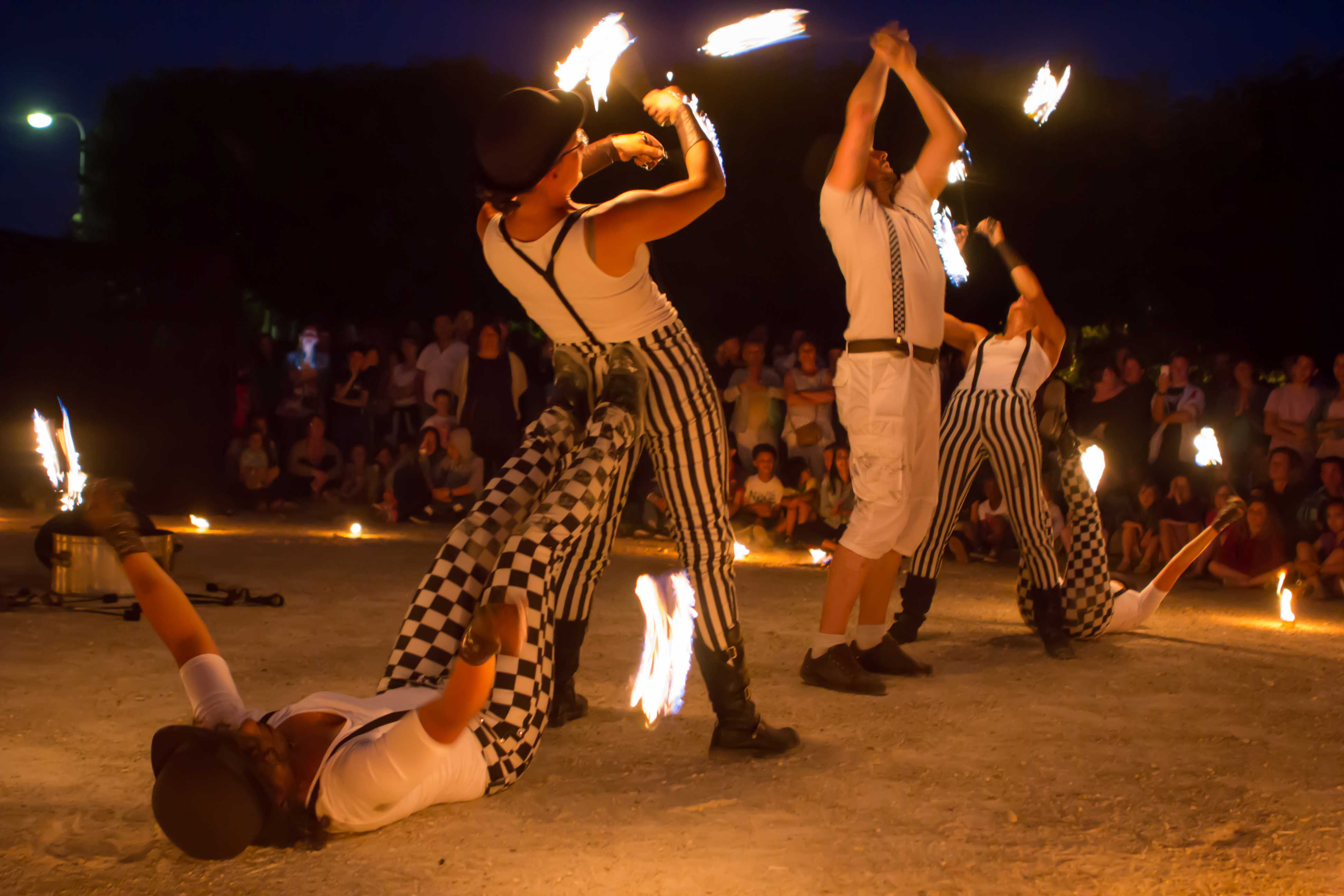
Jongleurs de feu lors des feux de la Saint-Jean, en juin 2014.
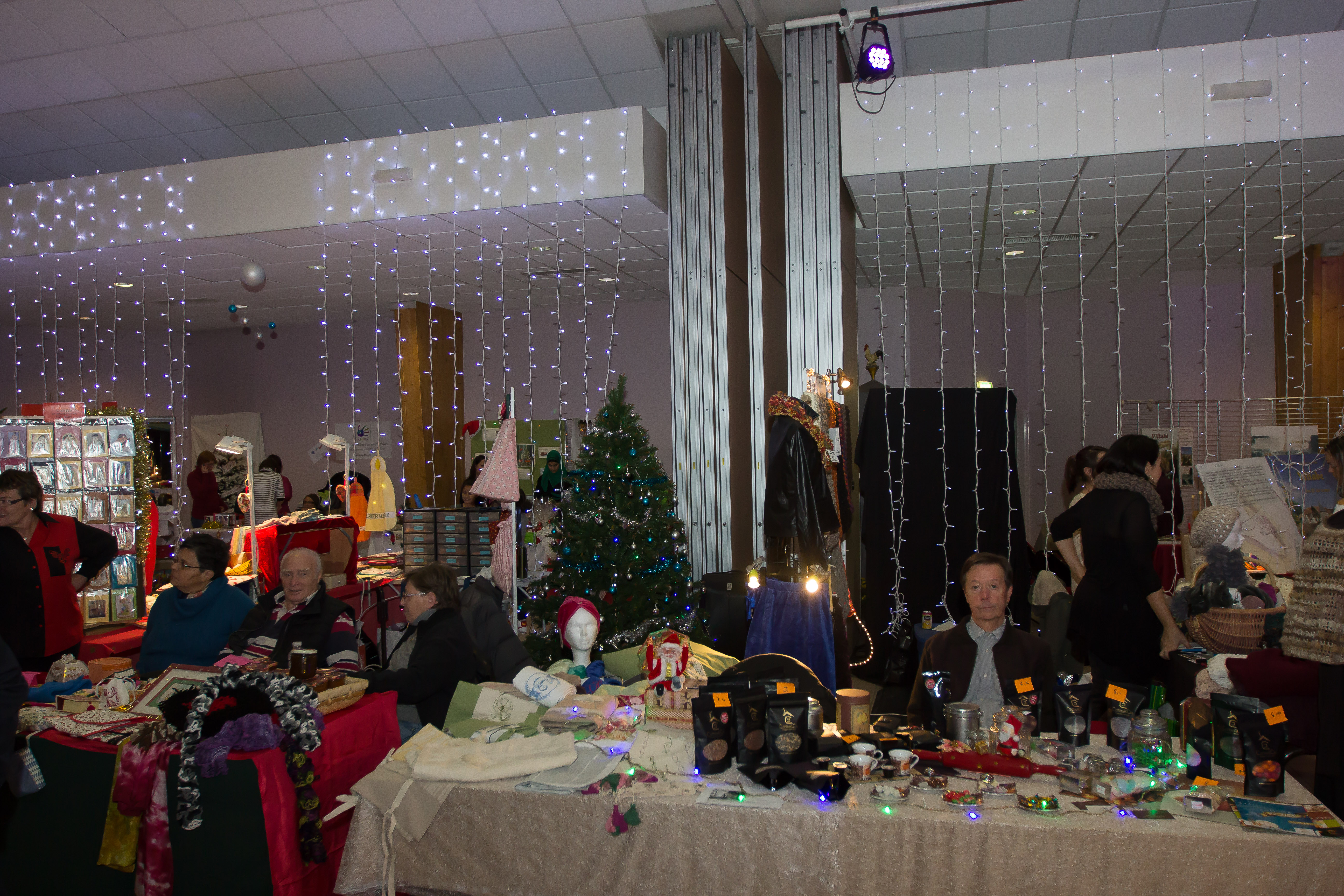
Le marché de Noël, en décembre 2014.
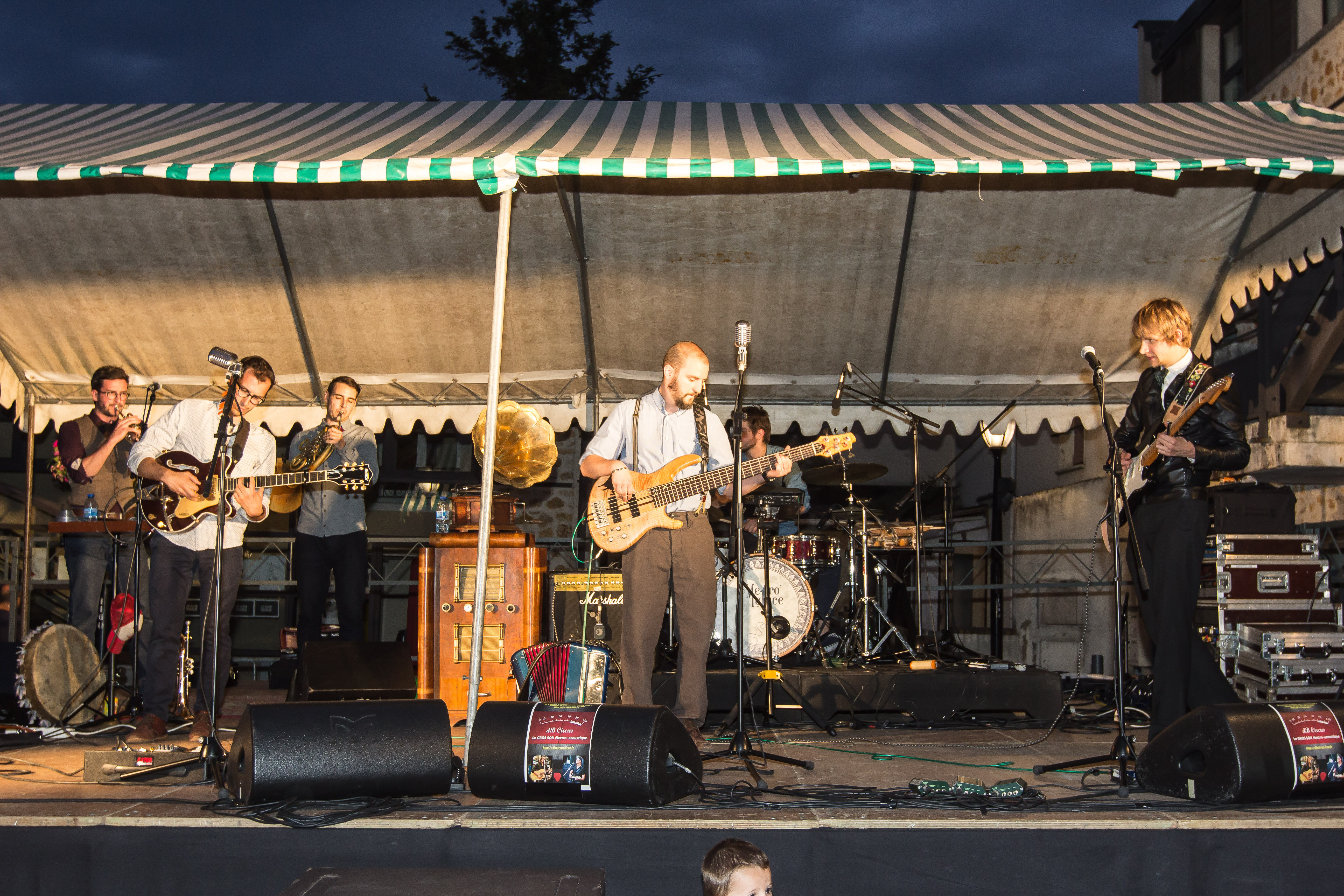
La fête de la musique, en juin 2015.
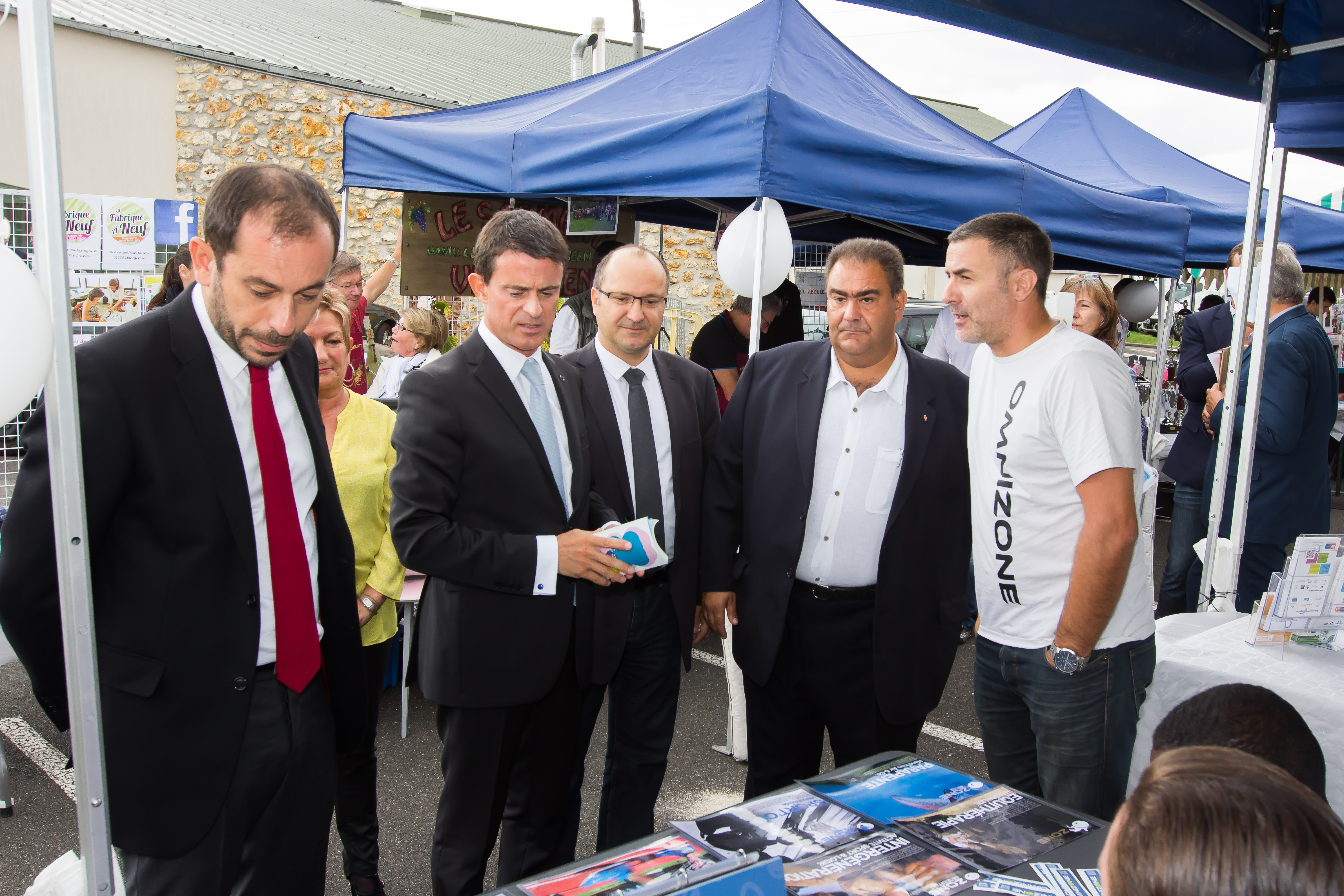
Le forum des associations, inauguré par Manuel Valls, en septembre 2015.
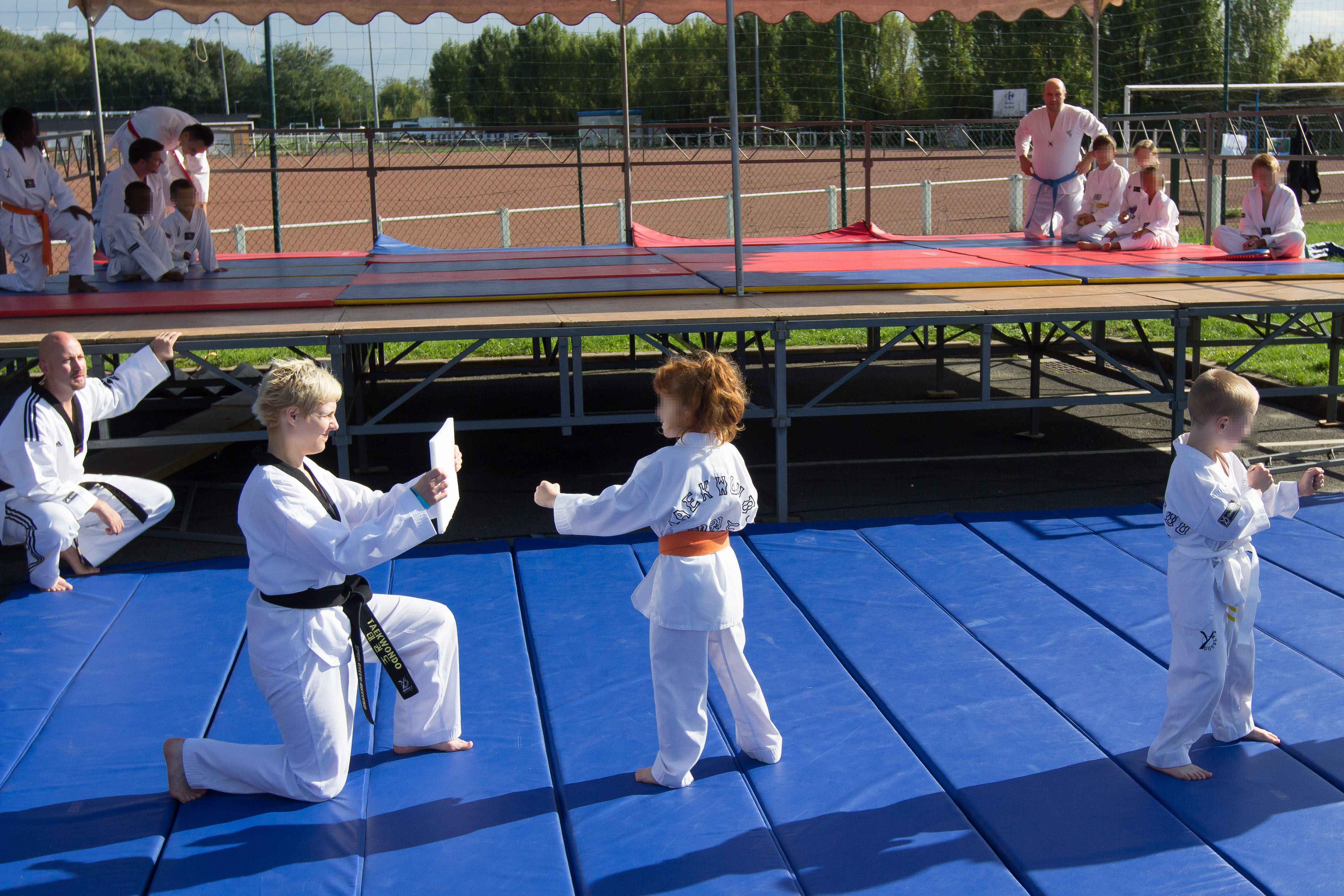
Sport en fête, en septembre 2015.

### Santé
Aucun établissement de santé n’est implanté dans la commune. Le centre hospitalier le plus proches est le  centre hospitalier sud francilien situé à la limite de Corbeil-Essonnes et d'Évry-Courcouronnes.
Deux médecins, deux chirurgiens-dentistes et deux pharmacies sont installés dans la commune ; de même que plusieurs professionnels paramédicaux tels que des infirmières, des kinésithérapeutes, un ostéopathe, une orthophoniste et un podologue.
Un village d’enfants de la Fondation Mouvement pour les Villages d'Enfants est implanté dans la commune depuis 1971.

### Sports
La commune de Villabé dispose de plusieurs infrastructures permettant la pratique sportive dont les gymnases Paul Poisson et du Bras de Fer, le stade du Chemin Vert, un terrain de rugby à proximité du collège Rosa Parks, deux terrains de football dont un en gazon synthétique, un skatepark, plusieurs courts de tennis, un terrain de tir à l'arc, un terrain multisports et un boulodrome.

Sélection de vues des équipements sportifs de Villabé.
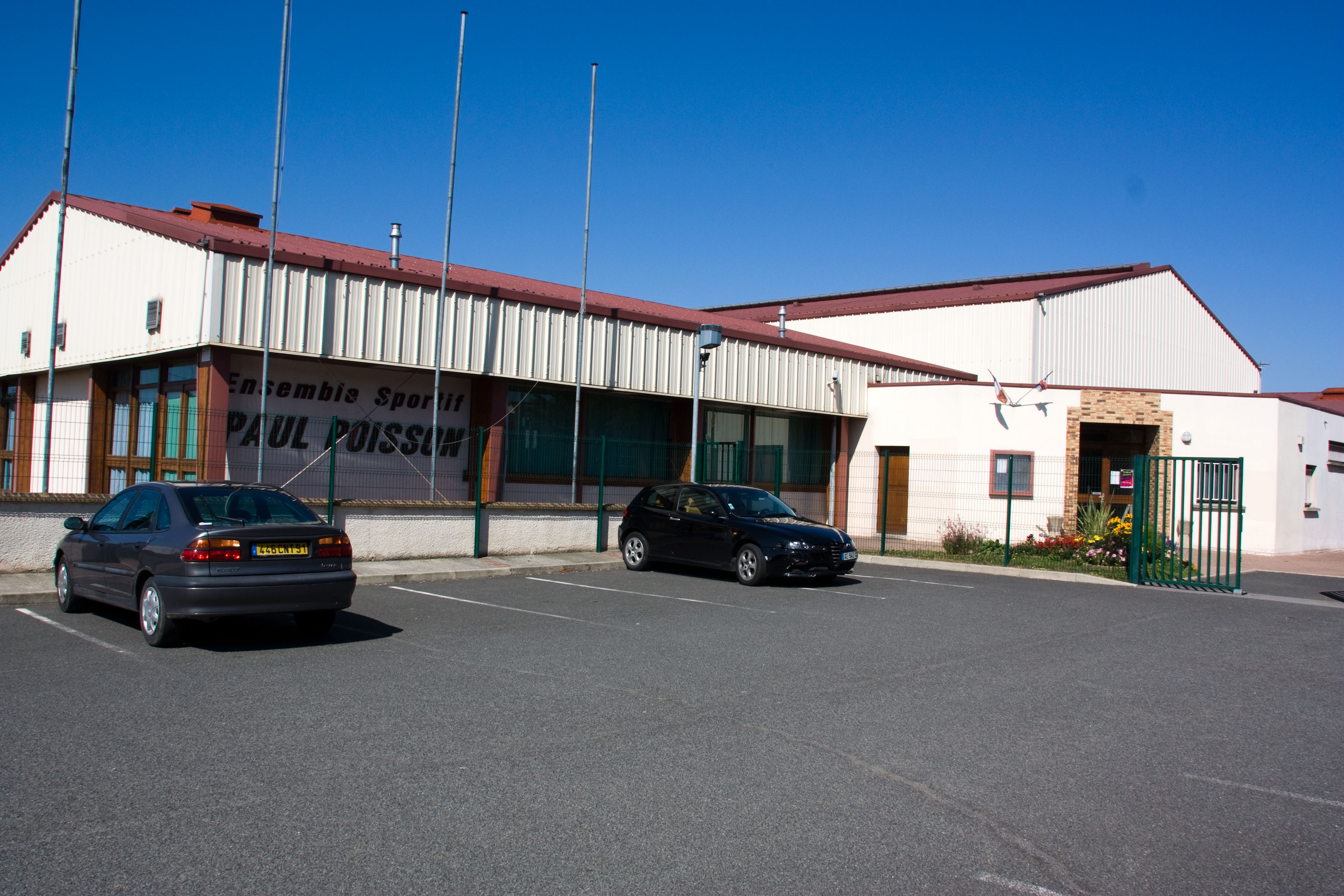
Le gymnase Paul-Poisson.
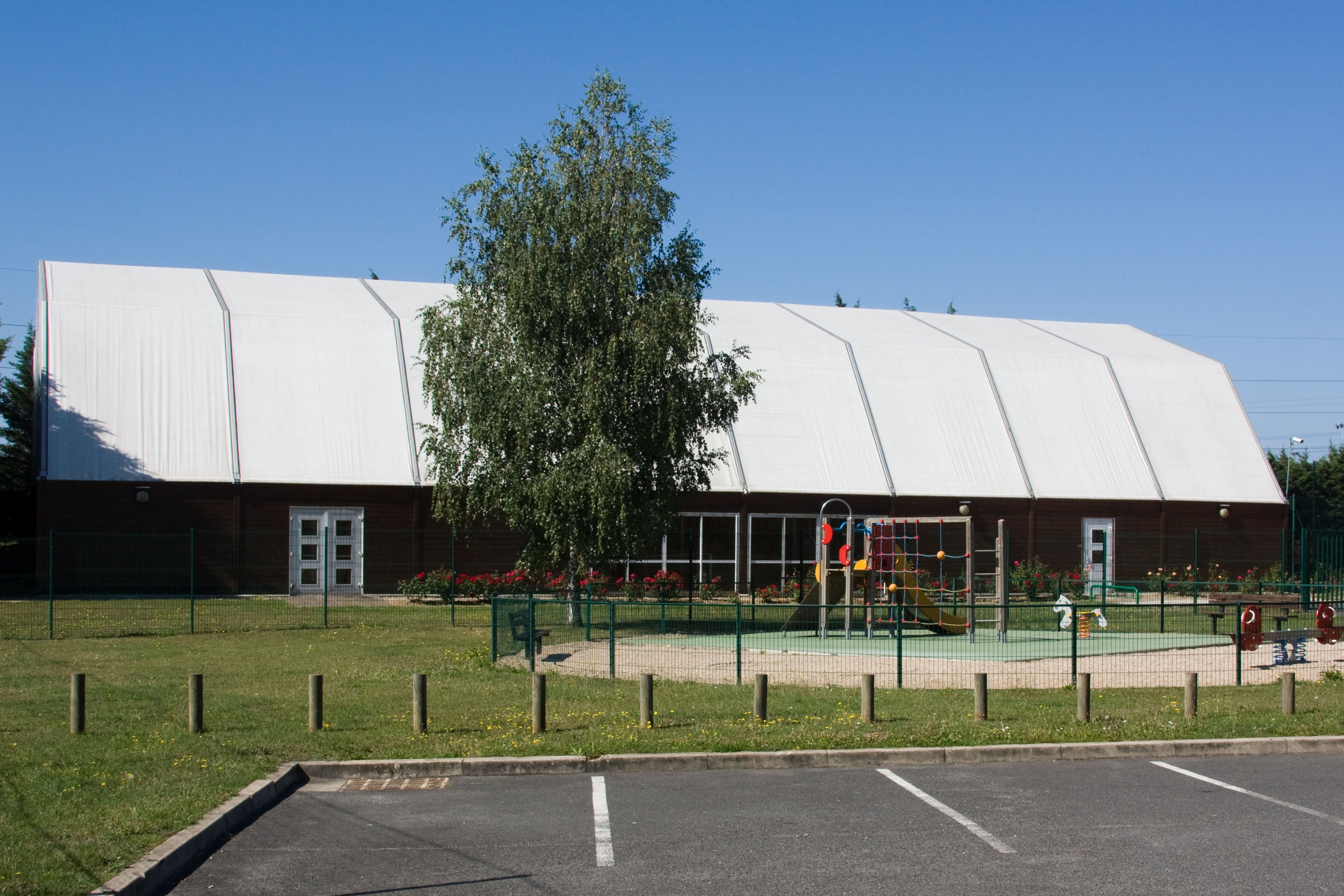
Les courts de tennis couverts.
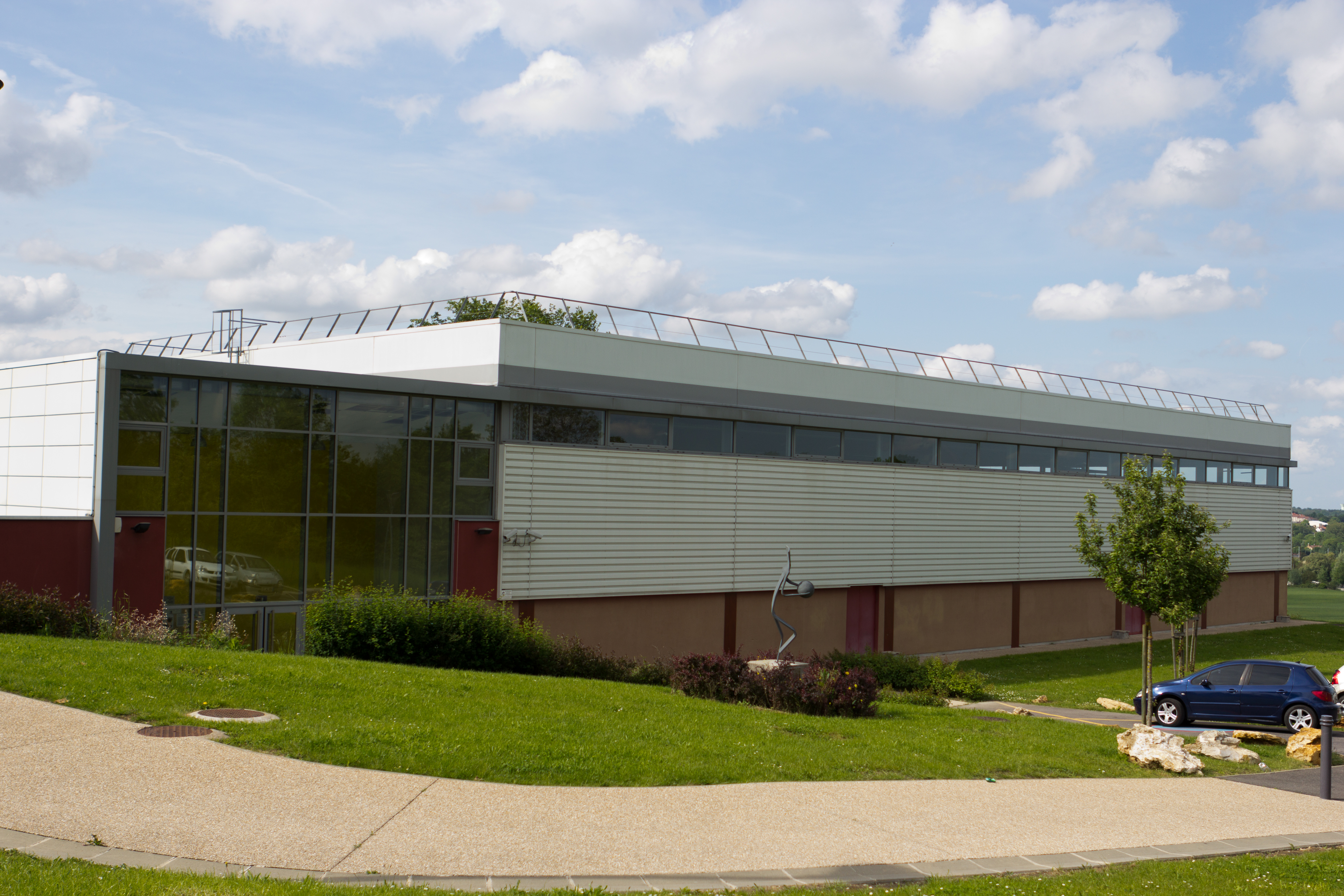
Le gymnase du Bras-de-Fer.
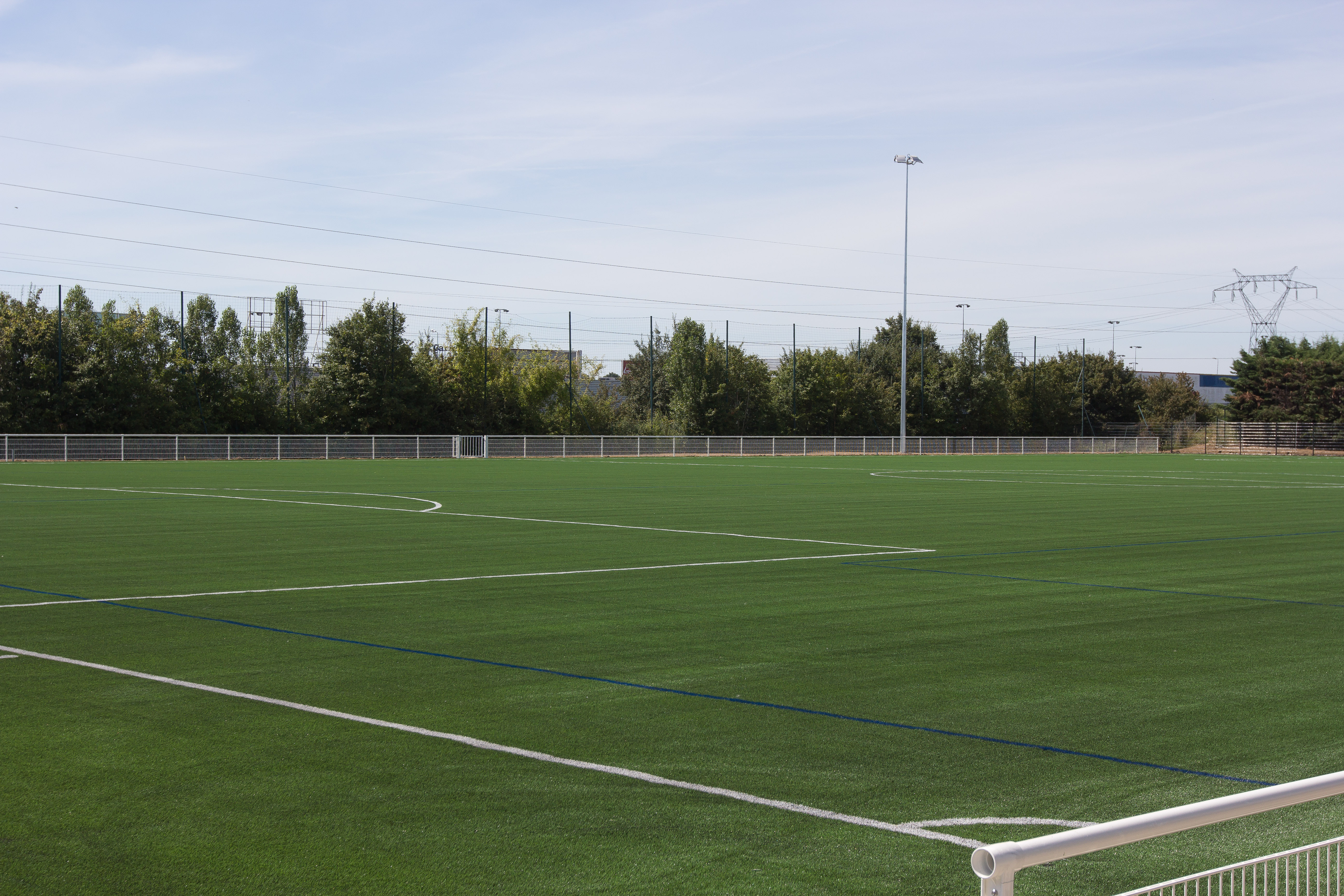
Le stade municipal en gazon synthétique.
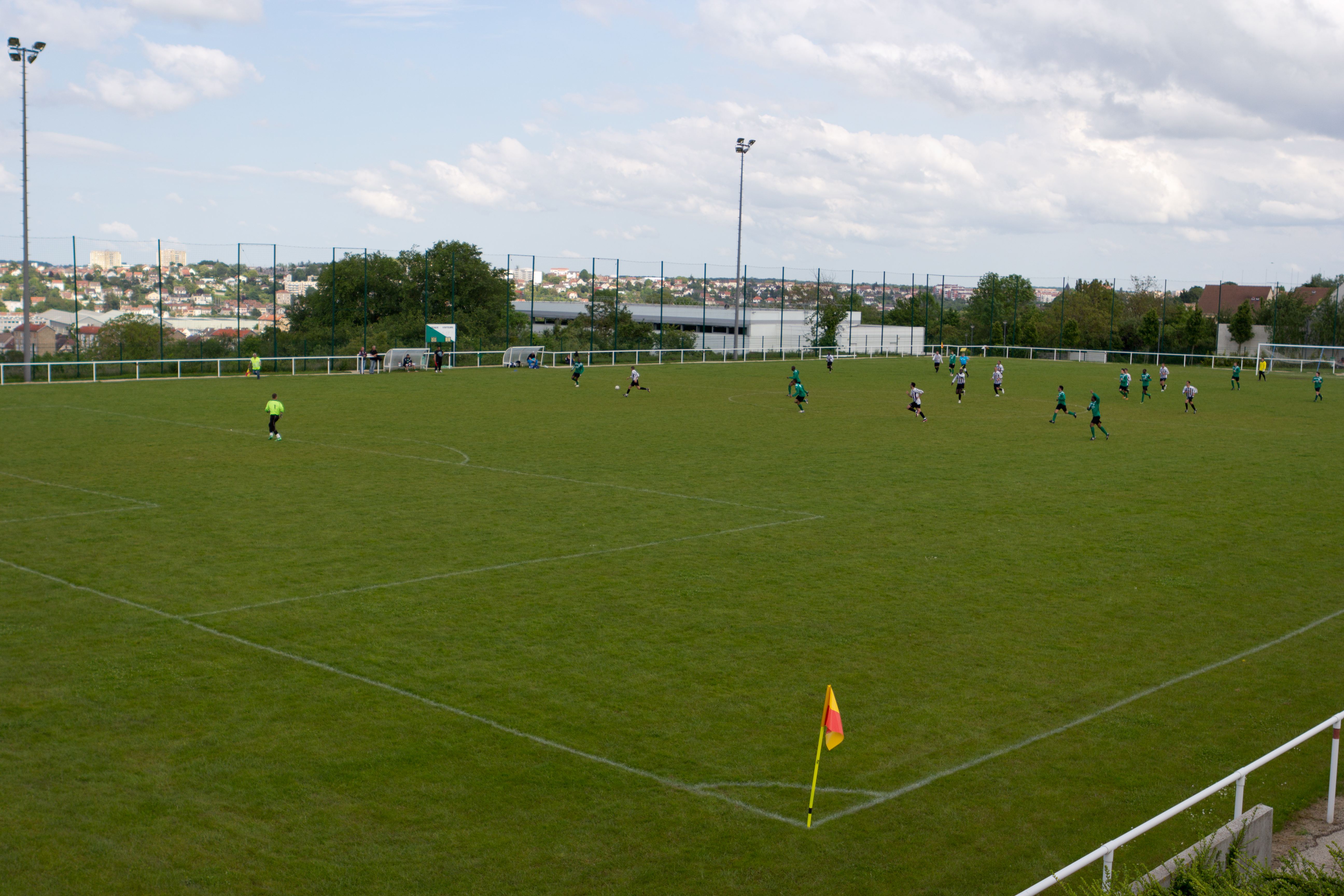
Le stade du collège Rosa Parks.

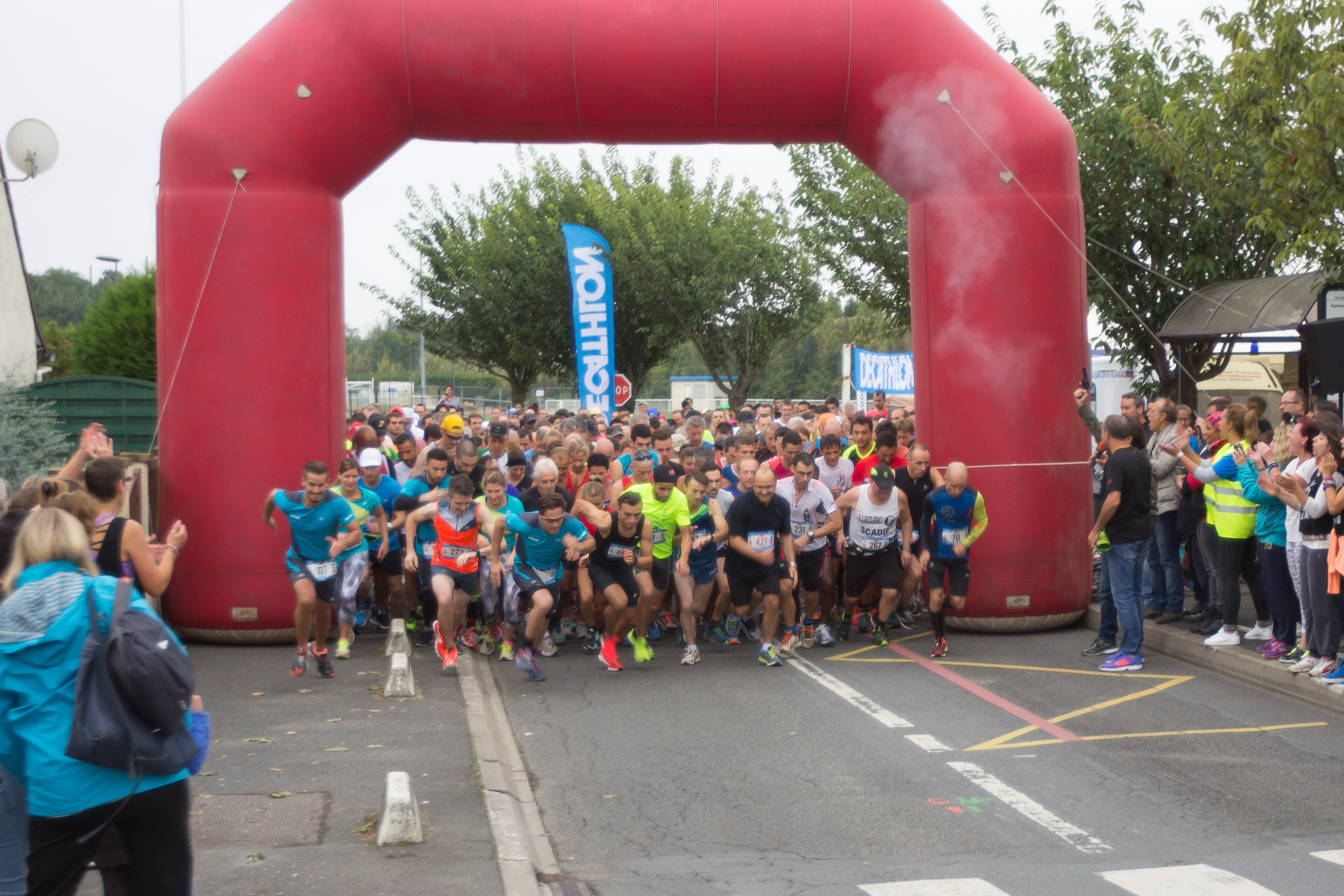
Le départ de la Foulée des Brettes 2016.

En 2015, vingt associations assuraient l’encadrement de la pratique sportive en club dans la commune.
Depuis 2015, a lieu en septembre la Foulée des Brettes,, une épreuve de course à pied de 5 et 10 km (11,5 km en 2016) dans les rues du village, le long de l'Essonne et dans les bois, les coteaux et les prairies de la commune. La course est organisée par l'association Villabé courir pour le plaisir au profit de l'association ELA. En 2015, la course a réuni 312 coureurs et près de 450 en 2016.

### Médias
Le quotidien régional Le Parisien, dans son édition locale Essonne, ainsi que l’hebdomadaire Le Républicain, relatent les informations locales. La commune est en outre dans le bassin d’émission des chaînes de télévision France 3 Paris Île-de-France, IDF1 et Téléssonne intégré à Télif. L’information institutionnelle est assurée par plusieurs publications périodiques : 
Villab'Écho, magazine municipal d’information diffusé par la ville ; AggloMag, magazine d’information de la communauté d'agglomération Évry Centre Essonne ; le Magazine de l’Essonne, mensuel diffusé par le conseil général de l'Essonne et le Journal du Conseil régional, bimensuel diffusé par le conseil régional d'Île-de-France.

### Lieux de cultes

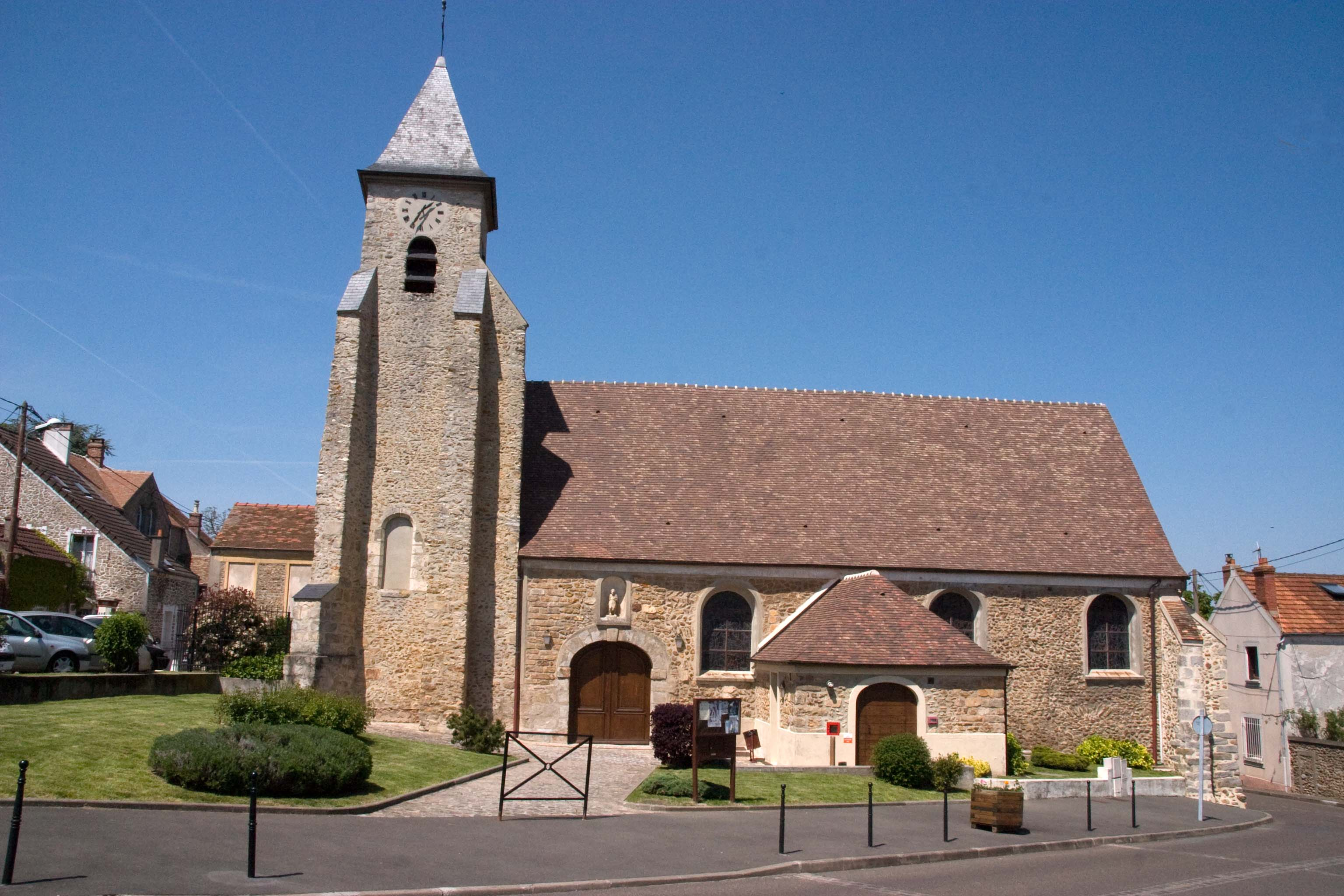
L’église Saint-Marcel.

La paroisse catholique de Villabé est rattachée au secteur pastoral de Corbeil-Saint-Germain au sein du diocèse d'Évry-Corbeil-Essonnes. Elle dispose d'un lieu de culte : l’église Saint-Marcel.

## Économie

### Revenus de la population et fiscalité
En 2011, le revenu fiscal médian par ménage était de 42 079 €, ce qui plaçait Villabé au 2 081e rang parmi les 31 886 communes de plus de 49 ménages en métropole.
En 2016, la médiane du revenu disponible par unité de consommation s’élevait à 23 605 € et 67,9 % des ménages fiscaux  étaient assujettis à l’impôt sur le revenu.

### Emplois, revenus et niveau de vie
En 2016, la population âgée de 15 à 64 ans s'élevait à 3 451 personnes, parmi lesquelles on comptait 78,3 % d'actifs dont 70,9 % ayant un emploi et 7,4 % de chômeurs.
|                           | 2016          | 2016        | 2011          | 2011        |
|                           | Nb. Personnes | Pourcentage | Nb. Personnes | Pourcentage |
| ------------------------- | ------------- | ----------- | ------------- | ----------- |
| Ensemble                  | 3 451         | 100,00 %    | 3 358         | 100,00 %    |
| Actifs                    | 2 702         | 78,30 %     | 2 602         | 77,50 %     |
| Actifs ayant un emploi    | 2 447         | 70,90 %     | 2 337         | 69,60 %     |
| Chômeurs                  | 255           | 7,40 %      | 265           | 7,90 %      |
| Inactifs                  | 749           | 21,70 %     | 756           | 22,50 %     |
| Élèves, étudiants         | 376           | 10,90 %     | 366           | 10,90 %     |
| Retraités ou préretraités | 183           | 5,30 %      | 218           | 6,50 %      |
| Autres inactifs           | 190           | 5,50 %      | 171           | 5,10 %      |

Parmi la population active de Villabé, les professions intermédiaires et les  employés sont les catégories socioprofessionnelles les plus représentées (28,43 % et 33,15% respectivement). Ces deux catégories ensemble représentent 61,58 % de la population active de Villabé, un taux très élevé pour une ville de la grande couronne de l’Île-de-France. Alors que le taux des professions intermédiaires à Villabé (28,43 %) est sensiblement le même que celui de la zone d’emploi d’Évry-Courcouronnes (28,14 %), il est supérieur à celui de la moyenne nationale (24,82 %). Le taux des employés (33,15 %) est quant à lui nettement supérieur à ceux de la zone d’emploi d’Évry-Courcouronnes et de la moyenne nationale (30,64 % et 28,47 % respectivement).
Une autre caractéristique de la population active de Villabé, est le taux relativement bas de la catégorie socioprofessionnelle comprenant les cadres et les professions intellectuelles supérieures. Cette catégorie ne représente que 13,18 % de la population active ; il s’agit là d’un taux très en dessous de celui de la zone d’emploi d’Évry-Courcouronnes  (15,71 %) et de celui de la moyenne nationale (16,23 %). L’absence d’entreprises industrielles et la forte présence de commerces et d’entreprises de services sur le territoire de la commune expliquent ces répartitions d’emplois par catégories socioprofessionnelles et par secteurs d’activités.
|                                    | Agriculteurs exploitants | Artisans, commerçants, chefs d’entreprise | Cadres et professions intellectuelles supérieures | Professions intermédiaires | Employés | Ouvriers |
| ---------------------------------- | ------------------------ | ----------------------------------------- | ------------------------------------------------- | -------------------------- | -------- | -------- |
| Villabé                            | 0,0 %                    | 4,73 %                                    | 13,18 %                                           | 28,43 %                    | 33,15 %  | 19,40 %  |
| Zone d’emploi d’Évry-Courcouronnes | 0,12 %                   | 4,24 %                                    | 15,71 %                                           | 28,14 %                    | 30,64 %  | 19,28 %  |
| Moyenne nationale                  | 1,26 %                   | 5,98 %                                    | 16,23 %                                           | 24,82 %                    | 28,47 %  | 21,67 %  |

Ces taux d’emplois par catégories socioprofessionnelles se retrouvent dans la répartition des emplois par secteurs d’activité puisque les emplois dans le secteur du commerce, des transports et des services divers représentent 77,1 % des emplois ; taux là aussi largement supérieur à ceux de la zone d’emploi d’Évry-Courcouronnes et de la moyenne nationale (48,4  % et 46,5 % respectivement). Alors que les emplois des secteurs de l’industrie (1,1 %) et de la construction (2,9 %) ont des taux très faibles en comparaison de ceux de la zone d’emploi d’Évry-Courcouronnes et de ceux de la moyenne nationale.
|                                    | Agriculture | Industrie | Construction | Commerce, transports, services divers | Administration publique, enseignement, santé, action sociale |
| ---------------------------------- | ----------- | --------- | ------------ | ------------------------------------- | ------------------------------------------------------------ |
| Villabé                            | 0,0 %       | 1,1 %     | 2,9 %        | 77,1 %                                | 19,0 %                                                       |
| Zone d’emploi d’Évry-Courcouronnes | 0,4 %       | 10,3 %    | 6,4 %        | 48,4 %                                | 34,5 %                                                       |
| Moyenne nationale                  | 2,7 %       | 12,3 %    | 6,5 %        | 46,5 %                                | 32,0 %                                                       |

### Entreprises et commerces

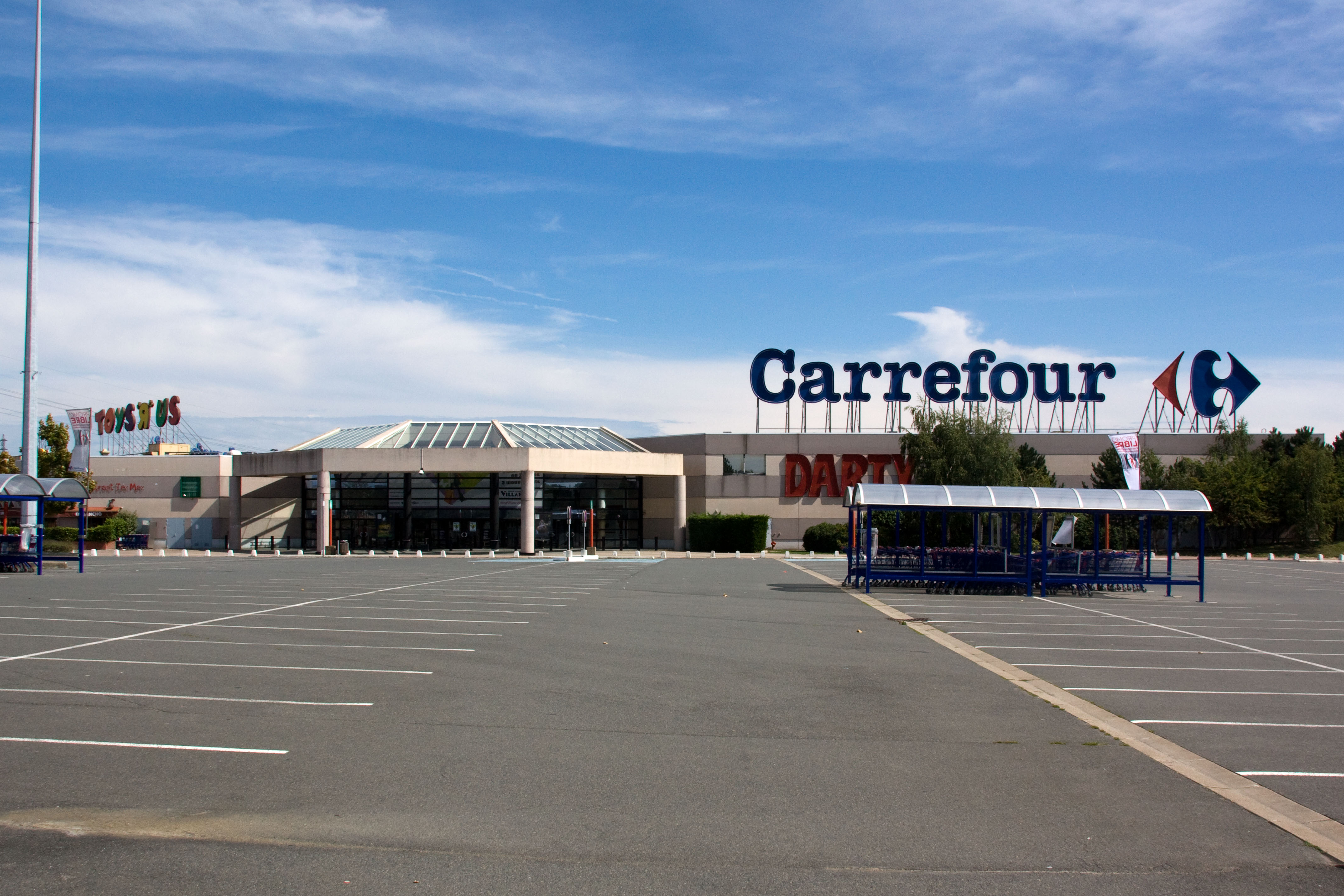
Le centre commercial Villabé A6.

Villabé est intégrée par l’Insee au bassin d'emploi d’Évry-Courcouronnes qui regroupait, en 2016, 64 communes  et 353 574 habitants.
La commune fut longtemps agricole et industrielle dont ne subsistaient en 2019 que les papeteries Navarre et Inapa, elle est aujourd’hui presque intégralement tournée vers le secteur tertiaire avec la présence sur son territoire de l’important centre commercial Villabé A6 totalisant soixante-huit commerces, du pôle logistique Eurologistic totalisant vingt-et-un hectares d’entrepôts, le centre d'appel Orange et le centre de techniques automobile pour poids lourds. Une seconde zone d’activité commerciale implantée sur la plaine des Brateaux a été ouverte en 2011, appelée « Derrière la Ferme » elle comporte un magasin d’articles de bricolage, une jardinerie et des enseignes de restauration, de prêt-à-porter, de loisirs et différentes petites boutiques. L'ensemble des cinq parcs d'activités de la commune emploient 2 297 personnes.
Au 31 décembre 2015, Villabé comptait 385 établissements : 1 dans l’agriculture-sylviculture-pêche, 7 dans l'industrie, 51 dans la construction, 295 dans le commerce-transports-services divers et 31 étaient relatifs au secteur administratif.
En 2018, 53 entreprises ont été créées à Villabé.
En 2013, les cinq premiers employeurs de la commune sont : Carrefour (420 emplois), Orange (400 emplois), Castorama (150 employés), DHL Services Logistiques (145 employés) et Berto Île-de-France Sud (140 emplois).
L’ouverture du centre commercial en 1992 a directement touché le commerce de proximité, réduit en 2016 à une boulangerie, une épicerie, deux bars, dont un bar-brasserie, une pharmacie, deux salons de coiffure et une auto-école.

Sélection de vues des commerces et entreprises de Villabé.
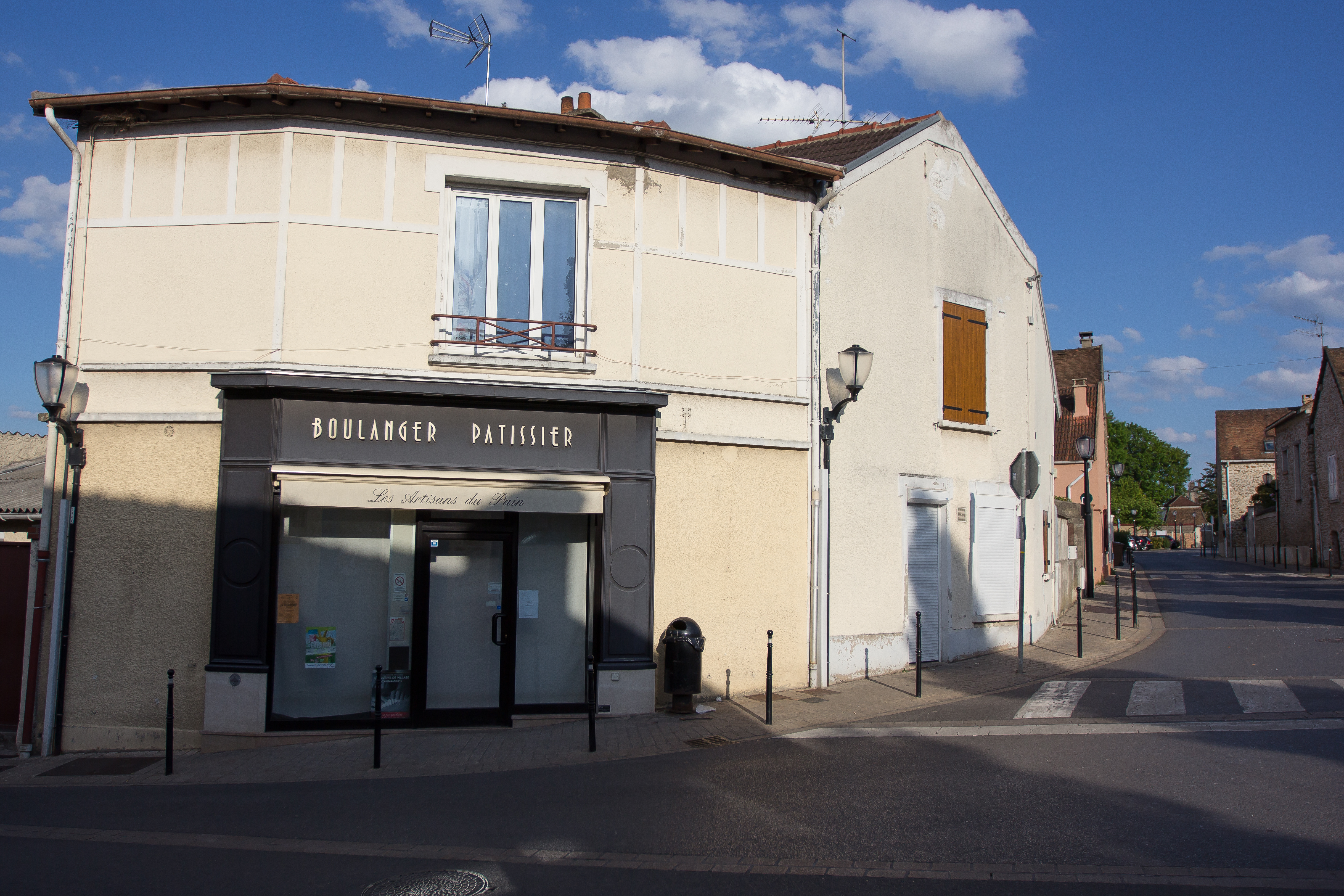
La boulangerie du village.
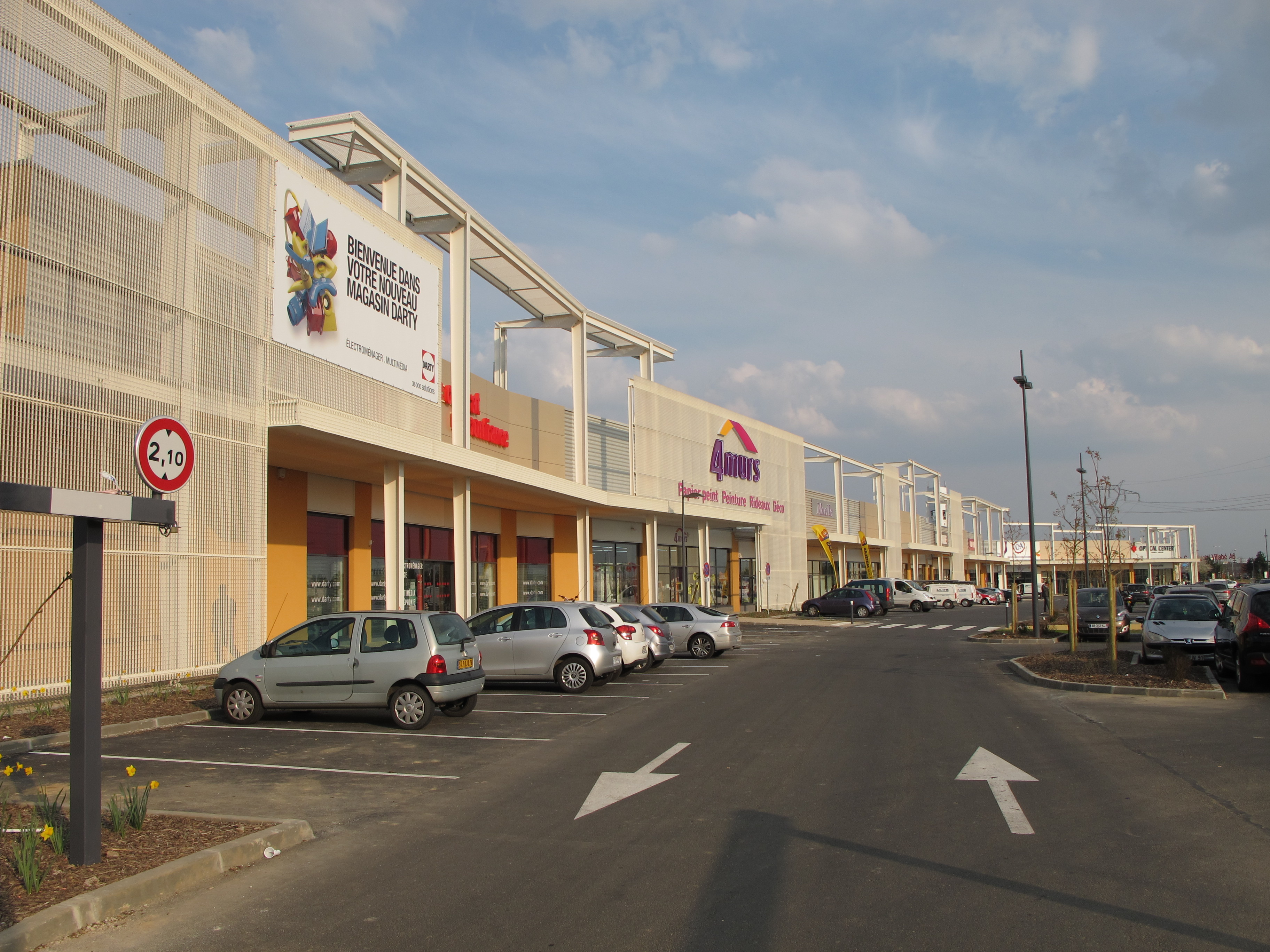
La zone commerciale Derrière la ferme.
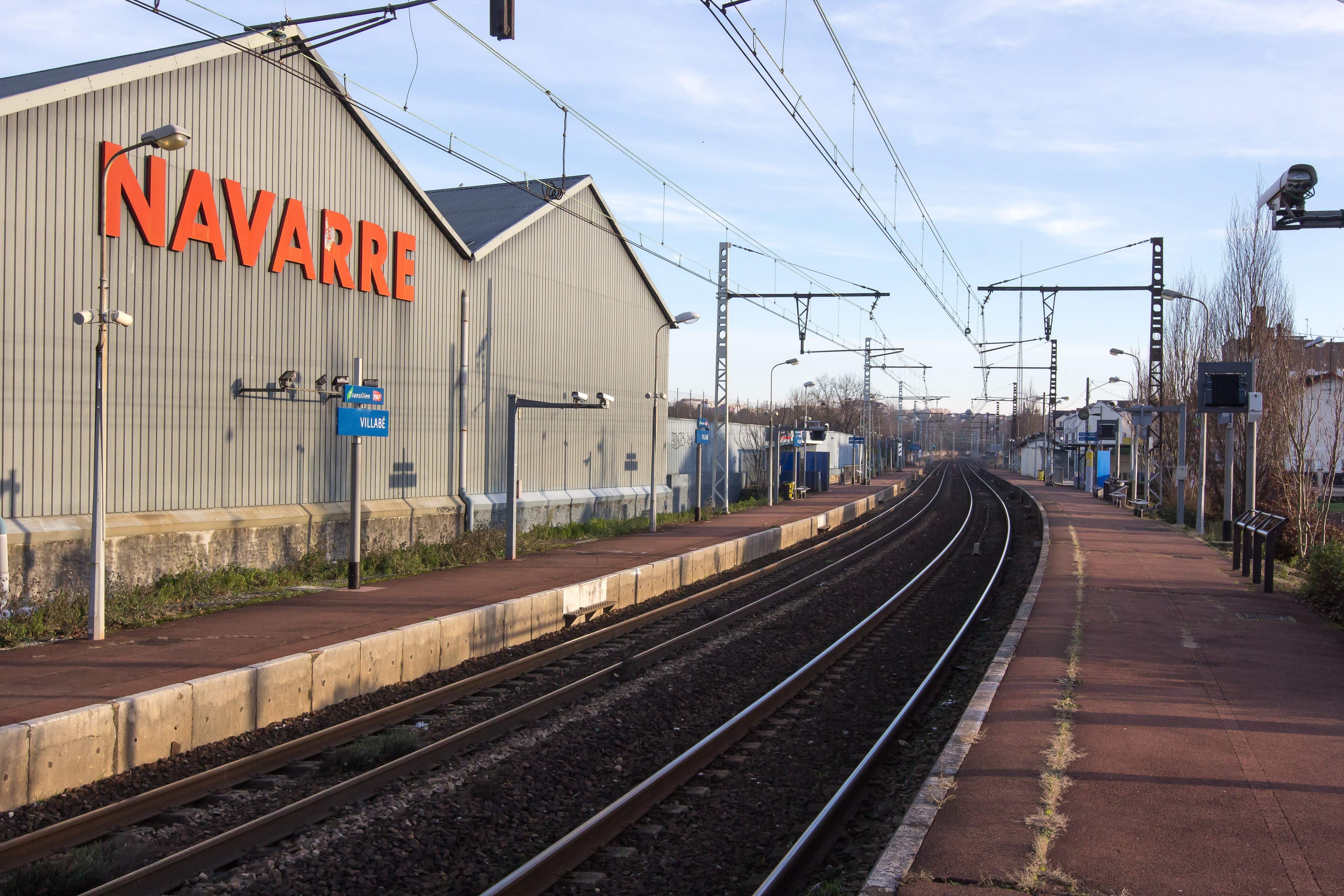
La papeterie Navarre.
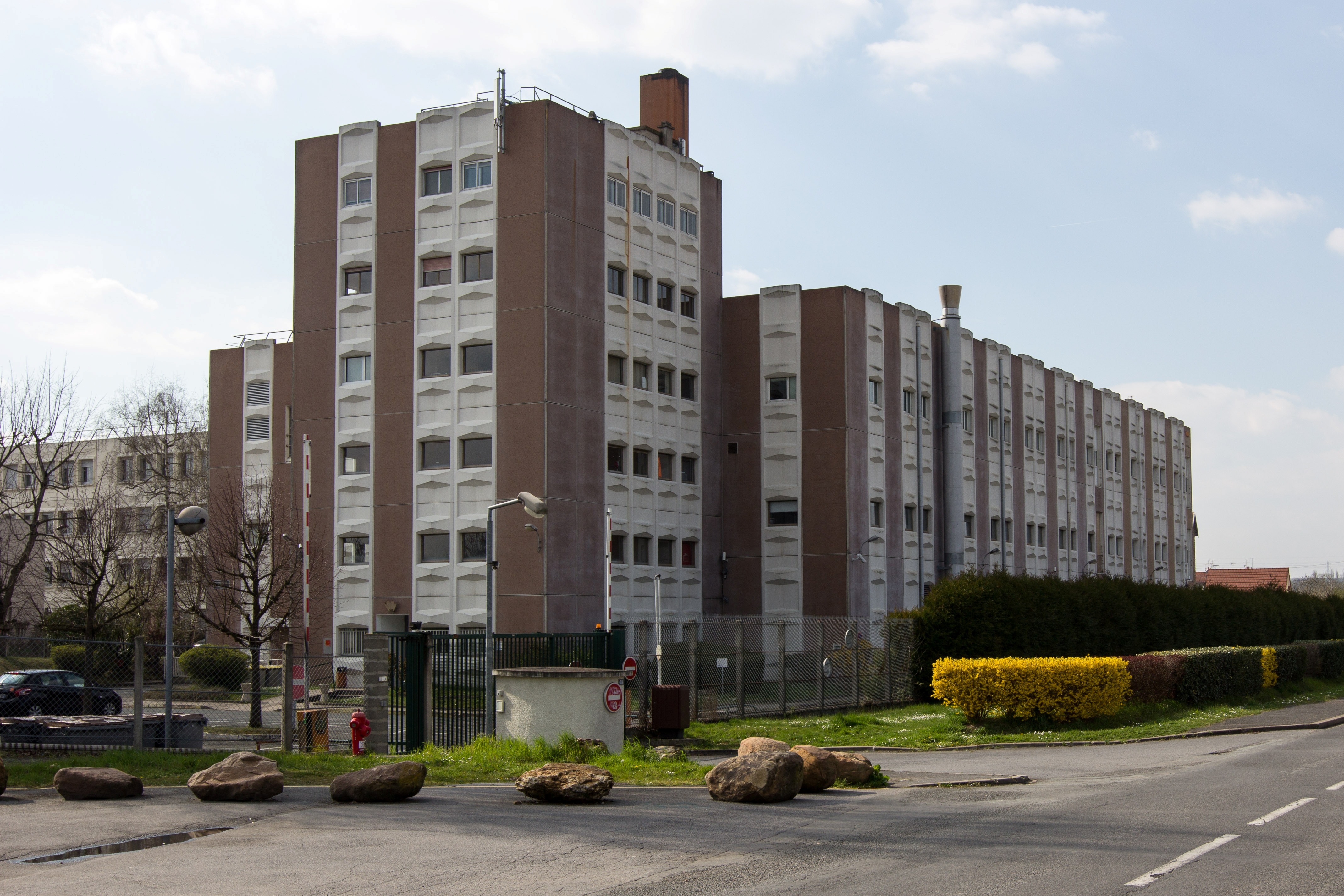
Le site d'Orange à Villabé.
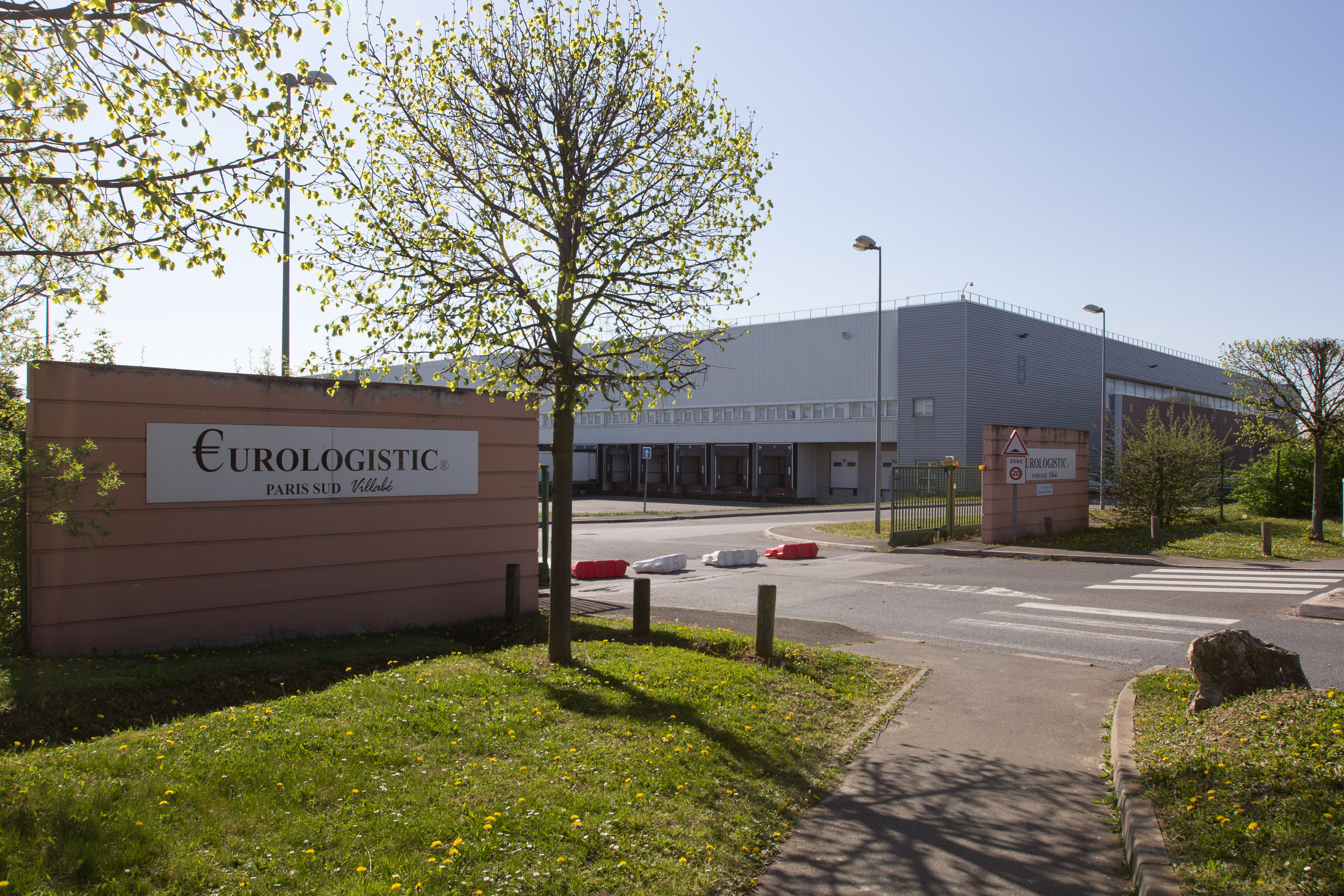
Le site Eurologistic de Villabé.

## Culture locale et patrimoine

### Patrimoine naturel

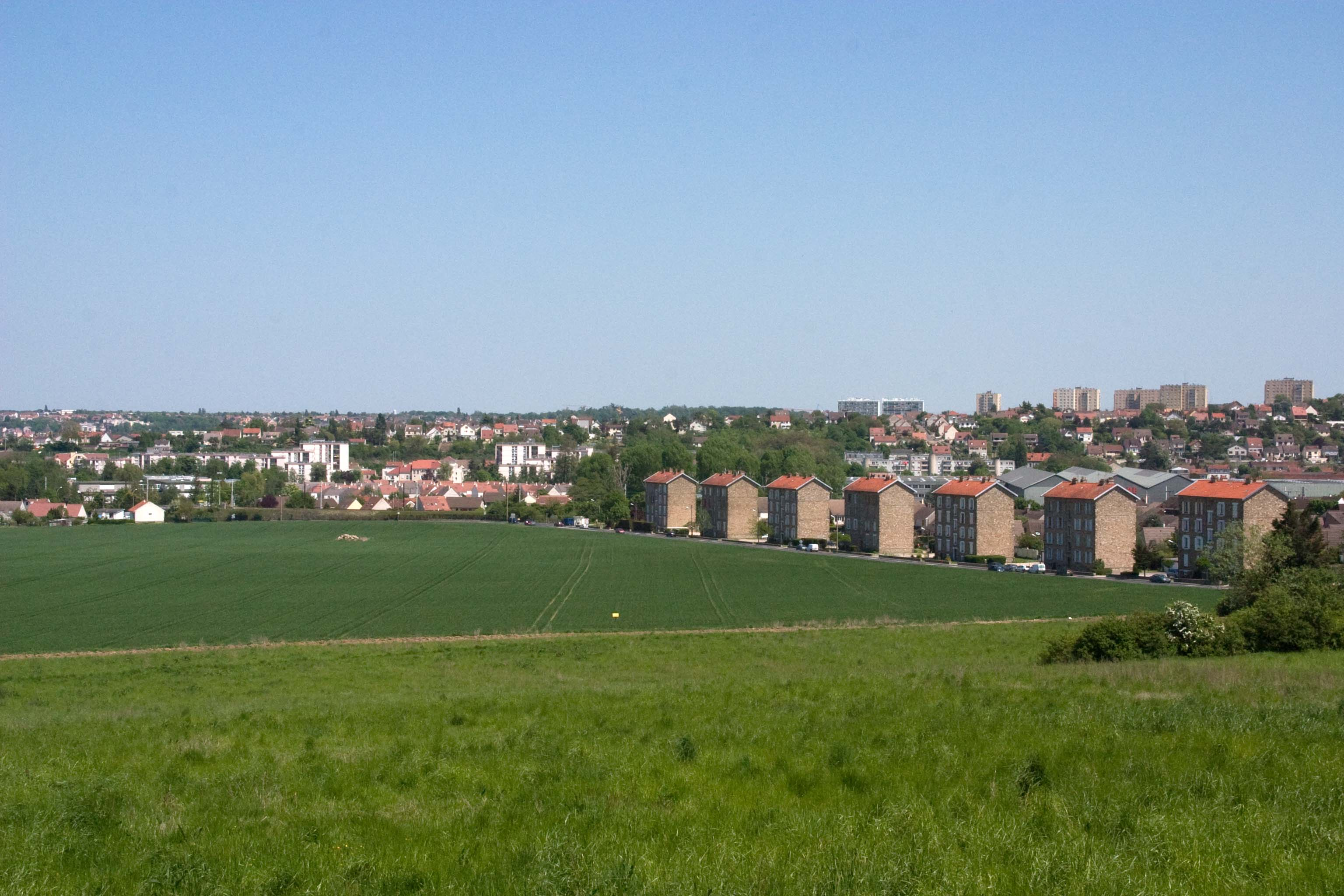
Le Cirque de l’Essonne et les cités Darblay sur la droite.

Malgré les grands bouleversements environnementaux engendrés par la traversée de l'autoroute A6, l'extension du bourg et le développement de zones d'activités commerciales et logistiques, le territoire de Villabé dispose encore de nombreuses espaces préservés dont près de 68 hectares de forêt et 26 hectares de parcs et jardins. Parmi ceux-ci, deux grandes zones sont répertoriées par le conseil général au titre d’un espace naturel sensible, le cirque de l’Essonne au nord, d’une superficie d’environ 50 hectares de culture et prairie, et la vallée de l’Essonne au sud qui mêle espaces boisés et marais. En outre, cette partie de la vallée de l'Essonne est incluse dans deux zones naturelles d'intérêt écologique, faunistique et floristique (ZNIEFF) : une ZNIEFF de type 1, la zone humide du Petit-Mennecy à Moulin-Galant et une ZNIEFF de type 2, la vallée de l’Essonne de Buthiers à la Seine. Le sentier de grande randonnée 11C (tronçon du GR 11) suit cette même vallée durant trente-cinq kilomètres entre La Ferté-Alais et Le Plessis-Chenet en passant au sud du territoire.

Carte des ZNIEFF de type 1 et 2 à Villabé.
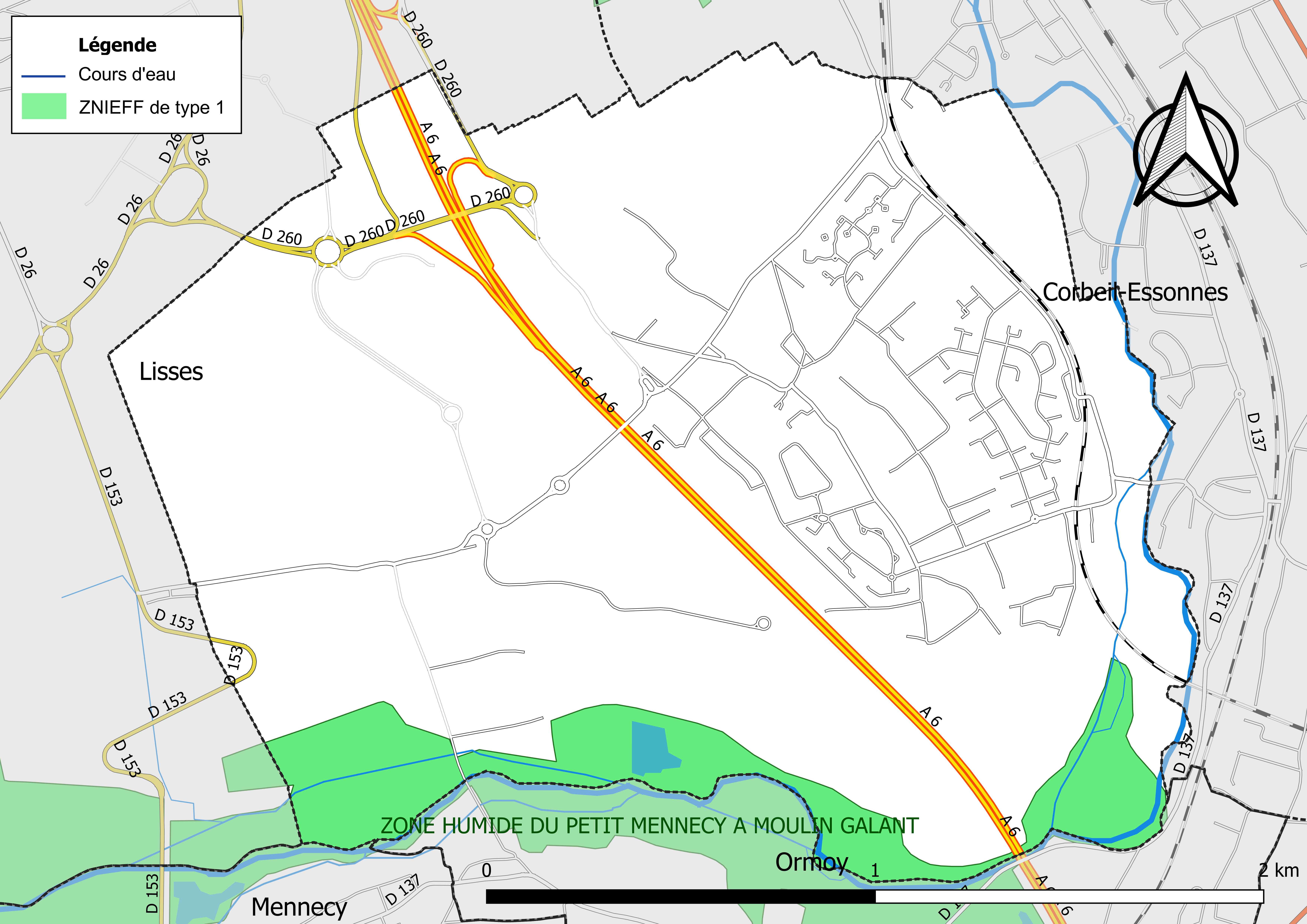
ZNIEFF de type 1.
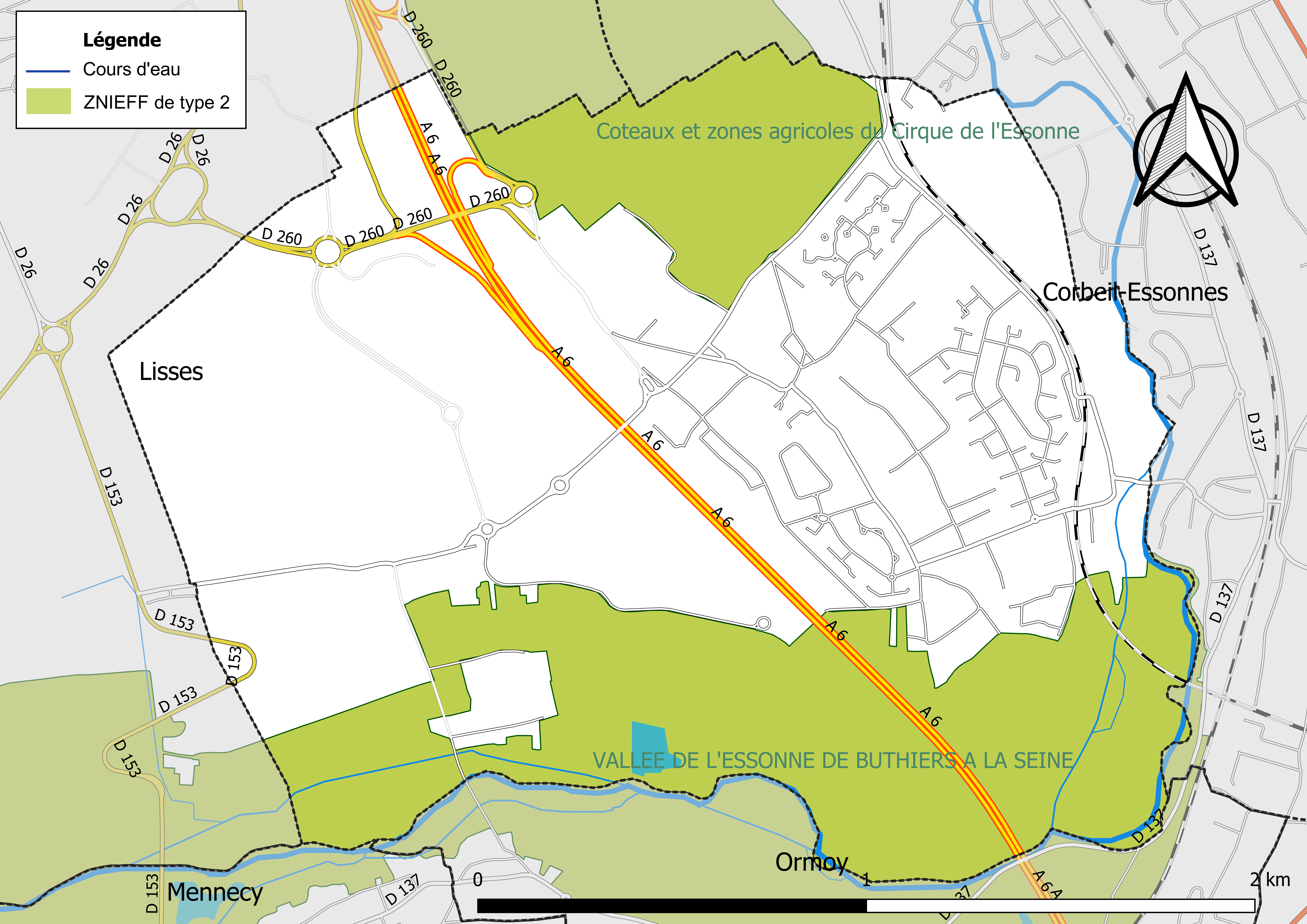
ZNIEFF de type 2.

Le Clos de Montauger, situé au sud-ouest de la commune, entre deux bras de l'Essonne, est une zone humide d’une superficie de 5 ha aménagée par le conseil général le l'Essonne en 1999 au sein de la ZNIEFF. Le site est un espace boisé classé, constitué de digues recouvertes d’arbres et de chenaux issus d'anciennes tourbières inondées datant du XIXe siècle. Le pourtour du clos est un lieu de promenade et de pêche, le reste de l'espace est une zone de tranquillité pour la faune.

Sélection de vues des zones humides de Villabé.
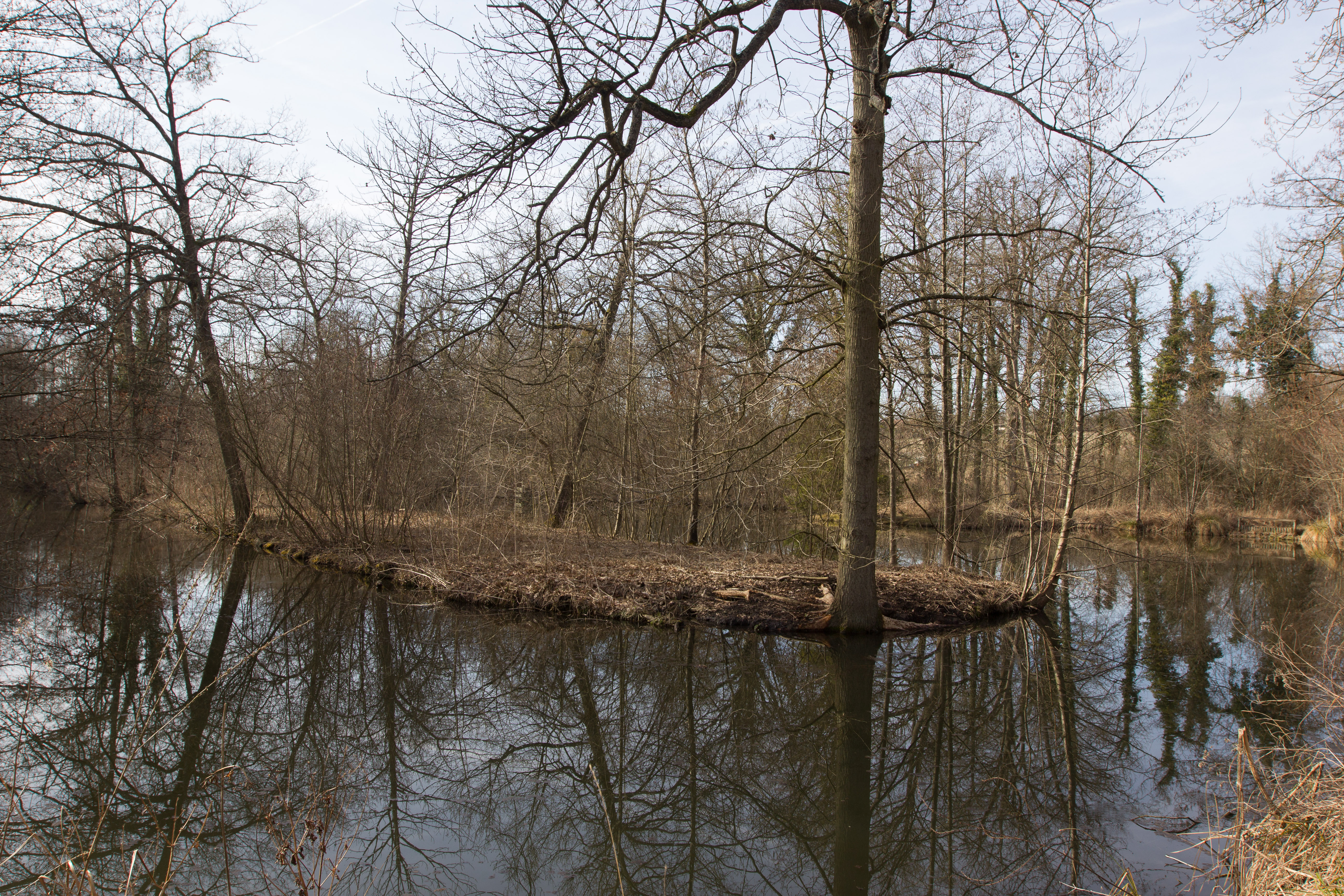
Anciennes tourbières inondées dans le Clos de Montauger.
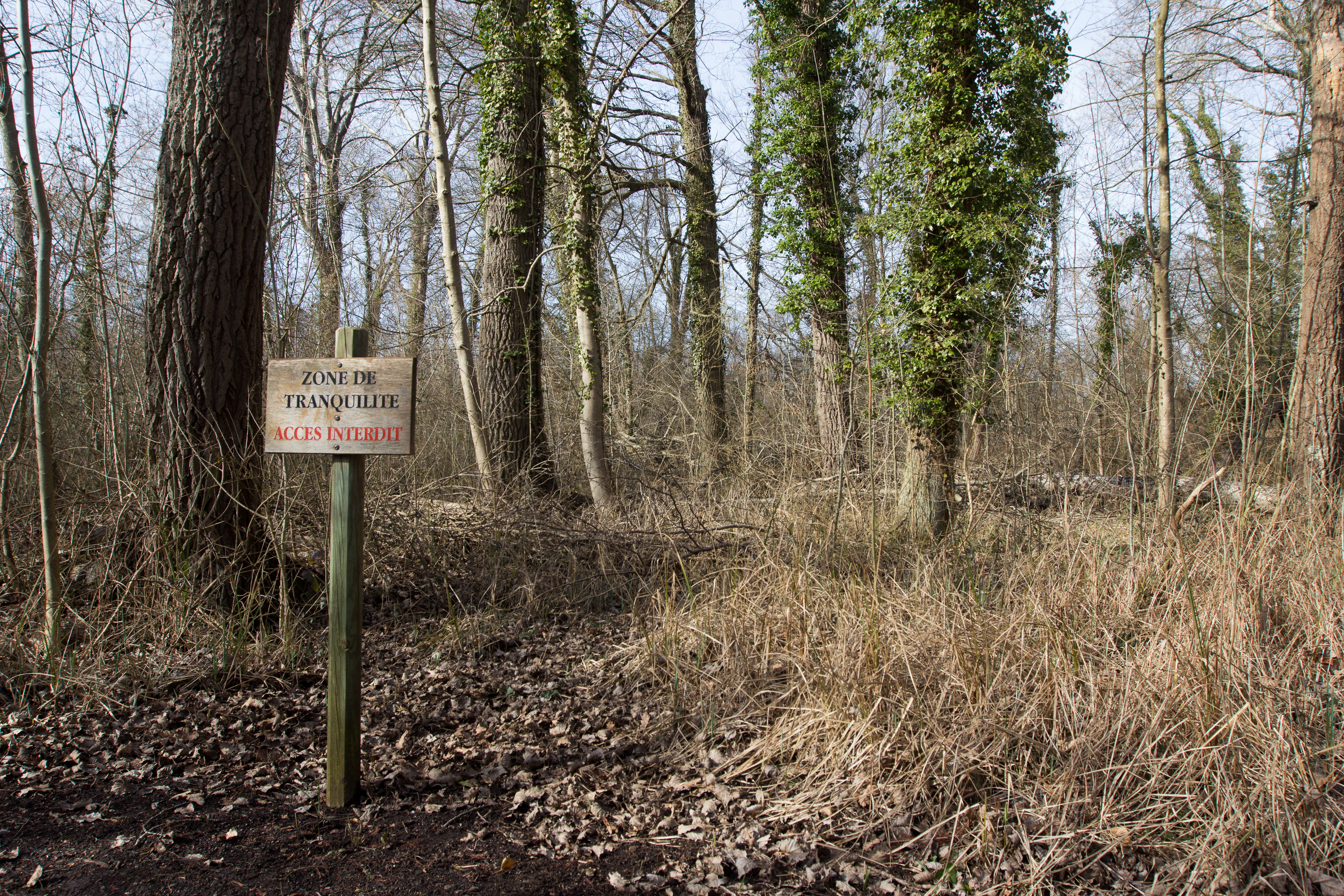
La zone de tranquillité du Clos de Montauger.
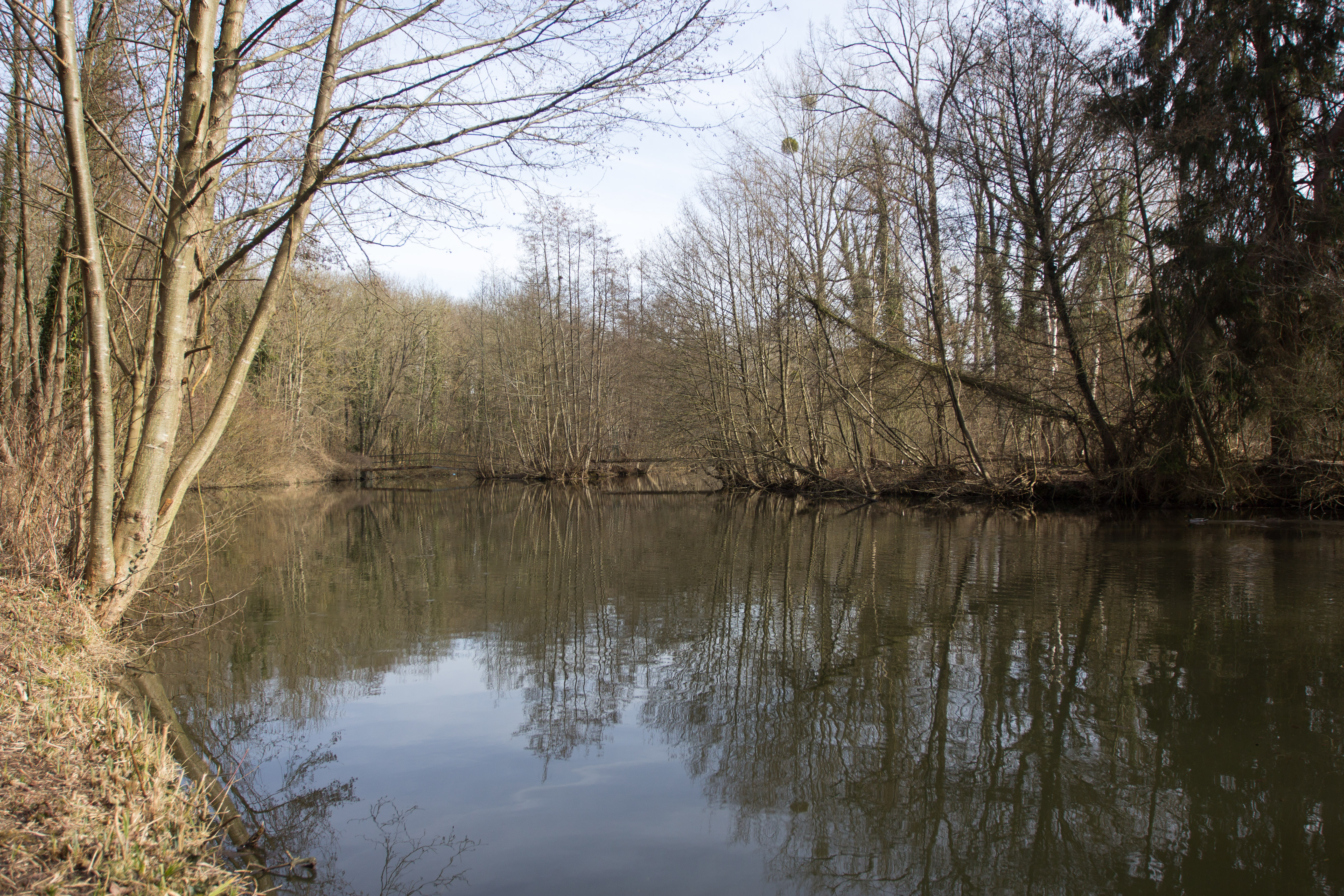
Les marais dans la prairie sous-les-Brettes.
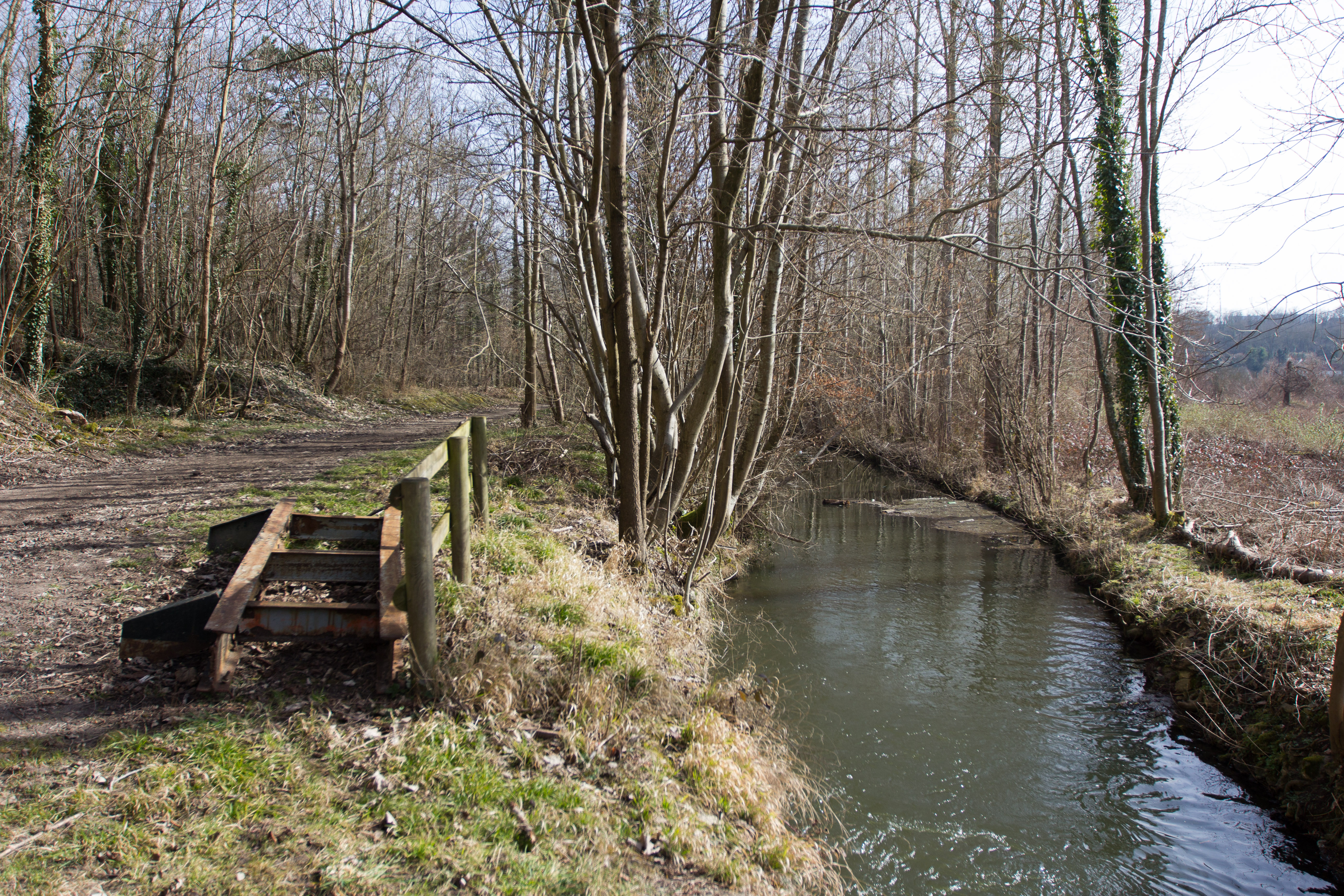
Le bras gauche de l'Essonne au lieu-dit la Chopinière.

La faune et la flore sont communes aux milieux ruraux de l'Essonne. L'Inventaire national du patrimoine naturel recense 332 taxons, dont 21 pour le règne animal, essentiellement des insectes, et 311 pour le règne végétal.

Sélection de représentants des insectes de Villabé.
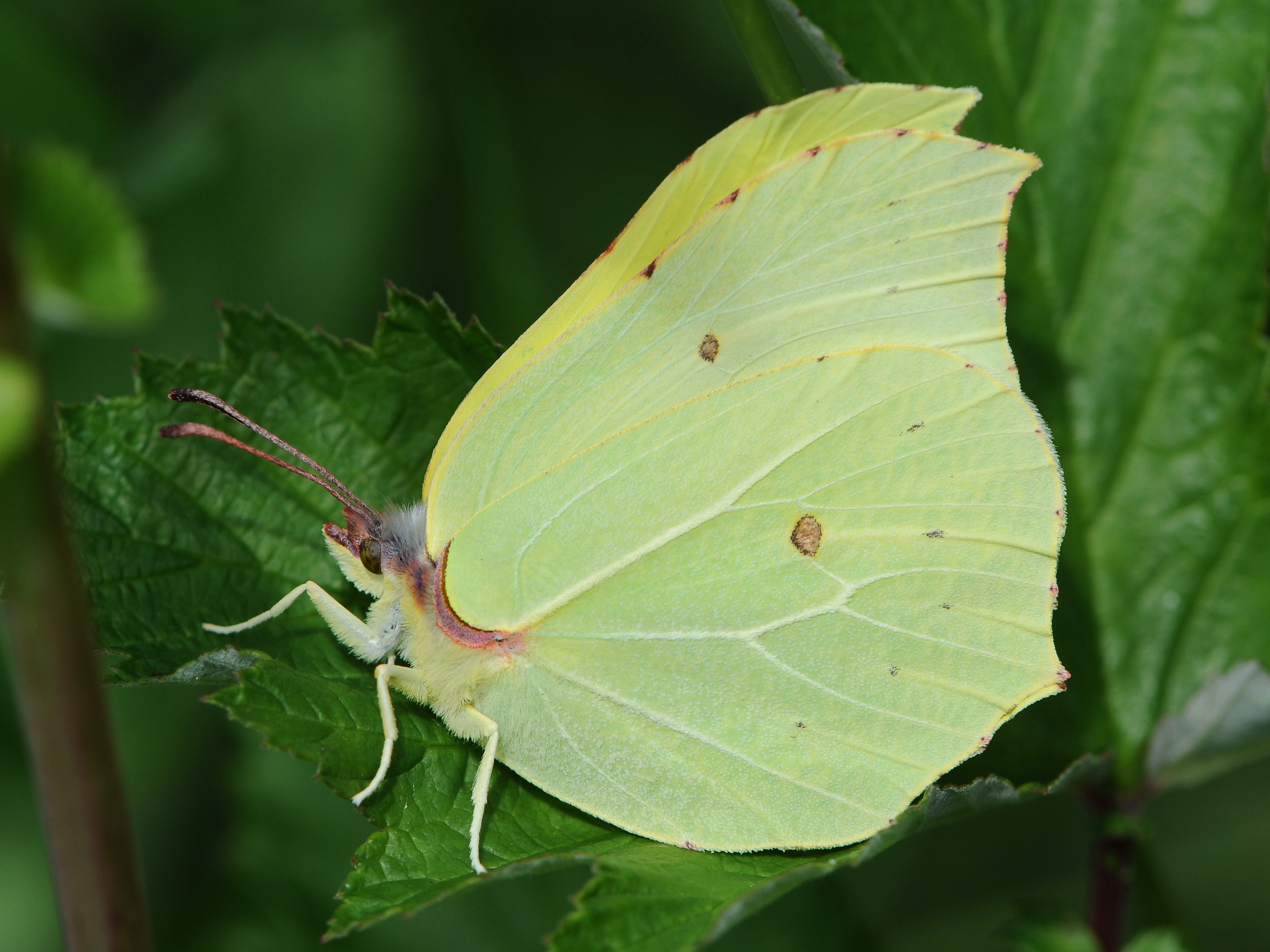
Le citron.
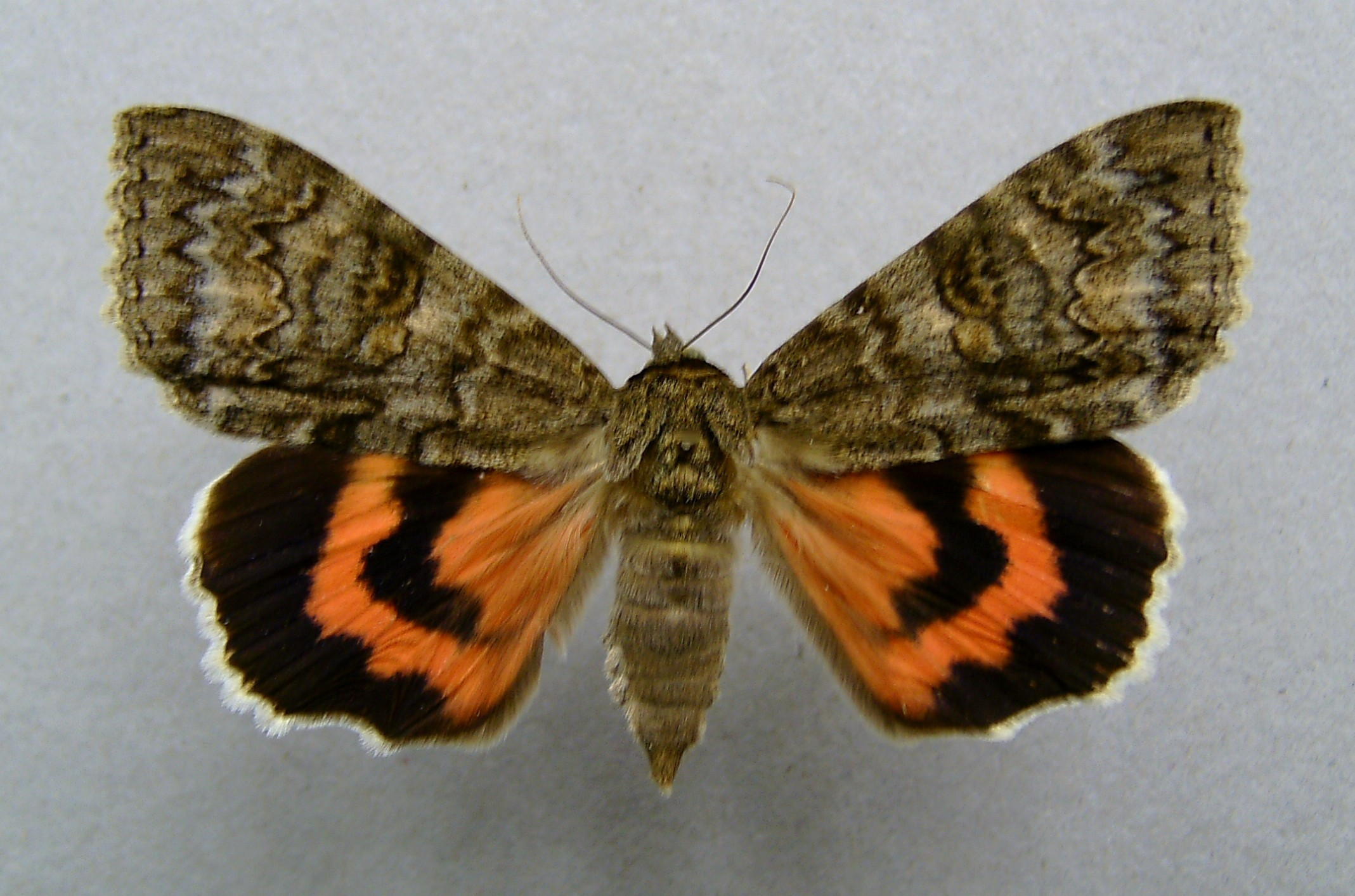
La Mariée.
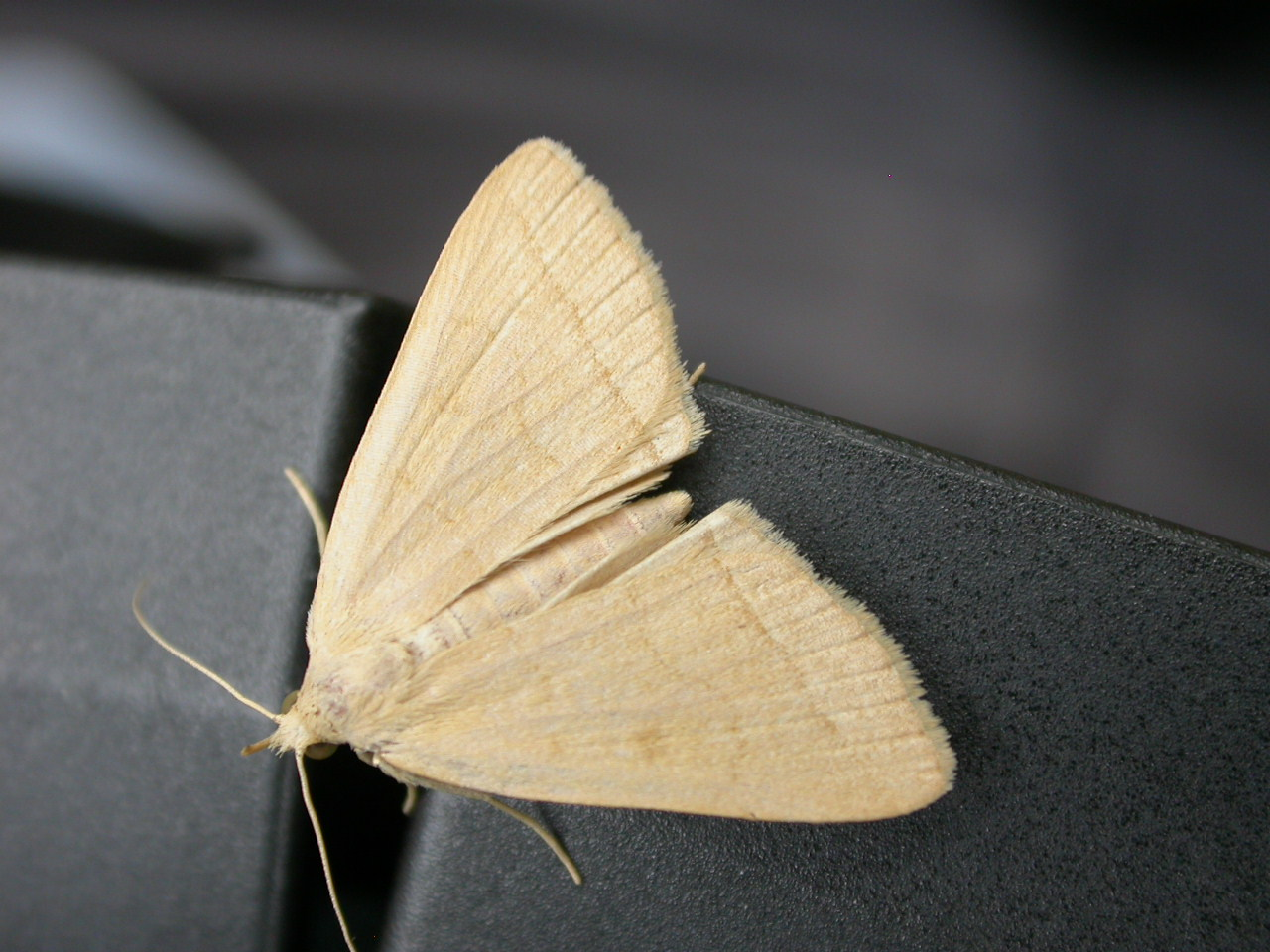
L'Herminie de la vigne-blanche.
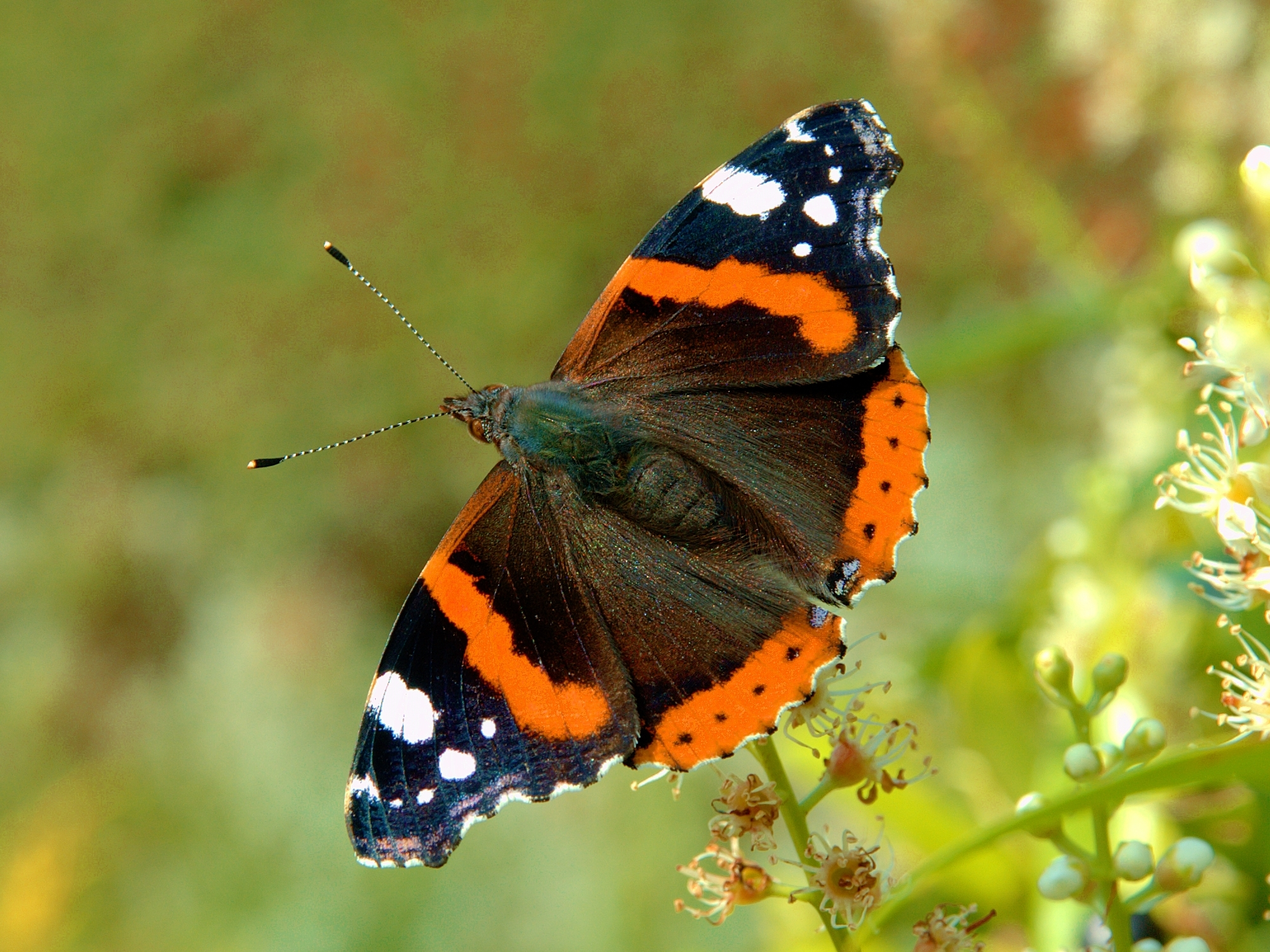
Le Vulcain.
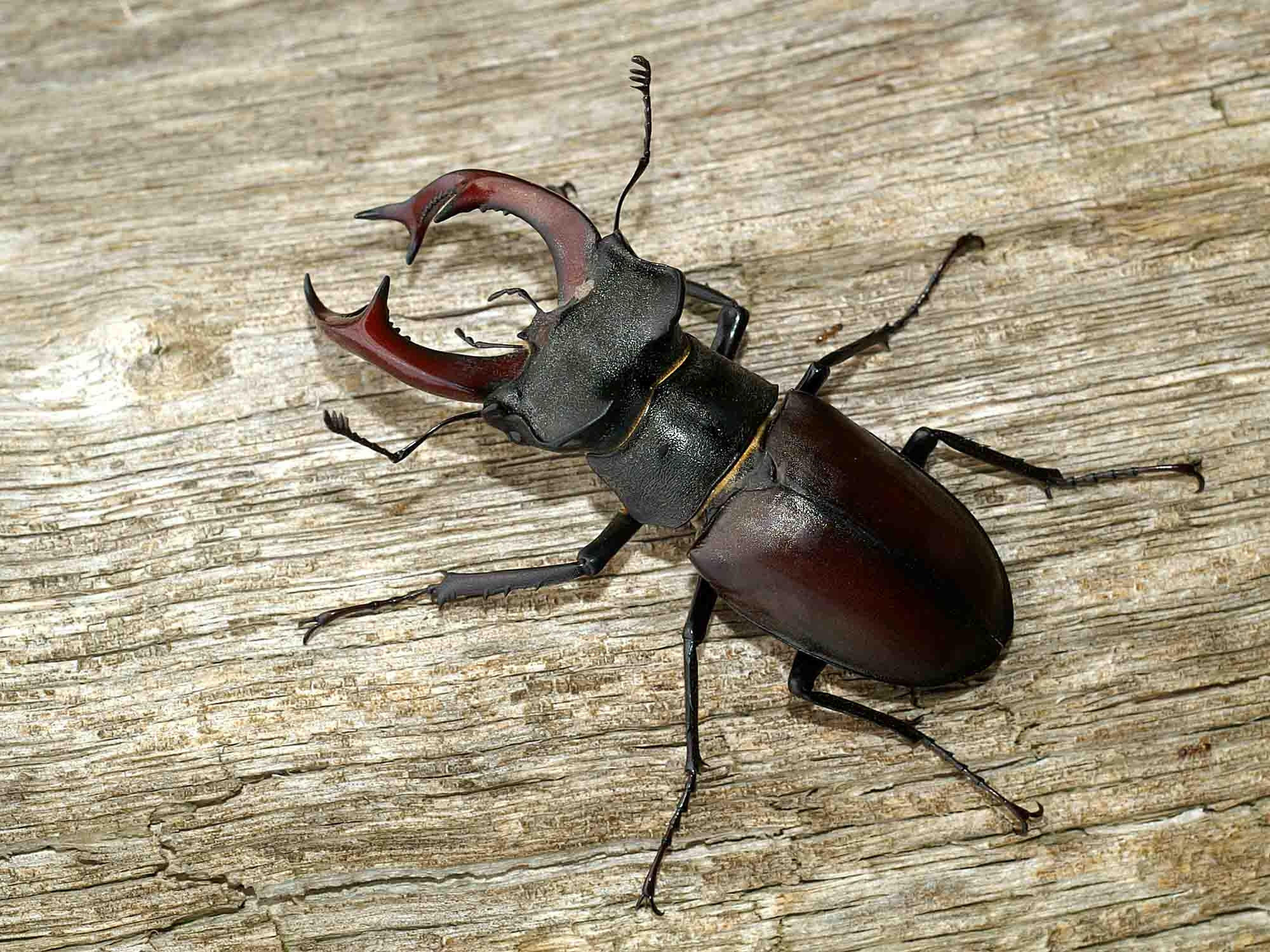
Le Lucane cerf-volant.

Sélection de représentants de la flore de Villabé.
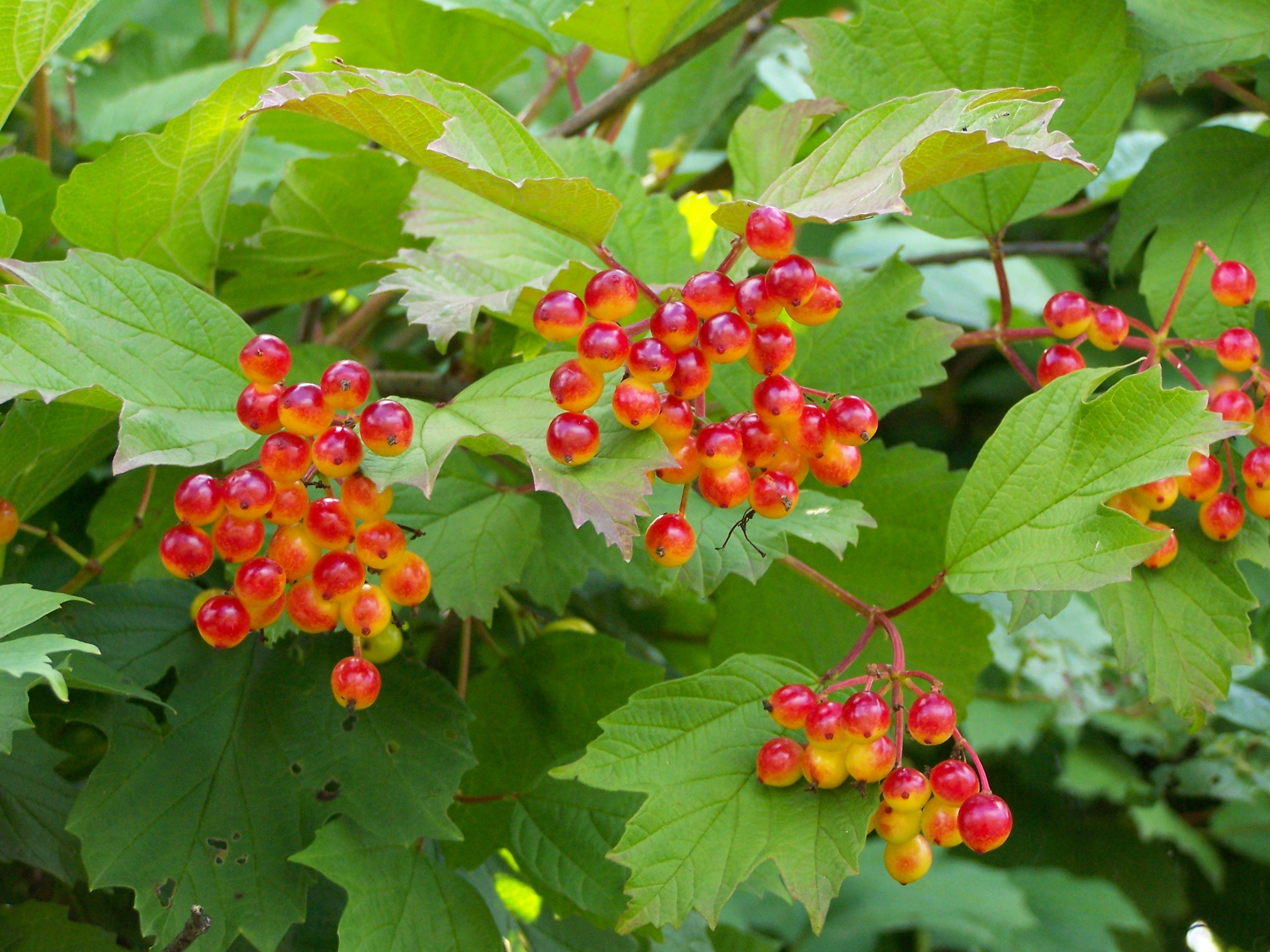
Viorne obier, dans les marais de l'Essonne.
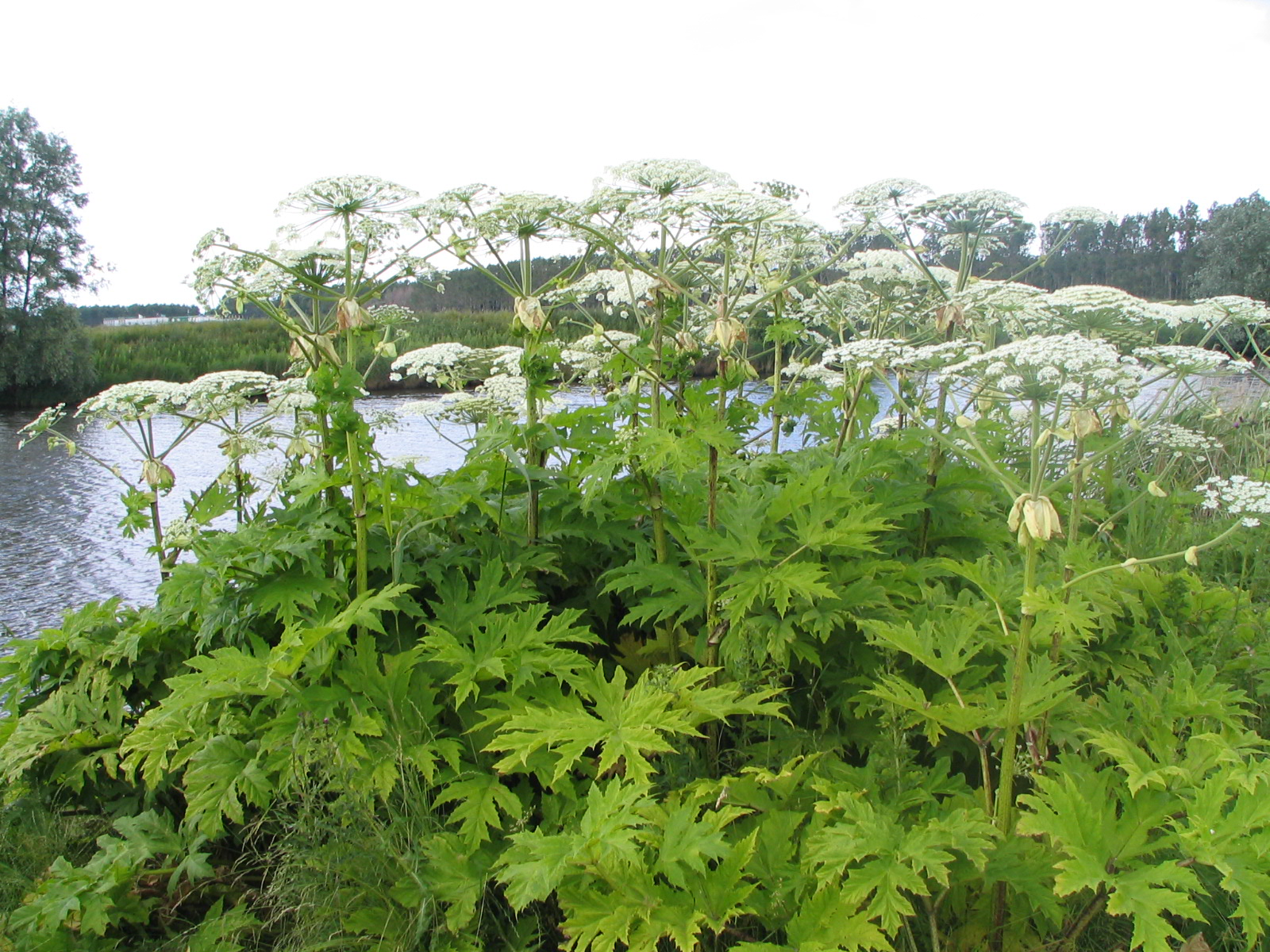
Berce du Caucase, dans le haut des Brettes.
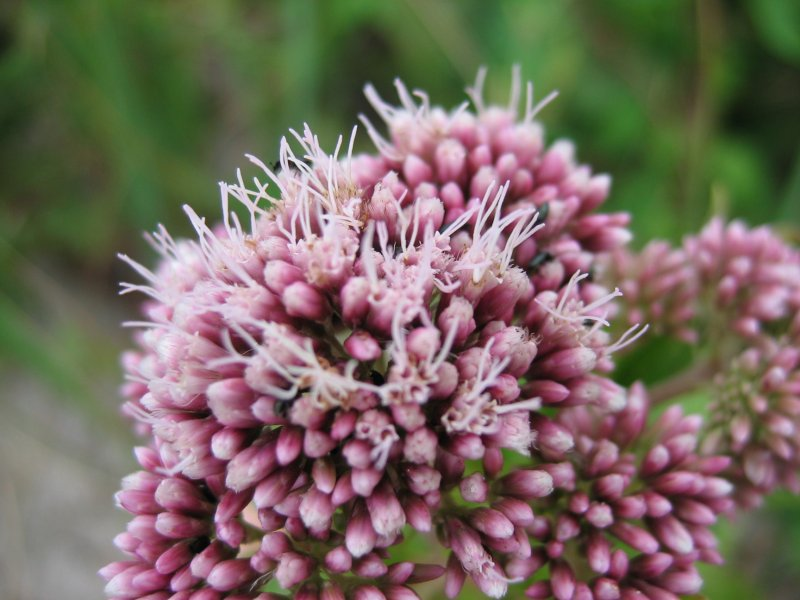
Eupatoire à feuilles de chanvre, dans la plaine des Brateaux.
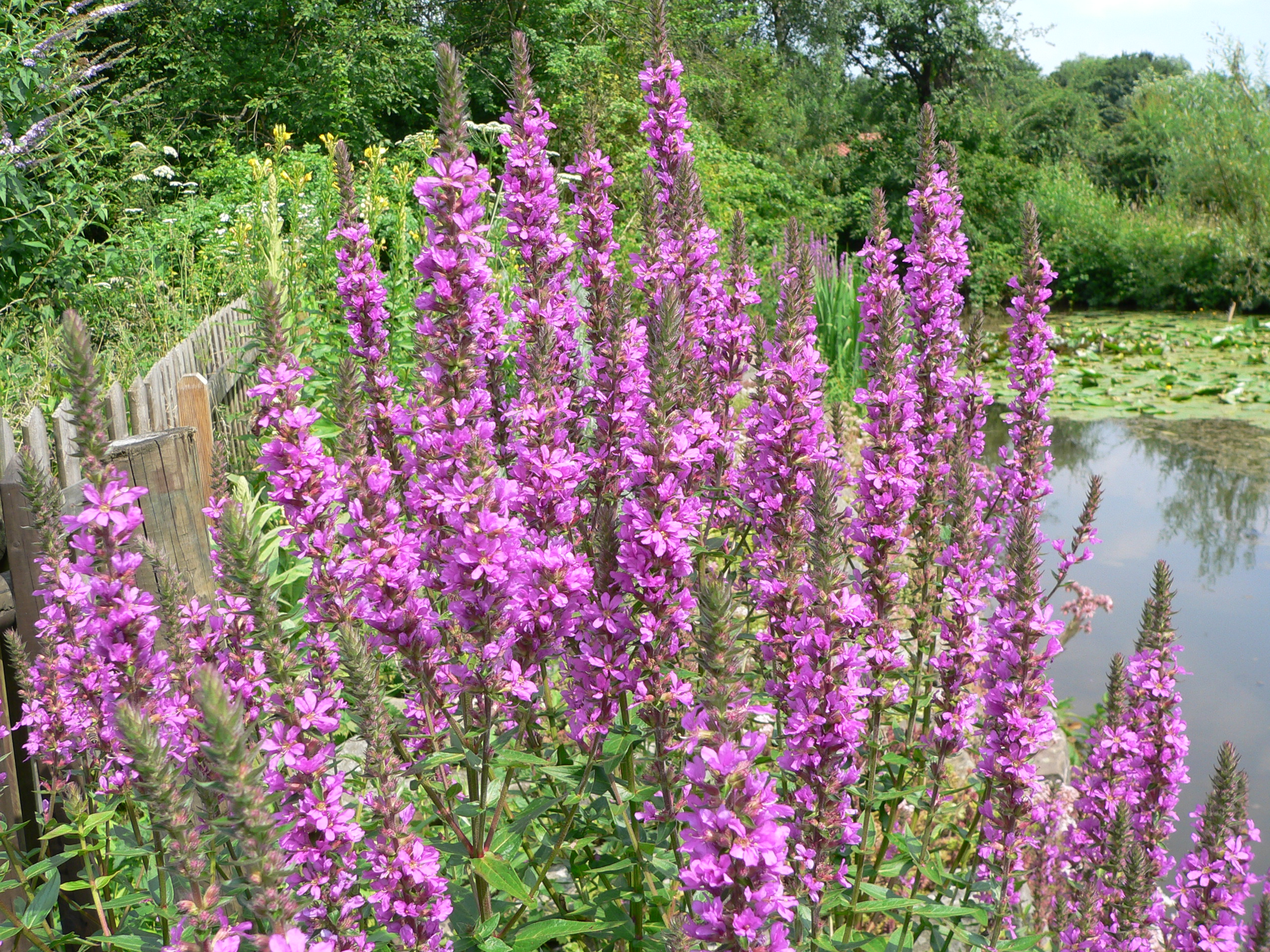
Salicaire commune, sur les coteaux des Brateaux.
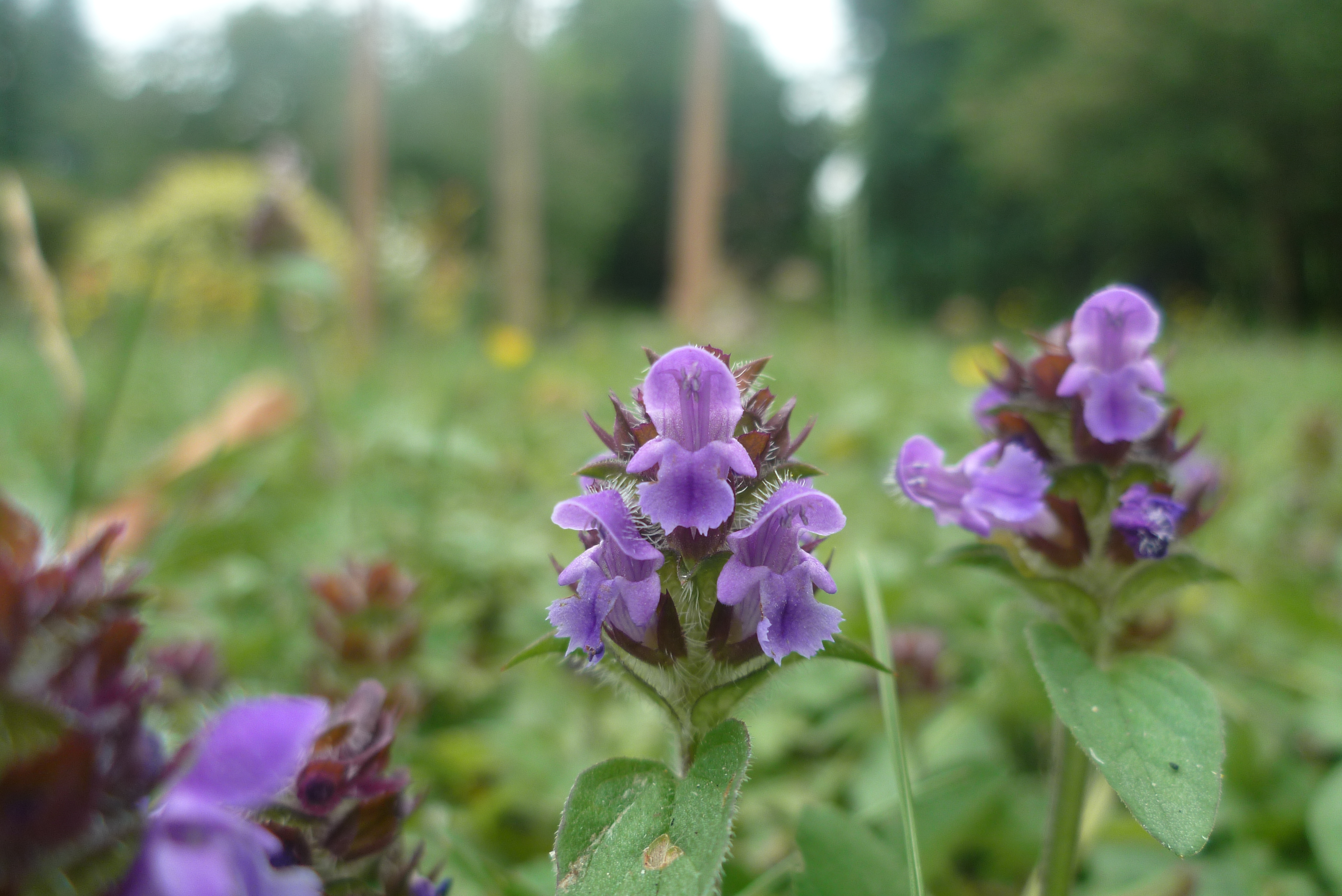
Charbonnière, sur le plateau.

### Patrimoine architectural
La commune de Villabé a conservé un patrimoine typique des villages agricoles du Hurepoix avec de nombreux édifices en pierre meulière :

#### Patrimoine urbain
- L'église Saint-Marcel, datant du XIIe siècle ;
- L’ancien lavoir et abreuvoir public construit en 1898 dans le centre du village devenu une halte-garderie en 1998 ;
- L’ancien lavoir communal sur l'Essonne au hameau d'Ormoy ;
- L’ancien réservoir d'eau rue Jean-Jaurès, rénové en abri de voyageur ;
- Le bâtiment principal de l'école Jean-Jaurès, ancien orphelinat de la ville construit en 1910 ;
- La ferme de Villoison ;
- La fontaine du village, adossée à l'ancien lavoir du village ;
- Les immeubles de la cité Darblay dant de 1925 ;
- Les aqueducs de la Vanne et du Loing traversant le territoire de la commune à l'ouest, qui permet d’acheminer les eaux jusqu'au réservoir de Montsouris à Paris depuis la Bourgogne ;
- La salle communale Roger-Duboz, bâtiment de l'ancienne école des filles construit en 1884 ;
- L'ancien bâtiment voyageurs de la gare de Villabé, acquit par la commune en 2013 pour un montant de 90 000 €[si 18] et transformé en 2016 en maison des associations pour un coût total des travaux de 690 000 €, dont 270 000 € de subventions du conseil départemental de l'Essonne[si 19].

Sélection d'édifices anciens de Villabé.
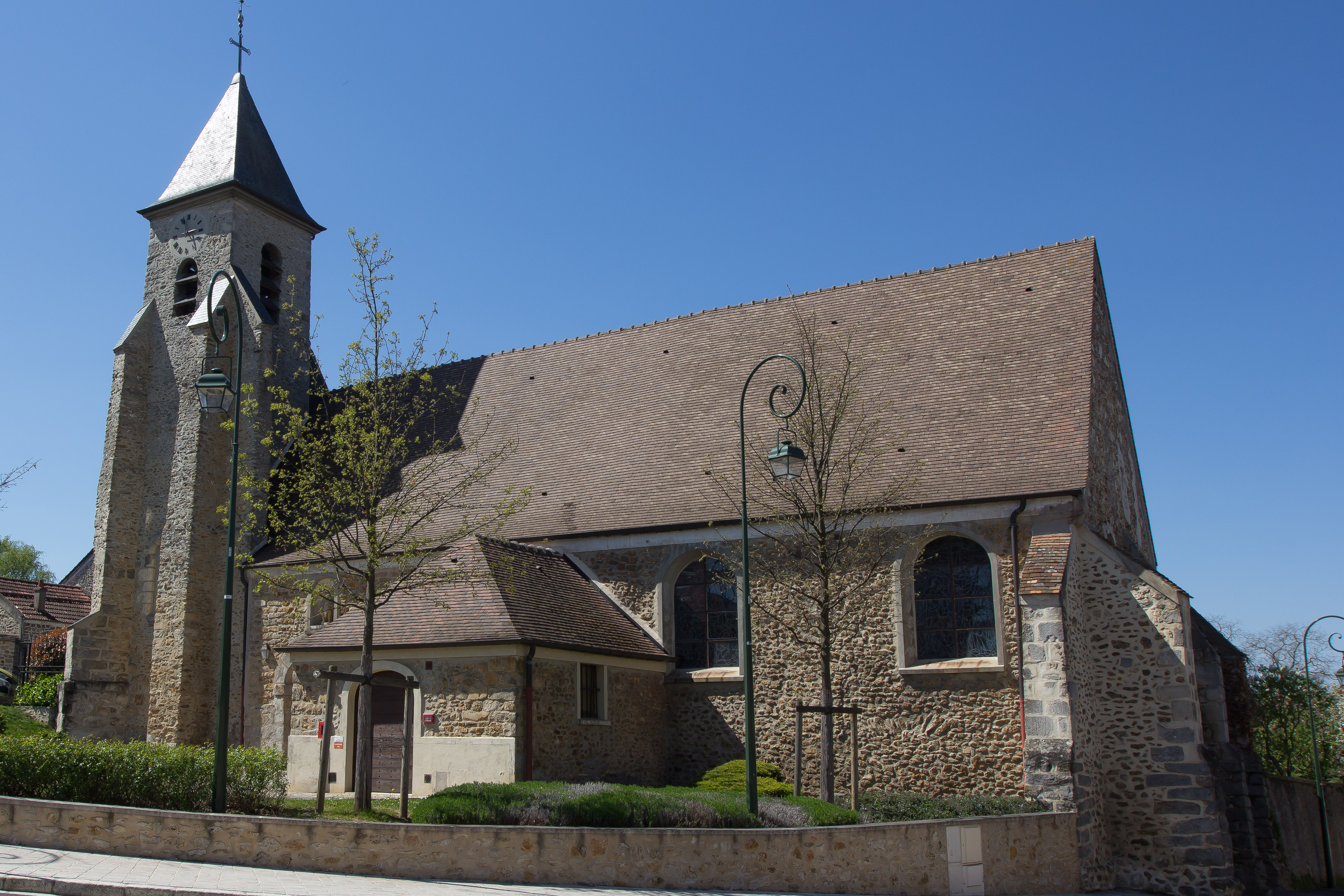
L’église Saint-Marcel.
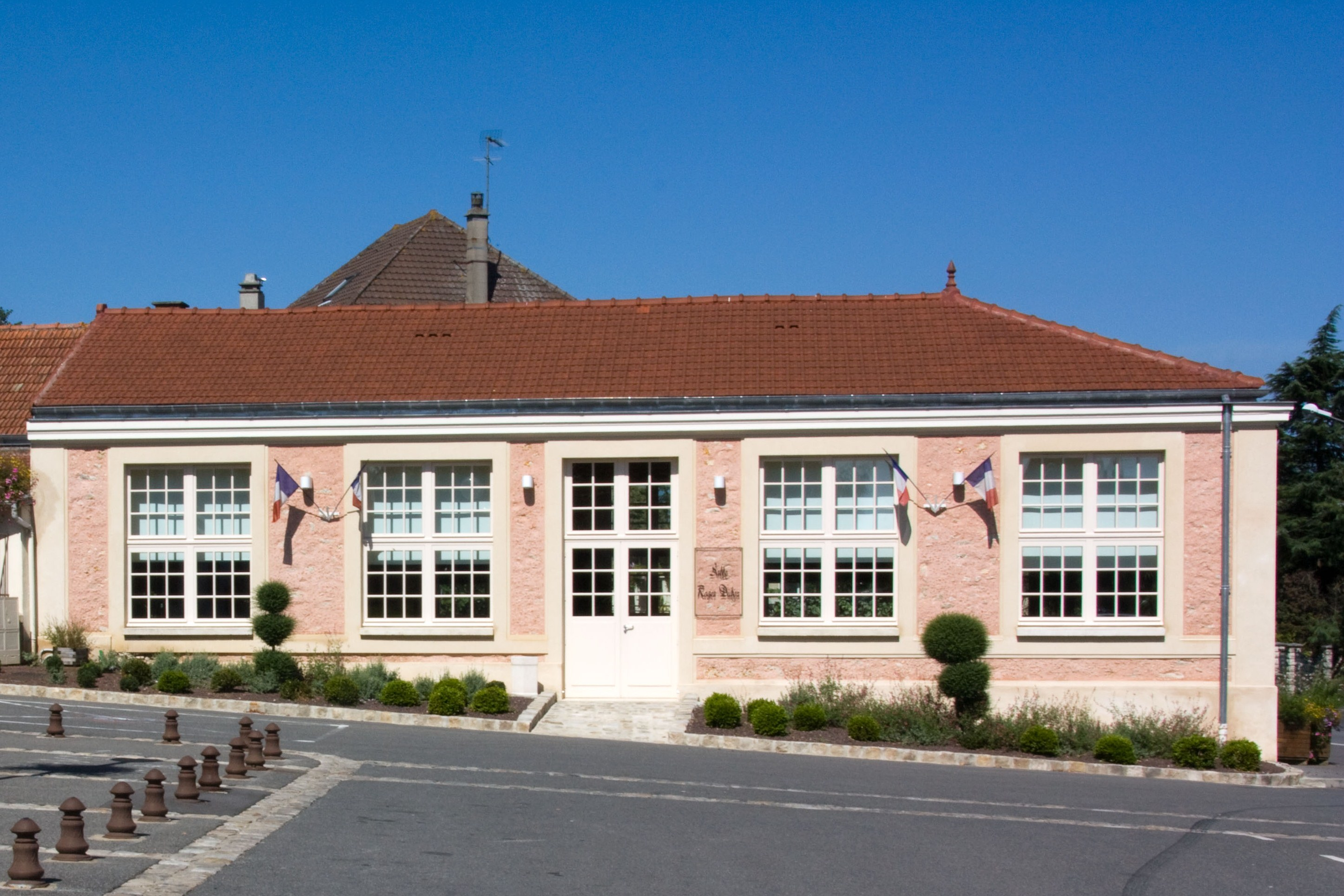
L'ancienne école des filles transformée en salle communale.
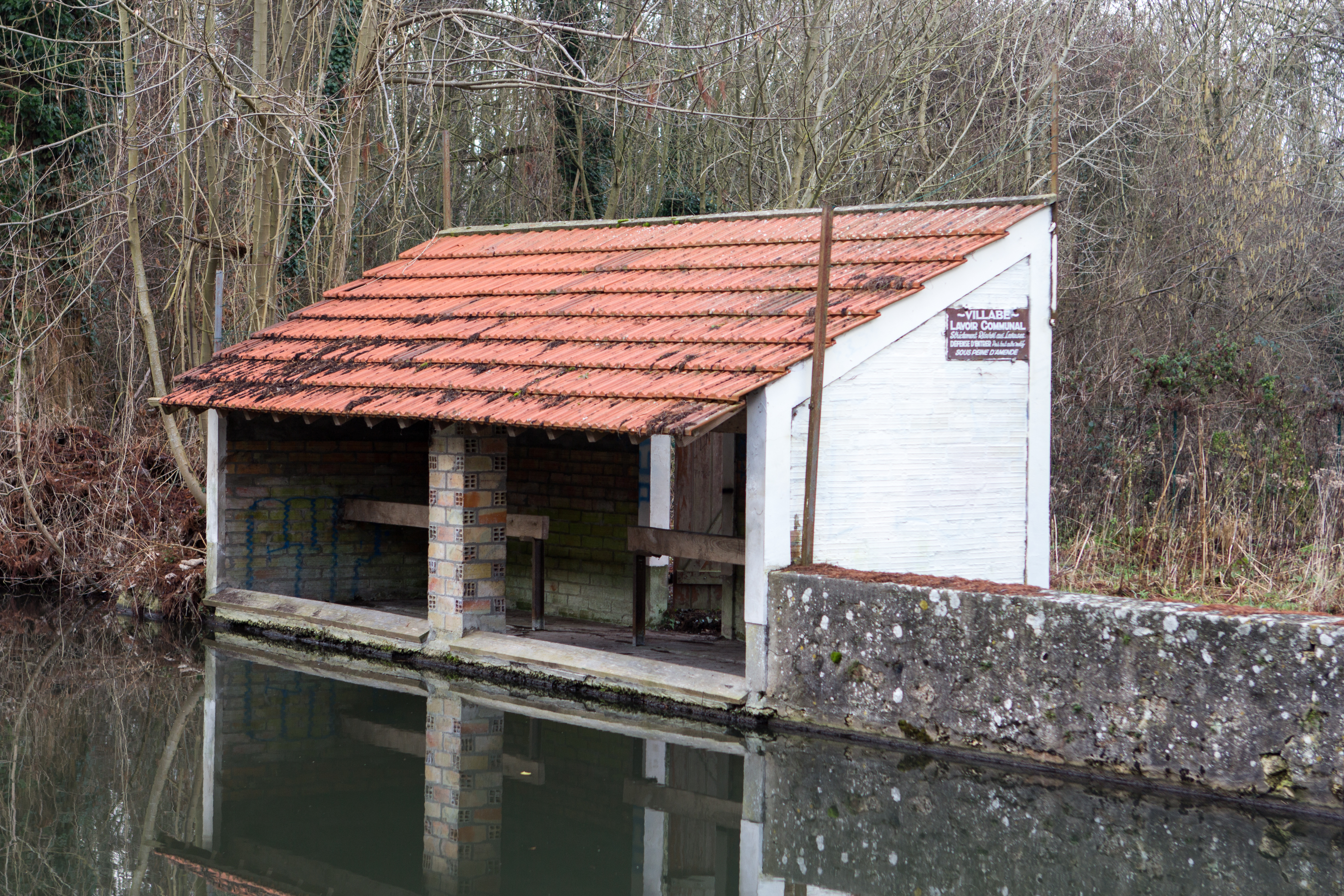
L'ancien lavoir communal sur l'Essonne.
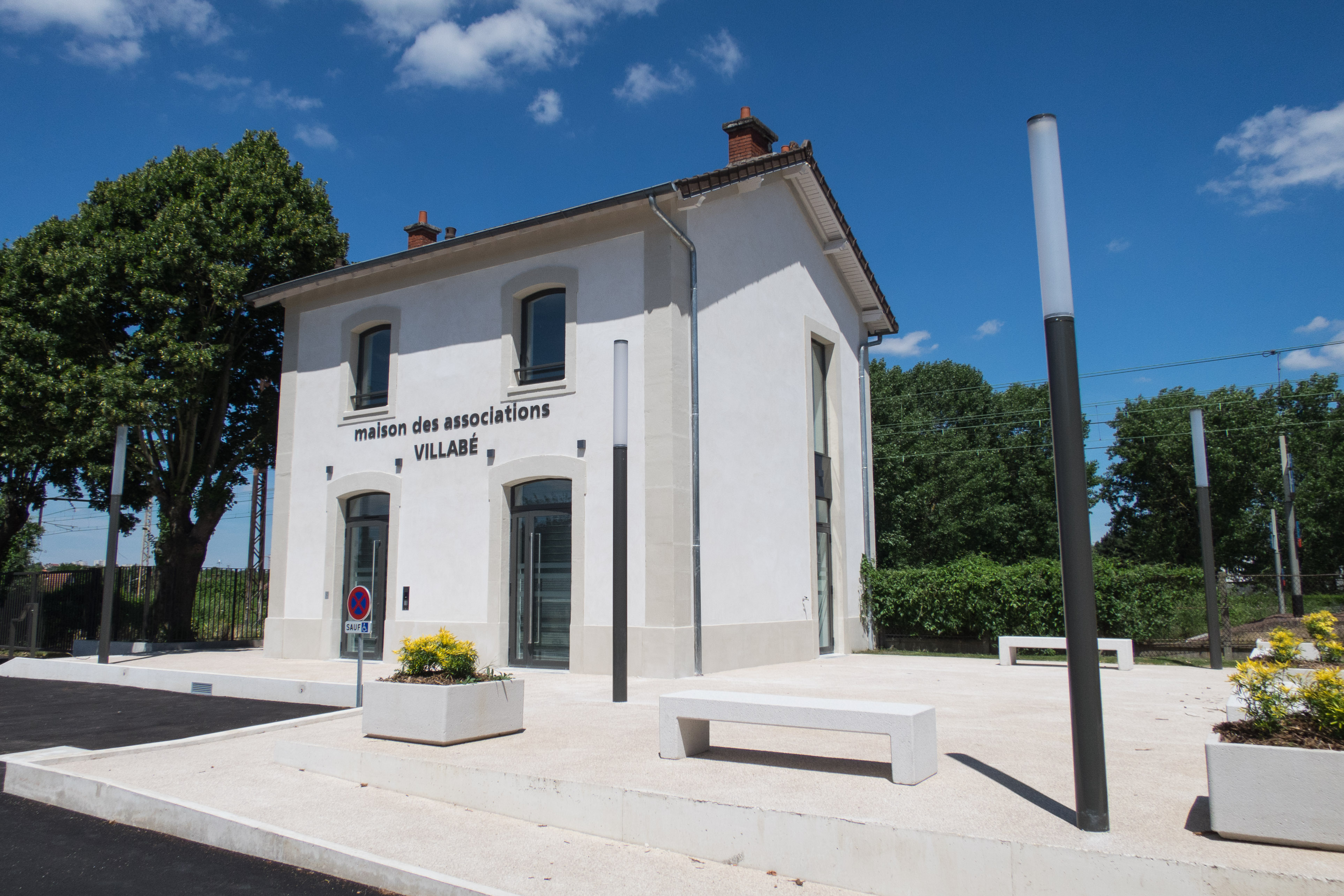
L'ancien bâtiment de la gare de Villabé transformé en maison des associations.

#### Patrimoine industriel
- Les vestiges de l'ancien moulin de Villoison au hanmeau d'Ormoy ;
- Les vestiges d'un ancien four à chaux au hameau d'Ormoy au lieu-dit les Canaux ;
- L'ancien moulin des Rayères sur l'Essonne au lieu-dit la Chopinière ;
- Les bâtiments de l’ancienne papeterie Darblay au hameau de Moulin-Galant ;
- Les aqueducs de la Vanne et du Loing traversant le territoire de la commune à l'ouest, qui permettent d’acheminer les eaux jusqu'au réservoir de Montsouris à Paris depuis la Bourgogne.

Sélection d'édifices industriels anciens de Villabé.
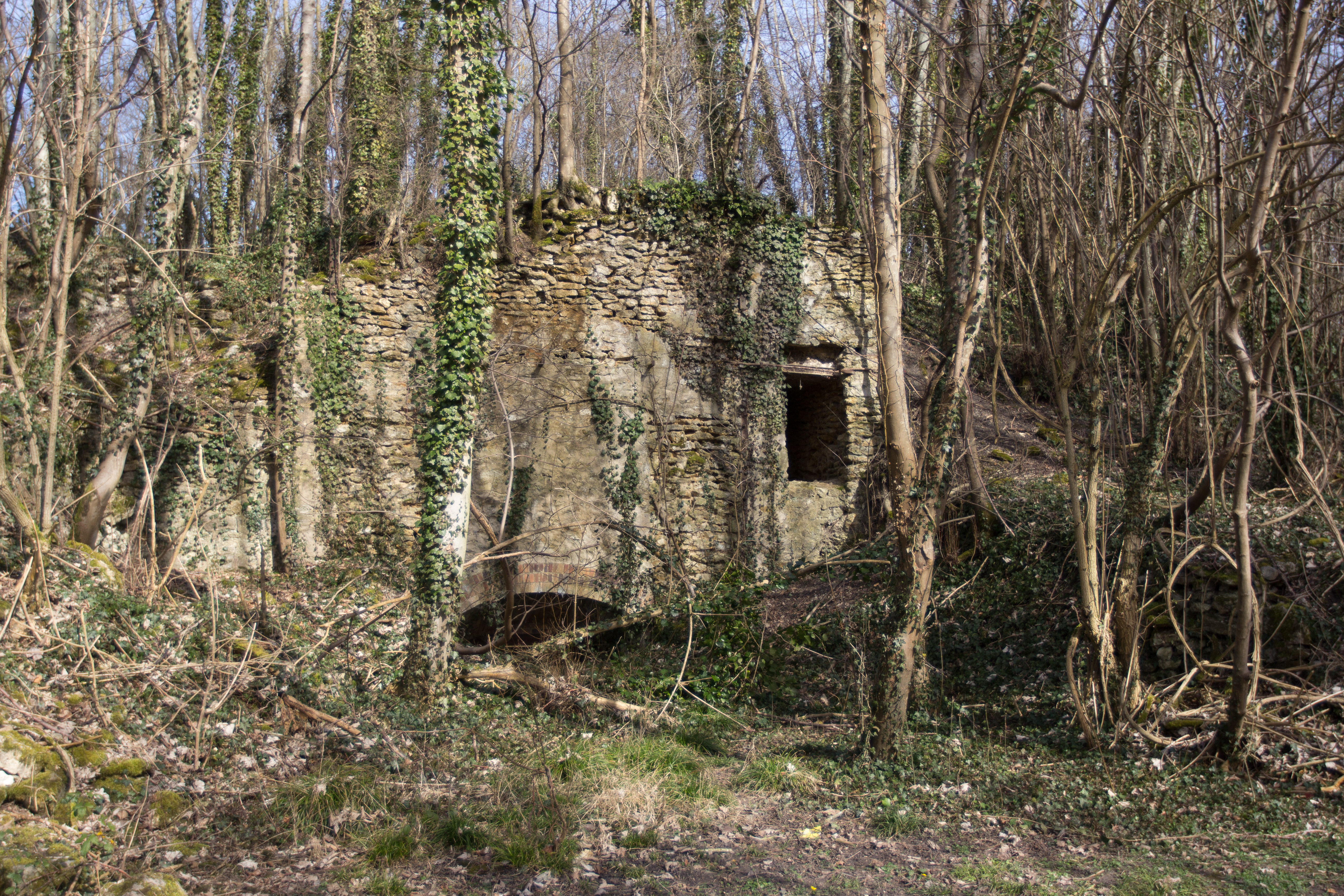
Vestiges de l'ancien four à chaux.
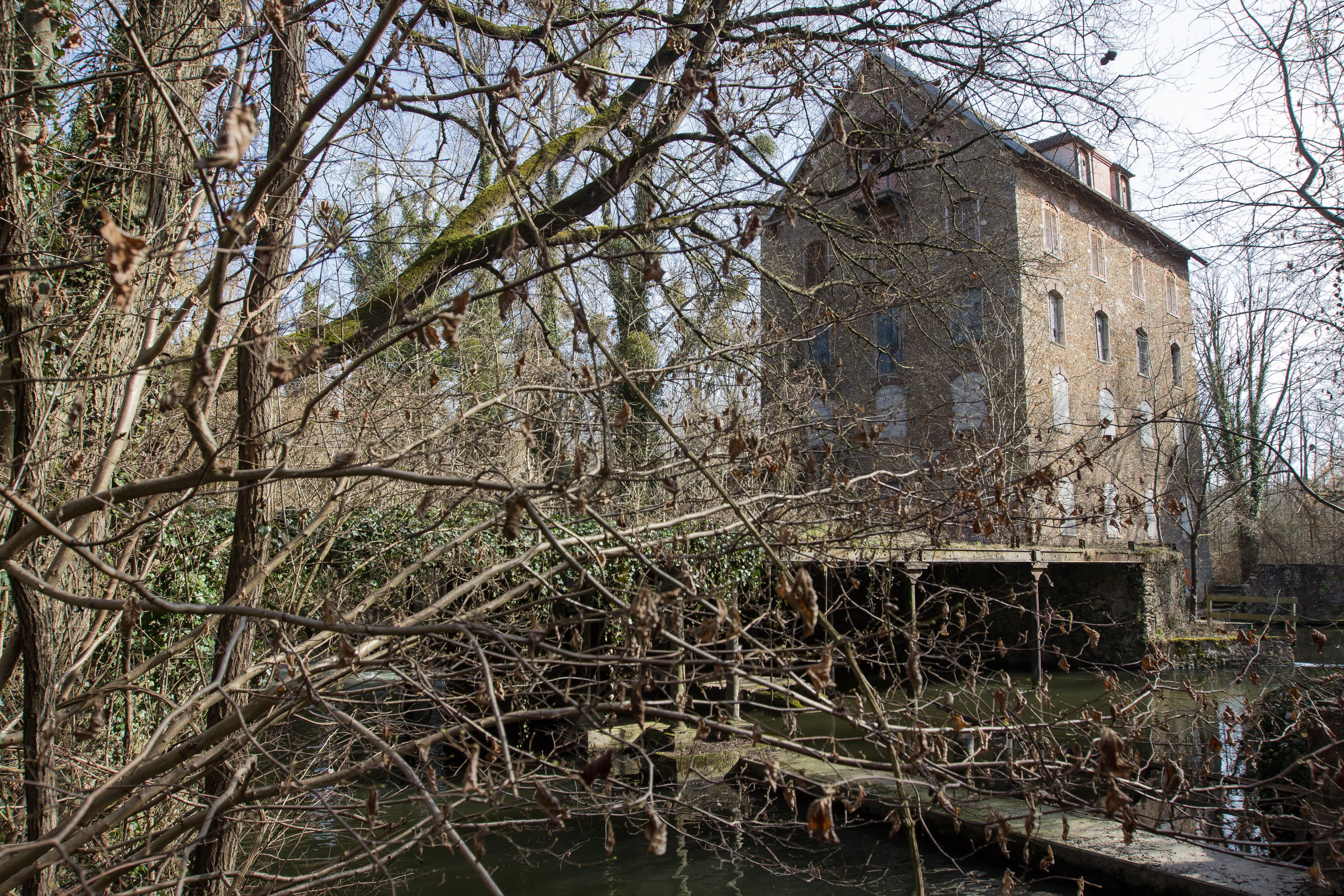
L'ancien moulin des Rayères sur l'Essonne.
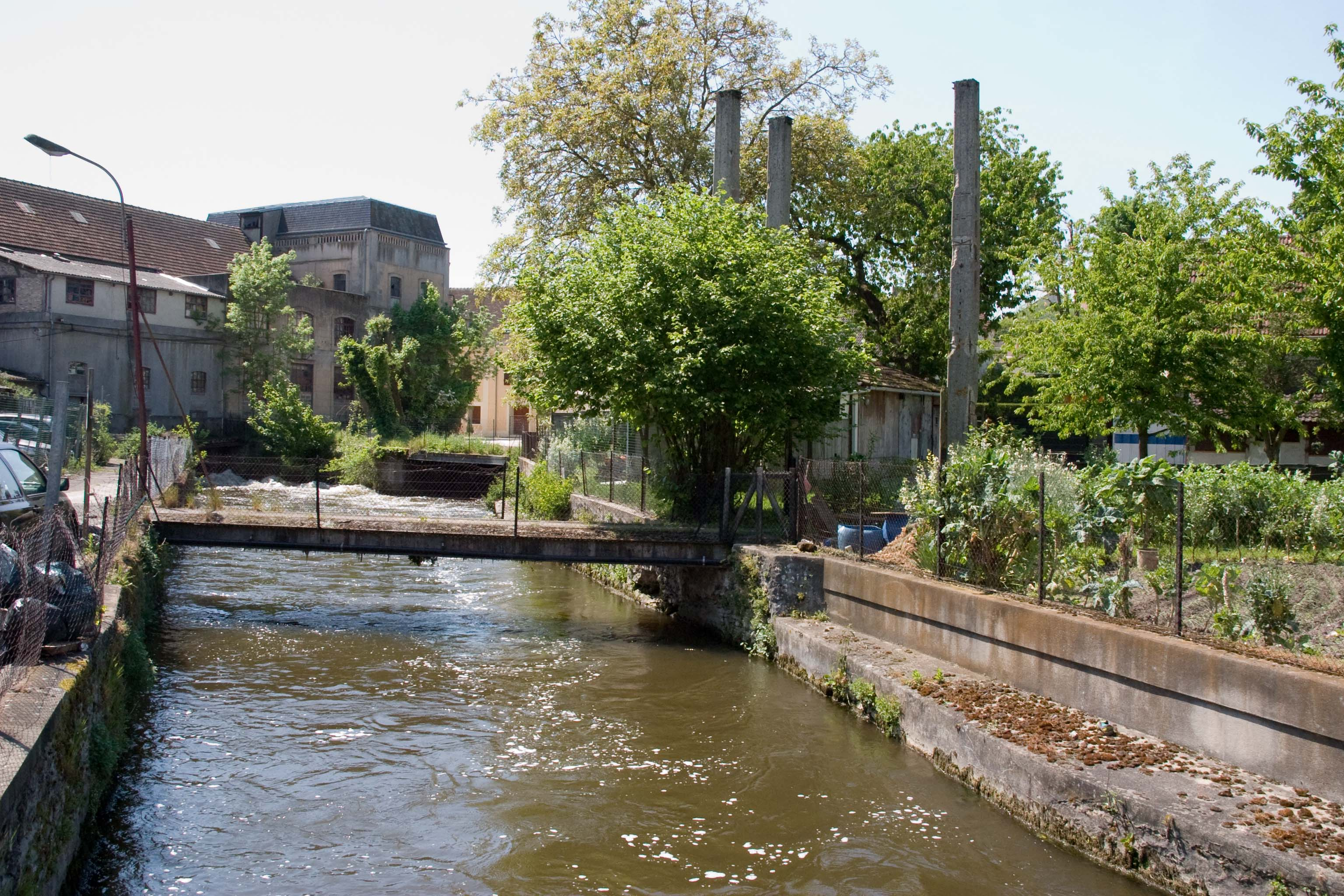
Un des bâtiments de l'ancienne papeterie Darblay à Moulin-Galant.
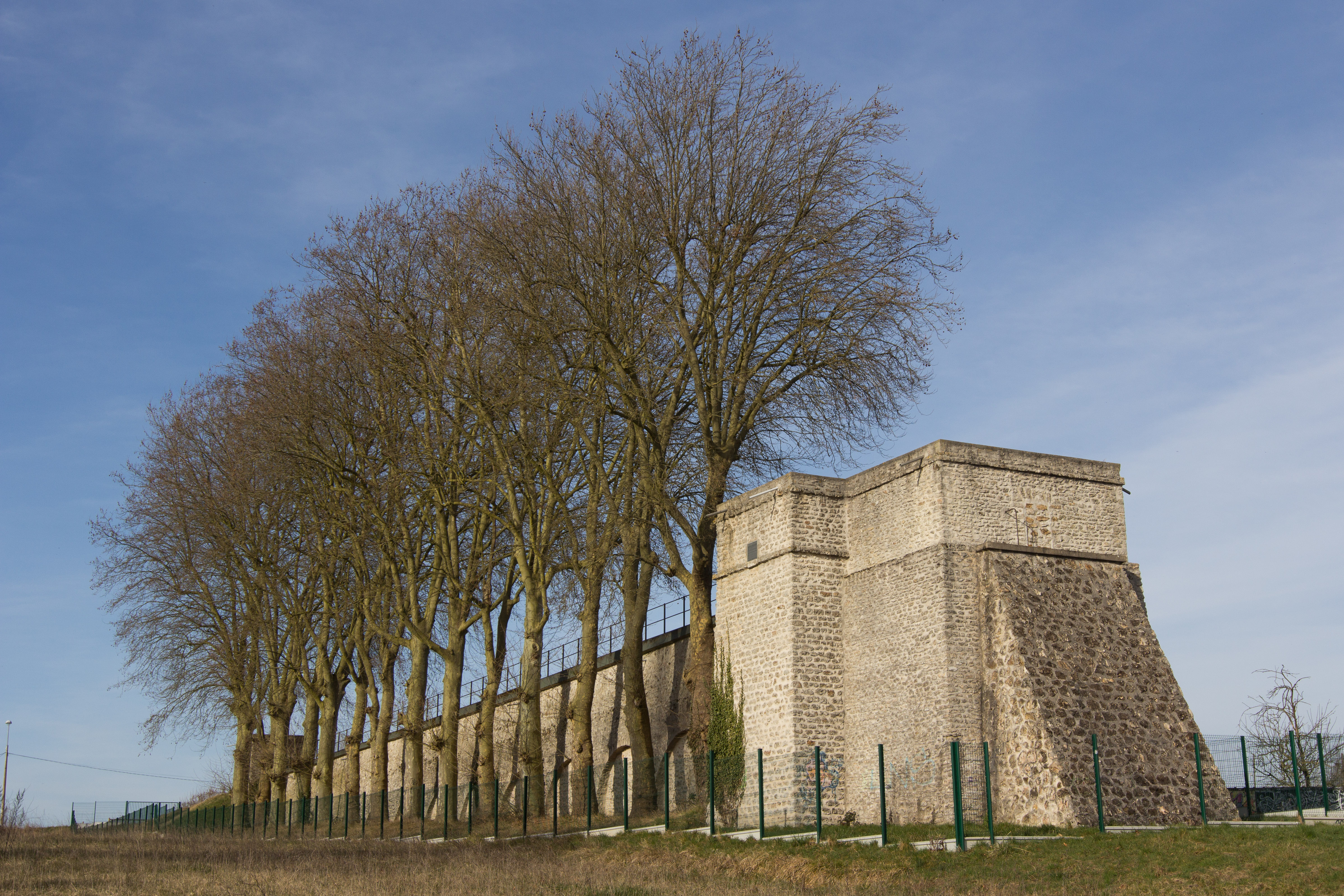
Tête de siphon des aqueducs de la Vanne et du Loing.

### Équipements culturels
La commune, dotée d’un service municipal culturel, dispose de plusieurs espaces d’accès et de pratique culturelle donc l’importante salle polyvalente La Villa, la salle des fêtes Roger-Duboz, l’Espace Jeunes servant de Maison des jeunes et de la culture, la bibliothèque municipale Alain-Ramey, l’école de musique Harmonies et le conservatoire de musique Yves-Henry.

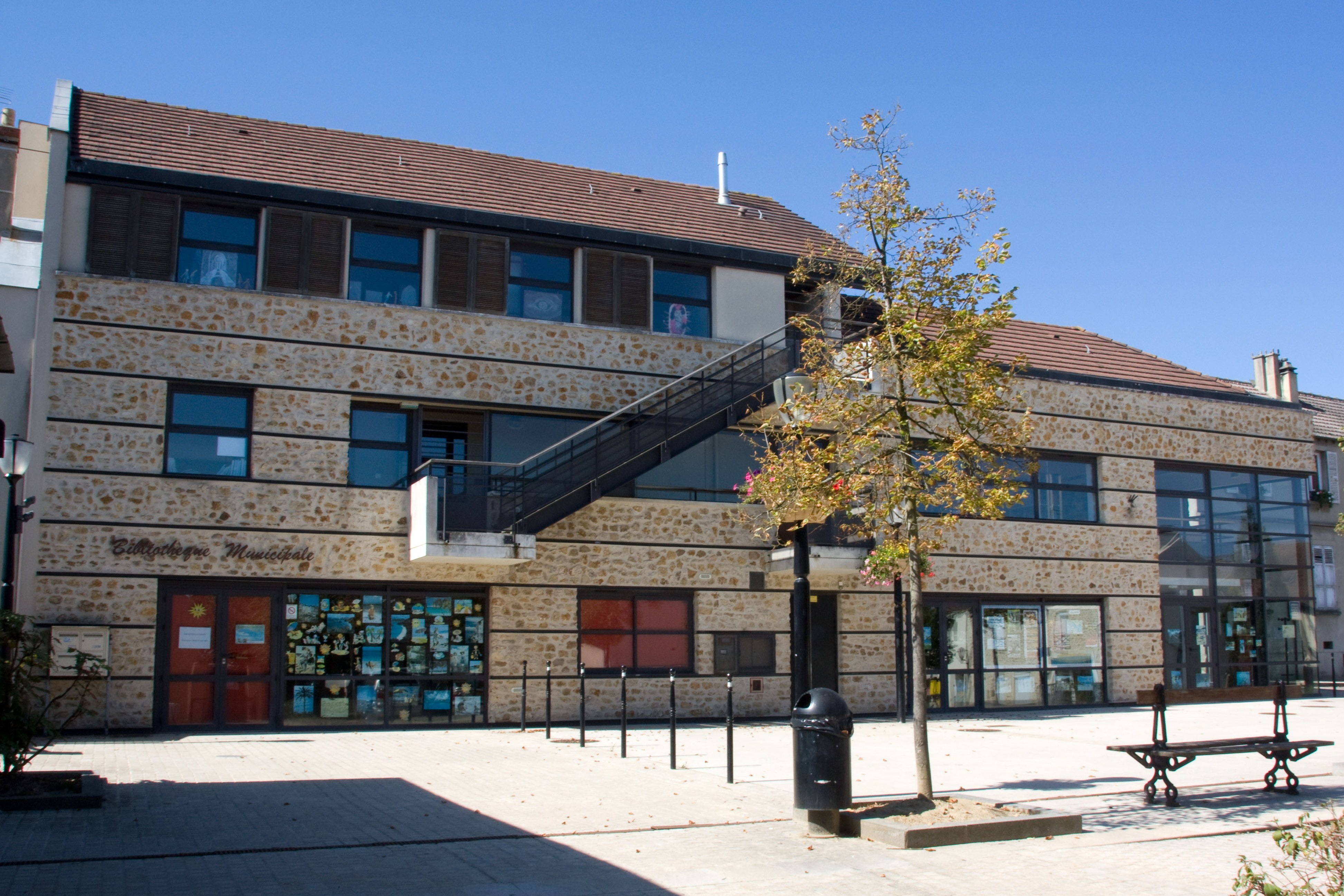
La médiathèque Alain-Ramey.
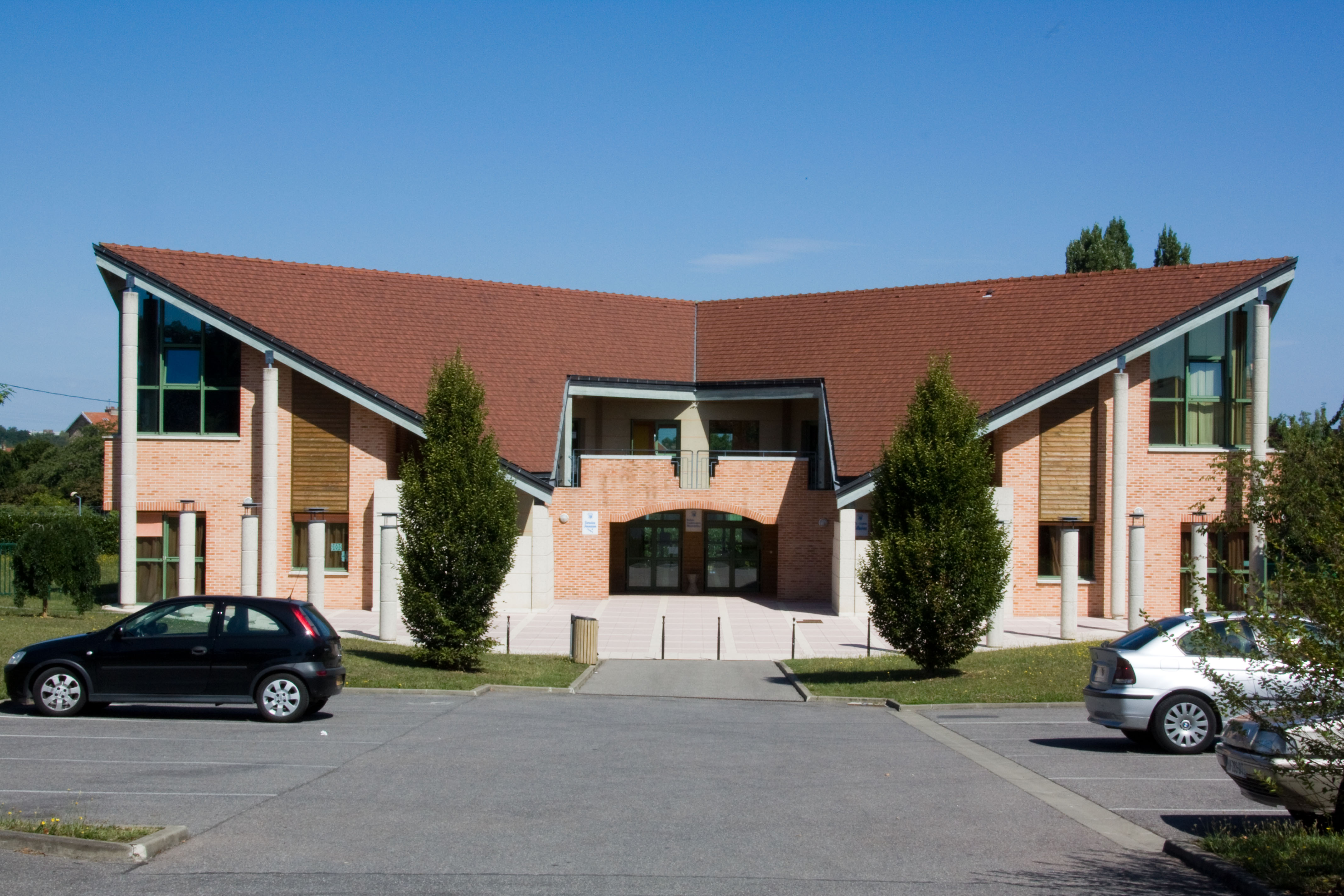
L'Espace jeunes.
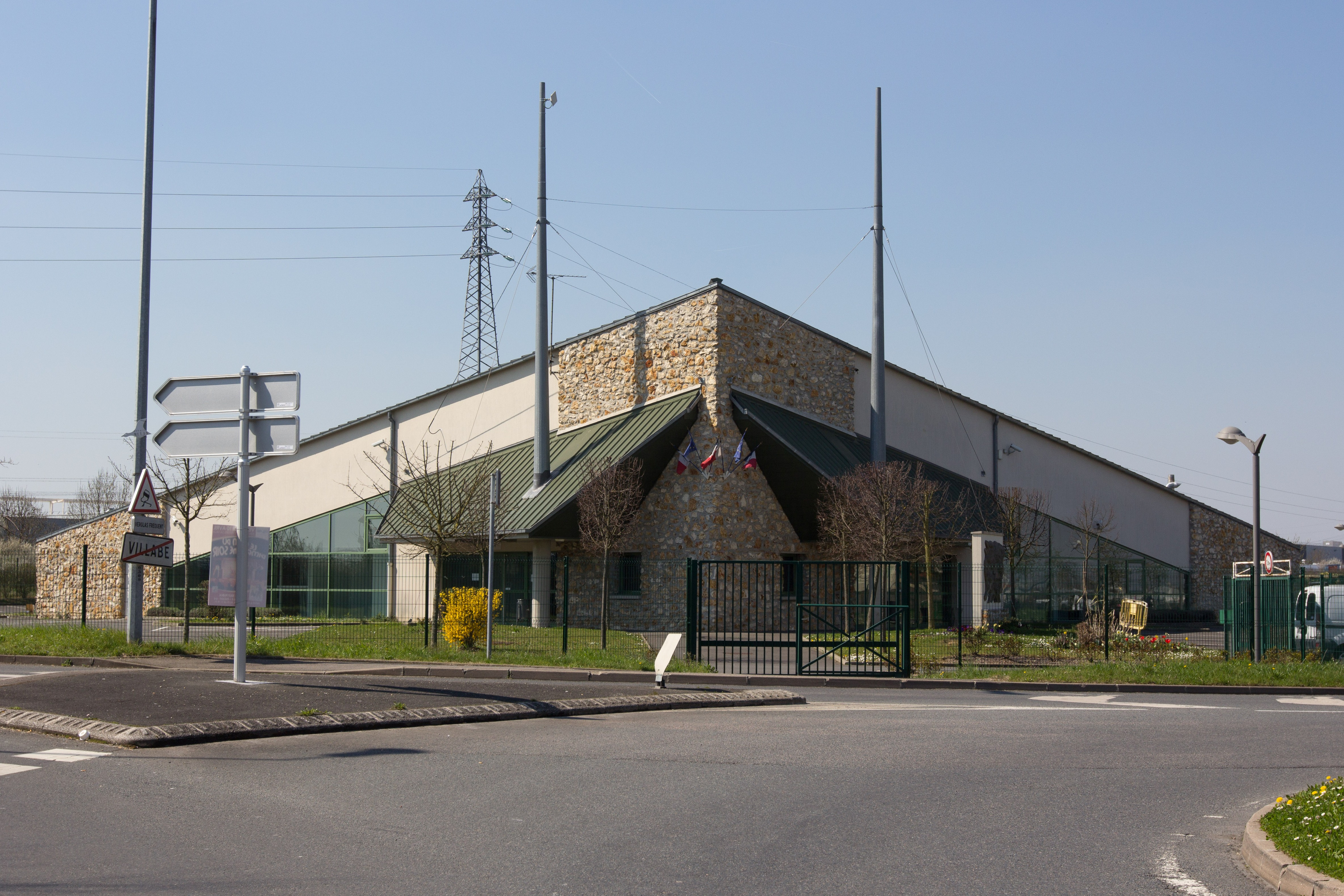
La salle polyvalente La Villa.
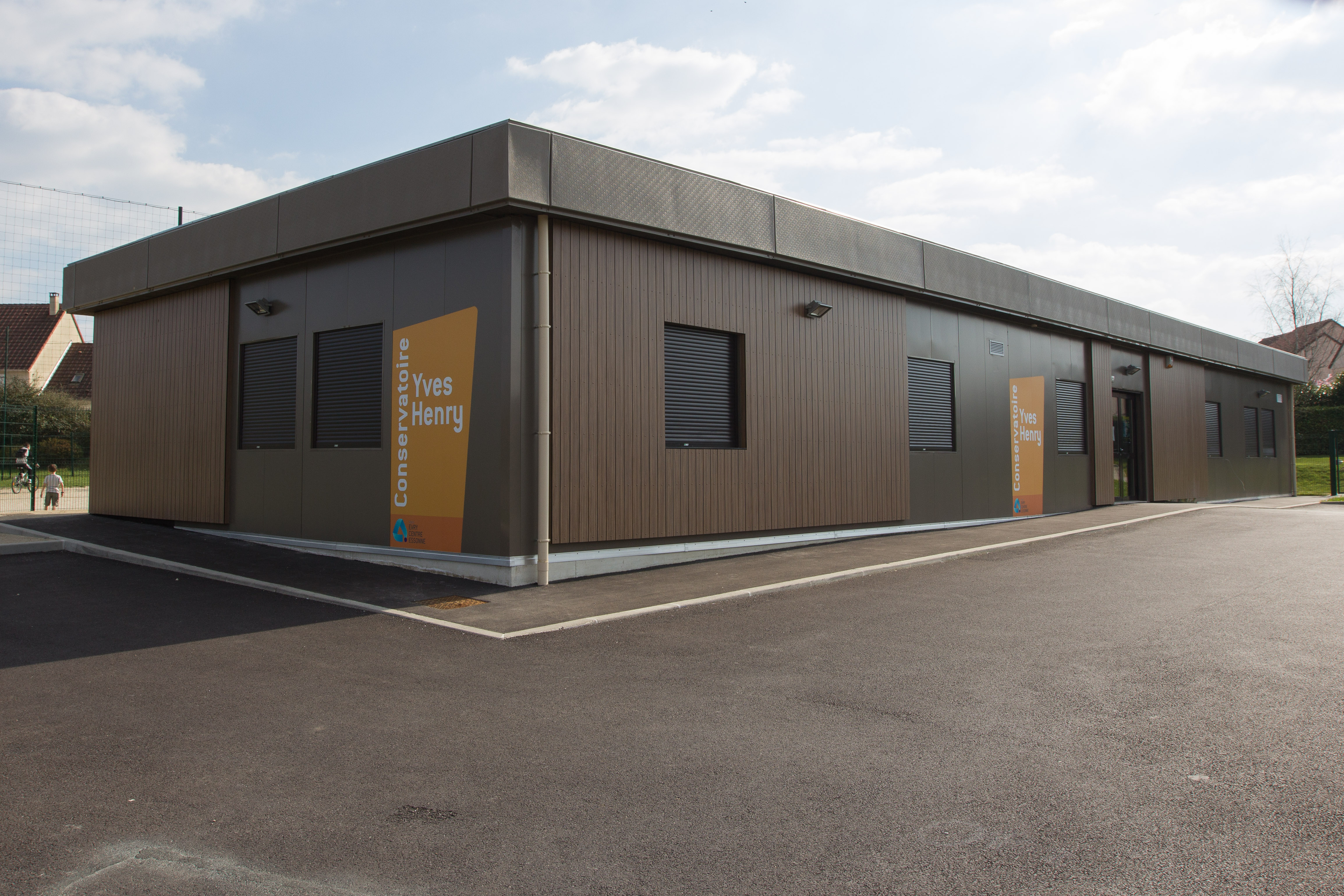
Le conservatoire Yves-Henry.

### Villabé dans les arts et la culture

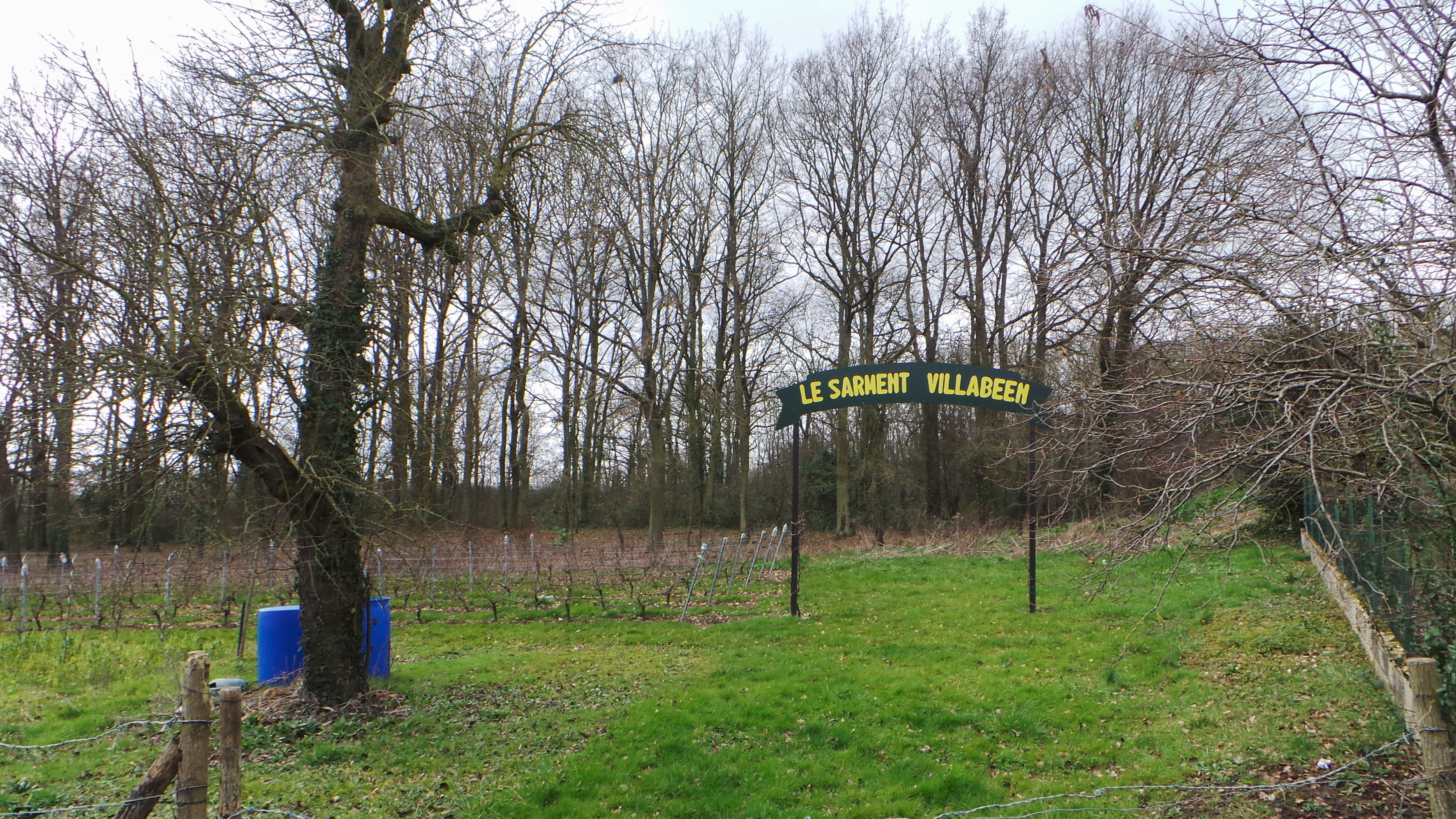
La parcelle de vignes du Sarment villabéen.

Une association locale, le Sarment villabéen, maintient la tradition viticole de la commune en cultivant la dernière parcelle de vignes et fait revivre la tradition de sa culture ainsi que la fabrication d’un vin culturel. Fin janvier, l'association célèbre la fête de la Saint-Vincent, saint patron des vignerons, autour d’une messe, d’un défilé dans les rues du village et d’un repas dansant dans la salle des fêtes. L'association gère un petit musée dans lequel elle expose les objets et les outils anciens ayant servi au travail de la vigne.
Le nom de la commune est utilisé pour la dénomination d’une aire de repos de l’autoroute A6 qui traverse son territoire du nord au sud, l’aire de Villabé en direction de Paris située au point kilométrique 29.
Selon un ancien rapport de gendarmerie, datant de 1965 et jamais publié officiellement, mais qui a été révélé en octobre 2009 par l’écrivain Georges Fleury, ancien des commandos de marine, le corps de l’opposant marocain Mehdi Ben Barka aurait été incinéré dans une maison de Villabé après son enlèvement et son probable assassinat,,.
Villabé était aussi le nom d’emprunt du comédien Germain Clérin qui fit partie de l’Illustre Théâtre.
Une scène du film Les Trois Frères de Didier Bourdon et Bernard Campan sorti en 1995 fut tournée dans la station service de l’aire d’autoroute de Villabé.

### Personnalités liées à la commune
Différents personnages publics sont nés, décédés ou ont vécu à Villabé :
- la famille de Neufville de Villeroy, connue sous le nom de ducs de Villeroy, possédait le domaine aux XVIIe et XVIIIe siècles ;
- Jean-Baptiste-Gaspard d'Ansse de Villoison (1750-1805), helléniste et philologue, habita le hameau de Villoison ;
- Pierre Hébert (1804-1869), sculpteur, y est né ;
- la famille Darblay, grande famille industrielle des XIXe et XXe siècles de Corbeil-Essonnes, était en partie installée sur le territoire de la commune, au lieu-dit la Petite Nacelle ;
- Yves Henry (1959), pianiste, y habite de 1971 à 1983 ;
- le groupe de reggae Mister Gang, formé au début des années 1990, est originaire de la commune.

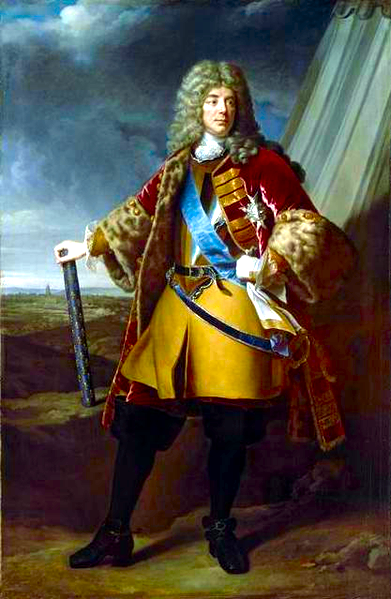
François de Neufville, 2e duc de Villeroy, maréchal de France, possesseur des terres de Villabé au XVIIIe siècle.
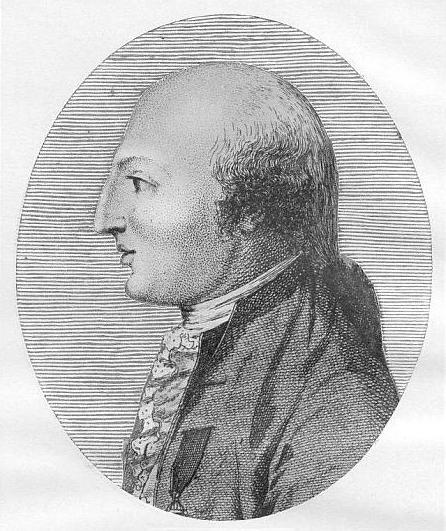
Jean-Baptiste-Gaspard d’Ansse de Villoison.
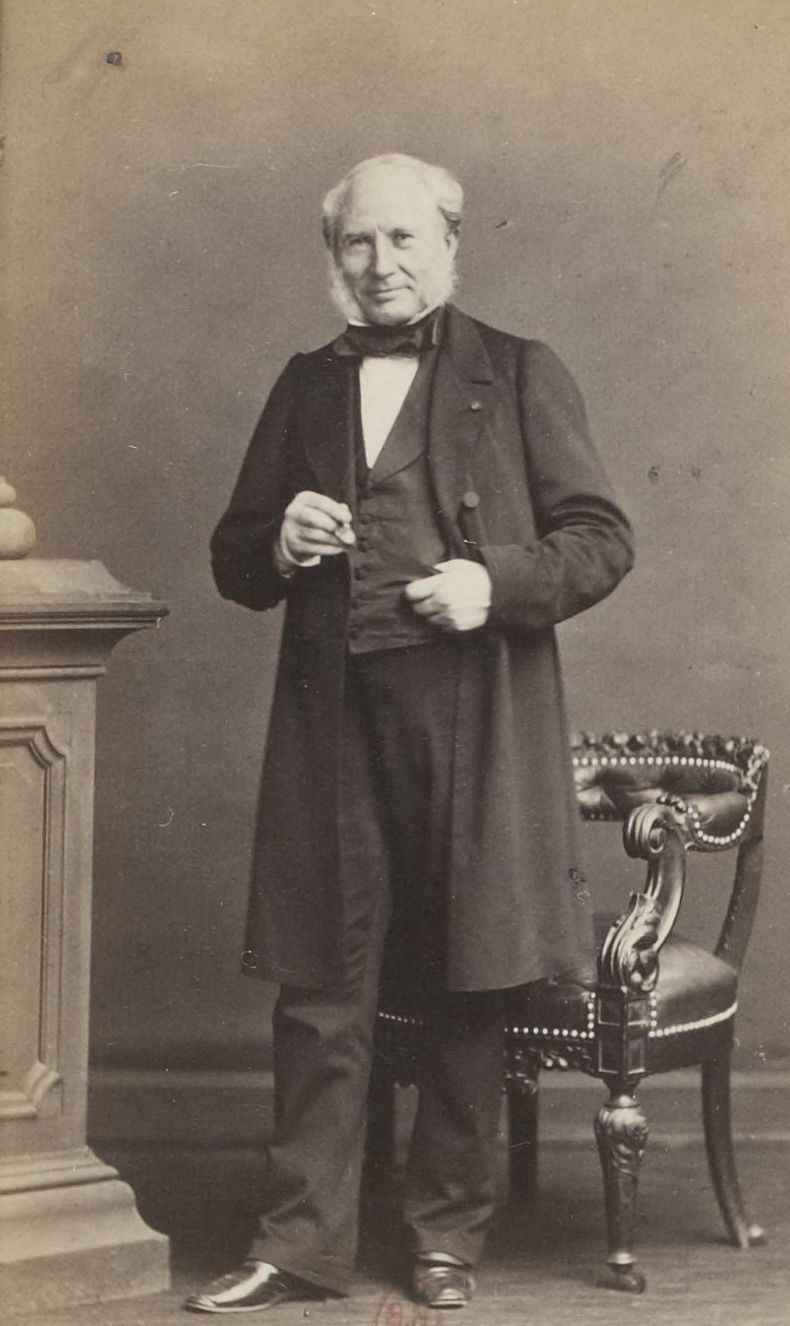
Aimé Stanislas Darblay, un des fondateurs des papeteries Darblay à Villabé.
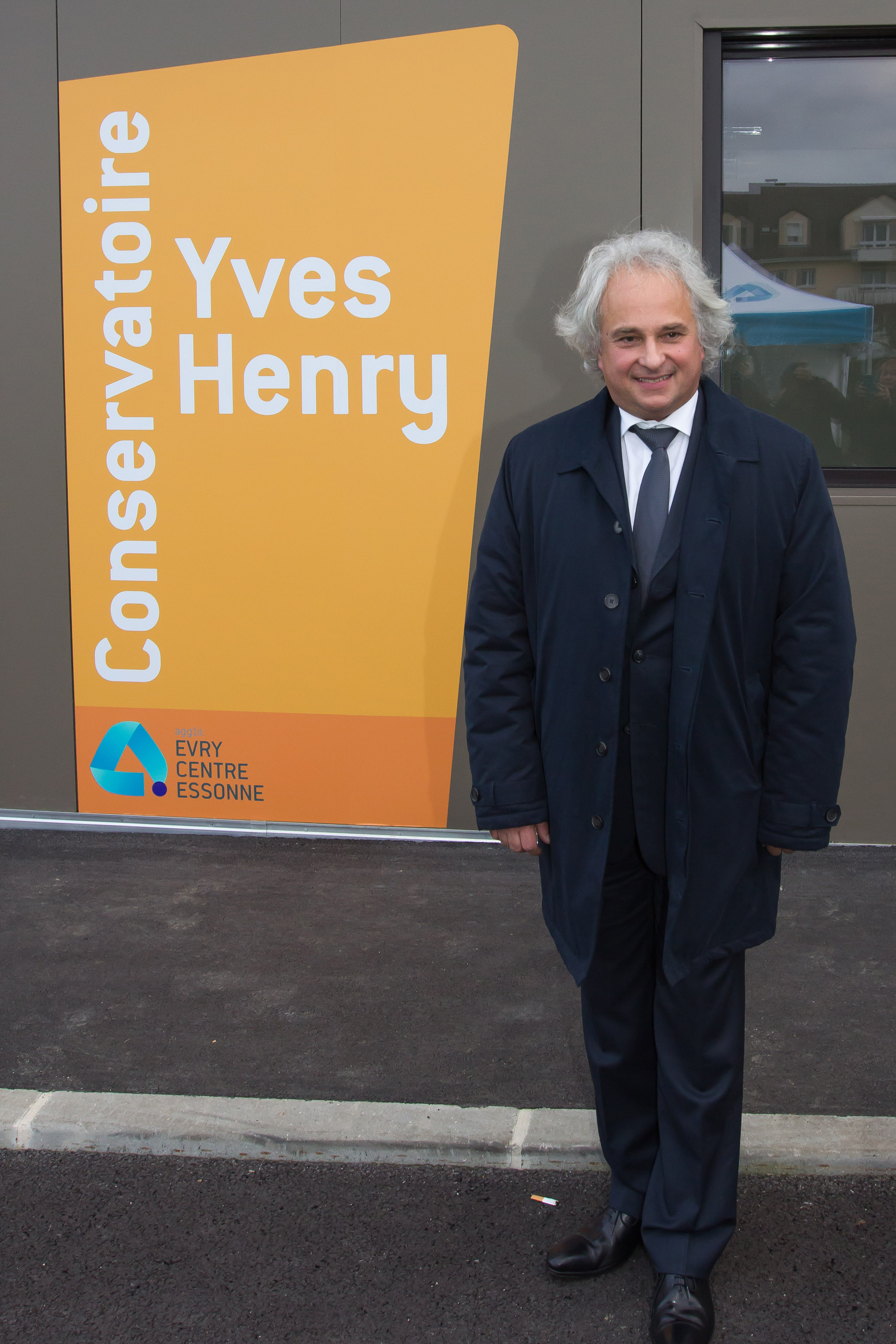
Yves Henry devant le conservatoire qui porte son nom à Villabé.

### Héraldique et logotype
| Blason de Villabé | Les armes de Villabé se blasonnent : D'argent à la tierce ondée d'azur posée en barre, accompagnée, en chef, d'un bouquet de trois épis de blé soudés d'or et, en pointe, d'une grappe de raisin de pourpre tigée et feuillée au naturel. Il s'agit d'armes à enquerre puisque les règles héraldiques interdisent la superposition de deux métaux, ici l'or sur l'argent. Le blason de la commune est censé figurer les éléments historiques du territoire, les épis de blé symbolisent l'agriculture autrefois présente sur le plateau, les tierces ondées figurent le cours de la rivière l'Essonne et la grappe de raisin rappelle la viticulture auparavant réalisée sur les coteaux. La commune s'est en outre dotée d’un logotype. | Logotype de Villabé |